# Storia dell'Abruzzo

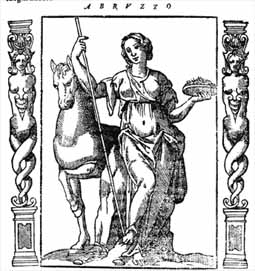
Allegoria dell'Abruzzo, dall'iconologia di Cesare Ripa

La storia dell'Abruzzo riguarda le vicende storiche relative all'Abruzzo, regione dell'Italia meridionale.

## Origine del nome
(Niccola Palma, Storia ecclesiastica e civile della regione più settentrionale del Regno di Napoli)

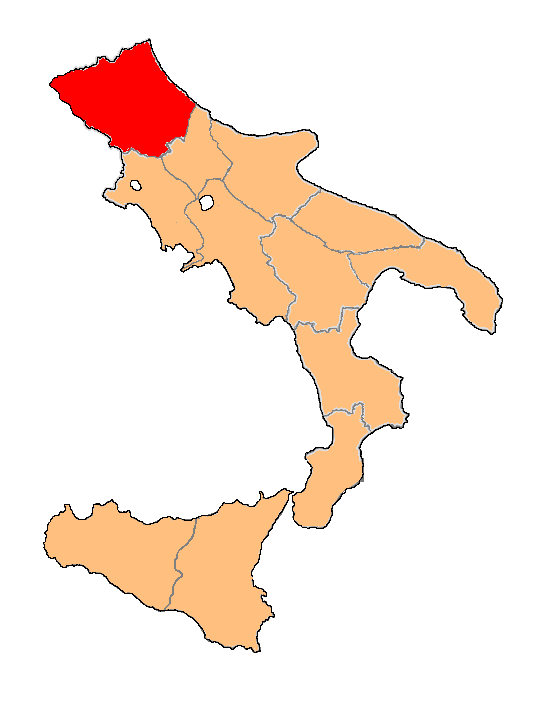
Il territorio del Giustizierato d'Abruzzo, in rosso, all'interno del Regno di Sicilia

Il toponimo "Abruzzo" deriva dal nome col quale originariamente si indicava l'area del teramano. Infatti, il primo nome della città fu Petrut, e indicava un luogo sopraelevato e ben distinto; in seguito, si ipotizza già all'epoca della conquista romana della penisola, diventò Praetutium (Pretuzio), prima di assumere la denominazione Interamnia, indicante un luogo situato tra due fiumi, dalla quale deriverà poi "Teramo".
Col toponimo "Pretuzio" si indicava dunque un'area compresa tra l'agro ascolano e Truentum (nel territorio di Martinsicuro) a nord, il mare Adriatico a est, il Vomano a sud e gli Appennini a ovest. Con la suddivisione in regioni operata da Augusto, questo territorio fu ricompreso nella regione picena. In seguito, durante il regno di Federico II di Svevia, il nome "Apruzzo" (Aprutium) iniziò ad indicare l'area che costituisce – con buona approssimazione – l'attuale regione, quando egli istituì il giustizierato d'Abruzzo con le costituzioni di Melfi del 1233.

## Cronistoria della questione territoriale

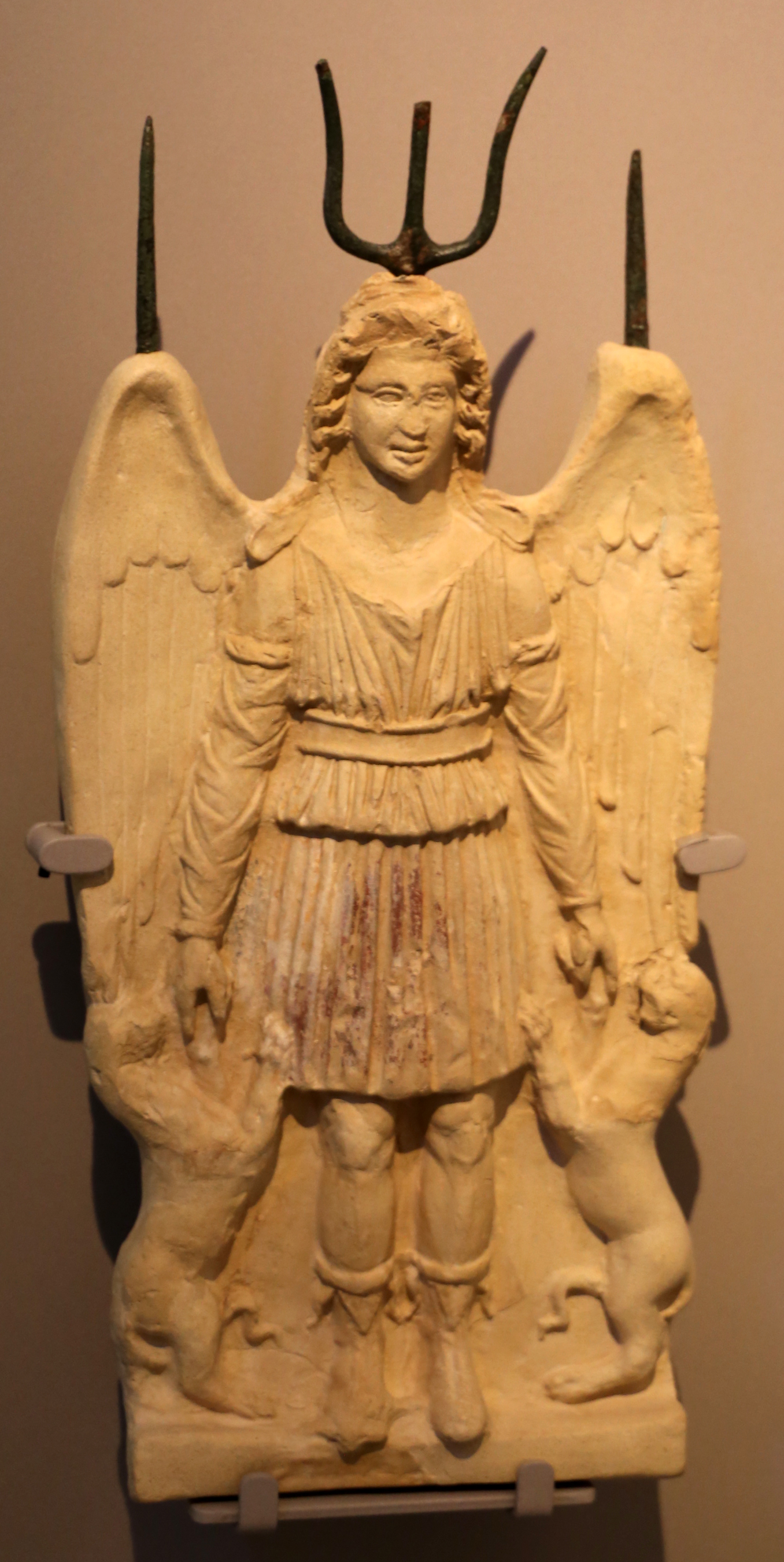
Artemide persiana, statuetta rinvenuta dal tempio italico di Colle San Giorgio di Castiglione Messer Raimondo (TE), conservata nel Museo archeologico nazionale d'Abruzzo, Chieti

L'Abruzzo attuale inizia a conformarsi nel VI-VII secolo d.C. con l'occupazione dei Longobardi, le storiche sottoprovince romane che furono costituite con Diocleziano, divennero "gastaldie", ossia zone amministrative dotate di una città "capoluogo" sede del gastaldo, cioè di una sorta di pretore che aveva competenze amministrative e giuridiche. I gastaldi abruzzesi, come riportato nella Historia Langobardorum di Paolo Diacono, erano sette:
- Provincia Valeria o Marsia (terra della Marsica) con Reate (Rieti), Amiternum - Forcona, ossia le due città sabine che nel 1254 costituiranno la nuova città dell'Aquila. Il centro del potere non era più il capoluogo marso Marruvium (detto "Marsia"), ma Celano.
- Gastaldato di Teate: con Chieti e tutte le terre dell'attuale provincia omonima, le città principali di Ortona, Aternum (Pescara), Anxanum (Lanciano) e Histonium, che proprio coi longobardi prese l'attuale nome del Vasto.
- Aprutium: contea con al centro l'antica Interamnia Praetutia (Teramo) e le città di Hatria (Atri), Castrum Novum (Giulianova) che si chiamerà di lì a poco Castel San Flaviano, Truentum (Martinsicuro)

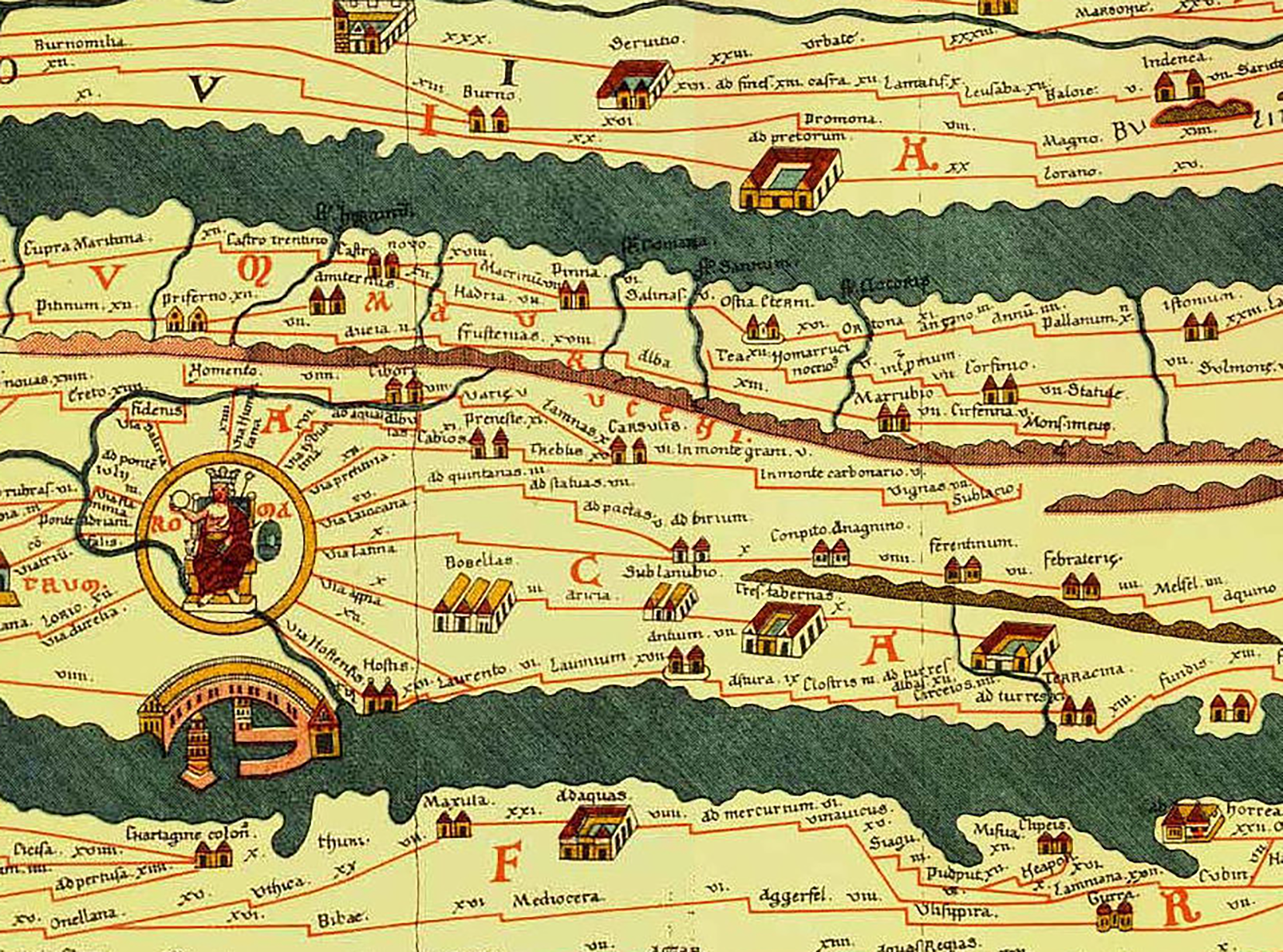
Roma e l'Abruzzo nell'epoca romana, nella Tabula Peutingeriana

- Penne: con Penne e l'ex territorio vestino cismontano di Angulum (Città Sant'Angelo) Interpromum (Castiglione a Casauria), e parte dell'attuale provincia di Pescara
- Valva: conca Peligna con Sulmona, Corfinio, che sotto i Romani si era chiamata "Pentima" (sino al 1928 quando ricambierà il nome) con la Basilica di San Pelino in località Valva, il territorio abbracciava l'attuale conca e arrivava sino alla piana di Navelli e alla piana delle Cinque Miglia (Castel di Sangro) con le terre dell'ex Aufidena (Alfedena).

I confini naturali con la Marca di Ancona erano i fiumi Tronto, il Vomano e Tordino a nord, a sud il Trigno con la Contea di Bojano, poi di "Molise". Il termine Aprutium era soltanto riferito alla zona di Teramo. Dopo la distruzione di questa da parte del normanno Roberto II di Loritello, si inizia a parlare di Giustizierato, ossia una proto-regione nel Regno di Sicilia, che con Federico II di Svevia nel 1233 vedrà la luce, avente capoluogo Sulmona, situata nella zona più centrale dell'Abruzzo per i traffici con Napoli, nonché città molto fedele alla corona sveva. Tuttavia, secondo alcuni per il fatto che di lì a poco, dopo Carlo I d'Angiò, si inizierà ad usare il toponimo "Aprutium" per tutto il giustizierato, c'è di mezzo il fattore che, secondo lo storico teramano Palma, il giustiziere aveva doppia residenza, a Sulmona e Teramo.
Con Carlo I, che nel 1268 conquistò l'Abruzzo sconfiggendo Corradino di Svevia, ci fu la divisione dell'Abruzzo, troppo grande da amministrate unitariamente, in due tronconi, uno citra flumen Piscariae e l'altro ultra flumen Piscariae (1273); cioè il confine naturale era il fiume Aterno, che dalle gole di Popoli assumeva il nome di "Pescara", come citato anche nei documenti del Chronicon Casauriense dell'abbazia di San Clemente, posta al centro del fiume, lungo l'antica via Valeria, e tale fiume sfocia proprio nell'antico porto di Aterno, che nel Medioevo iniziò a essere chiamata Pescara.
Proprio la cittadina di Pescara, sino al XVII secolo rimasta più che altro un sobborgo di pescatori e di guardie militari, nel XVI secolo con la ricostruzione del castello sotto aspetto di fortezza spagnola, diventerà la "porta degli Abruzzi" dal mare Adriatico.
Benché nel 1447 Alfonso I di Napoli avesse riconosciuto Chieti come la capitale di tutti gli Abruzzi, reggendo le due province dell'Abruzzo Ultra e Citra, nel 1641 fu creato un preside ufficiale, che sostituiva la figura del giustiziere, avente sede all'Aquila, nel 1684 per contrastare le scorrerie dei briganti, fu creata una regia udienza provinciale anche a Teramo, che divenne dunque capoluogo, con riconoscimento ufficiale francese nel 1798, di un troncone dell'Abruzzo Ultra, divenuto "Ultra I", mentre all'Aquila sarebbe spettato l'Ultra II:
- l'Abruzzo Citra, a sud del fiume Aterno, con capitale Chieti;
- l'Abruzzo Ultra, a nord del fiume Aterno, con capitale L'Aquila, a sua volta suddiviso nel 1806 in Ulteriore Primo (con capitale Teramo) e Ulteriore Secondo.

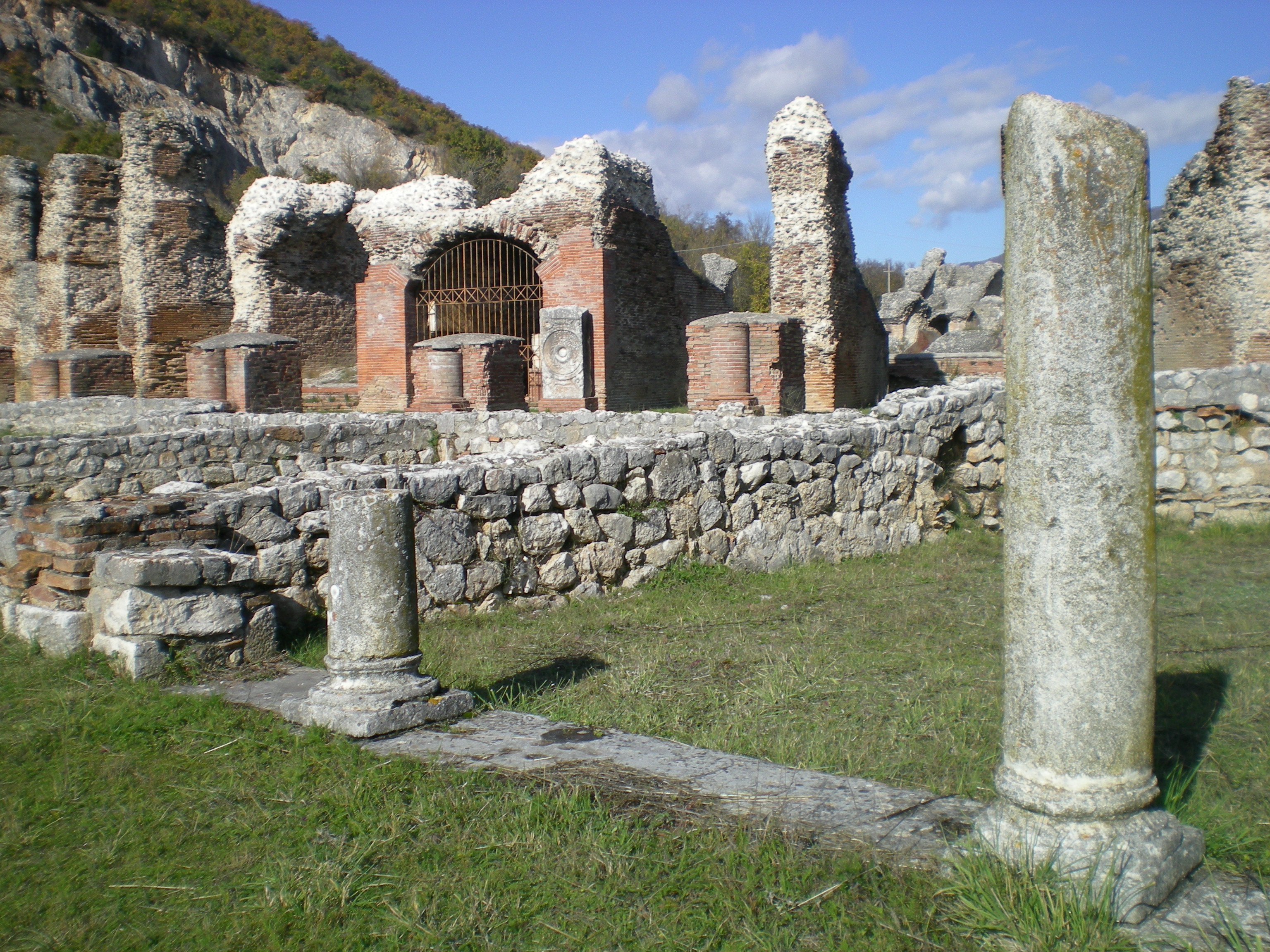
Città romana di Amiternum

Non esistendo un centro politico, le numerose città dell'Abruzzo, di antichissime origini e brillante civiltà, seguirono ciascuna la propria storia indipendentemente. Così se l'origine di Touta Marouca (chiamata poi Teate e poi Chieti) si perde nella notte dei tempi, Marruvium e Corfinium furono centri preromani, Atri, Alba Fucens e Amiternum fiorirono sotto l'impero romano, Sulmona e L'Aquila fiorirono nel Medioevo, mentre Pescara e Avezzano si svilupparono in maniera sempre più importante a partire dalla fine del XIX secolo.

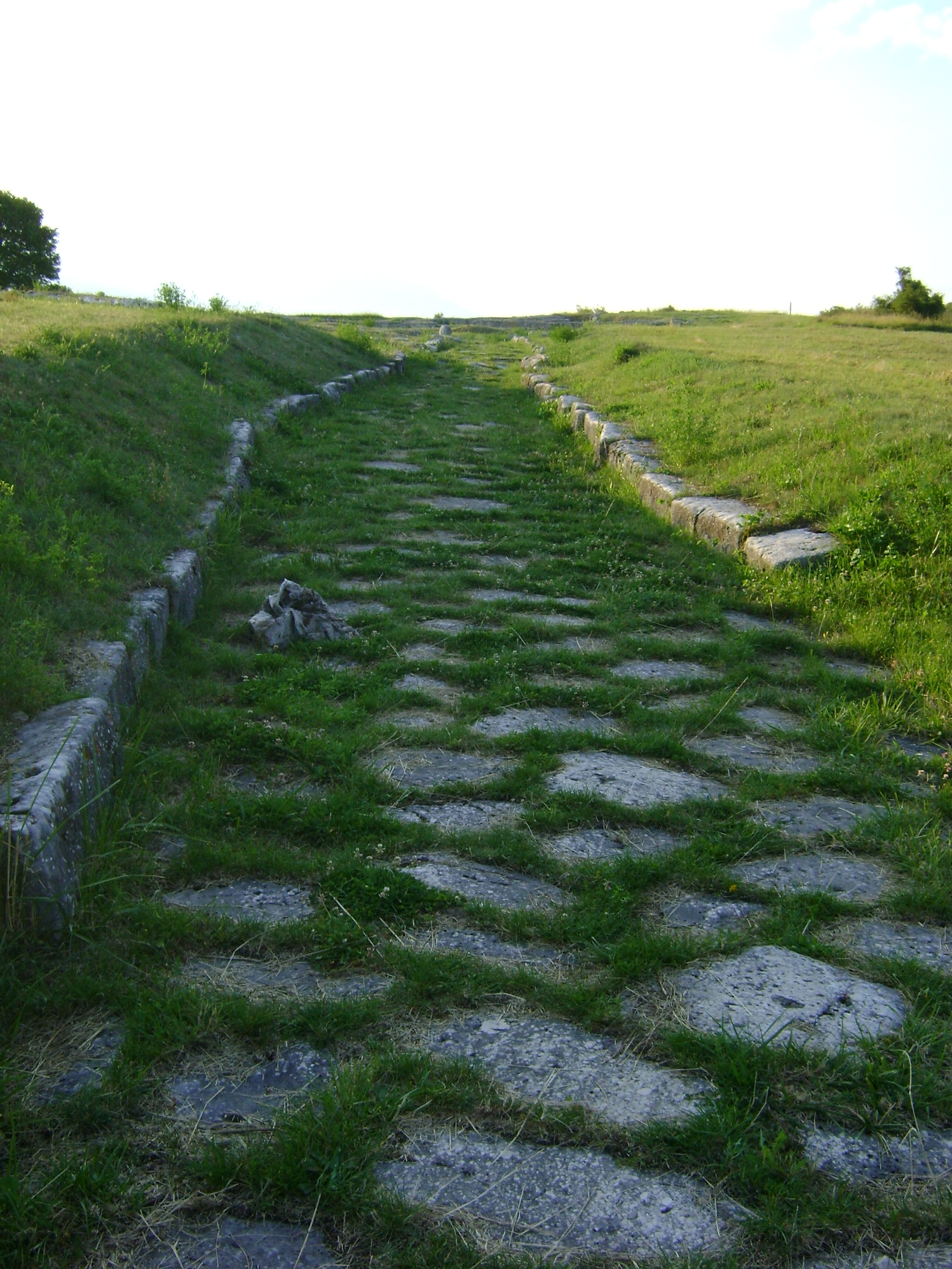
Strada romana Orientale di Juvanum (Montenerodomo)

Di seguito si espone la storia cronologica dell'Abruzzo divisa per periodi storici rilevanti.

## La Preistoria
La presenza dell'uomo in Abruzzo è documentata fin dall'età paleolitica. In quell'epoca gli insediamenti umani erano numerosi e sparsi in tutta la Regione. Nei pressi di Chieti e di Popoli Terme sono stati fatti ritrovamenti importanti: strumenti litici di ogni tipo e ossa di animali lavorate. Nel chietino la necropoli più importante è quella di Comino, presso Guardiagrele, risalente al X secolo a.C., riutilizzata dai popoli che occuparono l'area, gli Italici Frentani, e poi i romani, venendo usata sino al II secolo d.C. Il Mesolitico invece non ha lasciato tracce significative. Di epoca neolitica è invece il celebre insediamento di Ripoli (2.200 a.C. circa), nella valle del torrente Vibrata, vicino a Corropoli. Si tratta di un grande villaggio di capanne in cui si producevano ceramiche dipinte. Queste ceramiche hanno contraddistinto un particolare tipo di cultura la quale si diffuse in molte zone d'Abruzzo (Val di Sangro, litorale di Fossacesia ecc.).

### I luoghi delle colture antiche
Molti reperti sono ancora conservati al Museo archeologico nazionale d'Abruzzo e al Museo archeologico La Civitella, entrambi in Chieti, mentre i reperti degli scavi nel teramano si trovano nel Museo archeologico nazionale di Campli e nel museo della necropoli di Campovalano (Campli), o nel Museo archeologico civico "F. Savini" di Teramo. La popolazione di Ripoli era stanziale e praticava l'inumazione. Era dedita oltre che all'allevamento e all'agricoltura anche al commercio. Altri insediamenti neolitici importanti si trovano a Lama dei Peligni, Lanciano e Bolognano. Diversi siti hanno restituito tracce legate alla pratica di culti neolitici in Abruzzo e si trovano sia in grotta sia in abitato e riguardano il Neolitico antico, medio e recente. Dell'Eneolitico restano testimonianze importanti nella piana del Fucino che segna anche il sorgere della cultura appenninica in Abruzzo. Tipiche della cosiddetta cultura di Ortucchio sono le ceramiche nere con incisioni geometriche e una gran quantità di strumenti e oggetti in bronzo. La cultura appenninica si sviluppò infatti in Abruzzo durante l'età del bronzo medio (a partire dal 1500 a.C.).

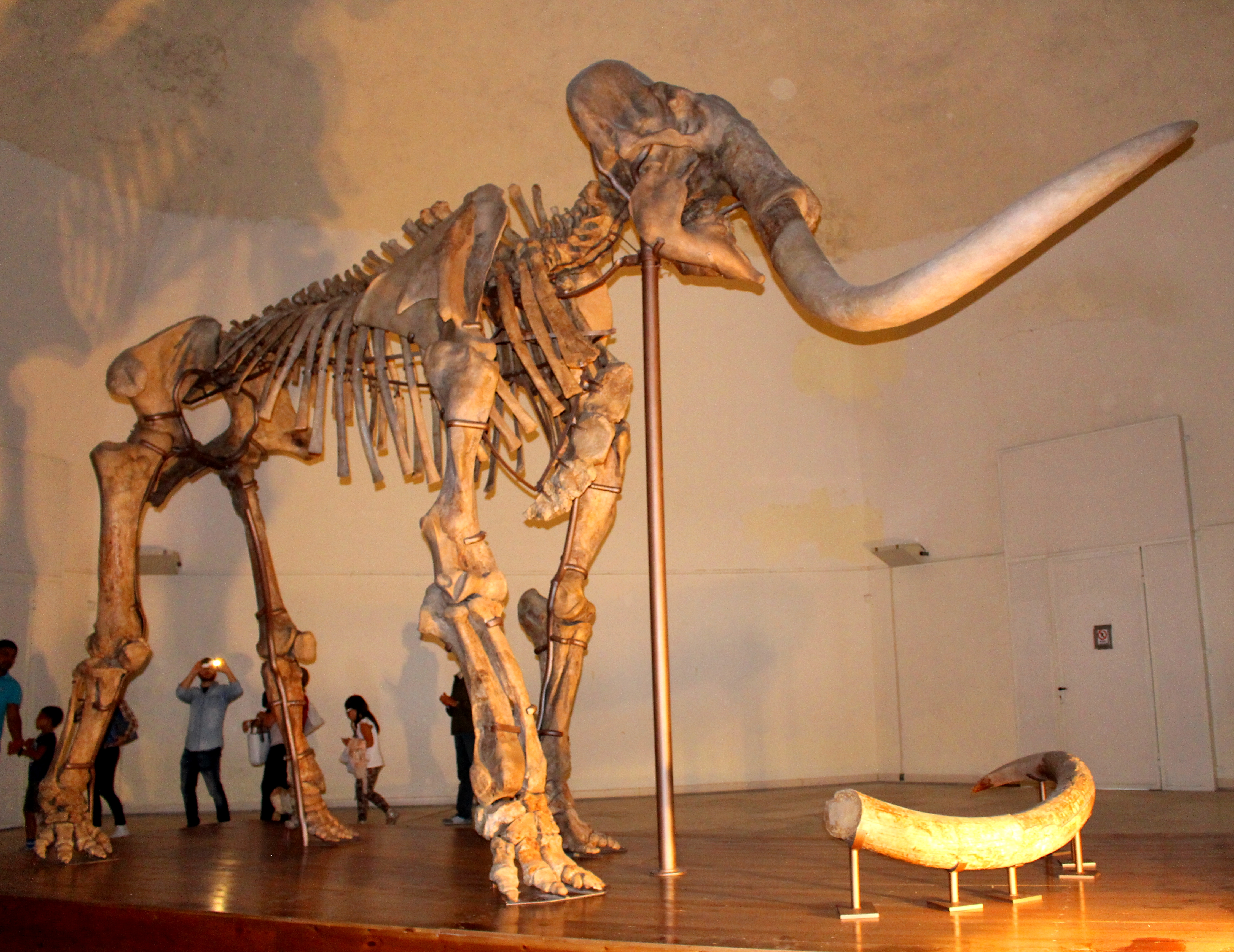
Il "Mammut meridionalis" dell'Aquila

### Periodizzazione delle culture preistoriche e neolitiche
Gruppi di reperti del Paleolitico sono stati rinvenuti perfino a 2500 metri in cima al Blockhaus della Maiella, in zona Tre Portoni (Pretoro), testimonianza che le prime popolazioni abruzzesi vivevano di nomadismo stagionale. La stessa pratica fu adottata nelle altre due epoche successive del paleolitico dall'Homo erectus e dall'uomo di Neanderthal. Le tre età del Paleolitico comprendono il superiore, risalente a 35.000 anni fa, quando iniziarono i culti, le incisioni rupestri. I reperti più interessanti in Abruzzo sono stati trovati in località Svolte di Popoli, nella Valle Giumentina (Abbateggio), nella Valle del Foro (Ortona) e nella Marsica fucense. Altri reperti sono stati rinvenuti nella grotta dei Piccioni di Bolognano, a Montebello di Bertona, nella necropoli di Alfedena, Campovalano, Penne e Catignano. La presenza dell'uomo di Neanderthal, della seconda fase del Paleolitico (quello medio) è attestata dall'industria musteriana, con particolarità espansiva nella Val Vibrata. I siti del Paleolitico superiore invece sono presenti a Montebello (zona Campo delle Piane), scoperti dal barone Giambattista Leopardi di Penne nel 1952, e a Campovalano, e l'arco di tempo di questa fase fu di 8000 anni.
In seguito alla glaciazione, scomparvero le grosse prede come i mammut, e l'uomo andò a colonizzare le colline, come dimostrano i siti di Ripoli, Capestrano-Ofena, Capo d'Acqua (Capestrano), Campo di Giove, e la piana del Fucino. La morfologia abruzzese determinò molto lo stanziamento di queste popolazioni. Gran parte dei ritrovamenti ci furono sulla Maiella e nel territorio circostante delle colline teatine, del Foro e dell'Alento, e dell'altopiano delle Cinquemiglia. La presenza di numerose grotte e cavità sulla montagna determinò la presenza umana sin da tempi remoti. I siti principali sono quelli di Popoli, Caramanico, Piano d'Oro di San Valentino in Abruzzo Citeriore, il rifugio De Pompeis dell'eremo di San Bartolomeo in Legio, il Piano d'Arabona a Manoppello, la Majelletta del Blockhaus, Colle Fauni a Palena, il guado San Leonardo di Pacentro, Monte Pratello di Rivisondoli.

## Il Neolitico

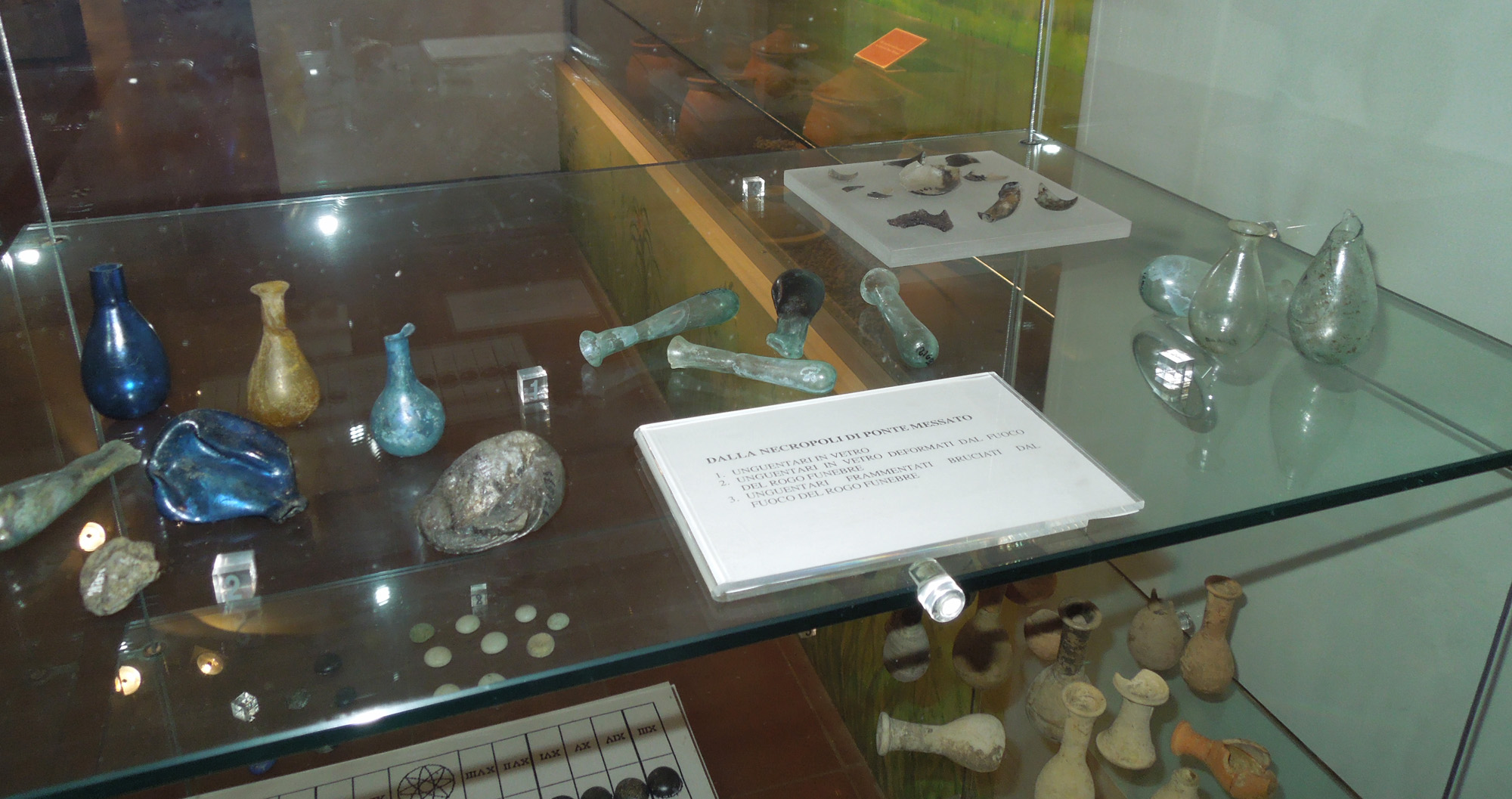
Corredo funebre d'epoca tarda, proveniente dalla necropoli di Ponte Messato a Teramo, conservato nel Museo archeologico "Francesco Savini"

Il Neolitico entrò in Abruzzo nel 7.000 a.C. circa, caratterizzatosi per lo sviluppo dell'industria bellica, della lavorazione della pietra, delle sepolture funebri e della costruzione delle abitazioni. I siti neolitici che mostrano l'abilità della caccia sono quelli di Ortucchio, Capo d'Acqua e Ripoli. Si tratta di poche tracce rinvenibili sui letti di fiumi, le sponde dei laghi e su piccoli pianori, per cui si è pensato a una fusione dei popoli originari con nuove genti immigrate. Infatti tale è l'ubicazione dei villaggi di Piano d'Orta, Villa Badessa, Catignano, Penne. Qui si sviluppò definitivamente l'arte della selce e della ceramica, come dimostra il caso a sé della "ceramica di Ripoli" insieme a quella di Catignano. Di interesse è anche la grotta dei Piccioni di Bolognano, dove sin dal 1870 si fecero scavi, ripresi nel 1958, e definita caposaldo per la conoscenza e la successione delle genti e delle caratteristiche delle loro culture dal Neolitico in poi. La grotta presenta varie stratificazioni temporali: il primo della ceramica impressa, con lo scheletro di un bambino in posizione fetale, a testimonianza dei sacrifici umani che si praticavano, poi lo strato della ceramica di Ripoli, e poi quello dell'età del bronzo, con necropoli composte da circoli di pietra a due piani, dove erano posti i defunti, in maniera simile alle necropoli di Comino e Fossa.
Presso Fonte Rossi a Lama dei Peligni fu rinvenuto un villaggio neolitico (1914) con lo scheletro perfettamente conservato di Homo Sapiens, definito da Rellini "Uomo della Majella". La fase di transizione dal Paleolitico al Neolitico tardo dell'età del bronzo raggiunse la sua acme nel 1400-1300 a.C., con oscillazioni dei piani vegetazionali che abbassarono il limite della faggeta a quello attuale, mentre le zone medio-montuose e del fondovalle si coprirono di una ricca flora che consentì l'allevamento e la pastorizia.
I resti faunistici evidenziano i caratteri dell'economia locale: la formazione di comunità pastorali con inizio della transumanza, con occupazione conseguente di grotte e rifugi, come dimostra ad esempio la grande quantità di armi e ceramica a Bolognano. La disponibilità del metallo nella fase finale del neolitico determinerà la nascita dei noti "guerrieri-pastori", come testimoniano le fibule, le spade, gli scudi, i pugnali. Di speciale interesse, per questa fase, è il grippo dei corredi pittorici di varie grotte, presenti a ridosso della Maiella orientale e occidentale e della valle dell'Orfento di Caramanico. Particolare è la grotta Caprara di Civitella Messer Raimondo, con figure antropomorfe a carboncino.
Gran parte del materiale archeologico che riguarda tombe, utensili e oggetti sacri nelle prime campagne di scavo, è dovuto alla dovizia dell'archeologico sulmontino Antonio De Nino, che eseguì gli scavi nella valle Peligna, e nelle zone limitrofe di Sulmona negli anni '80 dell'Ottocento, e che documentò in modo particolare la peculiarità dei corredi funebri dell'età del bronzo nella Maiella orientale, tra Palena e Civitella.

### Le necropoli abruzzesi del Neolitico

#### Sito archeologico di Lanciano
Nella valle Frentana o del Sangro (provincia di Chieti), non esisteva, all'epoca del Neolitico, una città principale, ma un insieme di villaggi sparsi, come testimoniano i ritrovamenti di Serre e Marcianese. Tuttavia l'abitato attuale, che all'epoca italica era noto come Anxanum, inizialmente era popolato dagli Aborigeni, dapprima nomadi, successivamente semi-sedentari, e infine di stanziamento fisso, intraprendendo l'arte dell'agricoltura. Secondo l'abate Romanelli il primitivo sito di Lanciano non era quello sopra il Colle Erminio (quartiere Lanciano Vecchio), ma un altro, in seguito i popoli migrarono per sicurezza, e soprattutto a causa di un forte terremoto sopra quest'altura.
Le caratteristiche del villaggio di Marcianese mostrano segni di scambi commerciali dei nativi con le popolazioni della Dalmazia. A testimonianza di ciò si hanno i reperti del Villaggio Rossi di Marcianese, che confermano i caratteri veri e propri del neolitico medio abruzzese, nella sua fase arcaica del VI-V millennio a.C. Sono stati rinvenuti fondi di capanna con frammenti ceramici d'epoca neolitica, asce e punteruoli, insieme a macine per cereali. Le ossa umane che sono state scoperte dentro le capanne fanno fatto pensare a una cultura antropofaga, ma successivamente si è pensato che servissero per riti propiziatori tribali, come accadeva nel resto dell'Abruzzo per le popolazioni d'età neolitica. I ritrovamenti più tardi, che alludono allo sviluppo vero e proprio del primitivo villaggio frentano, sono stati rinvenuti nel sottosuolo di Anxanum in Largo Torre San Giovanni negli scavi del 1993-94: una capanna di 3000 anni, mentre gli altri che sono utensili e statuette risalgono al periodo del XII secolo a.C. Siamo lontani dal periodo del 2000 a.C., quando sorse la leggenda della fondazione mitica della città da parte di Solima compagno di Enea (lo stesso anche avrebbe, secondo la leggenda, fondato Sulmona), secondo altri da suo fratello Anxa, da cui "Anxanon", come riporta anche un’epigrafe Questi reperti vari sono conservati nel Museo civico archeologico dell'ex convento di Santo Spirito.

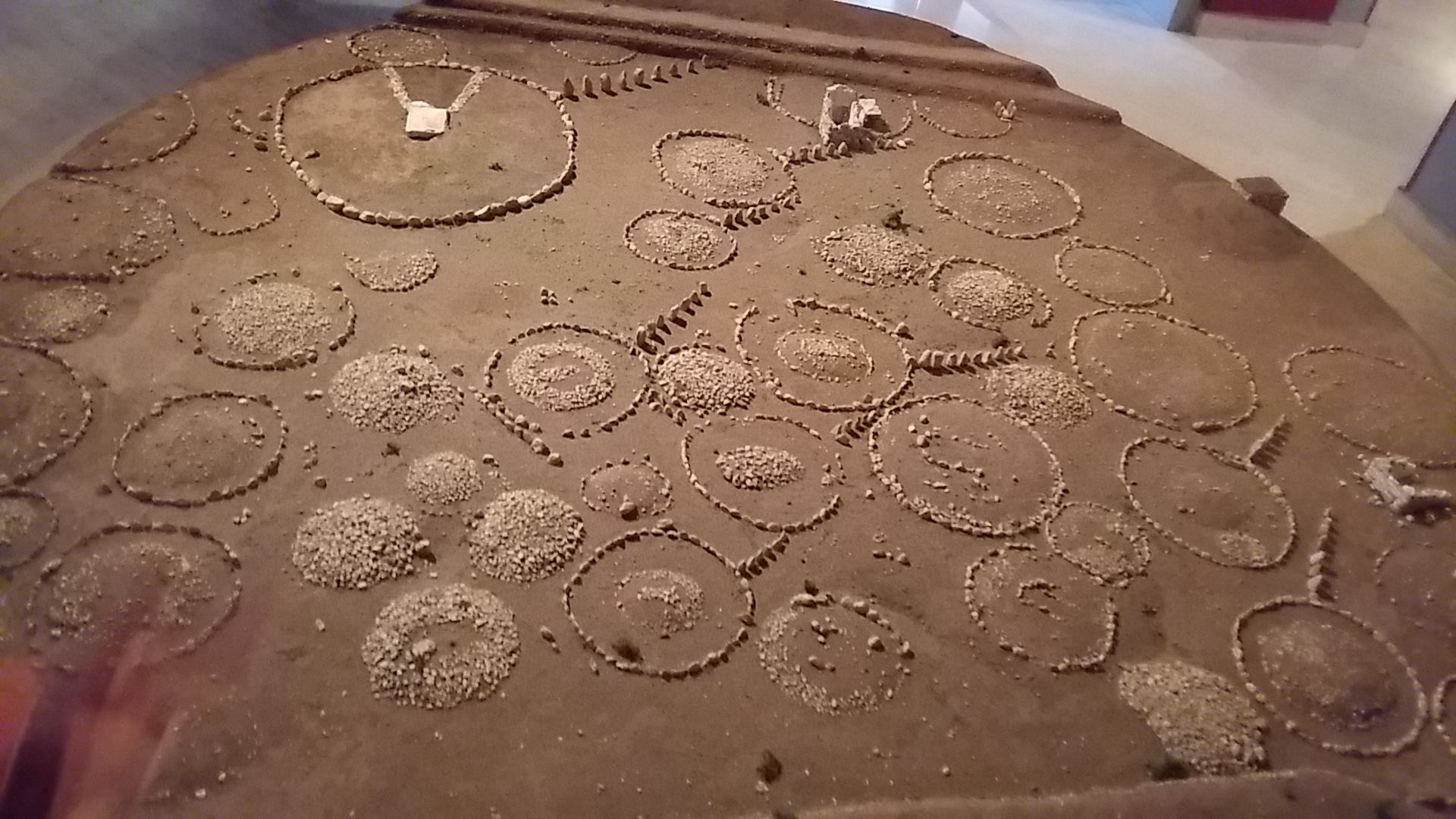
Riproduzione della necropoli di Fossa nel Museo Archeologico Nazionale di Chieti

#### La necropoli di Fossa
La necropoli di Fossa rappresenta il simbolo delle necropoli abruzzesi d'età neolitico-italica, data la sua stratificazione secolare, impiantata nel IX secolo a.C... Molti oggetti d'uso quotidiano fanno parte dei corredi funebri, come rasoi in bronzo di forma rettangolare e armi di ferro, che testimoniano la credenza in un aldilà in cui il defunto avrebbe dovuto difendersi. Nelle tombe d'ambito femminile, che sono prive dei menhir disposti in modo circolare come nei sepolcri maschili, sono stati trovati preziosi ornamento in ambra, ferro e pasta vitrea. Le sepolture consentono la suddivisione in periodi: il periodo orientalizzante del VIII-VII secolo, che sono meno imponenti di quelle più remote del XII secolo a.C., e che sono scavate a tumulo, e successivamente v'è il periodo più tardo del IV-I secolo a.C., dell'età ellenistico-romana, dove le tombe ritrovano una certa monumentalità, con muratura, dromos di accesso e preziosi letti funebri rivestiti in osso e avorio scolpiti. La tomba 520 infatti ha un letto raffigurante le divinità di Dioniso, le Menadi ed Ercole.

#### Necropoli di Comino
La necropoli di Necropoli di Comino si trova presso Guardiagrele nella contrada omonima, secondo alcuni storici il villaggio fu occupato dai Marrucini, secondo altri dai Frentani, essendo il paese di Grele sicuramente popolato da questi ultimi. Fu scoperta da don Filippo Ferrari nel 1913, che allestì una privata collezione, notevolmente arricchita nel 1998 da nuovi scavi e dall'istituzione del museo archeologico civico a Guardiagrele. Gli scavi hanno permesso di datare le varie stratificazioni temporali del sito, dal X secolo a.C. fino al III secolo.
Nella prima fascia remota le tombe sono assai monumentali, il che fa pensare a figure nobili, come la tomba 38 con lo scheletro ornato da oggetti di bronzo come spada, punta di lancia, fibula, rasoio rettangolare e bracciali. Nella seconda fase dell'VIII-VI secolo ci sono tombe più semplici a tumulo, che hanno restituito vari oggetti di bronzo, e infine le tombe del IV-II secolo, con sepoltura molto profonda, ma poco conservate. La tipologia tipica dei sepolcri di Comino è la fossa terragna a margini netti, scavata nella breccia, dove giaceva lo scheletro con il corredo, e data la presenza di numerose tombe, specialmente quelle della prima fase, con sassi che costituiscono il perimetro circolare, gli studiosi hanno ritrovato numerose somiglianze con la necropoli di Fossa. Benché questa appartenesse al popolo dei Carricini-Marrucini, mentre l'altra a quello dei Vestini.
Quest'area verrà ripopolata a partire dal VII secolo d.C., con la costruzione di una chiesa, San Clemente in Badia, dipendente dallo scomparso monastero benedettino di San Salvatore alla Maiella nei pressi di Rapino, successivamente diventerà un castello che si trasformerà nell'abutato attuale.

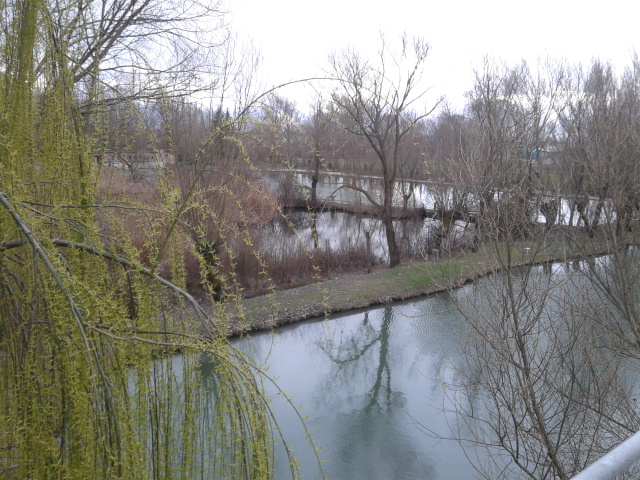
Paludi di Celano, il luogo del villaggio preistorico

#### Villaggio preistorico delle Paludi di Celano
Questo insediamento palafitticolo della paludi di Celano (XVII-X secolo a.C.) è il villaggio preistorico più interessante scoperto in Abruzzo: per le caratteristiche paludose del terreno, ha restituito materiali organici in perfetto stato di conservazione, come i pali di legno di quercia, salice e pioppo, per realizzare le cosiddette palafitte, insieme a tazze, boccali, ciotole, olle in ceramica di impasto, fibule, anelli, aghi e bracciali. Le necropoli era stata costruita fuori dalla città, dove però esistevano delle case, come testimoniano le basi dei paletti di legno. La tipologia di queste case doveva essere a forma rettangolare. Le tombe presentano tutte la medesima tipologia a sarcofago ricavato da tronco d'albero, a sua volta inserito in una fossa aperta al centro del tumulo marginato da pietre. I corredi maschili erano molto ricchi di fibule e oggetti preziosi, mentre quelli dei fanciulli ne erano privi. Tale materiale è stato conservato nell'apposito museo "Paludi di Celano".

## Gli Italici e le tribù Sannite abruzzesi
(Plinio il Vecchio, Naturalis historia)

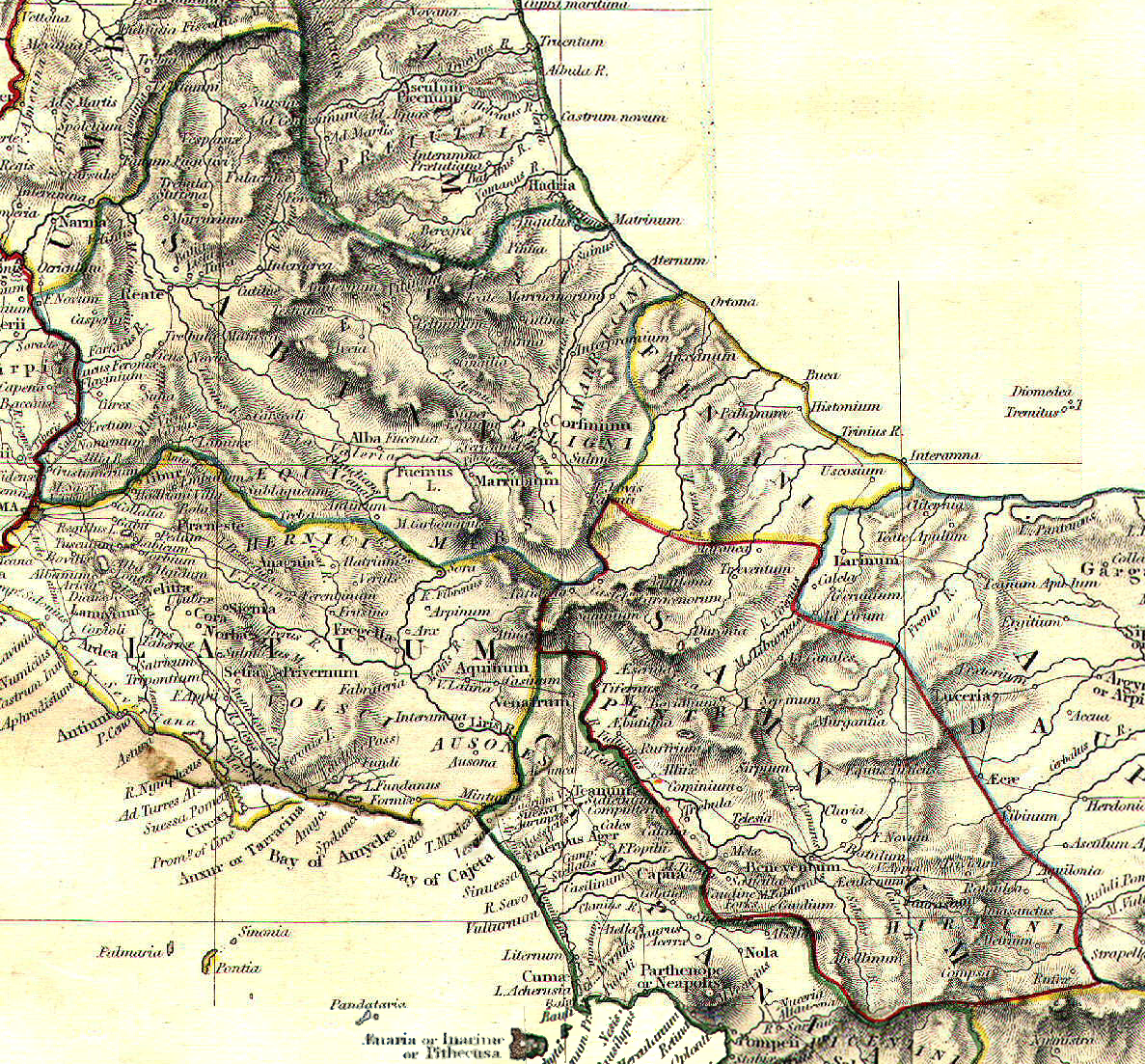
Il Sannio abruzzese da Historical Atlas di William R. Shepherd, 1911

Diversi gruppi tra le popolazioni osco-umbre, italiche orientali o anche semplicemente italiche, a partire dall'VIII secolo a.C. iniziarono a stanziarsi nella parte sud-est degli Appennini, arrivando anche in Abruzzo, sostituendo le popolazioni già esistenti, e colonizzando quelle vaste aree di montagna e campagna che erano ancora allo stato brado. Nell'Abruzzo la popolazione emigrante colonizzò vaste aree montuose e collinari, che divennero pian piano dei piccoli regni a sé con una città capitale e altri piccoli villaggi sottoposti alle giurisdizioni varie. Non esisteva una capitale vera e propria dell'intero territorio abruzzese italico, ma un insieme di diverse unità, che però era in contatto tra loro mediante scambi commerciali, e in certi casi anche in situazioni belliche. Tali popolazioni occuparono non solo l'Abruzzo, e ovviamente anche la piccola porzione dell'attuale Molise, ma anche parte della Campania, del Lazio e della Lucania, e confinavano a nord con i Piceni, a ovest con i Sabini e i Latini, e a sud con i Dauni e i Lucani. Questi popoli, suddivisi ovviamente in varie tribù territoriali, erano i Sanniti, "Sabelli" erano chiamati dai Romani, e il termine antico era Safinim, e l'ampia porzione territoriale occupata dell'Abruzzo, Molise e Campania nord-orientale divenne il cosiddetto "Sannio". Le diverse tribù stanziate tra Abruzzo e Molise erano:

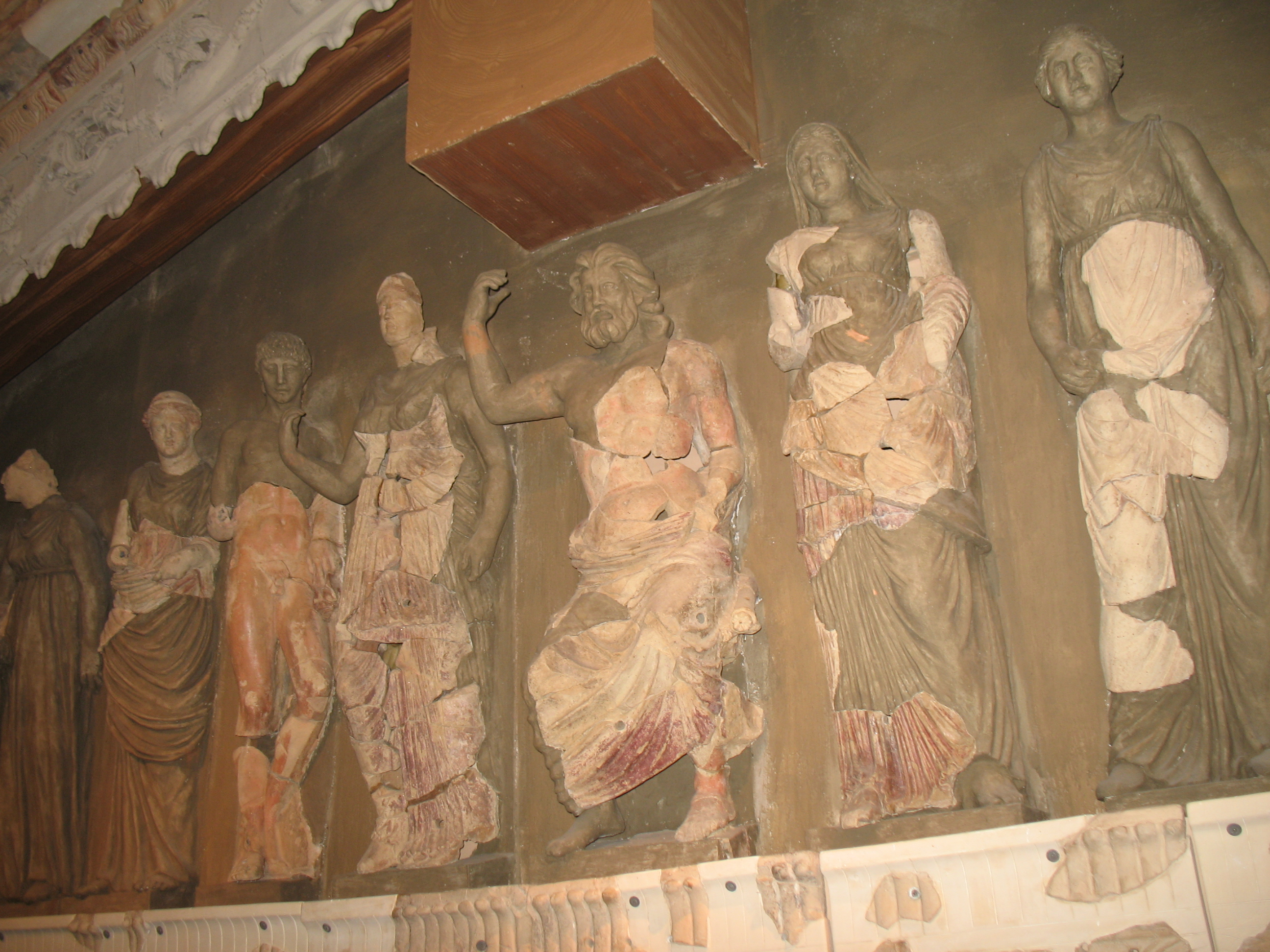
Frontone semiricostruito di tempio della Triade Capitolina di Teate, conservato nel Museo archeologico La Civitella di Chieti

### Marrucini
I Marrucini furono una popolazione italica dell'area teatina, stanziatasi sin dal I millennio a.C. alle pendici della Maiella, il cui esempio ancora oggi in parte visibile è il fortino di Danzica, presso Rapino, occupando anche una striscia litoranea dell'Adriatico alle foci del fiume Foro e l'Aterno. Confinavano con i Vestini a nord, con i Frentani e Carricini a sud, e con i Peligni a ovest. La capitale era Teate, che venne fondata intorno all'VIII secolo a.C., dopo la decadenza di Danzica, altre città erano "Interpromium" (nella zona di San Valentino in Abruzzo Citeriore, o secondo altri l'area dell'abbazia di San Clemente a Casauria, visti resti romani presso la cripta), e il villaggio marino di Aternum, poi rinominato dai romani "Ostia Aterni", ossia l'antica Pescara, mentre altri villaggi marinari si trovavano alle foci dell'Alento, dove nel IX secolo fu fondata Francavilla al Mare, e del Foro, dove si trovava una torre di controllo, fortificata poi dai Longobardi.
Anche i Marrucini nel 304 si sottomisero ai Romani, ma mantennero incontrollato il dominio sulla grande piana tra i due fiumi Aterno e Alento, nonché sui colli che dominavano le gole della piana Marrucina, che si collegava molto bene con l'area dei Frentani - Carricini. Infatti la città, per la ricchezza e lo sviluppo urbano, fu una delle poche in Abruzzo a mantenersi intatta per lunghi secoli, prima delle distruzioni longobarde, beneficiando dei rapporti fruttuosi con Roma, sia per l'agricoltura, sia per il commercio, dacché aveva il controllo sul tratturo della "via Marrucina", che collegava fino a Anxanum (Lanciano) e Cluviae (Casoli, loc. Piano La Roma) la montagna, e fino ad Aternum il mare. Benché nell'epoca delle guerre sannitiche Teate si distinse per valore di alcuni condottieri citati anche nei trattati di storia romana del I secolo a.C., come il condottiero Asinio Herio che combatté nella guerra sociale contro Silla, nell'epoca imperiale divenne influente al livello politico grazie al riadattamento della gens Asinia, grazie alla figura di Asinio Pollione, e nel I secolo d.C. per mezzo della gens dei Vezii.
Benché tale argomento sia ancora prematuro, parlando dell'epoca italica prima dei contatti con Roma, di grande importanza è la tavola del "bronzo di Rapino", utile per conoscere la lingua osca del dialetto marrucino, e il nome delle divinità ivi pregate e venerate.

### Equi
Gli Equi occupavano la piccola zona montuosa tra il Fucino e la valle dell'Aniene, confinando a nord-est con i Vestini Cismontani e i Sabini, a est coi Marsi, a sud coi Volsci. Gli Equi vivevano di caccia, pastorizia e agricoltura, e le loro unità abitative erano localizzate nell'area tra i Piani Palentini di Tagliacozzo e Alba Fucens, con città capitale Nersae (Nesce). Nell'età del ferro si disposero intorno a questi stati egemoni, e costituirono un punto di riferimento civico per l'amministrazione romana al confine tra il Lazio e il Sannio abruzzese. Gli Equi sono ricordati per la loro valenza militare, e per le forti opposizioni ai Romani tra la fine del V secolo e gli inizi del IV. Il territorio fu conquistato tra il 304 e il 303 a.C. da Roma, come ricordato dallo storico Tito Livio. Caratteristica che differenzia questa popolazione dalle altre è il rito della sepoltura, sin dalla fine dell'età del Bronzo essa utilizzò le tombe a tumulo con corredi austeri ed essenziali, limitandosi alle armi per gli uomini e alle fibule con bracciali per le donne. I siti archeologici di maggior interesse, nell'Abruzzo, sono stati rinvenuti presso Alba Fucens, Celano (contrada Paludi) e Scurcola Marsicana.

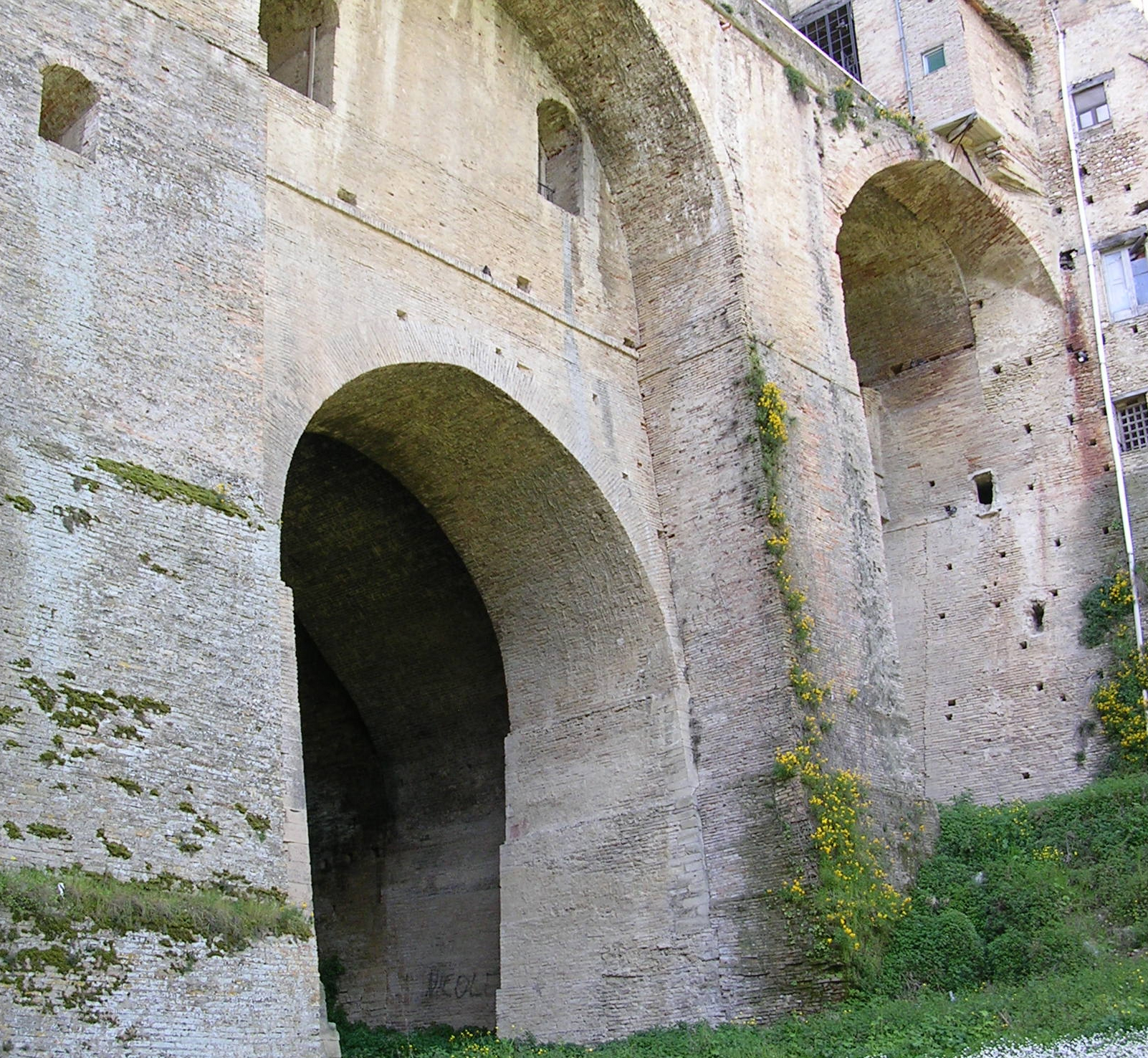
Il Ponte di Diocleziano a Lanciano, sotto la Cattedrale della Madonna del Ponte

### Frentani
I Frentani erano antico popolo italico di lingua osca, stanziato nella valle del Sangro e nella fascia costiera dell'Adriatico centrale tra Ortona e Termoli, tra le foci del fiume Sangro, al confine con i Marrucini e del Biferno, al confine con l'area dei Dauni. Il municipio maggiore era Anxanum (Lanciano), seguito dalle altre città di Histonium (Vasto), Ortona e Larinum (Larino). Altre città minori erano Buca, probabilmente situata a Punta Penna (Vasto), Cliternia Frentana (Campomarino), Saicalenum presso Casacalenda, Uscosium presso San Giacomo degli Schiavoni e Gerionum presso Provvidenti. Entrati in conflitto con Roma alla fine del IV secolo a.C., i Frentani vennero sconfitti al termine della seconda guerra sannitica tra il 319 e il 304 a.C., e da quel momento Anxanum stabilì dei saldi rapporti di fratellanza con l'Urbe, venendo accettati come "soci" insieme a Peligni, Marsi e Marrucini. Il popolo frentano conservò a lungo un certo margine di autonomia sul territorio del Sangro. Nel I secolo a.C. dopo la guerra sociale, la "Lex Iulia" concesse Italici la cittadinanza romana, accelerando così il processo definitivo di romanizzazione.

#### Archeologia dei siti Frentani
Dei Frentani oggi si trovano numerosi reperti, più che altro vasellame, armi e lapidi conservate nei vari musei, in particolare nel Museo civico dell'ex convento di Santo Spirito a Lanciano, e poca architettura, se non alcuni elementi simbolici a Lanciano, come il Ponte di Diocleziano del III secolo d.C., una lapide romana presso la torre campanaria (poi dopo il 1944 traslata dentro il palazzo comunale) della Cattedrale di Santa Maria del Ponte, dei cunicoli sotterranei che dalla Piazza del Plebiscito attraversano i principali assi viari del centro storico. Gli elementi artistici che caratterizzarono il popolo frentano sono conservati nel Museo archeologico del Polo Santo Spirito a Lanciano, come il corredo funebre di due tombe di guerrieri del V secolo a.C., vasellame in ceramica nera, una collana in pasta vitrea, una testa in terracotta di Minerva del II secolo a.C. All'epoca della colonizzazione romana invece appartengono la lapide della torre campanaria, da parte dello storico locale Omobono Bocache, semi-danneggiata dal bombardamento nazista del 1944, e una testa marmorea di Diocleziano, rinvenuta proprio nei pressi del ponte sopra cui sorge la Basilica Cattedrale.
Altri piccoli insediamenti dei Frentani si trovavano nella piana tra Lanciano e Guardiagrele, molti di questi scavi sono stati effettuati di recente, e i reperti conservati nel Museo civico archeologico "Filippo Ferrari" di Guardiagrele. Lo stesso Ferrari nel 1913 aveva scoperto in località Comino di Guardiagrele un'importante necropoli usata sin dall'epoca del Neolitico.
Per quanto riguarda Ortona, poco è stato ritrovato, e conservato nel museo civico diocesano, poiché la città a più riprese è stata distrutta e ricostruita, specialmente dopo il saccheggio normanno del XII secolo. Presenze architettoniche di particolare interesse sono ancora la "pietra di Morrecine" nella contrada omonima, probabile monumento funebre d'epoca romana, e la Fontana del Peticcio, la cui leggenda vuole che esistesse già all'epoca della seconda guerra punica, quando vi passò Annibale Barca con il suo esercito. Nel 2018 è stata scoperta una necropoli, rinvenuta presso Crecchio, nella zona di confine con l'area dei Marrucini, dove sono stati ritrovati corredi funebri composti di armi e vasellame del VI-IV secolo a.C.

### Lucanati
I Lucanati, o Lucani settentrionali, erano stanziati principalmente a Pallanum, antica città fortificata presso Atessa, circondata da mura di cinta in pietra incastrata, con tre porte di accesso.

### Sanniti Carricini
Questi erano una delle 4 tribù sannite, come testimoniano anche Tacito, Plinio il Vecchio, Strabone e Claudio Tolomeo. La denominazione tale, anziché "Carecini", è più corretta in merito a una lastra di bronzo ritrovata a San Salvo, che porta inciso un decreto del 384 d.C. relativo all'assemblea municipale del villaggio di Cluviae (Casoli, località Piano La Roma). Un'altra iscrizione che recita: "curator rei publicae Cluviensium Carricinorum" è stata rinvenuta presso un cippo a Isernia. Occupavano il settore meridionale dell'Abruzzo, presso il Sangro e alle pendici orientali della Maiella, nel territorio delimitato a ovest dai Peligni, a nord dai Marrucini, a est dai Frentani e a sud dai Sanniti Pentri, e le città principali erano "Cluviae" di Casoli, sito posto in località Piano La Roma, "Trebula", località Madonna dello Spineto del comune di Quadri e "Juvanum" oppure Iuvanum di Montenerodomo, in località Abbazia. Abitando zone montuose, i Carricini praticavano l'allevamento di bovini e ovini sia in forma stanziale sia transumante. Attorno all'agricoltura e alla pastorizia, si svolgevano però anche le attività artigianali, sebbene in maniera limitata al sostentamento familiare, come la lavorazione di tessuti e pelli. La piccola comunità faceva parte della confederazione sannitica con al quale partecipò contro Roma alle guerre sannitiche, venendo poi assorbita nel potere dell'Urbe. Il capoluogo era Cluviae, in contrada Piano La Roma di Casoli, e dopo la romanizzazione la cittadella di Iuvanum prese più importanza, come testimonia l'ampio sito archeologico, che ha restituito in forma intatta il cardo e il decumano, il foro, la basilica, dei templi, e il teatro romano. Di Cluviae invece si conserva ben poco, tranne qualche sparuto mosaico dentro abitazioni nuove che hanno colonizzato la zona, e resti del teatro.

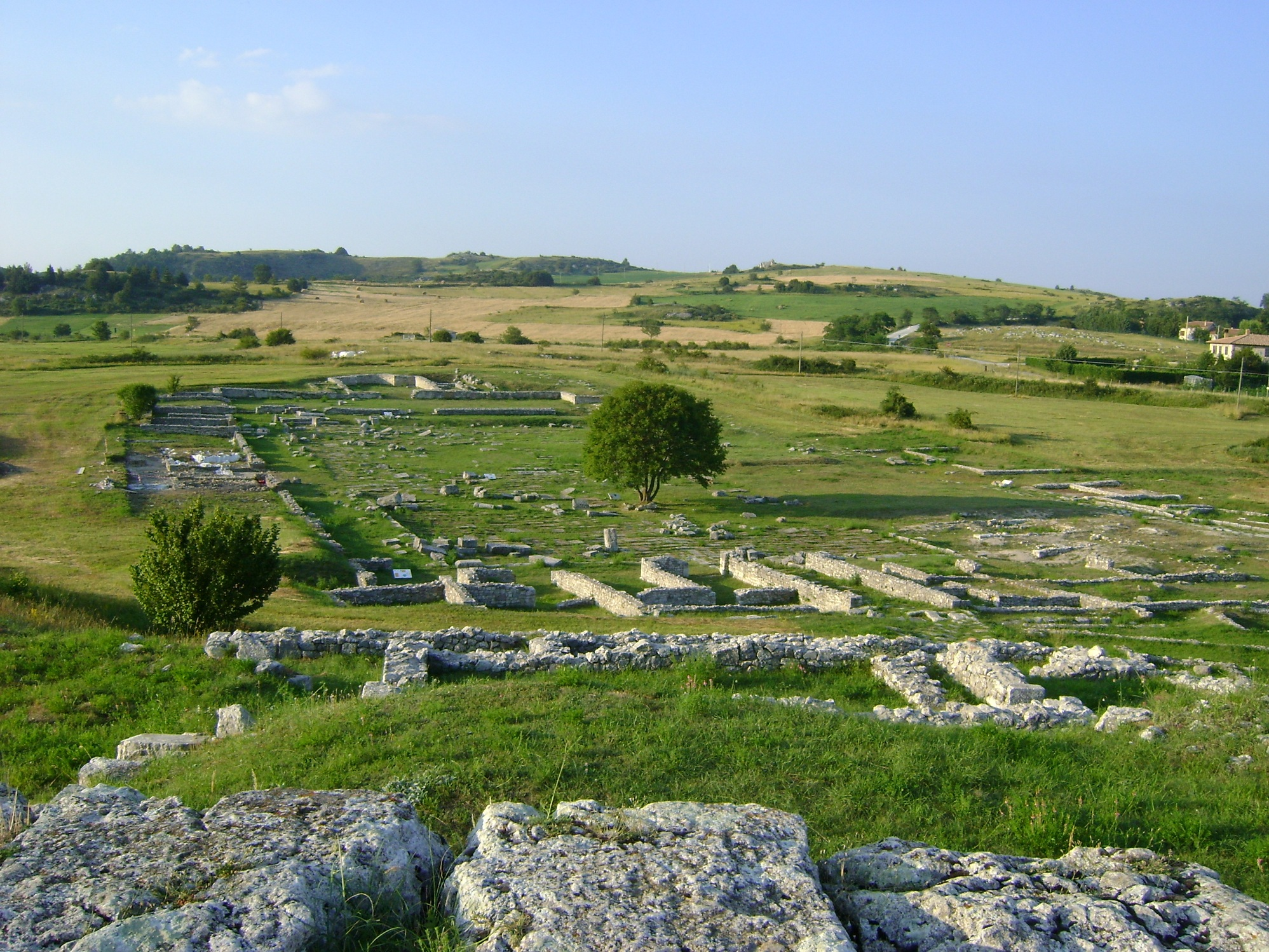
Rovine di Juvanum presso Montenerodomo

### Marsi
I Marsi abitavano la riva sud-orientale del lago del Fucino, estendendosi nelle vallate del Giovenco (Pescina), di Ortucchio e di Trasacco, confinando a nord con i Vestini Cismontani, a est coi Peligni e a sud con i Pentri d'Isernia, a ovest con gli Equi e i Volsci. Il territorio ancora oggi è nominato "Marsica", con la popolazione dedita all'agricoltura, alla pastorizia e alla pesca, poiché fino al XIX secolo esisteva il bacino lacustre Fucense. Le origini sono avvolte nella leggenda, e si racconta che la stirpe iniziò da Marsi giglio della maga Circe, che regnò anche insieme al figlio di Medea; oppure che sarebbe sorta da Marsia, massima divinità del popolo, sorella di Angizia, dea del culto delle serpi, ancora praticato oggi a Cocullo nella festa di San Domenico dal Foligno. Proprio su insegnamento di Angizia i Marsi si sarebbero dedicati alla magia e alla medicina, utilizzando erbe per curare diversi mali.
Fatto sta che la presenza di popolazioni nel territorio marsicano risalgono al I millennio a.C., e furono colonizzate successivamente dai Marsi, tribù della popolazione di lingua osco-umbra, che emigrò in Abruzzo. La capitale era Marruvium, presso il Giovenco, dove oggi sorge San Benedetto dei Marsi, di cui si vedono ancora oggi imponenti vestigia come le due tombe funebri, le terme romane e l'anfiteatro fuori dalle mura. Altri principali centri fortificati erano Antinum (Civita d'Antino), Lucus Angitiae (Luco dei Marsi, ritenuto il principale luogo sacro dove venerare la dea, Supinum (Trasacco), Cerfennia (Collarmele) e Hortucla (Ortucchio). Dagli storici quali Livio, Plinio e Tacito, i Marsi sono definiti come uomini "fieri e indipendenti, dotati di virtù guerriere". Nel 304 a.C. conclusero un trattato di alleanza con Roma, dopo le varie guerre sannitiche, dove i Marsi videro capitolare la roccaforte di Milonia (Ortona dei Marsi), ma nel I secolo a.C. durante la guerra sociale combatterono una vera e propria "guerra marsicana" contro Roma, poiché essi stessi guidarono al rivolta italica. Dopo la sconfitta, i Marsi furono i più penalizzati da Roma, perdendo diversi poteri sul territorio e sulla semi-autonomia concessa dall'Urbe.
Il territorio montuoso era aspro, difficilmente colonizzabile, anche per via delle varie inondazioni del lago Fucino, per cui nell'epoca dell'imperatore Claudio ci furono dei progetti di prosciugamento. A causa di carenze di reperti archeologici, della tradizione funebre della sepoltura all'epoca italica poco si sa, poiché i due monumenti funebri di Marruvio sono d'epoca più tarda. Non si attestano sepolture a tumuli né a menhir, ma si ipotizza l'uso della stele antropomorfa in pietra, come dimostrano gli esempi della Valle d'Amplero e di Collelongo. Specializzate erano le officine della lavorazione del bronzo, della creazione di armi e armature, come i dischi a corazza.

### Peligni
I Peligni erano una tribù di dialetto osco-umbro, si stanziò nell'area occidentale della Maiella, e ai confini della catena del Sirente-Velino, che li divideva dai Marsi a ovest; la Maiella divideva i Peligni invece dai Marrucini a est, mediante il corso del fiume Aterni dai Vestini a nord, e presso l'altopiano delle Cinquemiglia dai Sanniti Pentri a sud. Benché montuoso, il territorio peligno era molto più fortunato di quello marsicano, per la ricca presenza di falde acquifere, grotte fluviali e fiumi. Si suppone che la città capitale fosse Sulmo (Sulmona), e per breve periodo dal 90 all'88 a.C., durante la rivolta sociale, Corfinium assunse il ruolo principale amministrativo dell'area. Altri centri abitati erano Ocriticum (Cansano), Pagus Lavernae (Prezza), Pagus Fabianus (Popoli Terme), Pagus Betifulum (Scanno) e Koukulon (Cocullo). Secondo il poeta sulmonese Ovidio, nell'opera dei Fasti, i Peligni sarebbero di origine sabina, ma il loro progenitore leggendario era Solimo, compagno di Enea, il quale avrebbe fondato Sulmona; mentre lo storico romano Festo pone le origini dei Peligni nell'Illiria, attuale penisola balcanica.
Come le altre popolazioni italiche, nel 304 a.C. furono assoggettati a Roma con un patto, rotto durante la guerra sociale. Nel momento in cui Corfinio stava per capitolare, i sulmonesi si arresero già a Roma, stabilendo degli accordi di pace, e non subendo il saccheggio, venendo iscritti alla tribù Sergia. Da allora iniziò un florido periodo commerciale, politico e culturale, favorito anche dal fatto che Sulmona si trovava lungo la grande via Tiburtina Valeria, che collegava Roma, mediante Amiternum e la Marsica direttamente al mare Adriatico, passando sotto Teate, e sboccando presso Ostia Aterni. A causa di terremoti e successive ricostruzione della città, oggi dell'epoca romana al livello architettonico, ben poco rimane a Sulmona, se non l'antico impianto a castrum quadrangolare che ricopre la parte nord del centro storico, quella dove inizia da Piazzale Tresca il Corso Ovidio che sfocia in Piazza Garibaldi, all'altezza della Fontana del Vecchio. Il resto consiste nei reperti vari di statuette e lapidi, conservate nel museo civico "Santissima Annunziata" di Sulmona, ma anche nel santuario di Ercole Curino, uno dei templi più conservati dell'Abruzzo, situato sotto l'eremo di Sant'Onofrio. Il nome "Curino" proviene dalla sovrintendenza del semidio greco delle "curie" popolari, fase finale di un processo di unificazione della triade capitolina di Giove, Cerere e Venere che avvenne a Sulmona grazie a Roma.

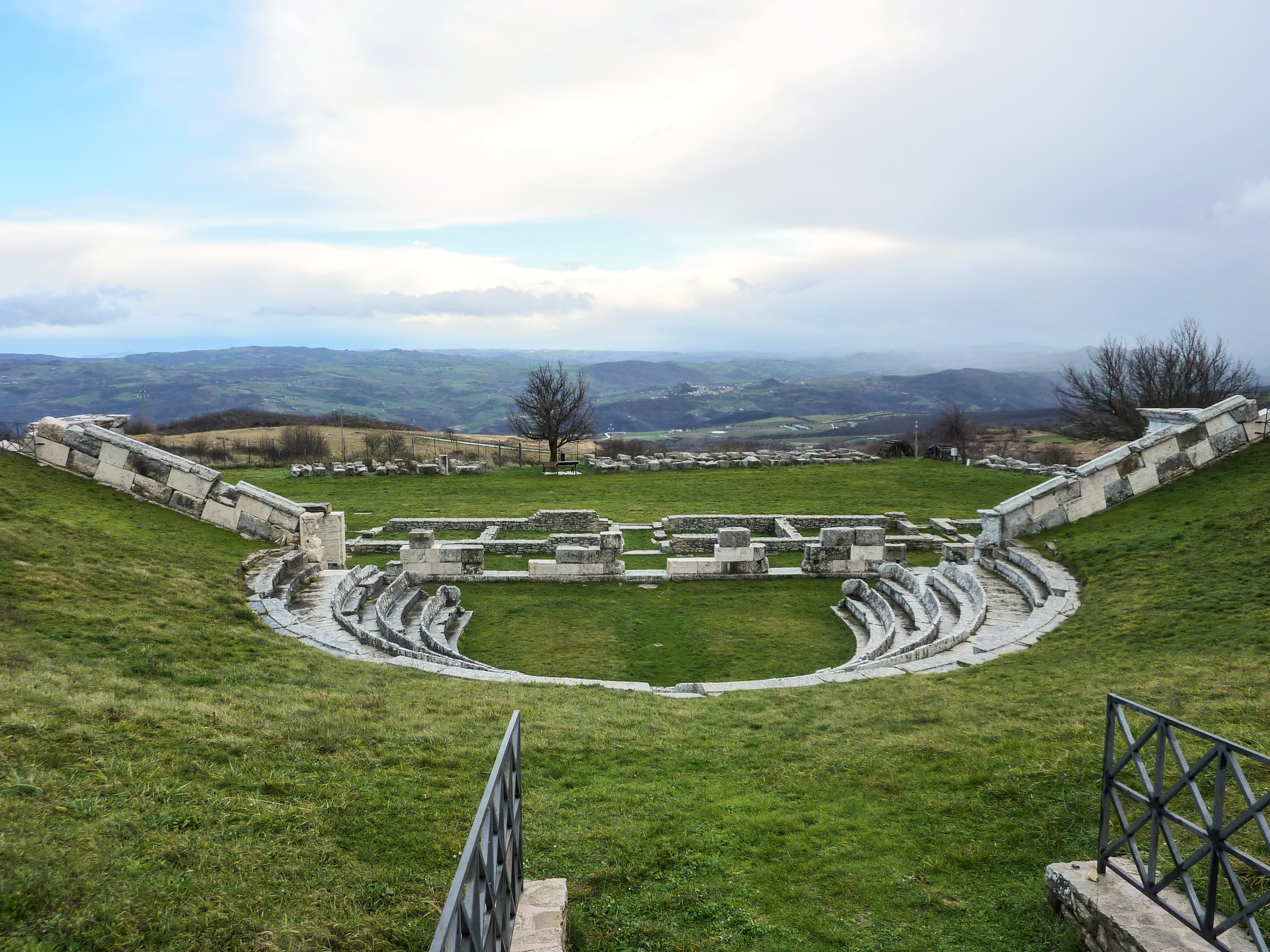
Il teatro sannitico di Pietrabbondante

### Sanniti Pentri
Questa è una delle quattro popolazioni dei Sanniti; i Pentri abitavano il "Sannio" centrale, ossia il confine attuale tra Abruzzo, Molise e Campania, dall'alta valle del Sangro fino al Matese. L'etnonimo deriva da una radice "pen" avente il significato di "sommità", dacché la popolazione abitava vaste alture. La loro capitale era "Bovianum Vetus", ossia Bojano, mentre il luogo sacro maggiore era l'area italica di Pietrabbondante. Altre città erano, Alifae (Alife), Aquilonia, Fagifulae (Montagano), Altilia-Saepinum (Sepino), Terventum (Trivento) e Venafrum (Venafro).
L'organizzazione del territorio si basava sui pagi, le unità territoriali, e sui vici, i villaggi di piccola proporzione che uniti insieme costituivano il "pagus", una circoscrizione territoriale rurale di case lignee, ma non mancavano i luoghi fortificati di montagna, come gli "oppida", e i "peschi", da cui i toponimi di Pescocostanzo, Pescopennataro, Pescolanciano, Sant'Angelo del Pesco. Nella zona abruzzese importanti resti della popolazione Pentra si trovano sull'acropoli di Aufidena (Castel di Sangro), nella zona del castello medievale di Alfedena, nell'antica città di Trebula a Quadri, dove restano il teatro e un tempio successivamente trasformato nella chiesa di Santa Maria dello Spineto, e nell'area sacra dei templi italici di Schiavi d'Abruzzo.

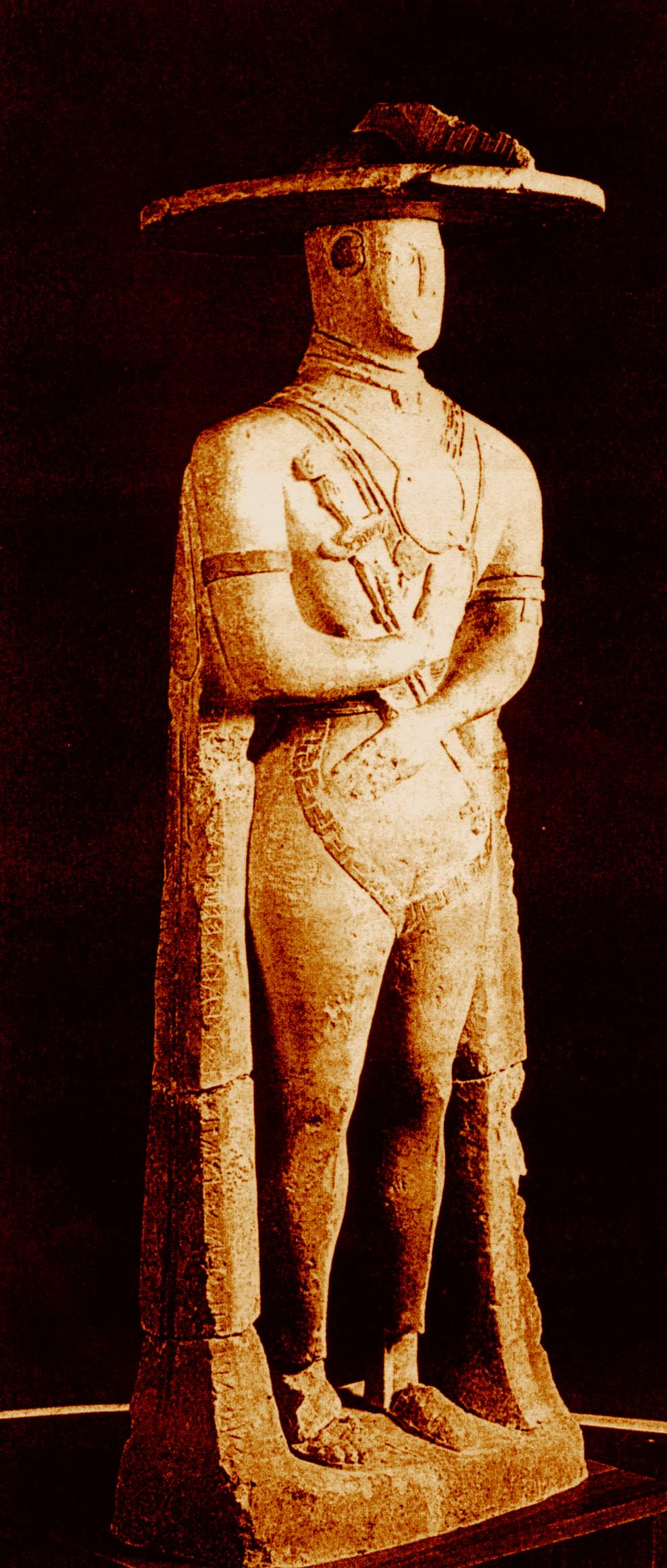
Il guerriero di Capestrano scoperto ad Aufinum (Ofena), opera massima della scultura dei Vestini

### Pretuzi
I Pretuzi erano un popolo italico esistente già dal I millennio a.C., e costituitosi saldamente con città durante la penetrazione degli osco-umbri. La popolazione era stanziata tra i fiumi Salinello e Vomano; agli inizi del V secolo a.C. anche i Pretuzi rientrarono in quel fenomeno storico che vede i popoli passare da un governo monarchico a un ordinamento repubblicano con nuove figure del potere, tra le quali il meddix touticus, capo politico e sacerdotale. La presenza storica risalente al Neolitico è testimoniata dalla necropoli di Campovalano (Campli), e con il nuovo ordinamento sociale moderno italico, vennero bandite le monumentali sepolture degli antichi sovrani, e ciò si vede dalla differenza di ornamenti. Grande rilevanza assumono i santuari, usati anche per indicare i confini territoriali con i Piceni a nord, e a sud con i Vestini: dal tempio di Monte Giove di Penna Sant'Andrea proviene una preziosa iscrizione che recita Safin, da cui il nome "Safini" per indicare i Sanniti. Analizzando i corredi funebri di Campovalano, si può dedurre che i Pretuzi erano uno dei popoli italici che usava ancora le armi per il corredo funebre, segno che la vecchia cultura neolitica non era stata del tutto soppiantata.
La città maggiore era Interamnia, poi durante il governo romano Urbs Interamnia Praetutiorum, oggi Teramo, e tale nome proviene dalla posizione della città tra due fiumi, il Tordino e il Vezzola. Altre città sorgevano presso Montorio al Vomano, Giulianova, Bisenti, Atri, che aveva il porto presso Torre di Cerrano; quest'ultimo era il porto romano dell'antica Hatria ossia Atri, le altre sorsero dal 304 a.C. in poi come nuove colonie romane, in particolar modo Castrum Novum (Giulianova), dotata di un bacino portuale preso il fiume Tordino che serviva come sbocco al mare della via Cecilia.

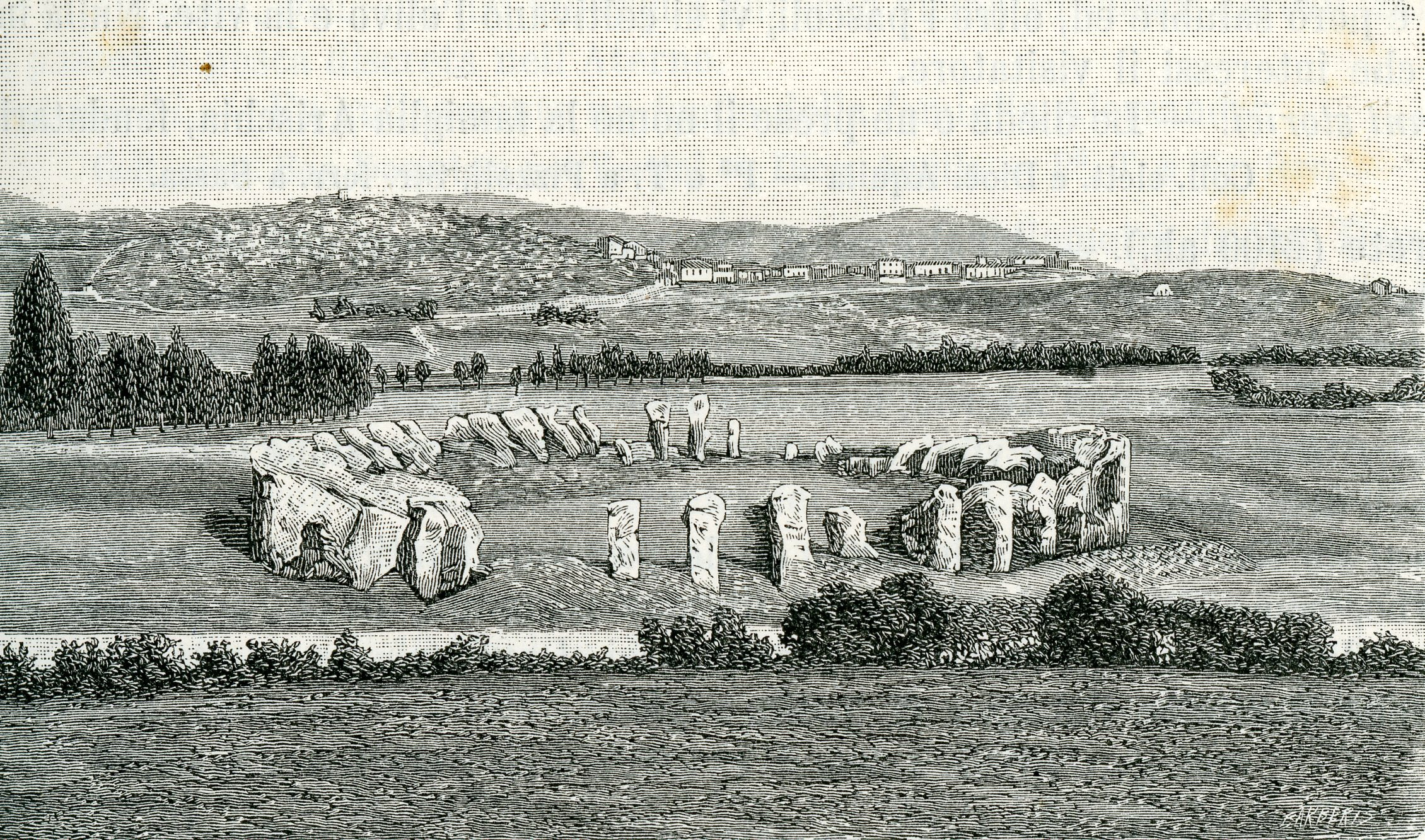
Incisione ottocentesca dell'anfiteatro di Amiternum

### Sabini
I Sabini occupavano un vasto territorio al centro della Penisola, tra il Lazio reatino e l'Abruzzo aquilano. Da Amiternum, antica città sabina che precedette L'Aquila (fondata nel 1254 dagli amiternini e dagli abitanti delle altre aree della conca aquilana), il territorio si estendeva fino a Roma e comprendeva le città di Reate (Rieti), Norcia, Trebula Mutuesca (Monteleone Sabino) e Curi di Fara in Sabina. Il popolo costituì uno stato esteso e forte, che dai monti Reatini arrivava fino al Gran Sasso d'Italia e formarono, con i Sanniti, gli Umbri, il blocco etnico più potente dell'Italia centrale, dopo quello etrusco: ancora oggi la zona territoriale degli antichi stanziamenti è detta "Sabina".
La colonizzazione dei nuovi siti avvenne alla maniera cara dei Sanniti, attraverso il "Ver Sacrum", ossia la "primavera sacra", in cui dopo il giuramento al dio Sanco, lo spostamento annuo delle tribù in primavera, formate da giovani, davano vita a nuove città e piccole colonie. La Sabina rappresentò il centro culturale dei Sabelli, così come i Sanniti venivano definiti da Roma, e molti sono i siti archeologici, e le testimonianze storiche tra le quali Livio e Varrone. Nella guerra sannitica del 290 a.C. il console Manio Curio Dentato con le sue legioni sconfisse i ribelli, sottoponendo al controllo romano la Sabina. In Abruzzo il massimo esempio architettonico ancora esistente del popolo sabino è la città aquilana di "Amiternum", che conserva l'anfiteatro, il teatro, una domus dei gladiatori.

### Vestini
I Vestini erano una tribù di origini osche, suddivisibile nello stanziamento abruzzese in Vestini Cismontani e Trasmontani. Le notizie ufficiali risalgono al 324 a.C., periodo della seconda guerra sannitica, durante la quale i Vestini si allearono con i Sanniti contro Roma. Subirono un processo di romanizzazione in due fasi: la fascia interna fu annessa a Roma già nel III secolo, mentre quella costiera rimase indipendente sino alla guerra sociale. Il loro nome deriva dalla dea Vesta, divinità protettrice del popolo, oppure da Vestico, una divinità umbra. I principali centri erano Aveia (Fossa), Forcona (L'Aquila), Peltuinum (Prata d'Ansidonia), Aufinum(Ofena) per quanto riguarda i Cisalpini, i Transalpini invece popolavano le città di Angulum (Città Sant'Angelo) e Pinna (Penne, insieme a tanti altri vici e piccoli pagi. L'economia si basava sulla coltivazione dei cereali, olive, frutta e zafferano, insieme al latte e formaggio. Praticata era anche la pastorizia, perché da Amiternum partiva il grande tratturo che conduceva nella Puglia foggiana.
Ricerche archeologiche hanno evidenziato sepolture a tumulo, come nella necropoli di Vestea a Civitella Casanova, mentre altre grandi testimonianze provengono dalle necropoli di Montebello di Bertona, con 163 sepolture, la necropoli di contrada Farina a Loreto Aprutino, che ha evidenziato presenza di statue antropomorfe, e tombe femminili con ricchi corredi, la necropoli di Penne, con tomba a camera costruita in laterizi, al cui interno è stato trovato un letto funebre in legno e ferro, rivestito con appliques in osso di animali, con raffigurazioni antropomorfe e zoomorfe. Questo letto è bene visibile nel corridoio di accesso al Museo Archeologico Nazionale di Chieti a Villa Frigerj.
Altre scoperte rinvenute nell'area di Penne e della provincia pescarese sono conservate al Museo civico archeologico "Giovan Battista Leopardi" di Penne, presso il palazzo vescovile, ed a Pescara nel Museo delle Genti d'Abruzzo.
Un altro insediamento di cui si ignora il nome, ma che era in rapporti con Aufinum è il sito di Capestrano, dove nel 1934 è stata trovata la famosa statua del "guerriero Nevio Pompuledio, capolavoro dell'arte scultorea italica. I confini dei Vestini Trasmontani erano segnati più o meno da quelli attuali della provincia di Teramo con Pescara nella zona di Silvi Marina, e uno dei porti principali era proprio Ostia Aterni. Quello dei Cismontani invece era attraversato dai fiumi Raiale, e confinava a nord-ovest con quello dei Sabini, a sud con quello dei Marsi, separato dalla catena del Sirente-Velino, mentre le sorgenti del Pescara a Popoli sancivano il confine con i Peligni.

## Città italiche maggiori in Abruzzo

### Il Samnium romano
Intorno al 7 a.C., agli inizi del periodo imperiale, nel riordinamento dei territori effettuato da Augusto, con cui la penisola fu divisa in 11 regiones, il Sannio, unito ai territori di Frentani, Marrucini, Vestini, Marsi, Peligni, Sabini ed Equi, costituì la Regio IV Samnium. I suoi confini non cambiarono quando Adriano portò il numero delle regioni a 17; fu compreso nel 3° dei 4 Consulares in cui Adriano divise la penisola, insieme alla Campania.
L'imperatore Costantino I conservò le regioni di Adriano, solo che pose quelle del nord, sotto la direzione del Vicario d'Italia e quelle del sud sotto il Vicario della città di Roma.
I centri principali del Samnium, oltre ai già citati Bovianum e Beneventum, erano:
- Aesernia (oggi Isernia);
- Allifae (oggi Alife);
- Aufidena (oggi Castel di Sangro);
- Venafrum (oggi Venafro);
- Abellinum (oggi Atripalda).

### Città sabine

#### Reate
Il primo centro della regio IV importante lungo la via Salaria era Reate (Rieti). Era situata sotto l'odierna Rieti, vicino alla Regio VI Umbria, al margine meridionale di una vasta piana (Piana Reatina) sorta a seguito della bonifica del lacus Velinus, operata dal console romano Manio Curio Dentato, dopo che nel 290 a.C. strappò la città ai Sabini.

#### Amiternum
Uno dei centri sabini più importanti, Amiternum, era situato ai piedi del Gran Sasso nei pressi della attuale città dell'Aquila (San Vittorino). Fu romana si dal III secolo a.C., sede di un'importante industria laniera che si sviluppava in vici e fori nella attuale conca aquilana (Foruli, Forcona) e nel vicino municipio vestino di Peltuinum.

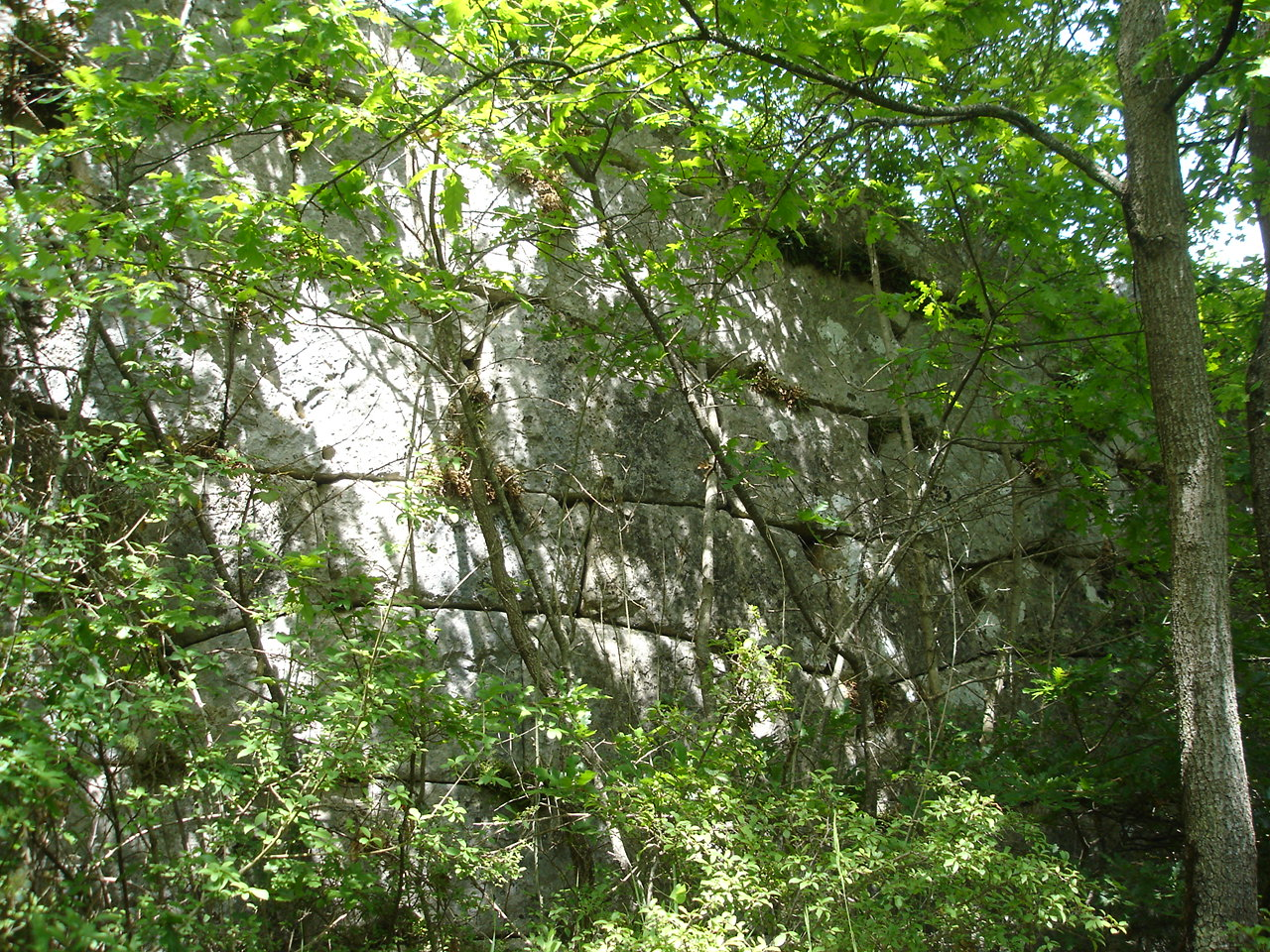
Res publica Aequiculorum, mura ciclopiche (Civitella di Nesce)

### Città eque
Alcune colonie latine (Carsioli e Alba Fucens) si insinuarono fra i territori equi e marsi costituendo i primi centri urbani. Gli equi non ebbero mai una città come quelle dei municipia confinanti, ma i villaggi che fino ad allora avevano goduto dell'autonomia concessa ai federati in età augustea furono riuniti in un nuovo municipium detto res publica Aequiculorum che non costituì mai una città ma solo un accentramento amministrativo con forum, acropoli e santuario, probabilmente qualche piccola basilica, cui facevano riferimento i villaggi sparsi dell'attuale Cicolano (CICOLANO < (AE)QUICULANUM AGER).

#### Carseoli
Altro importante centro pastorale nella regione era Carseoli (o Carsioli), nei pressi dell'attuale Carsoli (precisamente in località Civita, in comune di Oricola). Situato lungo la via Valeria, nacque come colonia latina nel 304 a.C., al centro del territorio degli Equi, quattro anni dopo la fondazione di Alba Fucens. La posizione strategica fra il Latium ed il Fucino ne fece il centro di riferimento per le popolazioni dei monti Simbruini e del Cicolano (Equicoli).

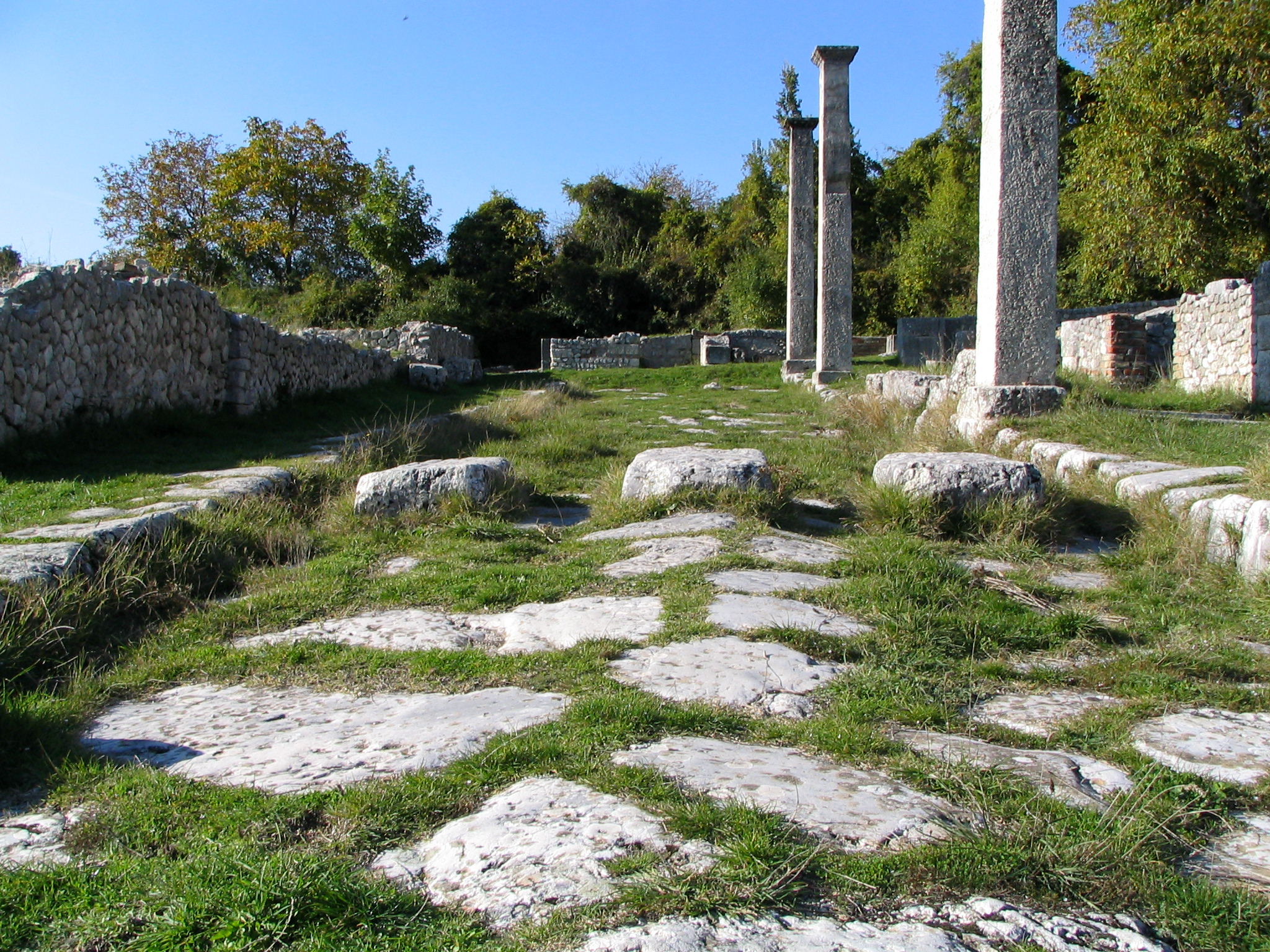
Alba Fucens, decumano

#### Alba Fucens
Alba Fucens è la seconda colonia latina in territorio equo, fondata tra il 304 e il 303 a. C.. Sorgeva su un ripiano del colle dell'attuale Massa d'Albe, e insieme a Sora nella Regio I rappresentò il primo tentativo di arginare l'espansione dei marsi accerchiandone il territorio. Le attività economiche della città, oltre che legate alla pastorizia, erano incrementate dal microclima del lago Fucino che permetteva l'insediamento sporadico di colture mediterranee sulle colline circostanti, specialmente dopo la regimentazione del livello delle acque operata da Nerone , che favorì anche la pesca e l'itticoltura.

### Città marse
Le due città dei Marsi più importanti sono Marruvium e Antinum.

#### Marruvium
Marruvium era ubicata nella zona di San Benedetto dei Marsi (dove tuttora è possibile ammirare i resti), città che sorge sulle sponde dell'antico lago Fucino; economicamente affine ad Alba Fucens rappresentò la più interna sistemazione urbanistica romana in territorio marso, precedentemente costituito da villaggi e centri fortificati.

#### Antinum
Antinum è invece la città che ha lasciato il maggior numero di testimonianze della vita civile. Ubicata nell'attuale Valle Roveto, laddove oggi sorge il centro di Civita d'Antino, di essa restano le tracce di mura poligonali e ville rustiche, nonché una corposa documentazione epigrafica che testimonia un'economia pastorale legata a Sora e alla Regio I. Valle Roveto deriva da Vallis Urbis Veteris, ovvero valle della vecchia città, (con riferimento ad Antinum quando perse la diocesi e il titolo di civitas).

#### Lucus Angitia
Presso l'attuale Luco dei Marsi era Lucus Angitiae, un centro urbano legato a un importante santuario, probabilmente il santuario etnico marso principale, dove è attestato il culto di Angizia come divinità ctonia e dei serpenti, o come maga figlia del Sole, sorella di Circe e Medea.

### Città peligne

#### Corfinium

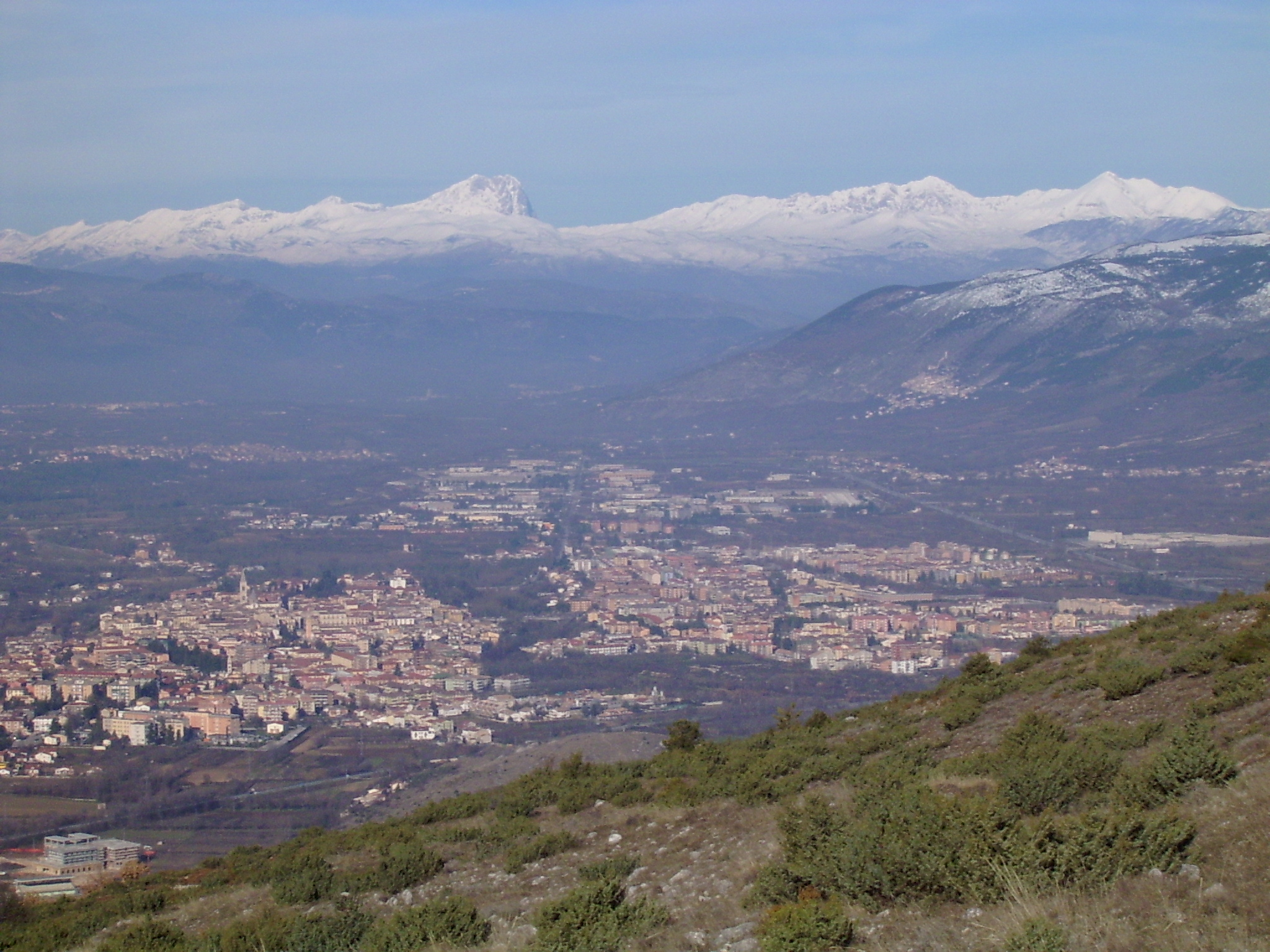
Sulmona oggi (in fondo a sinistra Corfinio)

Per importanza storica Corfinium è stato il primo centro della regio IV e di tutta l'Italia centrale dopo Roma. Si trova al centro della conca peligna, a 345 m s.l.m., vicino all'attuale Sulmona. Con il nome di Italia fu capitale della vasta lega degl'italici nel 90 a.C. che insorse contro Roma reclamando i diritti di cittadinanza per tutti i municipia federati. La città che era il fulcro economico del circondario pastorale peligno, aveva anche importanti attività agricole ancora testimoniate dalle vistose tracce di centuriazione e regimentazione delle acque in tutta la bassa valle del Gizio fino alle sorgenti del Pescara. In questo contesto agricolo Ovidio cita  più volte la sua città natale, Sulmo (oggi Sulmona), per le interessanti opere di regimentazione delle acque d'irrigazione.

### Città adriatiche
La zona adriatica era la parte della regione economicamente più unitaria, benché culturalmente variegata. La vicinanza della costa adriatica premetteva l'insediamento delle più comuni colture mediterranee, e dal punto di vista commerciale, la costruzione di una rete di porti discretamente attiva. Le popolazioni ivi insediate appartenevano ai gruppi sabellici e non avevano sviluppato un sistema urbano raffinato come quello latino (campano ed etrusco), per cui, prima della dominazione romana, le città erano molto simili a quelle dell'interno appenninico in linea con la distribuzione territoriale delle popolazioni interessate che occupavano indistintamente i territori della costa e degli altipiani interni.

#### Pinna
Odierna Penne in provincia di Pescara. La città, insieme a Peltuinum era il centro più importante dei Vestini. Raggiunge un discreto assetto urbano solo dopo la guerra sociale quando la vicinanza politica con Roma, insieme al prolungamento della Via Valeria nel 49 d.C., ne fecero un municipium di discreta importanza locale, sede di una importante diocesi cristiana nel medioevo.

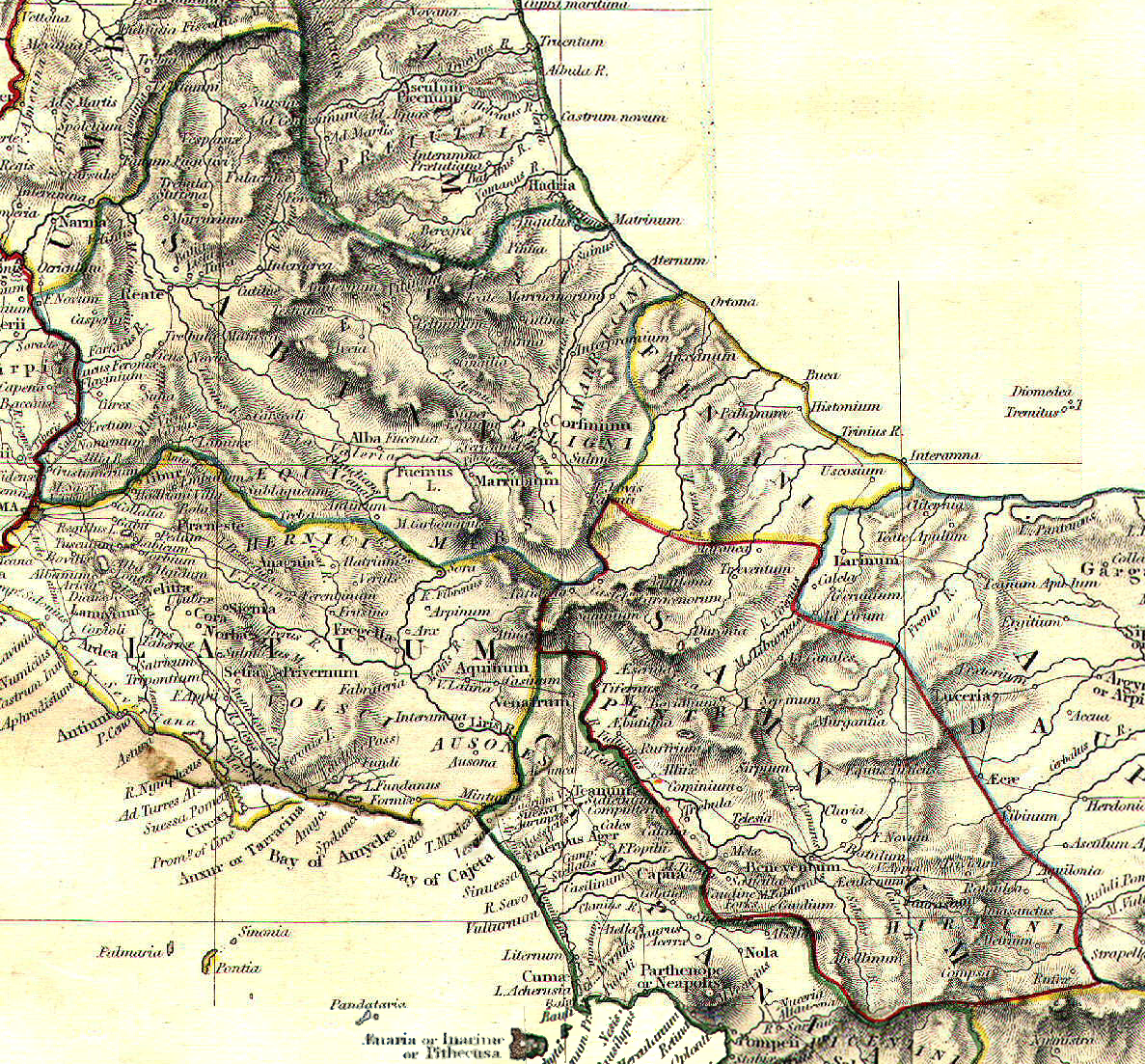
Samnium Frentani e Sabina

#### Teate Marrucinorum
Teate Marrucinorum, odierna Chieti. Il nome Teate M. deriva da touta marouca, ovvero "amministrazione (capitale, governo) dei Marrucini", ne era infatti l'unica città vera e propria. Le numerose testimonianze archeologiche attestano una radicata vita civile già a partire dalla fine della guerra sociale, che si innesta sul precedente status di touta (capitale); i monumenti più significativi sono il foro, le terme, il teatro e l'anfiteatro risalenti al I-II secolo d.C.

#### Anxanum
Anxanum odierna Lanciano. Capitale dei Frentani, in epoca augustea dovette conoscere una buona prosperità grazie alle sue fiere, dette nundinae. Vicino a un'antichissima rotta commerciale che collegava la Puglia all'Italia settentrionale già in età preromana in epoca romana divenuta via Traiana da (Hostia Aterni 'Pescara' a Barium 'Bari'), fu un centro commerciale di notevole importanza per i collegamenti con il Sannio.

#### Ortona
Odierna Ortona, era con tutta evidenza il porto della popolazione frentana.

#### Histonium
Histonium, odierna Vasto. Importante per l'artigianato e commercio della lana. Fu distrutta da Silla nella battaglia contro Mario, e non si riuscì a ricostruirla prima del 117.

### Aree archeologiche Sannitiche

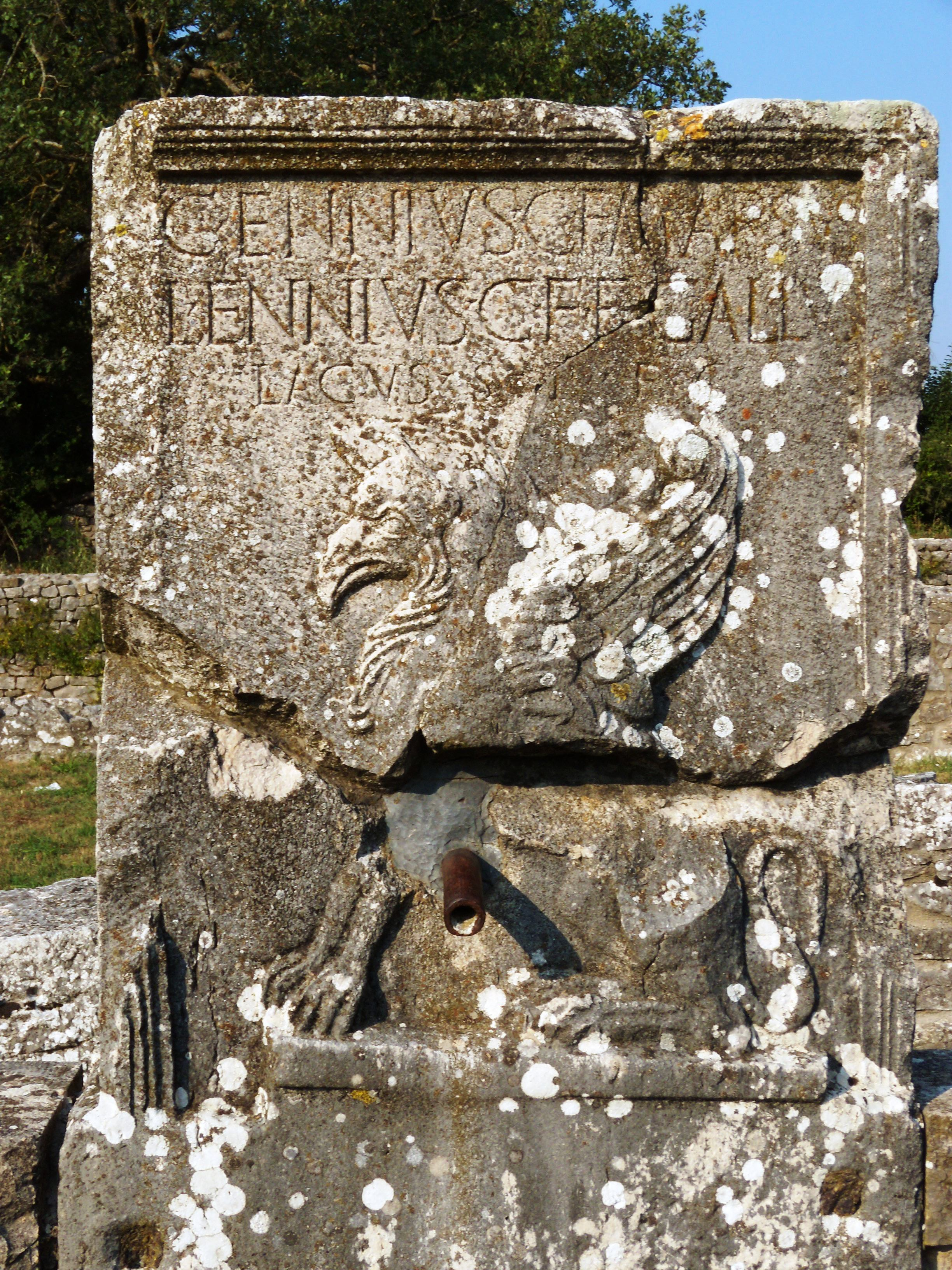
Fontana del Grifo a Saepinum (Sepino)

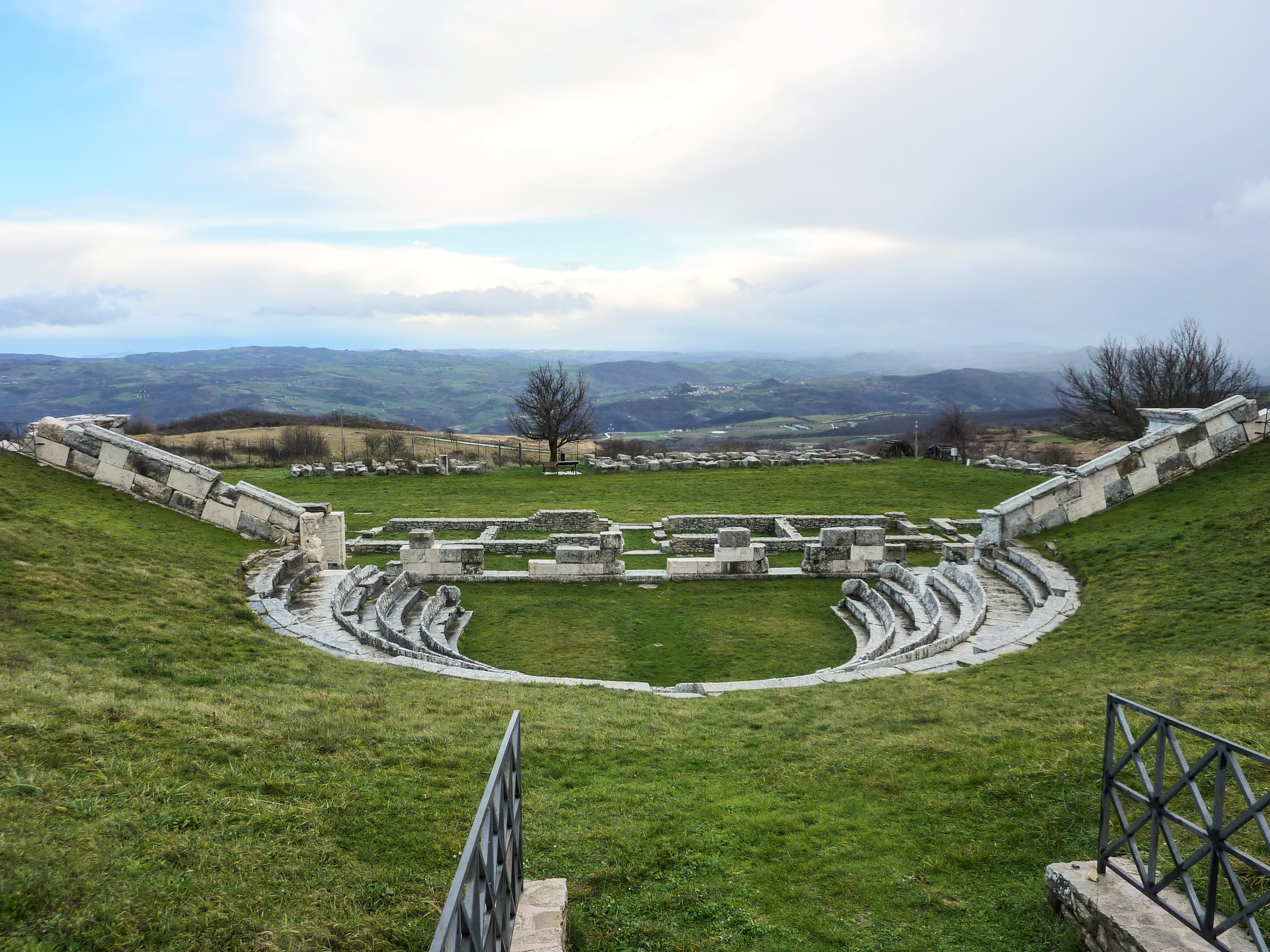
Teatro romano di Bovianum Vetus a Pietrabbondante

- Area sacra dei templi italici con museo di bassorilievi a Schiavi d'Abruzzo
- Castelfraiano a Castiglione Messer Marino, resti di fortificazione italica, poi usata dai Longobardi
- Città di Trebula a Quadri, presso l'ex chiesa di Santa Maria dello Spineto
- Resi archeologici di Aufidena conservati al Museo civico aufidenate di Castel di Sangro
- Roccaforte sannita di Aufidena ad Alfedena, sopra il castello medievale
- Città romana di Amiternum (L'Aquila), loc. San Vittorino con anfiteatro e teatro romano
- Città di Alba Fucens a Massa d'Albe
- Reperti archeologici intorno a Carsoli
- Anfiteatro, domus romana e Morroni funebri di Marruvium (San Benedetto dei Marsi)
- Area sacra di Lucus Angitiae a Luco dei Marsi
- Morroni e Basilica di San Pelino di Corfinium (Corfinio)
- Templi romani, teatro, terme romane, acquedotto sotterraneo ed anfiteatro di Teate (Chieti) - Museo archeologico nazionale d'Abruzzo e Museo archeologico "La Civitella"
- Ponte Diocleziano di Anxanum (Lanciano), scavi e reperti conservati nel Museo archeologico dell'ex convento di Santo Spirito
- Terme di Vasto, presso la chiesa di Sant'Antonio - antiche cisterne sotto Largo Santa Chiara
- Resti dell'Abbazia di Santa Maria in Palazzo a Montenerodomo, località Juvanum
- Città italica di Juvanum a Montenerodomo con museo archeologico
- Ruderi della città di Cluviae a Piano La Roma di Casoli
- Interamnia Praetutia: città antica sopra cui sorge Teramo: anfiteatro, teatro, necropoli di Ponte Messato, varie domus con mosaici, come quello "del Leone" e la domus di Largo Torre Bruciata

## La romanizzazione

### Le guerre sannitiche
La fonte principale sui fatti della "romanizzazione" degli Italici abruzzesi è l'opera Storia di Roma dalla fondazione ("Ab Urbe condita libri") di Tito Livio. Nel libro VIII egli descrive le guerre sannitiche, scoppiate con la secessione dei Lucani e di Taranto nel 324 a.C.: si sta parlando della seconda guerra sannitica, poiché nella prima l'Abruzzo non ne fu coinvolto. Il popolo abruzzese dei Vestini, rimasto all'inizio neutrale, si unì ai Marsi, ai Peligni, ai Marrucini. La questione fu dibattuta dai consoli Giunio Bruno Sceva e Lucio Furio Camillo, se allearsi i Sanniti o punirli severamente, ma il popolo romano votò la guerra ai Vestini, così Bruno si occupò di essi, mentre Furio Camillo penetrava nel cuore del Sannio. A causa di un male, Furio Camillo fu costretto a ritirarsi, e ricevette l'ordine di nominare un dittatore, ossia Lucio Papirio Cursore, che devastò le campagne vestine e i villaggi. Il console Quinto Fabio Massimo Rulliano sconfisse ripetutamente i Sanniti a Cluviae, poi Nola, e infine nella battaglia di Boviano, in Molise, zona del Matese. Le trattative di pace si conclusero l'anno seguente con un patto d'alleanza tra Sanniti e Romani, senza che però gli Italici divenissero "alleati".

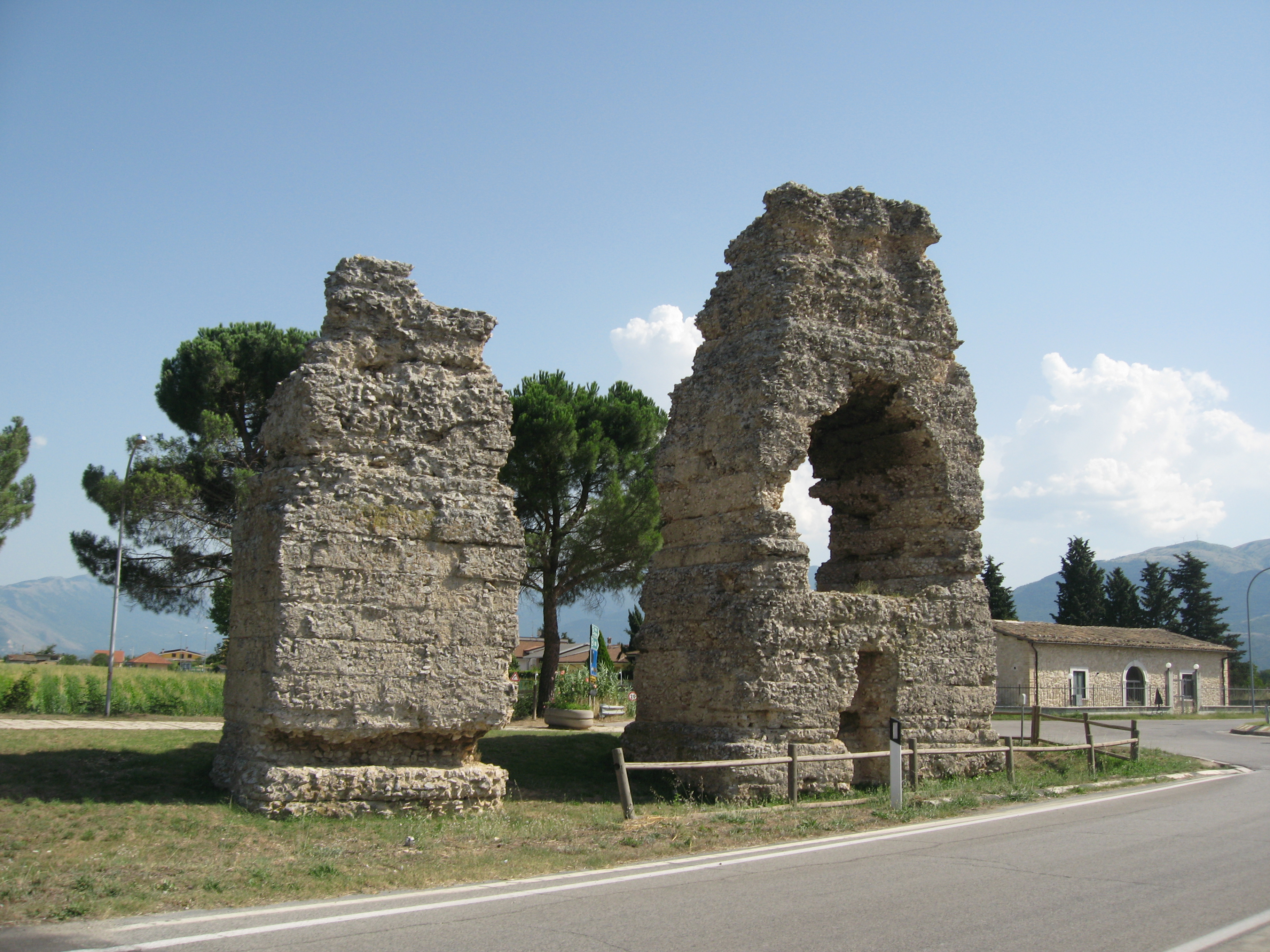
I "morroni" funebri di Corfinio, presso la basilica di San Pelino

Nel corso della terza guerra sannitica, scoppiata per schermaglie tra Sanniti e Lucani, i quali chiesero nel 298 a.C. protezione a Roma, il console Gneo Fulvio Massimo Centumalo penetrò nella Pentria, ossia l'area di Isernia e dell'alto Sangro, saccheggiando le città di Aufidena e Boiano. La resa dei conti ci fu nella battaglia di Sentino nel 295 a.C., presso le Marche, contro la coalizione di Etruschi, Galli e Umbri. Negli anni successivi i Sanniti si riorganizzarono più volte contro Roma, senza però riuscire a sbaragliare i Romani, capeggiati dai consoli Spurio Carvilio Massimo e Lucio Papirio Cursore, che li sconfissero ad Aquilonia nel 293, risalendo il fiume Liri fino alla Marsica. Un esempio della distruzione nelle guerre sannitiche è la roccaforte di Milonia, dove oggi sorge Ortona dei Marsi. Le ultime resistenze dei Sanniti furono spinte a Venosa e poi nuovamente a Bojano, dove furono annientate nel 290 a.C.

### La guerra sociale
Dato che gli Italici, dopo le guerre sannitiche, furono sì annessi a Roma, senza però riceverne i benefici, come ad esempio la cittadinanza, se nonché era stata guadagnata solo dai membri più influenti delle città, al livello politico e religioso, presto tra la popolazione serpeggiò il malcontento, scoppiato in una nuova grande rivolta nel 90 a.C. chiamata "guerra dei soci", o anche bellum Marsicum come detto sia da Livio sia dal Febonio, perché si combatté in gran parte proprio nella zona dei Marsi, propagandosi per tutto il Sannio fino alla Puglia. Piceni, Vestini, Peligni, Marrucini, Frentani, Sanniti, e più a sud i Lucani e gli Apuli si ribellarono a Roma, costituendo un nucleo statale nella cittadina di Corfinium, nella valle Peligna, chiamata per la prima volta "Italia", nome simbolico per unire tutte le popolazioni della penisola in un'amministrazione. Fu eletto un senato di 500 membri, 2 consoli, il marsicano Quinto Poppedio Silone e il sannita Gaio Papio Mutilo, insieme a 12 pretori. Corfinio fu scelta non solo per la sua posizione baricentrica nello stato del Sannio, che si trovava al termine del valico del Sirente-Velino, al centro della conca Peligna, presso le rive dell'Aterno, avendo al confine orientale la protezione della Maiella, ma anche per posizione strategica, occupando la via Tiburtina Valeria, importante strada di collegamento tra Roma e l'Adriatico.
La neo capitale incominciò a battere moneta poco dopo il 90 a.C., per contrastare il monopolio della numismatica romana, e per sancire materialmente l'importanza politica che comportava la nascita del nuovo stato. La prima moneta coniata mostra una testa femminile coronata di alloro con la scritta ITALIA, un'altra moneta recante la scritta VITELIU, da cui il nome della capitale stessa, testimonia la più antica tradizione del nome "Italia", risalente gli osco-umbri. Tra gli studiosi si è dibattuto sulle origini del termine, dato che questo ricorre anche in Calabria, nell'epoca dell'VIII secolo a.C., ma solo all'epoca della conquista romana, il termine venne esteso in tutta la Penisola. Il termine deriverebbe dall'etrusco "italós, ossia il toro, come è raffigurato nella moneta, che incorna la lupa romana schiacciandola dal dorso.

#### La causa delle concessioni della Lex Iulia
Prima che la guerra scoppiasse con la rivolta di Ascoli Piceno, gli Italici per le concessioni della cittadinanza e dei diritti pari a quelli di Roma, mandarono una delegazione per avere il diritto, in cambio della pace. Il senato si rifiutò mediante la sentenza di Quinto Vario, tribuno della plebe sostenuto dagli "equites", il quale costituì inoltre un tribunale per la condanna dei traditori della patria. La notizia nel Sannio fu accolta con grande rabbia e le varie tribù, prima di riunirsi a Corfinio, massacrarono ad Ascoli i patrizi romani, distrussero le ville, le fortezze militari, saccheggiarono i campi, rincorrendo in una vera e propria caccia all'uomo chiunque fosse romano. Roma intervenne, ma inizialmente senza successo.
I primi successi degli Italici costrinsero i Romani a preparare un esercito più potente, in primavera la guerra si era diffusa in tutto l'Abruzzo e nel Sannio molisano-campano. I Romani, temendo anche la sollevazione dell'Etruria e dell'Umbria, furono indotti a dare delle concessioni, come la "lex Iulia", che concesse la cittadinanza romana a tutte le popolazioni rimaste fedeli a Roma, come Alba Fucens, mentre con la "lex Plautia Papiria" la cittadinanza fu estesa a tutti gli abitanti delle città latine o alleate che si denunciassero al pretore entro 60 giorni.

#### Insurrezione e la guerra "marsica"
Queste leggi volsero a sostegno dei Romani per indebolire gli insorti, e le defezioni principali furono quelle di Teate, Anxanum e Sulmona, mentre altre città come quelle della Marsica e di Corfinio opposero una resistenza disperata fino alla distruzione nell'88 a.C., mediante l'esercito di Silla e Gaio Mario. A nord operavano le truppe del console Publio Rutilio Lupo, che aveva i suoi legati Mario, ritornato dall'Oriente. Nel 90 a.C. i Marsi attaccarono a sorpresa l'esercito nemico presso il fiume Tolero, nel territorio degli Equi, e Lupo vi trovò la morte insieme a 8000 soldati.
Solo Gaio Mario riuscì a evitare la catastrofe continuando la resistenza, anche se più avanti si accorse che il sentimento di riscatto italico attecchì anche tra gli Etruschi e gli Umbri, soldati mercenari di Roma. Alla fine del 90 a.C. Giulio Cesare senior decise di varare una legge che permetteva a quelle comunità di acquisire la cittadinanza romana, appunto la lex Iulia. La seconda legge fu varata da Marco Pluzio Silvano e Caio Papirio Carbone. I nuovi cittadini romani tra gli Italici non furono distribuiti tra le 35 tribù latine, ma scorporati in 8 tribù aggiuntive, affinché non avessero particolare influenza nelle assemblee pubbliche. Nell'89 a.C. il console Strabone propose la lex Pompeia che permetteva ai coloni della Gallia Cisalpina di acquisire la cittadinanza, esempio di come Roma alla fine avesse dovuto per forza piegarsi alle richieste dei popoli italici per non trovarsi annientata. Nel frattempo la guerra sociale in Abruzzo proseguì, ed entrò nella fase del cosiddetto "bellum Marsicum", perché si combatté prevalentemente nel territorio del Fucino. I Marsi accorsero in aiuto degli Etruschi rivoltosi, e furono raggiunti da Strobone, che uccise 15.000 italici, spegnendo di fatto ogni velleità di resistenza. Successivamente mosse su Ascoli per vendicare il massacro del 91, e la città fu rasa al suolo. In quel periodo anche i Peligni e i Vestini si arresero; il controllo della rivolta stavolta passò in mano alla tribù dei Pentri, e in aiuto di Roma accorse Silla dalla Campania, distruggendo Pompei, Ercolano e Stabia, fino a giungere a Boviano, territorio storico per le rivolte dei Pentri due secoli prima. Il movimento meridionale sannita di Nola e della Lucania continuò la lotta fino all'82 a.C., mentre Isernia e Corfinio cadevano sotto il controllo di Silla, dopo il massacro dell'altopiano delle Cinquemiglia. Corfinio subì un saccheggio sanguinoso, e fu privata dell'antico nome, venendo chiamata "Pentima", toponimo rimasto fino al ristabilimento del nome antico nel 1928, ma il territorio circostante nel Medioevo era detto anche "Valva", tanto che ancora oggi la diocesi di Sulmona è detta "Sulmona-Valva".

### Organizzazione territoriale dellaRegio IV Samnium

Abruzzo e Molise nella fascia territoriale della Regio IV

La Regio fu formalmente istituita durante il principato di Augusto, in un progetto di riordinamento amministrativo dei territori dell'impero, e comprendeva la Sabina reatina, l'Abruzzo attuale e il Molise. A nord confinava con la Regio V Picenum, ossia le Marche, a ovest con la Regio I Latium et Campania, comprendeva il territorio della vallata dell'Aterno con Amiternum, la piana del Fucino con Marruvio, e le catene montuose dei Monti Sibillini e del Sirente-Velino, la conca Peligna di Sulmona, la piana dell'Alento con Teate, la fascia costiera di Ortona e Histonium, la Frentania di Anxanum e la bassa zona del Biferno, del Trigno-Sinello, con le città di Isernia, Boiano e Larinum.

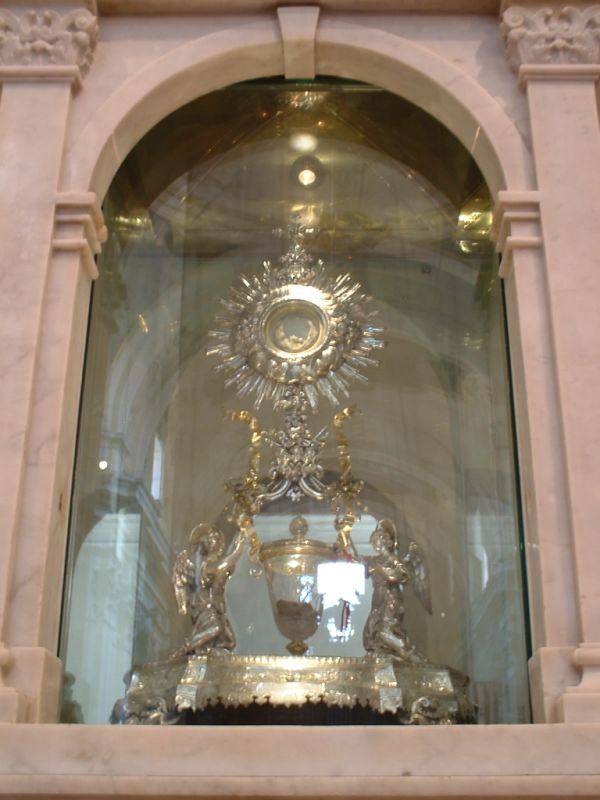
Il Miracolo eucaristico di Lanciano, verificatosi nel convento di San Legonziano nell'VIII secolo

La città di Anxanum dopo i privilegi di Augusto, aveva goduto di grande prosperità e fioritura dei commerci, come testimoniano le lapidi, con arrivo di coloni romani, rappresentati dalle nobili famiglie patrizie, tra le quali la gens Ariense. La città andava acquistando la fisionomia di un oppidum romano, e per questo è spiegata all'assenza di strutture tipiche delle città romane, come un teatro, un anfiteatro, o un complesso termale, mentre venivano costruite botteghe e il macellum. Le divinità italiche nei templi vennero sostituite con quelle romane, e ad Anxanun sono documentati 5 templi. L'imperatore Diocleziano migliorò la viabilità con il famoso ponte che si staglia sotto la mole della Cattedrale di Santa Maria del Ponte, e nel frattempo la Regio IV venne scorporata in 4 province, e la città entrò in quella di Teate (Chieti). Lanciano risentì pesantemente della nuova organizzazione amministrativa, che la teneva assoggettata al potere centrale, che ne minava il florido scambio delle merci.

### L'Abruzzo durante la guerra greco gotica

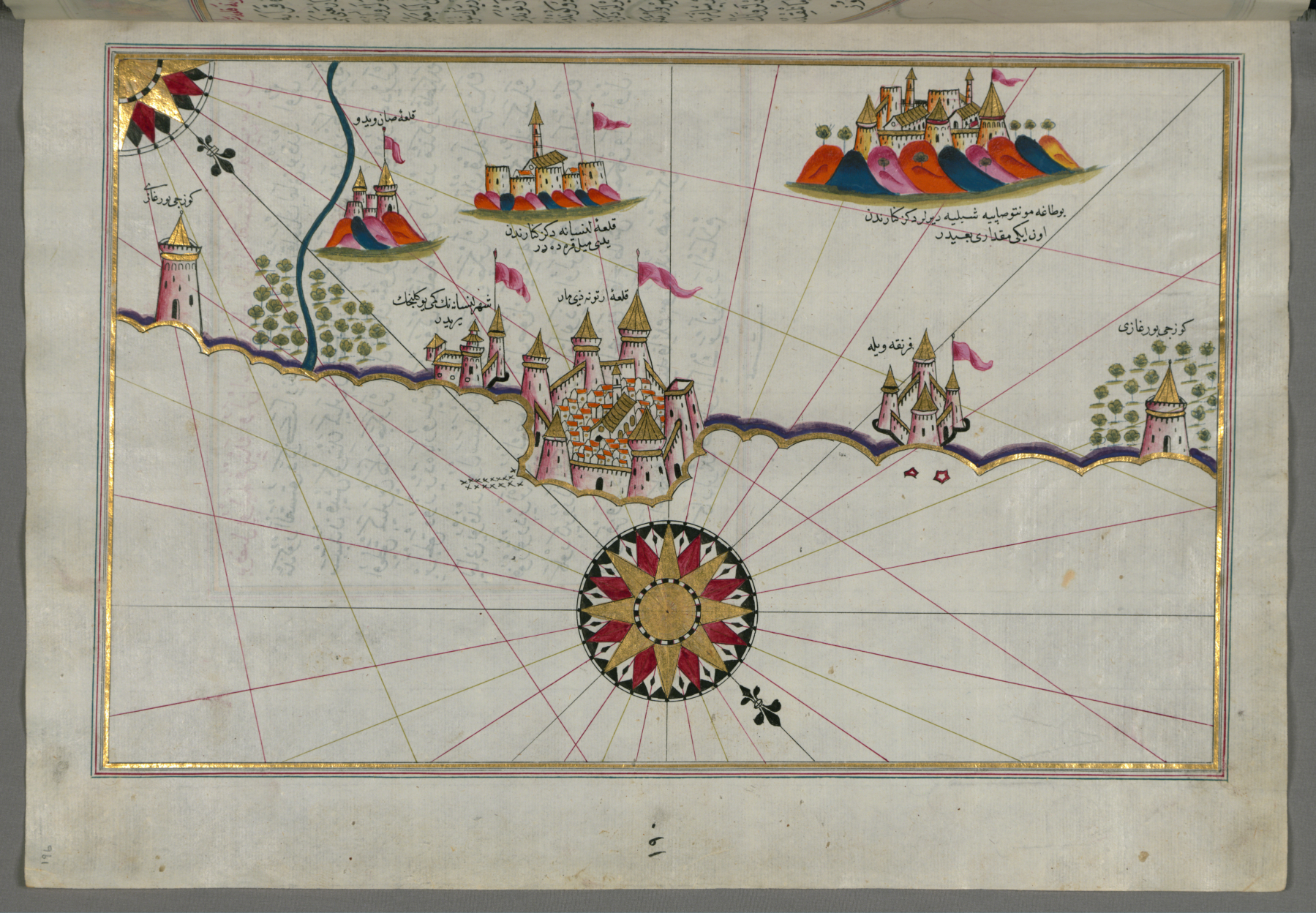
La fortezza centrale di Lanciano, con attorno i vari castelli (Guastameroli, Frisa, Castelfrentano, San Vito Chietino) nella mappa dell'Abruzzo di Piri Reìs

Durante l'impero di Costantino Lanciano tornò all'antico splendore, e di interesse è la lapide che recita Autonio Iustiniano Rector Provinciae.. La fervida attività commerciale è citata anche nel 165 d.C., quando erano consoli Lucio Ario e Marco Gavio Orfito, mentre un prezioso documento risalente all'epoca di Marco Aurelio concedeva ai cittadini Fisio, Eucanio, Feltro, Rota, Tilio e Audo il privilegio di gestire i mercati delle fiere pubbliche. Al tempo di Valentiniano III l'Abruzzo fu invaso dalle truppe di Odoacre degli Eruli, ma l'Abruzzo non ne risentì particolarmente, e il disastro avvenne dopo il 537 quando la nazione fu ripresa da Bellisario, mandato da Giustiniano in Italia a riportare l'ordine, ma subito dopo nel 543 il disordine tornò per le invasioni barbariche, e anche l'Abruzzo ne fu molto colpito. La guerra gotica del 553 dette un ulteriore smacco alla vita sociale già resa precaria, insieme ai vari terremoti che si susseguirono.
Nel 410 i Visigoti di Alarico I entrarono a Roma, e saccheggiarono anche il resto dell'Italia, Abruzzo compreso, penetrando da Teramo, dove rimasero fino al 552-54. Fu allora che l'Abruzzo, dopo il termine della guerra gotica, passò sotto il dominio dei Bizantini, e sparute tracce si possono rinvenire in reperti provenienti da chiese distrutte di Ortona e Vasto, e soprattutto nel territorio di Crecchio, nella raccolta permanente del Museo dell'Abruzzo Bizantino Altomedievale del Castello ducale De Riseis. Della presenza bizantina in Abruzzo non resta molto, se non appunto del materiale d'uso domestico raccolto a Crecchio, e le citazioni storiografiche, che attestano la presenza di questa popolazione nella fascia costiero-pianeggiante di Ortona e Lanciano, e di Vasto. I Bizantini presero controllo del porto di San Vito Chietino fortificandolo, costruirono delle ville alla maniera delle domus romane nelle campagne circostanti, molte delle quali sono state rinvenute nelle contrade di Crecchio, Tollo e Canosa Sannita, Aternum, dove costrurono una primitiva piccola fortezza per la guardia del porto, insieme a necropoli dove sono stati ritrovati elmetti metallici. I Bizantini occuparono anche Montepagano a Roseto degli Abruzzi, e addirittura si spinsero fino a Torricella Peligna nell'alta valle dell'Aventino, probabilmente occupando l'antica città di Juvanum dei Carricini, e costoso si rifugiarono su alture, fondando Torricella e Montenerodomo. La presenza dei Bizantini però non fu di buon auspicio, perché il clima politico economico era in costante crisi, con saccheggi, distruzioni e rapimenti. Nel 539 si manifestò una grave carestia nel teramano che uccise 50.000 contadini, e il fiscalismo sempre più aspro della vecchia politica romano-bizantina portò allo spopolamento di interi insediamenti delle campagne. Da qui più avanti nell'VIII-IX secolo i Longobardi riporteranno lentamente la vita, costruendo insediamenti fortificati (castra), che poi lentamente assumeranno la conformazione di veri e propri abitati muniti di mura di cinta e castelli.

## Il Medioevo

### Dai Bizantini ai Longobardi
Risale al Medioevo la prima menzione del toponimo Aprutium (Abruzzo), derivato dal nome del territorio romano Pretutium nel teramano, incluso anticamente nel Piceno. La Guerra gotica distrugge gran parte delle città, ma ancora non sconvolge l'assetto del territorio compreso per la maggior parte nella tardo-imperiale regione suburbicaria dividono l'Abruzzo tra i ducati di Spoleto e Benevento, un grosso gruppo di germanici longobardi colonizza la valle dell'Aterno; anche le città costiere bizantine, che inizialmente resistono ai barbari, cedono a Grimoaldo I duca di Benevento nella seconda metà del V secolo.

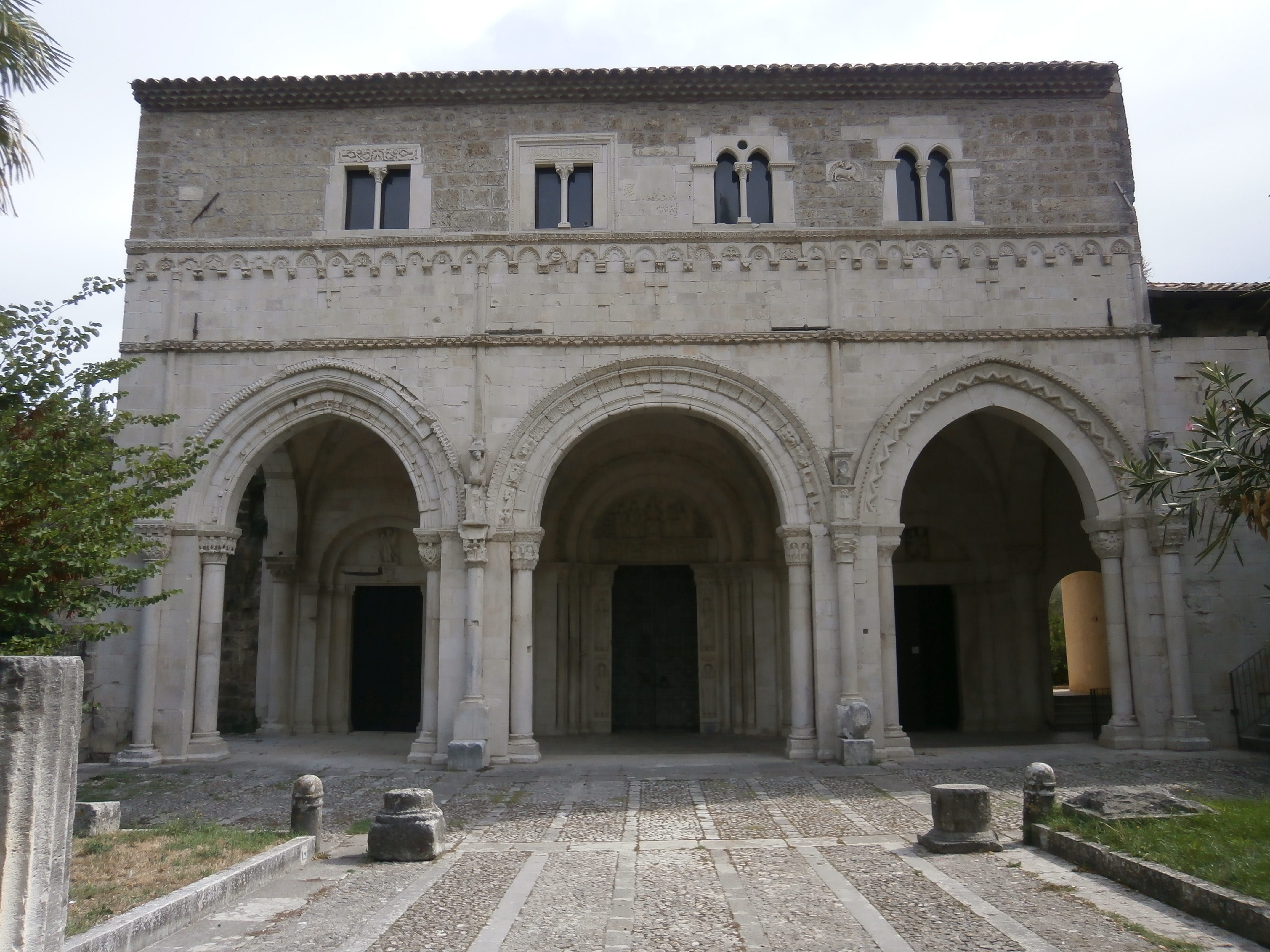
Abbazia di San Clemente a Casauria

Dalla disgregazione dei sistemi cittadini due nuovi sistemi di antropizzazione si incrementano vicendevolmente in Abruzzo. L'economia d'età imperiale è rimpiazzata dall'economia rurale che ruota attorno a piccoli centri prevalentemente a carattere servile, che curano il dissodamento e la coltivazione degli appezzamenti di terreno degli antichi agri civici romani, o delle ville; ai contadini viene man mano concessa una certa libertà, visto l'aumento dei costi per l'approvvigionamento degli schiavi; non godendo di autonomia politica, si innestano su questi centri il dominio, le tutele e i diritti fondiari di feudatari e delle abbazie prima di Montecassino e San Vincenzo al Volturno, poi di San Clemente a Casauria, fondata nell'871. La frammentazione politica, la necessità di accentrare la popolazione per una gestione più razionale dei territori in fase di dissodamento sono le cause principali della nascita dei castra, centri fortificati attorno a una fortificazione in cui in germe troviamo già le prime forme di signoria o aristocrazia fondiaria: sono esempio Balsorano, Castel di Sangro, Capestrano, Celano, Massa d'Albe, Pacentro, Tagliacozzo, in provincia dell'Aquila; Alanno, Popoli Terme, Salle, Tocco da Casauria, in provincia di Pescara; Bisenti, Borrello, Casoli, Canzano, nelle province di Teramo e Chieti. Lungo la costa sopravvivono le città di Teate e Pinna.

### Longobardi in Abruzzo: questioni generali

#### Conquista dell'ex Sannio
I Longobardi nel 568, guidati da re Alboino, si insediarono stabilmente in Italia, provenendo dal nord germanico. Il loro dominio fu articolato in numerosi ducati che godevano di una marcata autonomia rispetto al potere centrale dei sovrani insediatisi a Pavia, capitale della Langobardia Maior, mentre Benevento fu sede della Langobardia Minor, con l'Abruzzo compreso. La prima città a essere conquistata dai longobardi fu Teramo, nota allora come "Castrum Aprutiense", che faceva parte del Marchesato di Fermo, che si estendeva dal Musone fino all'Aterno. Nel 740-43 il marchesato sarà sottomesso al ducato di Spoleto, insieme alla contea Aprutina, che diventerà "Gastaldato d'Aprutium", uno dei sette gastaldati di tutto l'Abruzzo odierno.

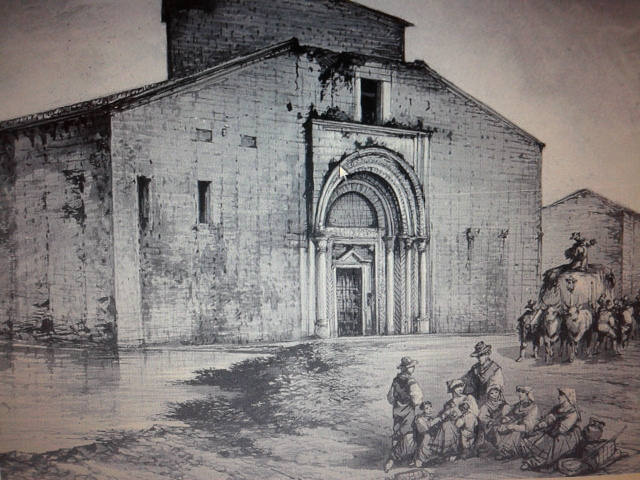
Ex cattedrale di Santa Sabina a San Benedetto dei Marsi, in un'illustrazione di Consalvo Carelli, prima della distruzione tellurica del 1915. La chiesa fu la prima sede della diocesi marsicana

Nella loro traversata, i Longobardi per raggiungere il Meridione occuparono la Marsica, l'Abruzzo Citeriore teatino, il Molise, vale a dire la storica Contea di Boiano, la Daunia foggiana e la Lucania. Ancora oggi l'Abruzzo presenta varie tracce di questa presenza, come le località che portano il prefisso di Gualdo, Fara, Guardia, Scurcola, toponimi tipici germanici che indicano proprietà o luoghi di controllo sopra alture, dove vennero erette torri e fortini, successivamente trasformatisi in abitati; gli esempi sono Fara Filiorum Petri, Fara San Martino, Guardiagrele, Vasto (all'epoca il Guasto), Guasto di Meroli (oggi Guastameroli).

#### Toponimi e tracce fossili longobarde in Abruzzo
Sopravvivono anche dei riti d'importazione longobarda come la festa delle Farchie di Fara Filiorum Petri, in onore di Sant'Antonio abate, nonché la presenza di toponimi e chiese dedicate al culto di San Michele arcangelo, il santo patrono dei Longobardi, come Sant'Angelo in Vetuli presso Sulmona, le varie grotte dedicate a Sant'Angelo di Palombaro, Civitella del Tronto e Lettomanoppello, nonché le prime parrocchie dei villaggi di fondazione longobarda, quali Sant'Angelo del Pesco, Città Sant'Angelo, Atessa, Lanciano (il rione Borgo), Mosciano Sant'Angelo, la chiesa di San Michele a San Vittorino dell'Aquila. Perfino il comune molisano, fino al 1948 compreso negli Abruzzi, di Capracotta ha origini longobarde, riguardo alla tradizione di sacrificare una capra nel terreno di colonizzazione.
Nell'ordinamento longobardo, il gastaldato o gastaldia era una circoscrizione amministrativa governata da un funzionario della corte regia, il gastaldo o castaldo, delegato a operare in ambito civile, militare e giudiziario.

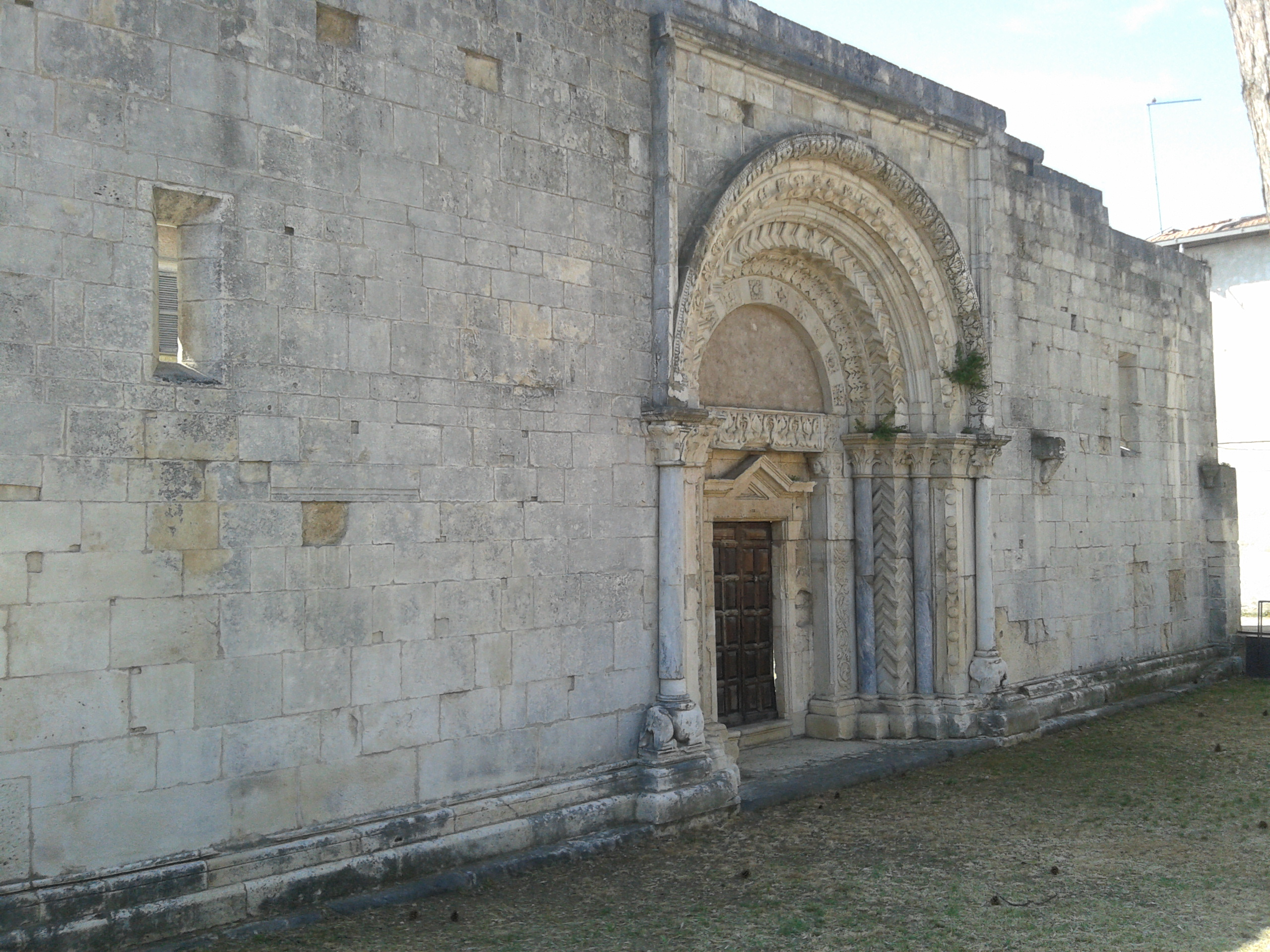
Facciata dell'ex cattedrale di Santa Sabina in Marruvium (San Benedetto dei Marsi)

L'odierno Abruzzo venne suddiviso dai Longobardi in sette gastaldati: Marsi, Amiterno, Forcona, Valva, Teate, Penne e Aprutium ripartiti rispettivamente nel Ducato di Spoleto (la Marsica e il territorio a nord del fiume Aternum oggi Pescara), e nel Ducato di Benevento (grosso modo la provincia di Chieti). Più che in altri luoghi d'Italia, la toponomastica abruzzese presenta forti tracce longobarde: ad esempio i nomi fara e guardia (Fara San Martino, Fara Filiorum Petri, Piana La Fara, Torre di Fara, Guardiagrele, Guardia Vomano, Colle della Guardia, nomi che si possono tradurre col termine latino castrum, postazione militare), sala, sgurgola (ad esempio Scurcola Marsicana), sono tutti termini militari longobardi, che edificarono castelli e torri di nuova fondazione. Al definitivo abbandono delle più importanti città romane attorno alle quali nacquero i gastaldati (Alba Fucens, Amiternum, Corfinium), corrisponde invece la controtendenza di Sulmona, Lanciano e Chieti, le uniche città in cui l'assetto urbano del centro storico ancora oggi ricalca gran parte il tessuto viario romano.
Un esempio della presenza bizantino-longobarda in Abruzzo è dato anche dall'interessante sito di Arsita in provincia di Teramo. Sulla cima del paese sorge un palazzo settecentesco con mura medievale, che in origine era il "castello Bacucco", sotto la giurisdizione del castello di Bisenti. Il castello era un insediamento di capanne e frasche, di forma ovale, e probabilmente da questo deriverebbe il nome "bel cucco", oppure dall'arabo "bakok - burqu", panno che avvolge la testa, che sta a indicare l'aspetto del castello arroccato. Dall'XI secolo il castello, sotto il controllo di Bisenti, incominciò a essere noto col toponimo attuale di Arista, che indica un luogo bruciato, dove probabilmente i Normanni compirono scorrerie.

#### Longobardi nella Marsica

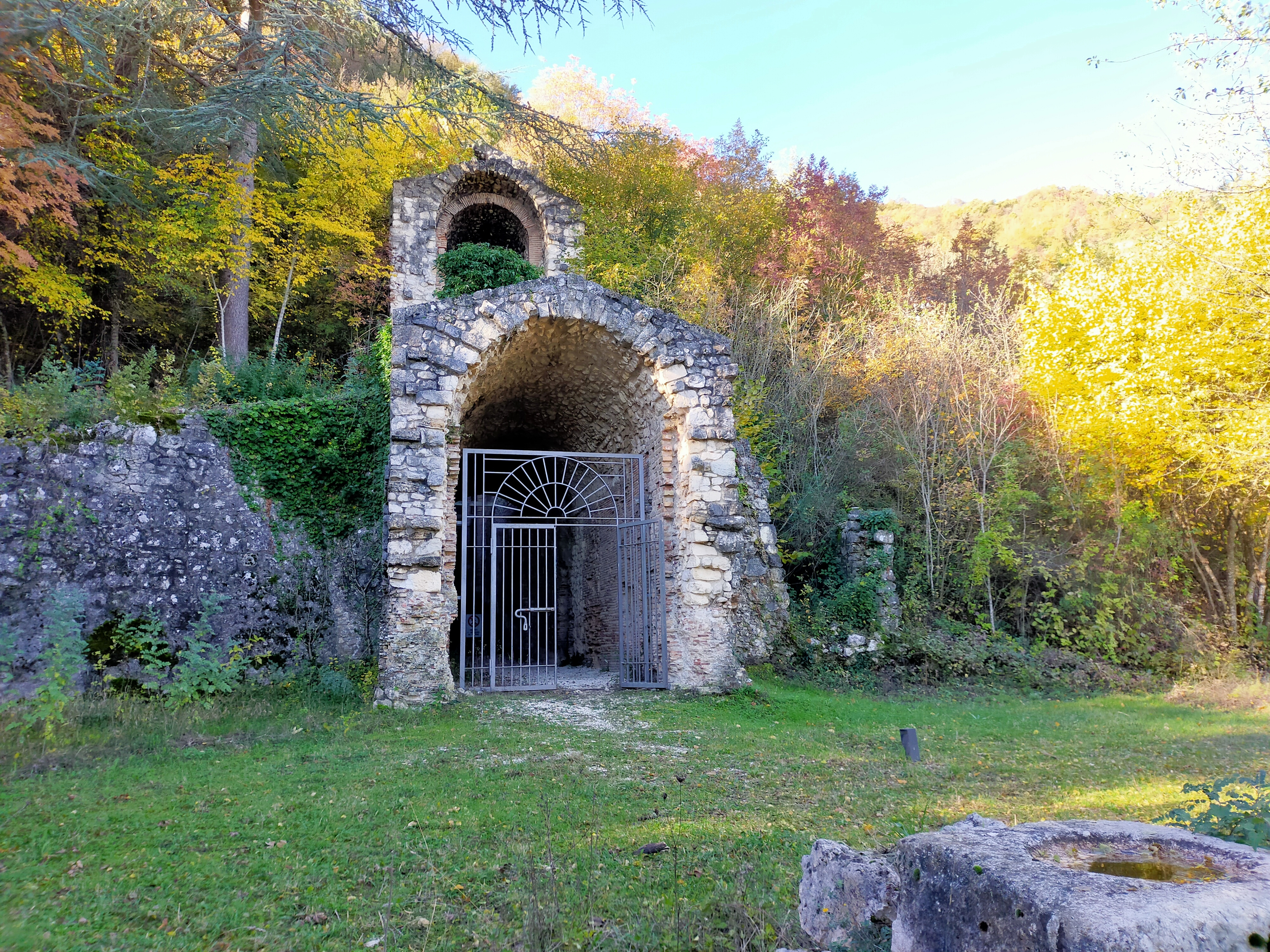
Cunicoli di Claudio, imbocchi del monte Salviano

La Marsica nella seconda fase dell'impero romano fino al 476, subì una lenta crisi, favorita soprattutto da carestie e terremoti, come quello del 346 d.C.
Le inondazioni e la mancata manutenzione dei cunicoli di Claudio per ridurre la portata del Fucino, contribuirono a far allagare l'emissario, rendendo la zona paludosa e malsana. Con i restauri seguiti al terremoto, si hanno delle testimonianze ad Alba Fucens, in particolare l'assetto urbano con particolarità architettoniche stratificate, che mostrano chiaramente il passaggio dall'età augustea del I secolo all'età tarda. Anche nella capitale Marruvium furono eseguiti dei lavori, e nel IV secolo venne costruita la prima cappella di Santa Sabina, che poi divenne la prima sede della cattedrale della diocesi. Vicenda importante, come nel resto dell'Abruzzo, riguarda il primo arrivo dei cristiani, e il loro conseguente martirio. L'esempio più interessante della Marsica è a Trasacco, dove si trovano le spoglie di San Rufino di Assisi e San Cesidio. La venerazione dei martiri ci fu subito, però le prime notizie della chiesa a essi dedicati è riferibile al periodo del dominio dei Berardi nell'XI secolo, i futuri Conti dei Marsi.

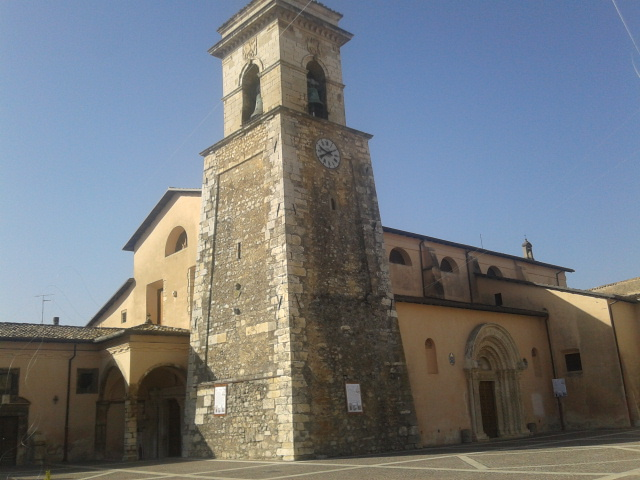
Basilica dei Santi Cesidio e Rufino a Trasacco

La Marsica, nel VI secolo, fu invasa dapprima dai Bizantini, e poi dai Longobardi. Odoacre, il quale conquistò Roma deponendo Romolo Augusto, invase la Valle Roveto passando per il fiume Liri; sotto i Goti l'Abruzzo, almeno non tutto, conservò le tradizioni romane, soprattutto Chieti continuò a prosperare sino al VI secolo circa, anche se iniziò a farsi strada la nuova fede del cristianesimo, e difatti proprio sotto questa popolazione a Chieti vennero trasformati i templi in edifici di culto cristiano, come la Cattedrale di Santa Maria Maggiore, edificata sopra il tempio di Marte (l'attuale Duomo di San Giustino), la chiesa dei Santi Pietro e Paolo sopra il tempio dei Dioscuri (la piazza dei tempietti), e infine l'erezione della nuova cappella di Sant'Agata dei Goti, ancora oggi esistente, nel quartiere Porta Santa Maria.
Un secolo dopo, la provincia del Sannio fu di Bellisario di Bisanzio. Dopo vari sconvolgimenti e invasioni barbariche, nel 568 l'Abruzzo fu del sovrano longobardo Foroaldo, che istituì gastaldie e contee, mentre sorgeva il ducato di Spoleto, non ancora in mano dei Franchi, a cui l'Abruzzo veniva assegnato, dalla parte nord del fiume Pescara-Aterno, mentre la zona sud del chietino rimaneva nel ducato di Benevento. Da questo momento la capitale antica dei Marsi Marruvio (oggi nel comune di San Benedetto dei Marsi), iniziò a chiamarsi "Valeria", e da qui il nome di tutta la provincia fucense e rovetana, la Marsica attuale.
Nel 608 vi transitò il papa Bonifacio IV, alcune notizie della presenza di città romane ancora oggi esistenti sono date da Paolo Diacono nella Storia dei Longobardi. La Marsica venne nuovamente invasa dal conte Gisulfo II nel 702, che si accampò in Vallis Sorana (Balsorano) e poi a Morrea, invitato dalle offerte di papa Giovanni VI ad abbandonare la conquista. Si hanno notizie sull'embrionale diocesi marsicana con cattedra a Sora e a San Rufino di Trasacco. Il cronachista Leone Ostiense riporta che nell'VIII secolo la Marsica era in gran parte conquista dell'abbazia di Montecassino, dato che questo monastero, insieme a quello di Farfa e San Vincenzo al Volturno, dell'Ordine Benedettino, avevano in controllo la giurisdizione delle chiese, non solo nella Marsica, ma in tutto l'Abruzzo. Ildeprando di Spoleto nel 782 fece dono della "Marsica" al grande monastero di Montecassino, parlando di un "Comitatu Marsorum", segno chiaro del passaggio dei Longobardi in loco.
Questa forma embrionale, al livello territoriale perfettamente definito, del successivo Contado dei Marsi o di Celano, amministrato dai Berardi, passerà a Berardo "il Francisco" nel 926 d.C., con la discesa del franco Ugone di Arles per volere di Ottone I di Sassonia, nell'ambito di interventi franchi, chiamati dal papa, per bloccare le scorrerie saracene in Abruzzo; e insieme a costui venne Attone, che avrà in possesso il comitato di Chieti, e che darà vita all'omonima contea e alla dinastia Attonide, una delle più potenti dell'attuale regione, che durò sino al XII secolo.

#### Lanciano tra bizantini e longobardi
(Domenico Priori, La Frentania)

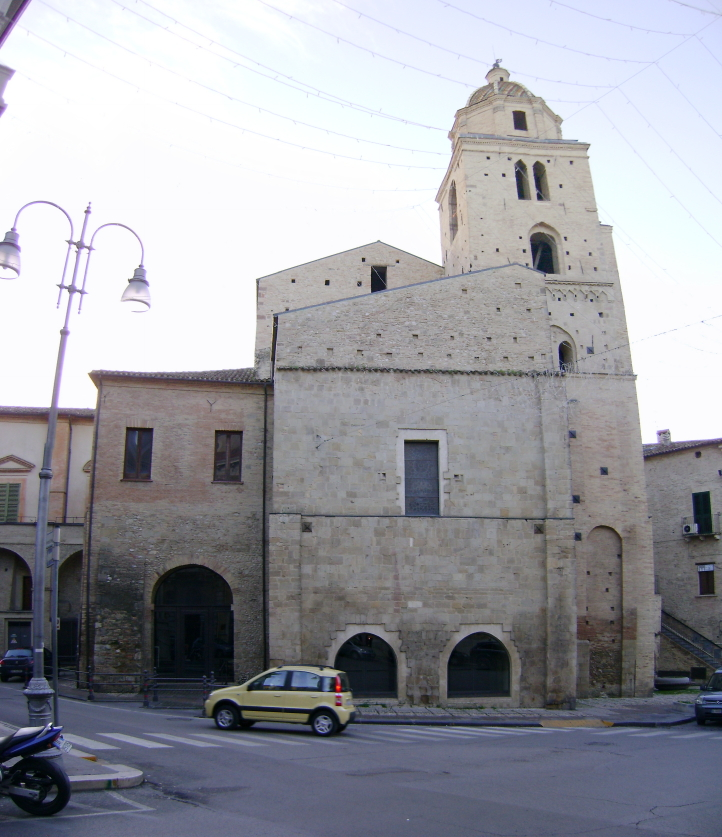
Veduta del retro della chiesa di San Francesco di Lanciano, con l'abside dell'antico convento di San Legonziano, dove si verificò il famoso "miracolo eucaristico"

Lanciano è un alto luogo cardine per comprendere le varie fasi del passaggio dei barbari, dei bizantini e infine dei longobardi in Abruzzo, di cui insieme a Vasto si hanno fonti più cospicue. Nella città, all'epoca dei Bizantini (VI secolo) governò Narsete, che scacciò i Goti, il quale si accordò con i Longobardi, cedendo Lanciano al dominio di Benevento. Il nome fu cambiato in Castrum Lanzani o "Anxani", e per questo la situazione economica subì un tracollo, ancor più con l'invasione del Sannio da parte di Alboino nel 568. A quest'epoca risalirebbe la prima distruzione di Lanciano, con la perdita delle opere romane in gran parte. Distrutta la città, i Longobardi provvidero a ricostruirla, iniziando dalle mura di cinta sul Colle Erminio, ossia il quartiere di Lanciano vecchio, dove si trovava il nucleo centrale di Anxanum. Lo stesso toponimo del Colle Erminio deriva dalla presenza di un amministratore locale dei longobardi.
Il governato della città fu il duca Zotone, e fu in quest'epoca che sorsero le prime chiese in città, tra le quali si annoverano la cappella di San Giorgio sopra Minerva, oggi cripta della chiesa di San Biagio, la chiesa di San Maurizio, demolita nell'800, che si trovava in Largo dei Frentani, e il convento dei basiliani di San Legonziano, fuori le mura. Una leggenda, in virtù dell'edificazione di queste chiese, vuole che nel 610 la città venisse liberata dal primo patrono San Maurizio, durante la guerra dei Bizantini e Longobardi, vinsero questi ultimi contro la tirannia bizantina, dato che i lancianesi avevano pregato questo santo, che venne eletto quale primo patrono della città.
Seguì un periodo di tranquillità, in cui il commercio della ceramica e delle fiere mercantili poté riprendersi. Seguì ai Longobardi l'arrivo dei Franchi. Nell'801 Pipino il Breve scese nel Sannio con l'intento di assoggettare quelle città poco disposte a sottostare al nuovo potere, e con forza infatti sottomise Chieti distruggendola letteralmente. Lanciano per questo si mantenne neutrale e non subì dunque la violenza, anche perché dipendeva dall'amministrazione di Chieti stessa, che fu sottomessa e aggregata al ducato di Spoleto. Pipino dette maggior impulso all'attività commerciale e artigianale, e dette al principe i titoli di gonfalone. Nel 973 venne istituita la Marca Teatina con a capo la città di Chieti, dalla quale Lanciano dipese. In questo periodo in città si andò sempre più affermando il cristianesimo, che comparve durante il governo di Bisanzio. Di grande importanza infatti è l'avvenimento del miracolo eucaristico di Lanciano, verificatosi nell'VIII secolo nel monastero dei Santi Legonziano e Domiziano. La leggenda vuole che la chiesa, eretta fuori dalle mura, fosse stata edificata sopra una prima cappella costruita sopra la presunta casa natale del soldato Longino che trafisse il costato di Cristo crocifisso. Un monaco dell'ordine dei Basiliani, che non credeva nel miracolo della Resurrezione, nel momento dell'eucaristia durante la messa, vide tramutarsi l'ostia in carne viva, e il calice di vino prese a grondare sangue umano. Il miracolo fece acquisire notevole prestigio ai monaci e alla città stessa, dal punto di vista religioso, ma nel XII secolo la chiesa fu affidata ai Benedettini, poiché il papa Innocenzo III scacciò i basiliani, che si macchiarono di empietà, e il monastero di conseguenza dipese dall'abbazia di San Giovanni in Venere. Nel 1252 vi giunsero i Frati Conventuali di San Francesco d'Assisi, che riedificarono la chiesa, adattandola allo stile medievale.

### I Longobardi a Chieti e costituzione della Gastaldia

#### Chieti sotto i Goti e Longobardi

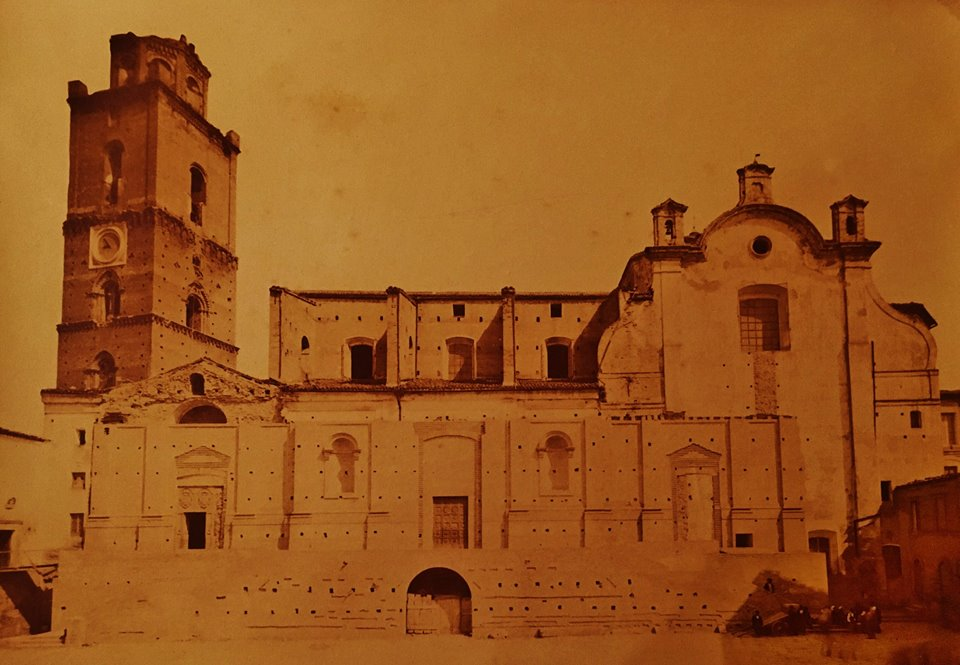
Cattedrale di Chieti nei primi del '900, prima dei restauri neogotici

Dopo la caduta dell'Impero romano d'Occidente nel 476 d.C., Teate subì varie invasioni barbariche: i Visigoti e gli Eruli; successivamente entrò nel dominio del Ducato di Benevento. L'equilibrio cittadino dopo la perdita del controllo romano si sfaldò ben presto, le costruzioni antiche andarono distrutte, la cavea dell'anfiteatro divenne una necropoli, e cava di materiale per la costruzione di nuovi edifici, soprattutto chiese. Nel VI secolo iniziò la peregrinazione a Teate di un santo di Siponto: San Giustino di Chieti, che diventerà il patrono della città. Morto nel 540, a lui è attribuita la fondazione della Diocesi Teatina, con la primitiva costruzione di un edificio paleocristiano su un'altura della città, successivamente consacrata come Cattedrale di San Giustino (nel 1069, durante la ricostruzione di Attone I).
La cristianizzazione della città avverrà in modo completo sotto i Longobardi, dacché gli antichi templi romani verranno riconvertiti in luoghi di culto cattolico, come il tempio maggiore della Piazza dei Tempietti, che diverrà nell'VIII secolo la chiesa di San Paolo, e il tempio di Diana (compresa nei primi del Novecento nel rione Tricalle) si trasformerà nella chiesa di Santa Maria del Tricaglio. La chiesa primitiva di San Giustino (all'epoca del IX secolo nota come Santa Maria Mater Dei), distrutta da Pipino il Breve, viene documentata dall'840, era dotata della sede vescovile e di uno scriptorium; successivamente nei documenti viene citata come "Ecclesia Sancti Tomasci", ossia dedicata a San Tommaso. I Goti di Cassiodoro si stanziarono lungo le coste del Sannio, e occuparono probabilmente anche Teate, benché fonti certe si riferiscano alle occupazioni di Lanciano e Ortona. La città romana di Teate andò distrutta nel IX secolo, quando si ribellò al dominio di Pipino dei Franchi, già venuto negli Abruzzi per sopprimere le comunità longobarde che parteggiavano per il duca Grimoaldo di Benevento, nonostante i tentativi del diplomatico Conte longobardo Roselmo di pacificazione, nel tentativo di vedere salvata almeno Chieti. Nell'801 Chieti fu invasa da Pipino d'Italia e data alle fiamme. Molti edifici storici furono irrimediabilmente danneggiati, compresa la primitiva Cattedrale di Santa Maria, rimasero in piedi solo le rovine romane, e la primitiva chiesa di Sant'Agata dei Goti nel rione Porta Santa Maria.

#### Conquista degli Abruzzi da parte dei Longobardi
Nel VII secolo la contea di Benevento si allargò notevolmente, grazie ad Azeleco dei Bulgari, che offrì l'appoggio a Grimoaldo dei Longobardi, che gli fece governare Benevento insieme al figlio Romualdo. Benevento annetté la contea di Bojano, che praticamente costituiva allora quasi tutto il Molise oggi conosciuto, insieme ad Isernia e Sepino, divenendo un solo gastaldato. Anche l'antica Teate divenne sede amministrativa di un gastaldato sotto l'autorità di Benevento, uno dei 7 della zona abruzzese, di questo ducato, e aveva a confine meridionale la Maiella fino al castello di Luparello (oggi Civitaluparella), le Portelle o il Gualdo (San Vito Chietino), la valle di Taranta Peligna, il Monte Coccia di Campo di Giove, il Monte Orsa (Pratola) fino a Stafilo; a nord-est l'Adriatico di Castro Belfiore (Silvi Paese), più a sud Pescara e a sud-est il fiume Trigno del Vasto. Tra le città maggiori del gastaldato c'erano Ortona, Lanciano e Vasto, e dopo l'invasione di Pipino, Chieti fu definitivamente liberata dall'occupazione longobarda del ducato di Benevento (un fatto avvenuto nell'ambito della guerra contro il duca Grimoaldo), assoggettata ai Franchi, e fu sede della "Marca Teatina". Secondo lo storico Anton Ludovico Antinori la marca teatina si era stabilita prima del 973, e che di essa facevano parte le città che prima dipendevano dal ducato di Benevento e Spoleto, non esclusa appunto Lanciano. Quest'ultima per il suo pregio economico e politico fu eletta "nobile gastaldia", ma fu sempre soggetta al marchesato di Chieti.

#### Le diocesi abruzzesi

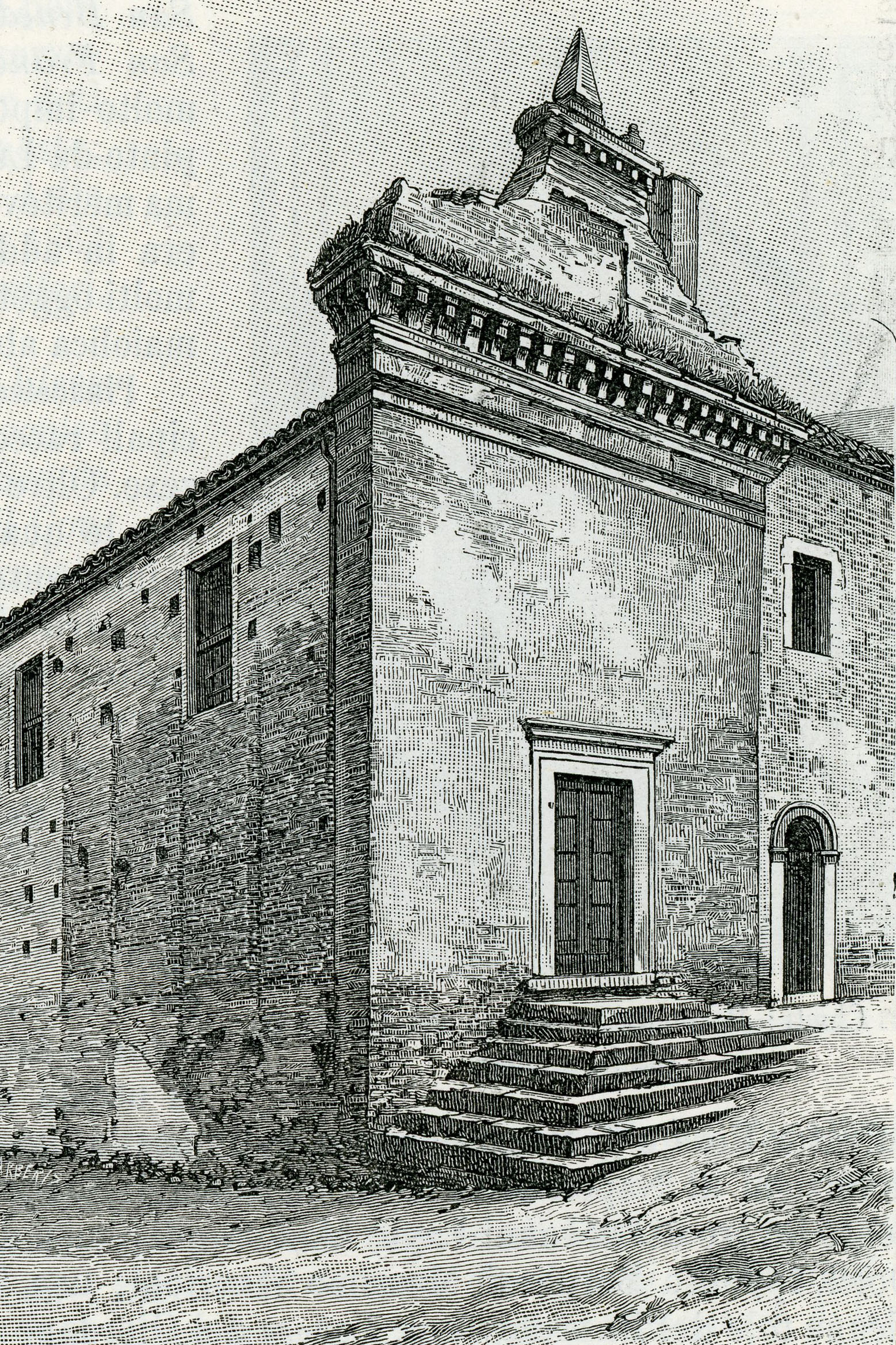
Immagine storica della chiesa di San Paolo, eretta sopra i tempietti giulio-claudi, in particolare sopra quello dei Dioscuri

L'intero territorio dell'odierna provincia teatina andò, per l'amministrazione religiosa, in mano agli antichi monasteri laziali di Farfa e Montecassino. Una parte dall'872 andrà in gestione all'abbazia di San Clemente a Casauria, mentre la zona costiera nel IX secolo, in particolar modo Pescara o Aterno checché si dica, all'abbazia di San Giovanni in Venere. Oltre alla diocesi Teatina, nacquero dal VI secolo la diocesi Histoniense con la sede presso la chiesa di Sant'Eleuterio (sopra cui venne eretta la collegiata di Santa Maria Maggiore), e ad Ortona, presso la basilica di Santa Maria degli Angeli (oggi cattedrale di San Tommaso), come riportato in lettere del papa Gregorio Magno. Nel periodo longobardo, intorno l'anno 840 d.C. circa, si citano i vescovi teatini Trasmondo e Teodorico, che ebbero in possesso alcuni monasteri del territorio. Dall'840, nei registri del vescovo Teodorico d'Ortona, si ha menzione di Chieti, già quasi ricostruita completamente dopo il sacco di Pipino nell'801, e con una diocesi già molto potente nel possedimento di terreni e chiese nell'area dell'Alento-Pescara. Nel documento sono citate le chiese di San Tommaso, vale a dire la primitiva cattedrale, Sant'Agata dei Goti con l'ospizio, San Salvatore fuori le mura e la chiesa dei Santi Pietro e Paolo sopra i tempietti romani.
La città nuova si andò sviluppando dalla Civitella a Sud-Est, mentre la parte più antica si fortificò attorno al "pallonetto di San Paolo". Si trattava di un piccolo sobborgo composto da case addossate le une alle altre, con al centro la chiesa di San Paolo, ricavata dai tempietti. Piccolo rioni sorsero nelle vicinanze, come Castellum Tribulianum, oggi rione Trivigliano - Santa Maria, il rione San Giovanni e Piano Sant'Angelo, fondati dai Longobardi e il quartiere Santa Caterina, poi San Gaetano, presso i tempietti.

#### La Contea Teatina: la dinastia degli Attoni
Il territorio teatino fu conteso da Longobardi e Bizantini nel VII secolo. Nel 649 quando il vescovo di Ortona, Viatore sottoscrive i decreti del sinodo lateranense, Chieti non era stata ancora toccata dalla guerra longobarda. Con l'inizio delle ostilità di Grimoaldo I contro i Bizantini, Chieti ne fu certamente coinvolta. In un documento degli Annales Regni Francorum, Chieti dopo la decadenza longobarda passò ai Franchi, e dunque accorpata al ducato di Spoleto, sotto il governo di Guinigiso. Costui combatté contro Grimoaldo III di Benevento e ottenne i confini dei due ducati presso il fiume Trigno, accorpando dunque l'Abruzzo a Spoleto. Tuttavia fonti sui "gastaldati" teatini non si hanno sino all'874.

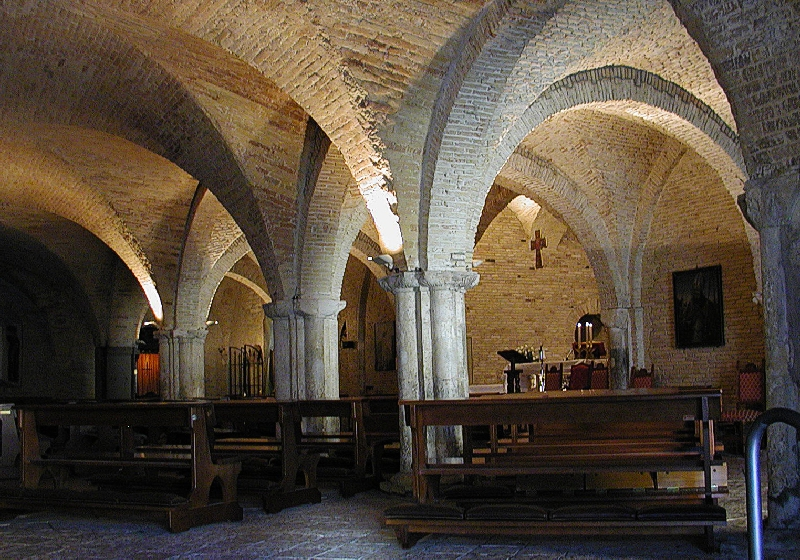
Cripta della Cattedrale di San Giustino

Chieti, grazie ai Longobardi, era divenuta ben presto una florida città nella zona dell'Abruzzo Citeriore, ma si trovò contesa nella guerra tra longobardi e franchi. I cadetti degli Ottoni di Sassonia, in città, dopo che era stata distrutta da Pipino nella guerra contro Grimoaldo, furono i membri della dinastia degli Attonidi (che governarono dal X secolo, metà del 900 d.C. dunque, sino all'XI secolo, con la battaglia di Ortona del 1075 contro i Normanni), che strinsero rapporti di politica e amicizia anche con i conti dei Marsi,, proprietari di tutta la Marsica proprio nello stesso periodo di insediamento di Attone I a Chieti, acquistando terreni e città, tessendo rapporti con i principali monasteri, con scambi di feudi e chiese, e controllando insomma tutto l'Abruzzo meridionale, compresa la contea di Termoli a sud e Penne a nord.
In contemporanea con l'egemonia politica degli Attoni, che in città occuparono anche il potere religioso con la dinastia dei vescovi e conti Trasmondi, discendenti degli Attoni, anche la diocesi Teatina acquistò il controllo su tutte le chiese dei castelli della valle, con alcune speciali eccezioni per i monasteri. L'imperatore Ludovico II, concedendo particolari benefici a San Clemente a Casauria che fondò nell'871, definì i confini del Pescara, del Trigno, dell'Adriatico e della Maiella riguardo al potere teatino, confini confermati poi dai suoi successori. La "contea Teatina" si sviluppò alla fine del IX secolo con la dinastia degli Attoni, con capostipite il borgognone Attone I; il primo documento ufficiale circa il comitatus teatinus è del 938; ad Attone successe Attone II che governò Chieti dal 957 al 995. Appunto grazie a sapienti matrimoni, gli Attoni si arricchirono con vasti feudi, intavolando un'accorta politica con i principali monasteri di San Clemente, San Giovanni in Venere, Farfa, Montecassino e San Vincenzo al Volturno. In un placito del 935 Chieti è decisamente sotto il governo di Attone, il quale assunse il governo del distretto di Penne e Termoli. La fedeltà di Attone gli imperatori sassoni degli Ottoni apparve consolidata con Ottone II, e gli Attoni acquisirono ancor maggior potere dopo il crollo degli Ottoni e lo sfaldamento del ducato spoletino nell'XI secolo, gettando le basi della grande contea che diventerà l'Abruzzo Citeriore. In quest'epoca Chieti si consolidò anche dal punto di vista religioso con la dinastia del vescovo Trasmondo, che si impegnerà per l'edificazione di chiese, restauro di monasteri già esistenti, come San Giovanni in Venere e San Clemente, portando a termine l'opera del vescovo Teodorico riguardo alla fondazione della Diocesi Teatina, citata nell'840 come "canonica teatina" di San Tommaso.
Nel 938 si tentò di annettere un piccolo appezzamento di terra fuori dalla città, noto come Sant'Angelo di Montepiano (oggi Piano Sant'Angelo presso l'attuale Piazza Matteotti), che costituiva la via principale per i centri di Ripa Teatina e Bucchianico. Nel 972 sono documentati i possedimenti di "castrum Spulturii" (Spoltore).

#### I longobardi e i franchi a Guardiagrele
Altra importante testimonianza della presenza longobarda nel comitato Teatino è il "torrione", detto "Torre Orsini" di Guardiagrele, non molto distante da Chieti. Questa città era una vera e propria fortezza perché si poneva su un colle in posizione strategica dalla campana di Chieti per raggiungere il versante orientale della Maiella. Probabilmente un primo insediamento esisteva nell'epoca romana, noto come Aelion, dal greco ἥλιος hḕlios, "sole", per poi diventare con i longobardi "Grele". In tempi più recenti si è cercato di dare un significato più soddisfacente: Grele deriverebbe dall'espressione marrucina "ocrilis", appunto altura. Il secondo villaggio di "Guardia" deriva dal germanica warda, che indica un posto di vedetta militare, dove venne eretto il fortino della torre oggi presente. In una citazione dei registri delle decime del 1308 si parla di un "clerici castri de Guardia Grelis", all'epoca il paese non era stato ancora unificato, come accadde qualche decennio più tardi, nell'analoga sorte dei due "guasti" del Vasto. Il torrione degli Orsini è quanto rimane della fortezza, gravemente compromessa dal terremoto del 1706, come testimonia la parte superiore semi-diroccata. Nel 1849 parti del castello esistevano ancora, ma furono smantellate per sistemare l'accesso al Largo del Rosario, dal nome della chiesetta, oggi noto però come Largo Giuseppe Garibaldi. Della fortezza restavano solo la torre dell'Orsini e la torre dell'Acquedotto, rifatta però dopo i danni della seconda guerra mondiale.

#### La distruzione del Vasto da parte di Aimone
(Regesto di Carlo II, 1289)

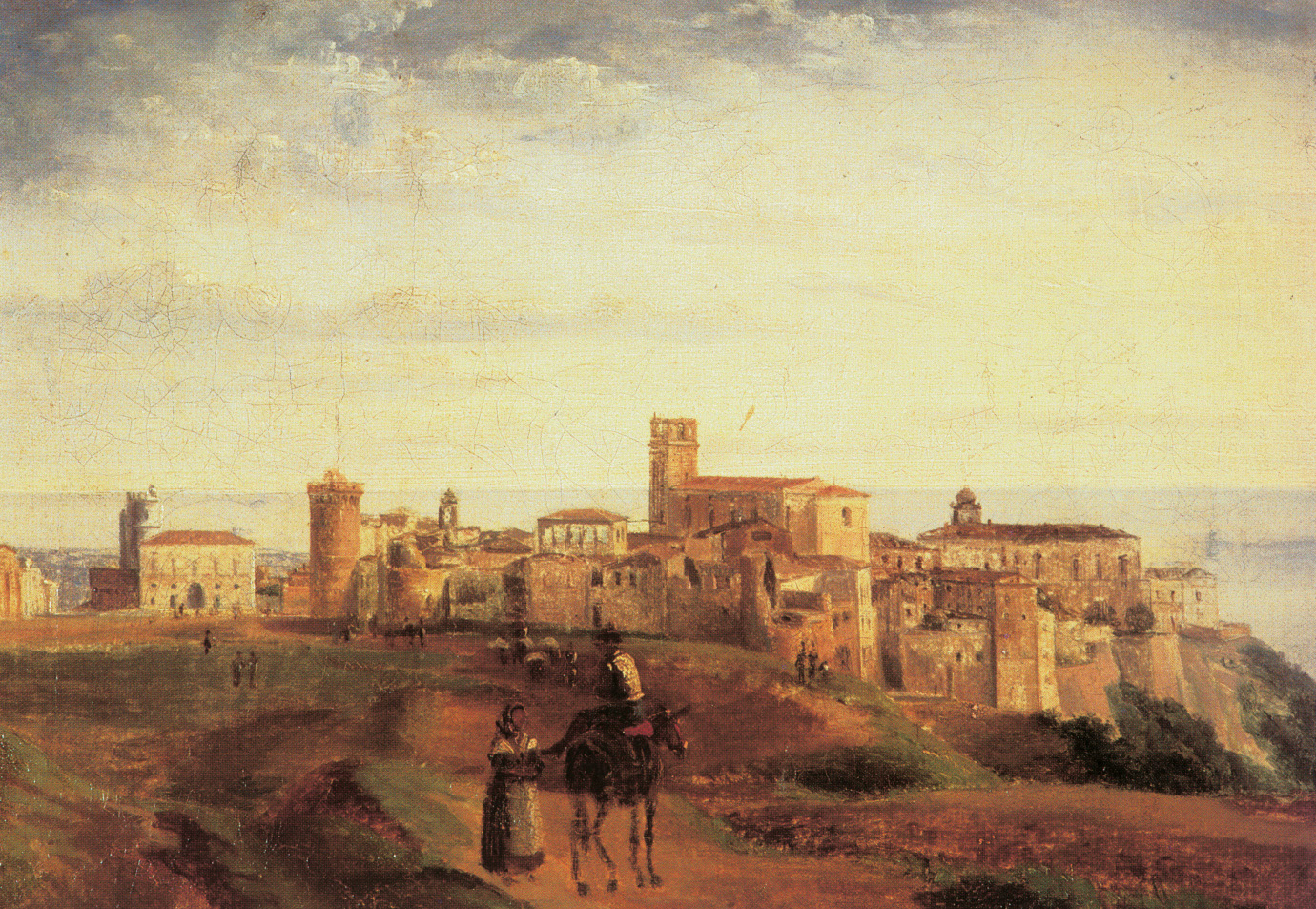
Vasto in un dipinto di Gabriele Smargiassi del 1831, in vista il quartiere di Gisone, o Santa Maria Maggiore

Per quanto riguarda la sorte della romana Histonium, dopo la caduta di Roma, varie devastazioni colpirono la città. Nell'VIII secolo i Longobardi la devastarono, includendola nel ducato di Benevento con una propria gastaldia, e difatti iniziò ad essere chiamato il "Guasto", ma il sacco di Histonio avvenne nell'802, quando i Franchi di Pipino la rasero al suolo, sempre per la guerra contro Grimoaldo di Benevento, e la dettero in feudo al conte Aymone di Dordona. Già nel 942 la terra era ben nota come Guasto d'Aimone, dal nome del feudatario, che fece ricostruire la città romana di questo rione omonimo, facendo inoltre erigere un piccolo fortino, ossia la torre "Battaglia", la torre campanaria (benché oggi la parte superiore sia settecentesca) della chiesa di Sant'Eleuterio, poi di Santa Maria Maggiore, presso il castello Gisone.
La città fu saccheggiata perché vi esplode la rivolta contro il contro Grimoaldo di Benevento, e Aymone venne mandato da Pipino per reprimere i tumulti. Nel 1037 l'imperatore Errico III assegnò il Guasto al possesso dell'abbazia di San Giovanni in Venere, successivamente il feudo iniziò a ripopolarsi, tanto che venne colonizzato un colle a fianco del Guasto d'Aimone, costituendo il centro di Guasto Gisone (dal nome del castelliere), oggi anche noto come quartiere Santa Maria Maggiore, per la grande chiesa collegiata che vi troneggia.

### La Contea di Celano (IX-XIII secolo)

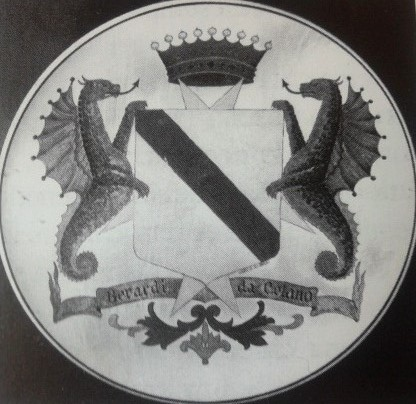
Stemma dei Berardi di Celano

Nell'819 l'imperatore Lotario I elevò a titoli di conti i gastaldi di tutta la provincia Valeria, si creò nell'850 la "Contea dei Marsi" con a capo la città di Celano. Il primo conte fu Gerardo, e gli seguì nell'890 la figlia Doda, poiché anche le donne erano ammesse, che nel 910 sposò Lindano, nipote di Carlo Magno. Dal matrimonio nacque Berardo I detto "Francisco", il capostipite della dinastia dei Berardi dei Marsi, riconosciuto ufficialmente dal sovrano Ottone di Sassonia, venuto in Abruzzo per sedare i saccheggi dei Saraceni e degli Ungheri con i Franchi. In epoca normanna si accrebbe l'importanza di Celano e di Albe, direttamente coinvolte nella vita della piana del Fucino, tanto che il bacino lacustre veniva indicato come "lago di Celano".
Accordi vantaggiosi vennero stipulati più avanti, durante il periodo normanno, fra re Ruggero I di Sicilia e i conti locali, con aumento dei possedimenti. Il conte Rainaldo aveva in proprietà nell'XI secolo Celano, Foce, Pescina, Venere, Vico dei Marsi, Sicco in Bala, Ascolo e Ortona dei Marsi, e come feudi soggetti al servizio militarsi San Sebastiano dei Marsi, Cocullo, Secinaro, Goriano Sicoli e Molina Aterno, allora chiamata "Molina in Balva". Il momento di massimo splendore della contea ci fu con il conte Pietro, che riunì nel 1198 le contee di Albe e Celano, tentò di ampliare i domini oltre l'Abruzzo con lo scopo di creare un grande stato cuscinetto tra la regione Picena e Benevento. Ma con l'avvento degli Svevi di Federico II la situazione politica marsicana cambiò, il conte Pietro in un primo momento avverso a Federico II, in vista della netta superiorità militare di costui, sottoscrisse un patto di protezione, da parte di papa Innocenzo III.
Tuttavia nel 1210 Ottone IV, incoronato imperatore, scese in Italia per rivendicare il possesso del Regno di Sicilia contro Federico II. Pietro si schierò dalla sua parte, ottenendo la Marca di Ancona e la carica di capitano e giustiziere del regno.

### Nascita e diffusione del cristianesimo in Abruzzo

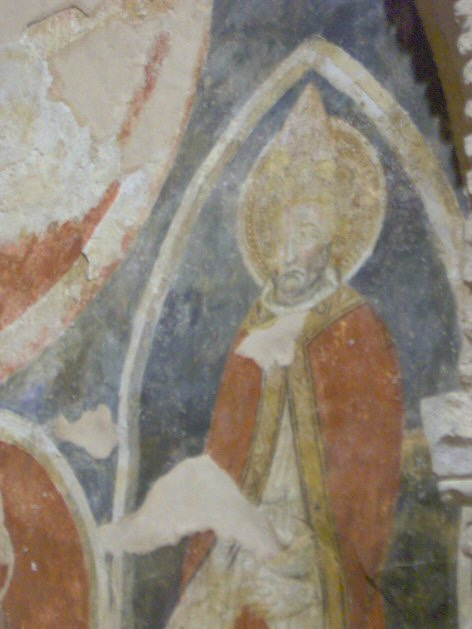
Affresco ritraente San Giustino di Chieti, conservato nella cripta del Duomo

L'Abruzzo cominciò ad accogliere il fenomeno dell'evangelizzazione, secondo leggende, sin dai primi tempi dopo la morte di San Pietro. Infatti a Penne c'è la leggenda che San Patras nel 72 d.C., discepolo di Simon Pietro, si sarebbe recato nella terra dei Vestini per portare la parola di Cristo, fondando quella piccola cellula di accoliti che più avanti diventerà la "diocesi Pennese". Tuttavia a causa delle persecuzioni di Roma contro i cristiani, il fenomeno religioso si concretizzò solo molto tardi, tra il III e il IV secolo d.C., avendo anche i primi martiri e vescovi documentati. Ad esempio a Sulmona esemplare è la figura di San Panfilo, vissuto nel VII secolo, che ricoprì la carica di vescovo della diocesi già sorta di Valva, e sopra il suo sepolcro nell'XI secolo vi venne eretta l'attuale Cattedrale di Sulmona. Facendo un passo indietro, la diocesi di Valva sorse sempre intorno a questo periodo, quando presso Corfinio venne martirizzato Pelino di Brindisi per controversie tra l'ortodossia bizantina e il cristianesimo apostolico romano. Sopra la sua tomba venne eretta una cappella, e successivamente divenne l'attuale Basilica di San Pelino, primaria sede della diocesi Valvense, la cui cattedrale negli anni seguenti fu trasferita a Sulmona.
L'edificio sorge sul cimitero paleocristiano, fu distrutto dai Saraceni nell'811, dagli Ungari nel 937, e tra il 1075 e il 1102 ricostruito completamente per volere dell'abate Trasmondo, vescovo di Valva, e abate di San Clemente a Casauria. Ancora prima dell'arrivo di San Pelino, nella valle dell'Aterno si erano verificati episodi importanti di evangelizzazioni, che videro protagonisti San Massimo d'Aveia, città romana dove oggi sorge Fossa, Santa Giusta di Bazzano, San Vittorino di Amiterno e San Cetteo di Amiterno. Si parla del III secolo d.C., e tutti questi santi subirono il martirio: San Massimo fu venerato sia nella neonata L'Aquila nella Cattedrale sia a Penne, ove vennero trasportate alcune reliquie nel Duomo, San Vittorino fu sepolto nella chiesa longobarda di San Michele presso Amiterno, San Cetteo, il suo corpo fu gettato presso il fiume Aterno, fu raccolto e venerato a Pescara, Santa Giusta fu martirizzata dentro la grotta della chiesa di Santa Giusta fuori le mura di Bazzano, presso L'Aquila.

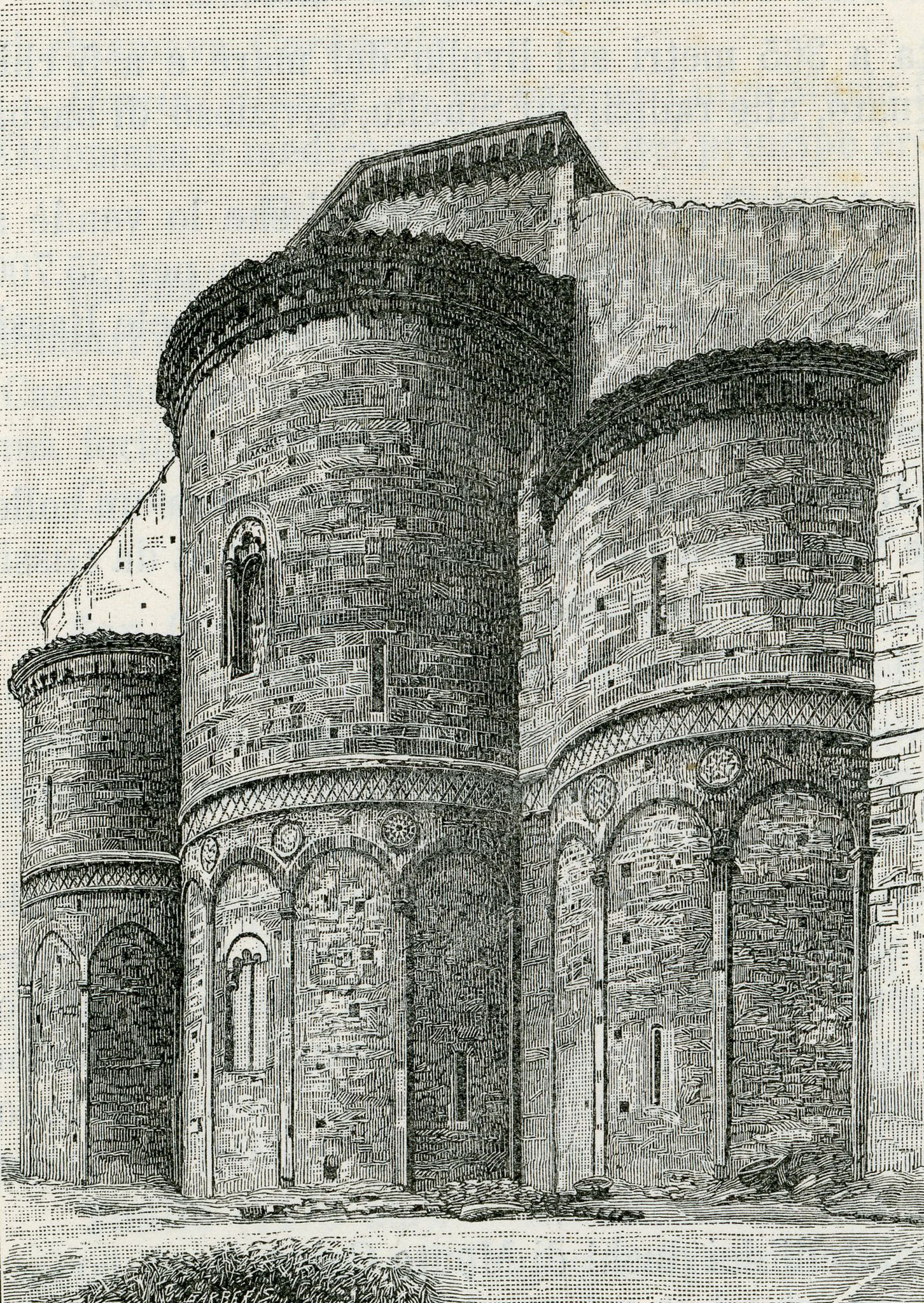
Incisione del retro dell'abbazia di San Giovanni in Venere

Altri santi molto importanti, vissuti tra il V e il VII secolo, che dettero un grande contributo all'evangelizzazione furono San Giustino di Chieti, San Benedetto di Norcia e il suo discepolo aquilano Sant'Equizio, che fondò il monastero benedettino di Arischia, ancora oggi esistente. La presenza benedettina dall'VIII secolo in poi in Abruzzo si estese con grande espansione, favorita dall'abbazia di Montecassino, attraverso la valle di Sora, nella Valle Roveto e nella piana marsicana del Fucino.

### I Benedettini in Abruzzo
Ma non solo, arriverà fino ad Amiternum mediante Sant'Equizio, e anche nella zona di Sulmona, con i monasteri di San Benedetto in Perillis, Santa Maria Assunta di Bominaco, Santa Maria del Monte in Assergi, una grancia dell'abbazia di Casanova, nell'area vestina, la prima dell'ordine cistercense. La presenza benedettina in Abruzzo si rinnovò qualche secolo più tardi nel XII-XIII secolo con la presenza cistercense, con la fondazione di altri monasteri nella valle dei Vestini, come Santa Maria in Colleromano a Penne, il convento di Sant'Angelo d'Ocre, San Giovanni a Scorzone in Teramo, la chiesa di Santa Maria di Propezzano nell'entroterra teramano, poi la chiesa di San Clemente al Vomano, la chiesa di Santa Maria di Ronzano, e l'abbazia di San Giovanni in Venere lungo la costa teatina. In quest’epoca infatti i benedettini gareggiarono con i monaci dell'ordine cistercense, proveniente dall'abbazia francese di Cluny, che già dal XII secolo aveva fondato nell'area vestino-pescarese l'abbazia di Santa Maria di Casanova, l'abbazia di Santa Maria Arabona, l'abbazia di San Bartolomeo a Carpineto della Nora, e a Lanciano eressero la chiesa di Santa Maria Maggiore.

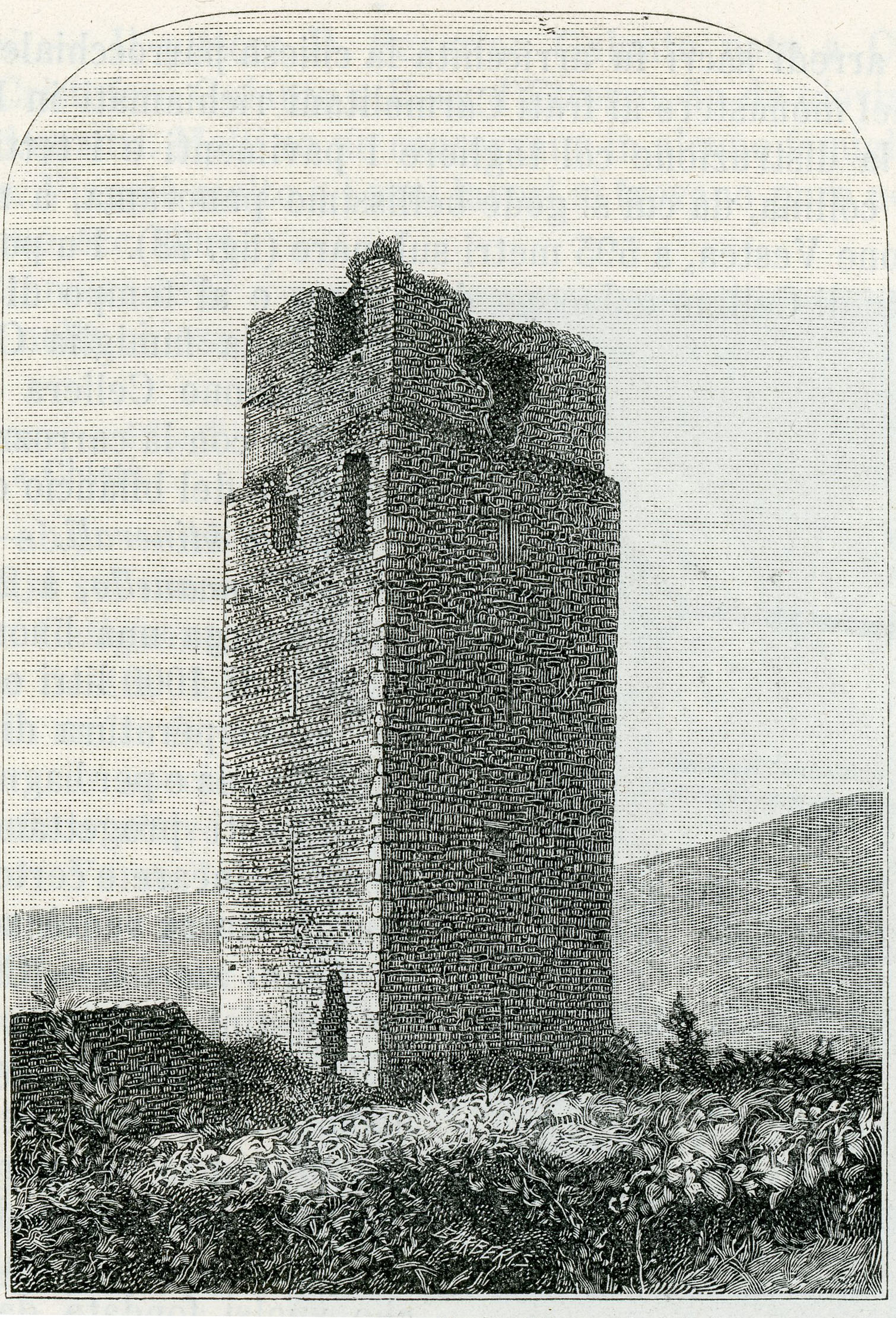
Torre dell'abbazia di Santa Maria di Casanova (Villa Celiera, PE), uno dei primi monasteri cistercensi in Abruzzo, disegno di Edward Lear

Grande importanza, a partire dal VII secolo, si dette all'Abruzzo ecclesiastico, quando il contado divenne terra di conquista dei monaci di Montecassino, di Farfa e di San Vincenzo al Volturno. I primi due avevano il controllo della Marsica e della valle aternina, mentre l'abbazia di San Vincenzo al Volturno, esistente sin dal VI secolo, e sede di uno dei centri monastici più floridi dell'epoca franco-longobarda aveva la valle del Sangro e la contea Teatina. Il Chronicon Vulturnense dell'abate Giovanni è un prezioso documento per la conoscenza delle rendite del monastero e della sua esistenza sino all'XI secolo, dove si scopre l'esistenza di chiese monasteri oggi perduti, come la chiesa di Santa Maria di Roccacinquemiglia, presso Castel di Sangro, che faceva le veci di San Vincenzo in Abruzzo (insomma una grancia), controllando un'ampia parte dell'alto Sangro.

### Fondazione di San Clemente a Casauria
Con Ludovico II nell'872 veniva fondata in Abruzzo la prima grande abbazia benedettina che avrebbe controllato per secoli un'ampia porzione dell'Abruzzo odierno, ossia il monastero di San Clemente a Casauria, dal nome del feudo di Castiglione a Casauria dove si trovava, in posizione felice lungo il fiume Aterno-Pescara, all'imbocco delle gole di Popoli. Il Chronicon Casauriense redatto da Giovanni di Berardo nel XII secolo, è una seconda preziosa fonte documentaria per conoscere gli anni di vita del monastero, e i suoi poteri. Il monaco Giovanni scrisse la cronaca in un momento in cui, in un momento di pace generale sotto il governo normanno, l'abbazia di Casauria stava riorganizzando i suoi beni onde evitarne la dispersione e l'usurpazione da parti di conti e baroni sottoposti al Re di Sicilia.
Il Chronicon insieme alle cronache di San Bartolomeo di Carpineto, di Santo Dtefano in Rivomaris, e al Chronicon Vulturnense, è stato studiato da vari studiosi, in particolare dal Feller, il quale ha ricostruito una storia sociale, politica ed economica dell'Abruzzo, in particolare di quella porzione abruzzese tra la Val Pescara, l'area Peligna e Chieti, che dal IX secolo, periodo della fondazione del monastero, sino alla caduta nella contea di Loritello, rappresentò il vero centro pulsante dell'economia regionale, crocevia di traffici lungo la strada Valeria di mercanti e sovrani, in particolare Casauria fu fedele ai sovrani francesi Enrico II e III, lungo la via Valeria passarono pontefici e abati, come Desiderio di Montecassino, poi papa Vittore III. E grazie al sapiente rapporto dei signori locali con i monaci nella gestione del patrimonio e nello scambio di donazioni di terre e feudi (i casali, i castra, le villae), sia queste abbazie (San Clemente, San Liberatore, San Pelino, San Massimo di Penne) prosperarono.

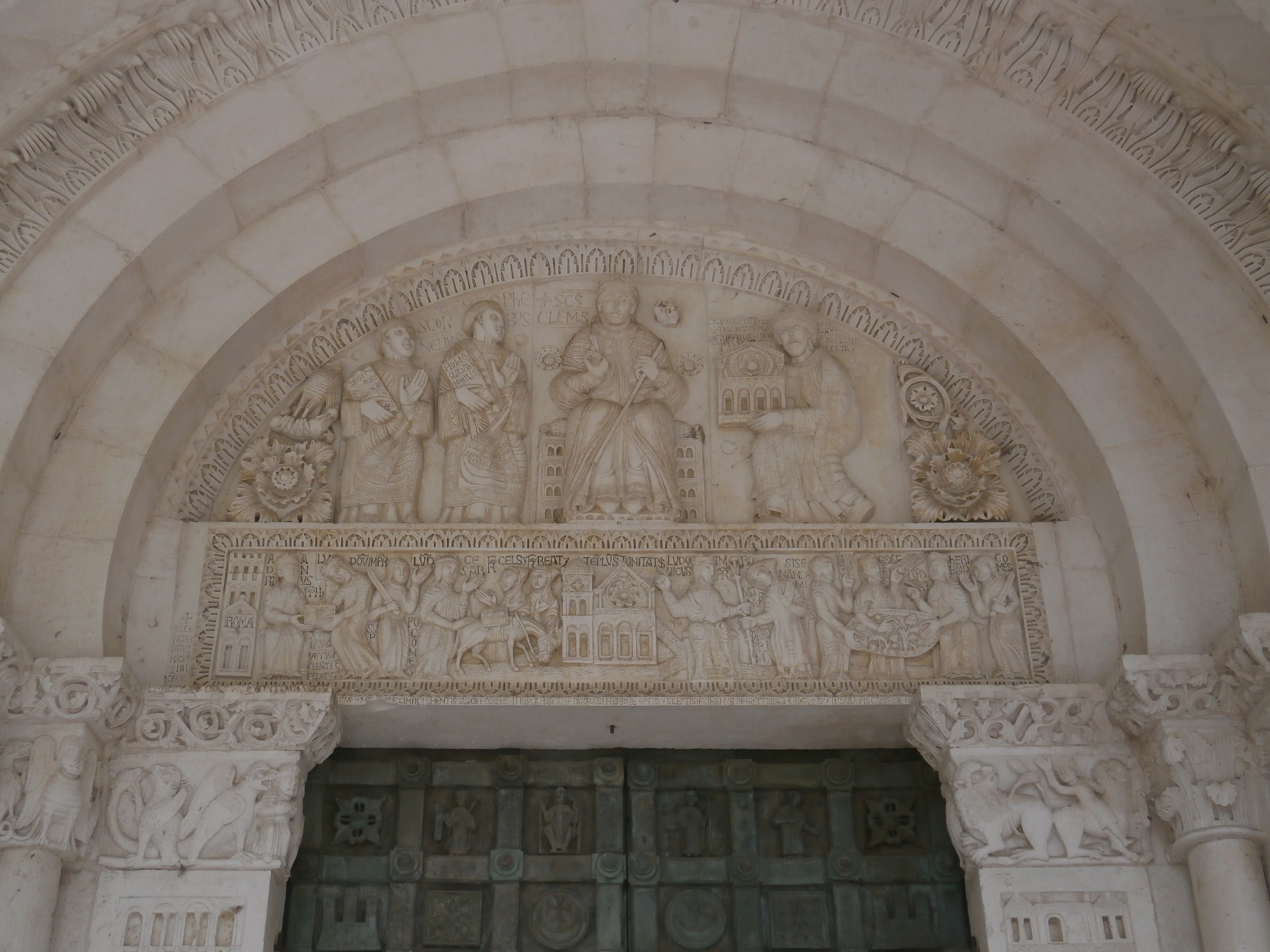
Il monumentale portale maggiore dell'abbazia di San Clemente a Casauria, fatto realizzare dall'abate Leonate: rappresenta un chiaro programma di celebrazione del proprio potere nel centro Abruzzo

Si ricorda in questo periodo l'ascesa politica ed economica della dinastia degli Attoni di Chieti, giunta con Ottone I di Sassonia, che furono in rapporti con i Conti di Valva, i Sansonisci, i De Sangro, i Borrello, i conti Aprutini. Essi dettero lustro e potere al gastaldato di Teate, che divenne la contea di Chieti, sino al 1156 circa.
Dunque nel Chronicon Casauriense è possibile ricostruire la storia dei feudi dell'abbazia di San Clemente, fu compilato in un periodo di aspre contese che l'abbazia ebbe con i monasteri di San Bartolomeo a Carpineto e di Santa Maria a Picciano, specialmente nell'XI secolo con la discesa normanna. San Clemente insieme a San Pelino di Valva, come si vedrà con il conte Ugo di Malmozzetto, rappresentava una cerniera unica di traffici e possedimenti feudali nel cuore della Val Pescara, nel centro Abruzzo, e alle soglie della conquista normanna era arrivata l massimo splendore, tanto che l'abate Leonate sotto le direttive di Desiderio di Montecassino riorganizzò i propri beni e riabbellì lo stesso monastero, nell'aspetto in cui oggi lo si ammira, almeno negli esterni, e lo stesso fu fatto con la cattedrale di Valva e la cattedrale di Sulmona.
Il grande potere dell'abbazia è testimoniato anche dalla sua architettura, soprattutto dal portale, dove ci sono le formelle, alcune originali altre ricostruite, di tutti i castelli longobardi ad essa soggetta, che occupavano la valle Peligna, la valle del Sangro e la piana dei Vestini. Un altro ruolo marginale nel controllo dell'Abruzzo, stavolta per la costa teatino-vastese, fu svolto dall'abbazia di Santo Stefano in Rivomaris, risalente al VI secolo, fondata sopra uno sperone tufaceo nel territorio di Casalbordino; anche di quest'abbazia esiste una Cronaca. Il monastero aveva le rendite all'inizio di San Giovanni in Venere, delle chiese della valle del Trigno-Sinello, e di San Salvo, dove si trovava un'altra abbazia, dedicata ai Santi Vito e Salvo. A causa delle numerose scorrerie saraceno-turche, e dell'accrescimento del potere vescovile di Vasto, già nel XVI secolo l'abbazia di Santo Stefano era in grave decadenza e infatti oggi ne rimangono pochi resti.

#### Il cristianesimo nella Maiella e l'abbazia di Casauria
Gli studi sul medioevo abruzzese, in particolar modo sulla costituzione delle diocesi nella Val Pescara e nella Conca Peligna, sono stati raccolti da Laurent Feller in Les Abruzzes médiévales (1988) e Luigi Pellegrini Abruzzo medievale (1988), nonché nello studio di Giuseppe Celidonio La Diocesi di Valva.
Il cristianesimo ebbe una larga diffusione sia nella Marsica, sia nella costa abruzzese meridionale e soprattutto tra le montagne della Maiella e del Gran Sasso d'Italia, parlando di luoghi al di fuori dei centri abitati principali. Nella Maiella il cristianesimo si diffuse con Sant'Equizio d'Amiterno, che prese a fondare eremi nelle grotte e nelle alture. Una battuta di arresto ci fu a causa delle varie invasioni dei Longobardi e dei Saraceni, che distrussero le chiese fondate, come l'esempio più lampante della Basilica valvense di Corfinio, e l'opera di ricostruzione e ripopolamento avvenne nel periodo di transizione tra popoli Franchi e Normanni (X-XI secolo). La prima presenza, rappresentata da Sant'Equizio, monacale in Abruzzo fu quella dell'ordine benedettino dell'abbazia di Montecassino, che aveva molti feudi, già prima della fondazione della potente abbazia di San Clemente a Casauria (872), che si spartiva le terre a confine con la Marsica, in parte proprietà dell'abbazia di San Vincenzo al Volturno e dell'abbazia di Farfa, e con l'alto Sangro, di San Vincenzo al Volturno e Santa Maria delle Cinquemiglia.

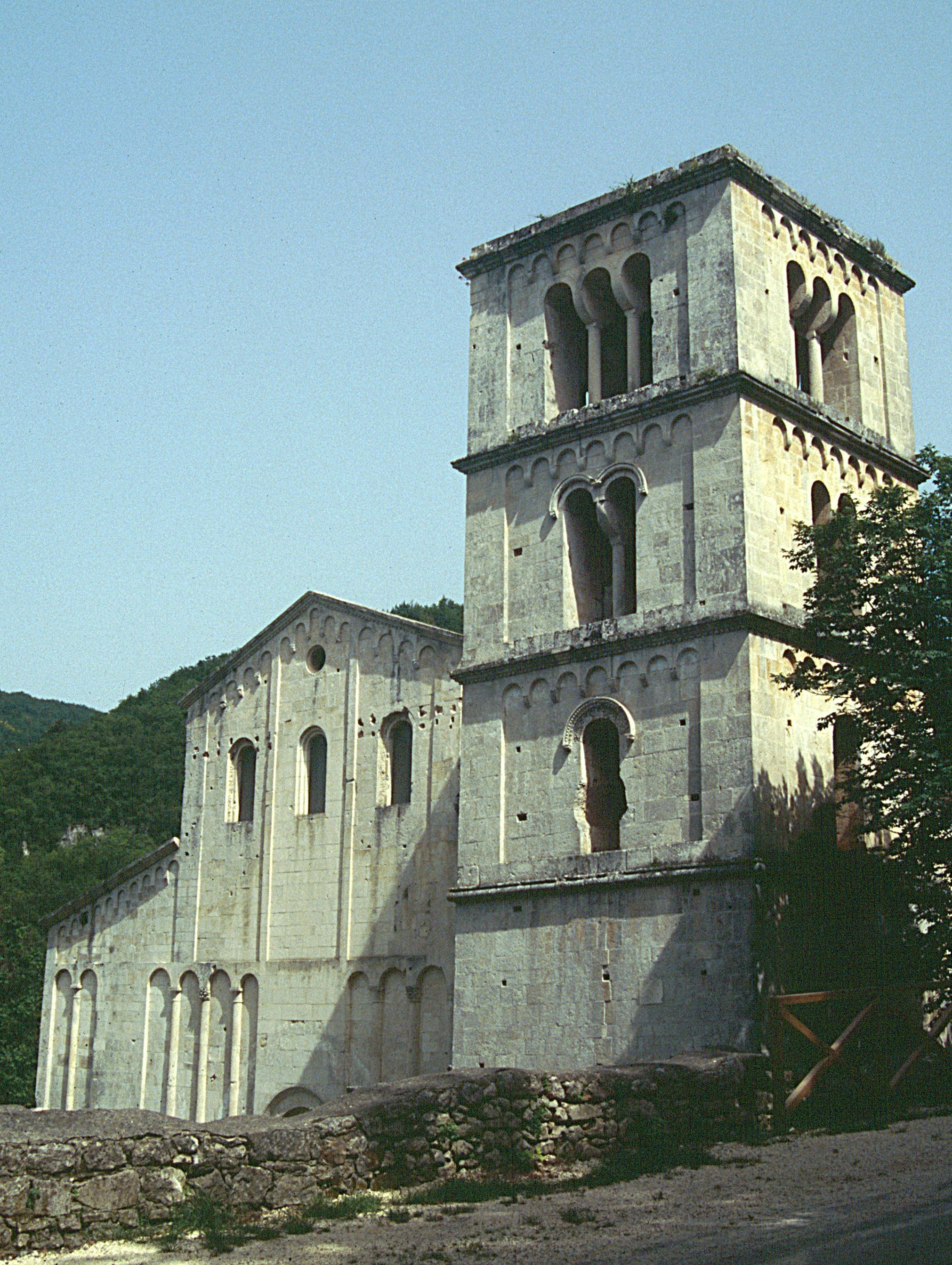
San Liberatore alla Maiella

#### I cenobi nell'Abruzzo carolingio
La presenza benedettina ancora oggi è rintracciabile in diversi monasteri di montagna sorti tra la Maiella, la Marsica e la conca Aquilana, come l'abbazia di San Liberatore a Maiella con la grancia di Sant'Onofrio, il monastero di Santo Spirito d'Ocre, il complesso abbaziale di Santa Maria Bominaco sotto la diocesi di Valva, l'abbazia di Santa Maria del Monte di Campo Imperatore, grancia della cistercense abbazia di Santa Maria di Casanova, e l'abbazia di San Pietro ad Oratorium, altro complesso benedettino di proprietà della diocesi di Valva. San Liberatore alla Maiella fu uno dei primi monasteri, secondo la leggenda fondato da Carlo Magno in Abruzzo, insieme a Santa Maria Assunta di Bominaco e a San Pietro di Capestrano. Le prime notizie dell'inventario si hanno nell'884, quando il monastero venne anche saccheggiato dai Saraceni, e l'abate Bertario venne ucciso con i monaci. Nel 1022 fu dell'abate Teobaldo, che fece redigere un prezioso Memoratoriu, e anche negli scritti di Flavio Biondo si apprende che il monastero benedettino fu uno dei primi in Abruzzo dove si apprese l'arte del copiare i testi e del conservare la cultura Vi soggiornò papa Vittore III, che parlava nel X secolo di un rovinoso terremoto che danneggiò l'abbazia, restaurata poi da Teobaldo. Altri monasteri della Maiella, oggi scomparsi, erano San Salvatore alla Maiella presso Rapino, l'abbazia di San Martino in Valle a Fara San Martino, la chiesa di San Clemente di Guardiagrele, la chiesa di San Comizio di Tocco da Casauria, e l'eremo di Santo Spirito a Maiella, l'unico conservatosi, dove soggiornò ugualmente Vittore III (ossia l'abate Desiderio di Montecassino), venuto presso Serramonacesca a San Liberatore.
Con la riorganizzazione territoriale dell'Abruzzo nel periodo franco, dove gli antichi comitati e gastaldati longobardi vedevamo modificata la loro fisionomia orografica, al livello religioso venne creata la provincia di Valva (Corfinio-Sulmona), con la basilica di San Pelino, collegata direttamente con la neonata Badia di Casauria, voluta da Ludovico II in merito ad un voto nell'872. Venne costruita sull'Insula Piscariae, in un lembo di terra tra due alvei del fiume Pescara di Torre de' Passeri e Tocco da Casauria. Tra gli abati più famosi ci furono Lupo, poi Ittone che scampò all'ondata saracena del 911, Alpario e Ilderingo che restaurarono il monastero, e acquistarono nuovi terreni, fino all'abate Trasmondo, che si scontrò contro il conte di Manoppello Ugo de Mamouzet, il quale mandò la badia in crisi durante il suo governo.

### I Normanni in Abruzzo

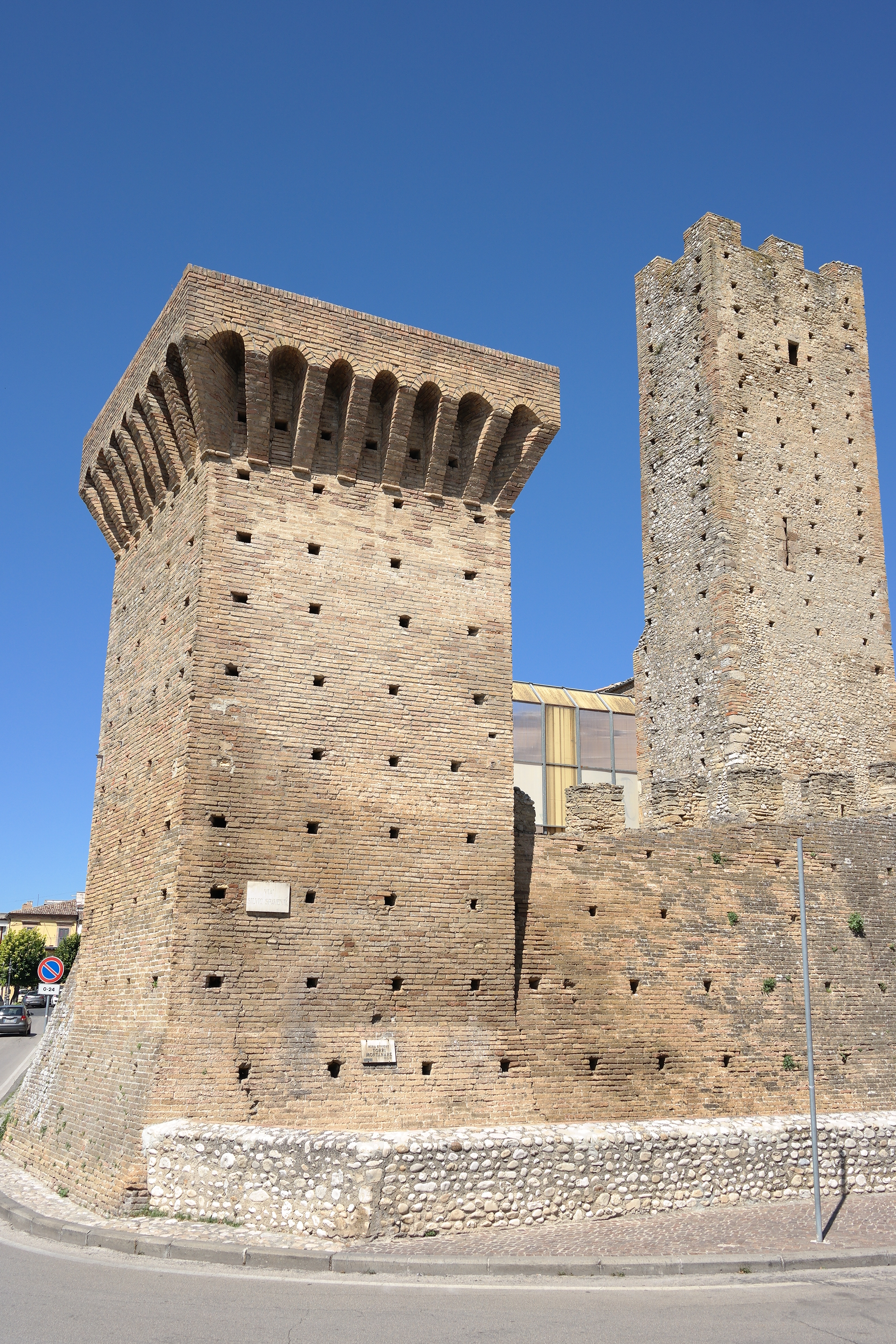
Le Torri Montanare di Lanciano: uno degli esempi di fortificazione normanna più conservato d'Abruzzo, la torre piccola è chiaramente stata restaurata in epoca aragonese, mentre la torre alta è più remota

L'estensione territoriale della "Marca Fermana", istituita a Fermo dai carolingi, abbracciava la regione compresa tra il Musone e la valle del Sangro, comprendendo il Comitato di Camerino e Macerata, il Comitato d'Ascoli, il Gastaldato di Aprutium (Teramo), il Gastaldato di Teate (Chieti). La ripartizione durò sino al 1081 quando la Marca Fermana perse il controllo dal Gastaldato d'Aprutium fino a Chieti, insieme ai territori del Tronto, che vennero inclusi nuovamente nel ducato di Benevento, che però era andato a far parte di un nuovo grande regno del sud Italia, la prima particella embrionale del Regno di Sicilia, a seguito dell'accordo di Ceprano tra papa Gregorio VII e il principe Roberto d'Altavilla, normanno. L'Abruzzo si trovò inglobato dunque nel nuovo regno normanno che gravitava verso i territori del Mezzogiorno, con il confine settentrionale lungo il fiume Tronto, con la fortezza di Civitella del Tronto.

#### I normanni nella Marsica
Quanto alla Marsica, il pontefice Pasquale II, riconfermato nel 1110 i possedimenti della Valle Roveto all'abbazia di Montecassino, confermò di fatto la presenza benedettina in loco. Dette inoltre il privilegio al vescovo Goffredo per la delimitazione dei confini della diocesi di Sora, dove si ricordano le chiese di San Pietro e San Donato nella vallata, la pieve di Santa Maria a Sora, e una chiesa dedicata a San Savino.
I beni della chiesa furono aggregati alla mensa vescovile di Sora. Nel 1143 i figli di Ruggero I di Sicilia si occuparono della Marsica, divenendo i nuovi padroni dell'Italia meridionale, tessendo rapporti d'amicizia con i Berardi di Celano. I Normanni del Principato di Capua annetterono la Marsica e la valle amiternina, mentre la Maiella e il Gran Sasso d'Italia dipesero dal ducato normanno di Puglia.
Ruggero successivamente riunì tutte le province, con diploma esemplare in favore del vescovo di Forcona (L'Aquila). Di grande importanza, per ricordare i castelli presenti in loco, è il Catalogus Baronum del 1173 dove si menzionano alcuni centri come Morino Vecchio e Colli Zippolam (forse Colli di Monte Bove) nel possesso di Berardo VI conte dei Marsi, che grazie a Ruggero istituì la Contea di Albe e Tagliacozzo. A Ruggero obbedirono i paesi della Valle Roveto, mentre un figlio di Berardo VI assumeva il potere della contea di Celano, dando inizio alla dinastia dei "conti di Celano" sotto il protettorato normanni.
Il "Catalogo dei Baroni" attesta il possesso di tutto l'Abruzzo al Principato di Capua e al Ducato di Puglia, di cui Guglielmo, re di Sicilia, era sovrano. I paesi della valle Rovetana nominati sono Valle Sorana (Balsorano), Colle Eretto (forse San Giovanni dei Colli), Roccavivi, Morrea, Civitella e Pescocanale, poi Morino Vecchio, Canistro Superiore, Rodemara e Castel Gualtieri (Castronovo di San Vincenzo Valle Roveto), e infine Civita d'Antino.

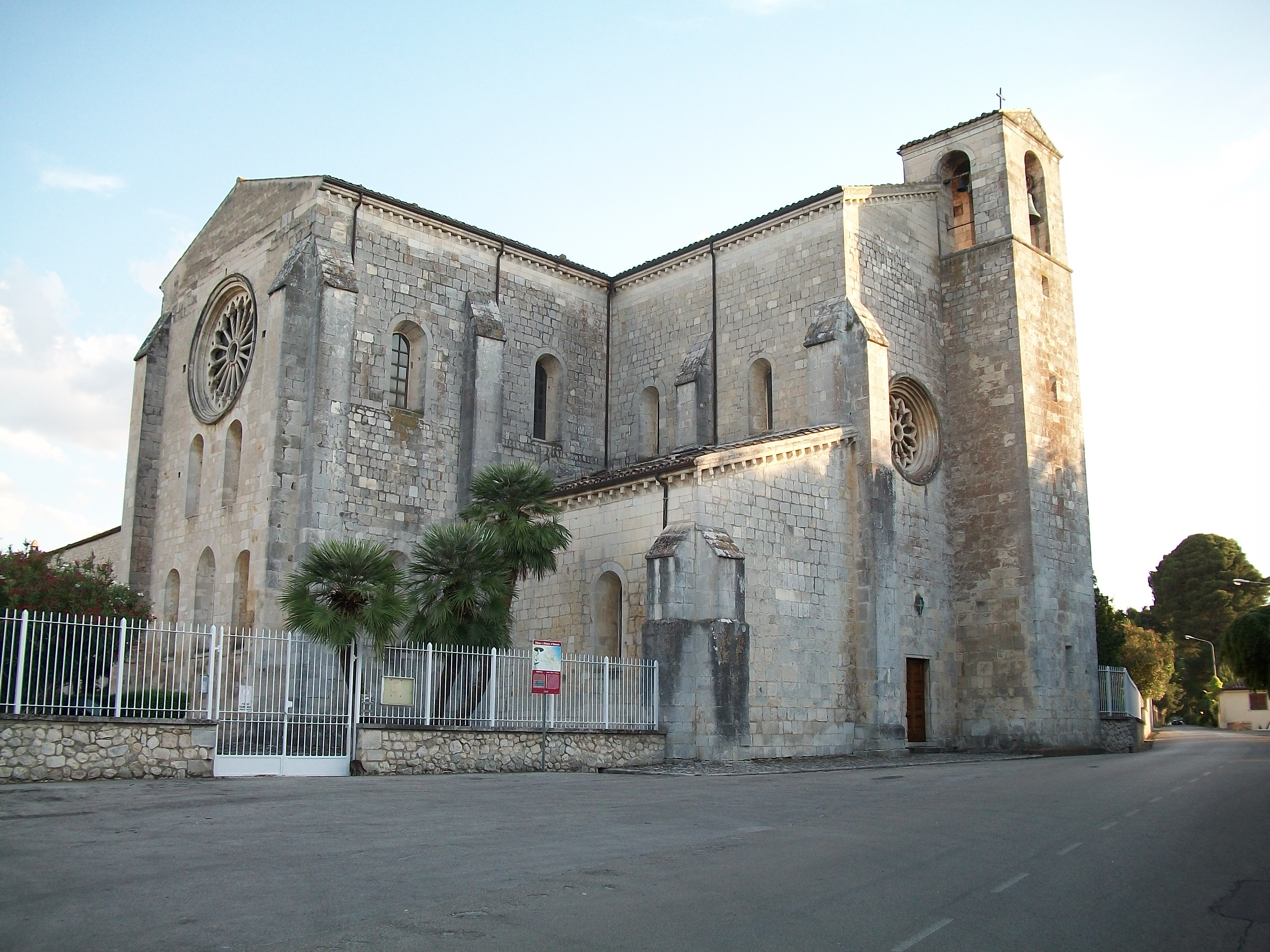
L'Abbazia di Santa Maria Arabona presso Manoppello

Dal catalogo si apprende anche dell'esistenza del castello di Pietraquaria, nei pressi del santuario della Madonna, sopra Avezzano, feudo di 5 soldati, oggi andato distrutto eccettuato il santuario citato.

#### Il territorio: mantenimento della divisione in Comitati longobardi

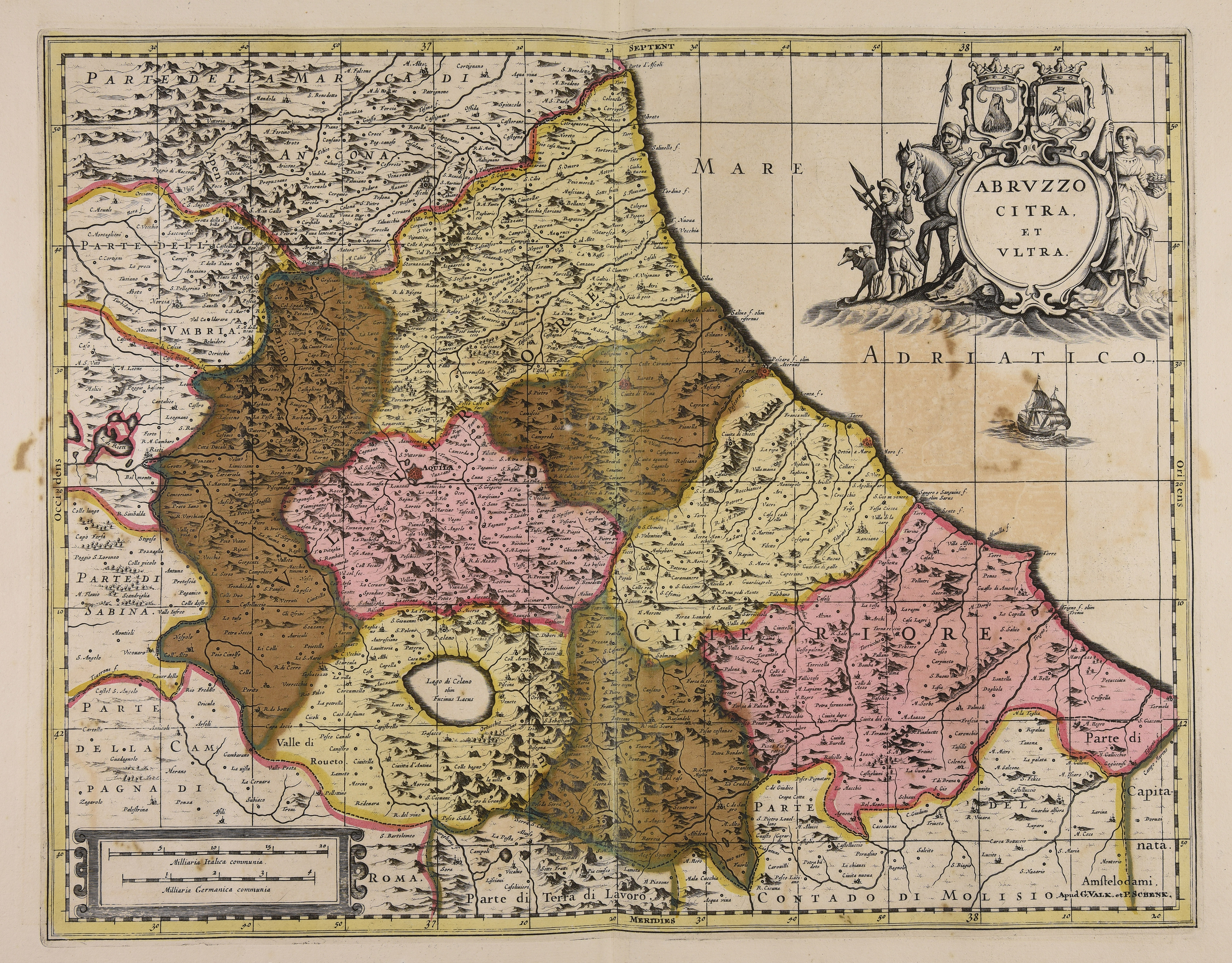
L'Abruzzo in una carta del 1673, si evince la divisione in territori, rimasta nei secoli anche dopo la fine del ducato di Spoleto

In quest'epoca si afferma, nel territorio compreso tra la Marsica, l'area vestina di Penne, Chieti e Teramo la denominazione territoriale di Abruzzo. Prima di allora infatti, semplicemente solo l'area teramana veniva indicata come "Aprutium" o "Contea d'Apruzzo", dal nome dei popoli italici Pretuzi: i vescovi di Teramo erano chiamati invece "aprutini". Dato che nei diplomi imperiali le terre di Chieti e della Marsica erano solite essere definite con i confini verso l'Aprutium (cioè in partibus - in finibus Aprutii), a poco a poco il vocabolo ebbe il sopravvento territoriale, corrispondendo all'area dei 7 comitati longobardi, strappati al ducato di Spoleto, cioè quelli di Valva, Teate, Marsia, Forcona, Amiternum, Penne e Aprutium appunto. Mentre la diocesi di Amiterno e Forcona furono riunite, durante la fondazione dell'Aquila nel 1254 circa, cessando successivamente di esistere, le altre 5 erano rispettivamente: la diocesi dei Marsi, la diocesi di Sulmona-Valva, l'diocesi Teatina e la diocesi di Teramo-Atri.
Tuttavia solo con Federico II di Svevia, con la creazione del "Giustizierato", il nome Abruzzo sarà ufficialmente riconosciuto.

## I Normanni in Abruzzo

### L'antefatto della conquista

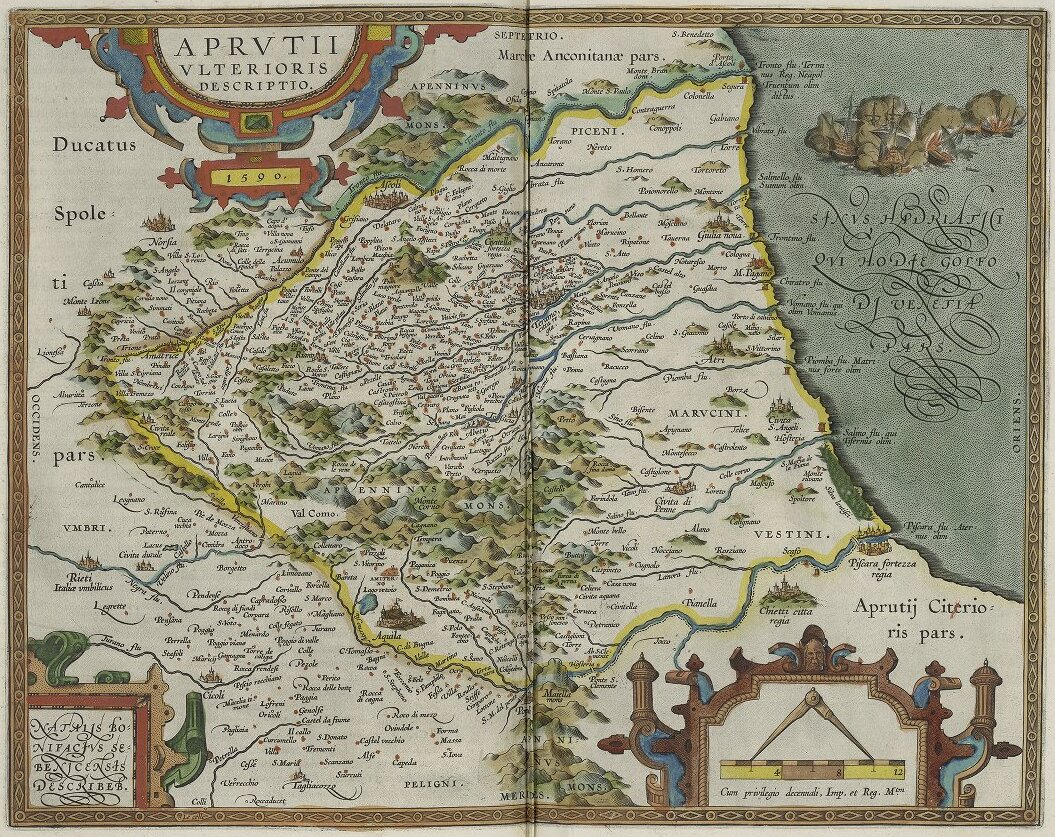
Mappa storica dell'Abruzzo Citeriore e Ulteriore

Poco prima che i Normanni si stabilissero in Abruzzo, istituendo le due grandi contee di Manoppello e Loreto, nel X secolo si era verificata in Abruzzo l'invasione degli Ungari, che attraverso la Marsica penetrarono nella conca Peligna, giungendo fino alla rocca di Popoli Terme. Secondo altri è indubbio che questi barbari, insieme ai Saraceni, avessero usato anche lo scalo portuale di Aterno per risalire il fiume, penetrando nella conca Peligna. I Marsi si allearono con i Peligni appostandosi nelle gole di Tremonti (Popoli), dove conquistarono una sofferta vittoria, perché i villaggi erano tremendamente devastati, insieme alle pievi e ai monasteri di Valva e San Clemente.
Per questo il vescovo Tidolfo di Corfinio promosse la costruzione del nuovo castello di Popoli nel 1015, oggi noto come "castello ducale Cantelmo", all'epoca noto dal Chronicon Casauriense come "castrum Pauperim". Tidolfo è considerato il vero e proprio signore di Popoli, poiché all'epoca degli Ungari dell'antico villaggio italico di "Pagus Fabianus" esisteva solo una torre longobarda di controllo presso il Colle San Lorenzo, dove si trovavano alcuni baraccamenti di pagani, denigrati come "pauperes", da cui il futuro toponimo del comune peligno. La cronaca di Casauria però assegna la signoria a Girardo figlio di Roccone nel 1016, che avrebbe forse soppiantato Tidolfo. Nel 1050 fu nominato vescovo di Valva Soavillo, che rafforzò il dominio di Popoli in vista dell'episcopato, e per mezzo di papa Leone IX cedette il feudo al fratello abate di Casauria Domenico. A causa delle usurpazioni di Tidolfo e Domenico, il pontefice Niccolò II espulse i fratelli Soave da Popoli, nel 1073 i monaci di San Clemente e di San pelino di Valva elessero come vescovo Trasmondo abate

### La Contea di Manoppello e Ugo Malmozzetto

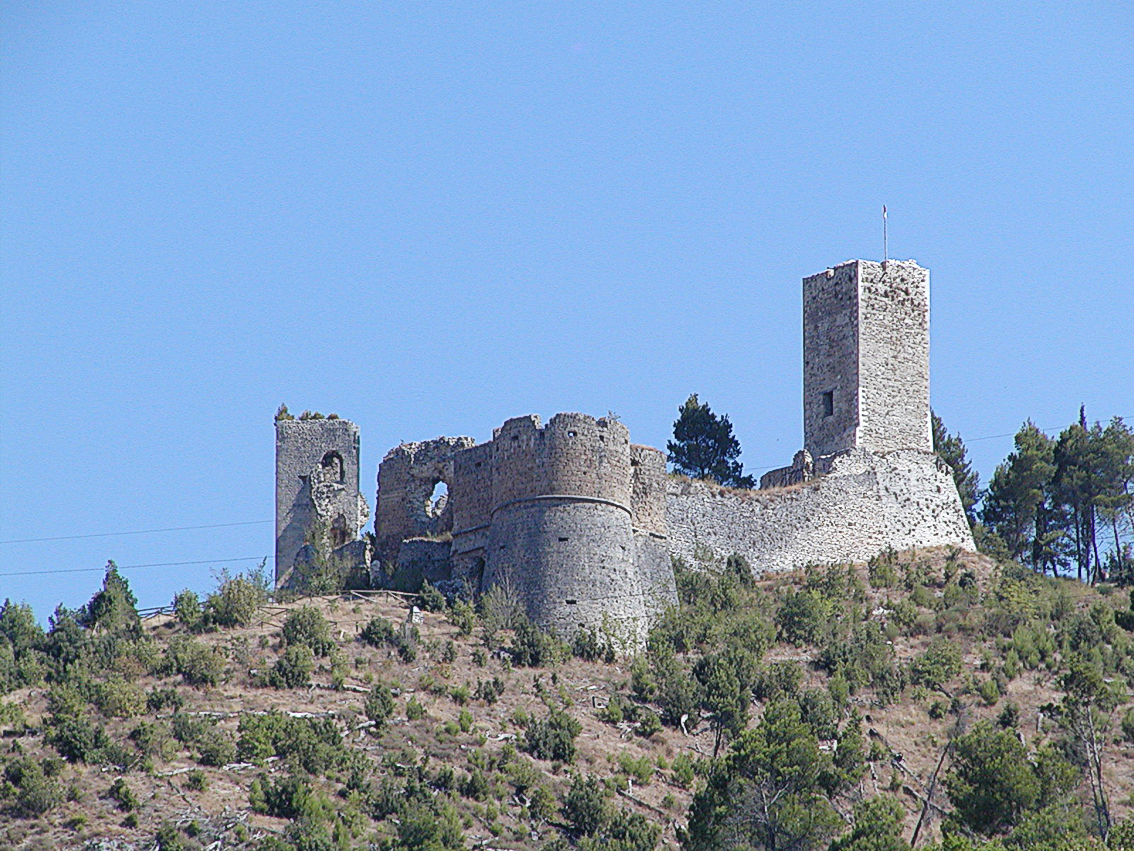
Il castello ducale di Popoli

La conquista normanna di Manoppello avvenne all'incirca nel 1060, dopo che dalla Puglia di Goffredo d'Altavilla, il luogotenente Ugo de Mamouzet, italianizzato in Ugo o anche Ugone Malmozzetto, iniziò a spingersi verso la Marca Teatina, governata da Trasmondo III degli Attoni di Chieti. In quest'anno il governo di Chieti cadde, e così anche Lanciano andò sotto il controllo di Manoppello, nuova sede del potere. Prima della battaglia di Ortona del 1075, il conte e vescovo Trasmondo III di Chieti oppose una fiera resistenza contro Roberto I di Loritello presso il castello di Septe, ancora oggi esistente presso Mozzagrogna, sua residenza estiva; ma fu costretto infine alla resa, sicché la parte dell'Abruzzo Citeriore in potere della contea di Chieti, venne assorbito nella neonata contea di Loritello nell'attuale Molise, di proprietà di Roberto di Bassavilla.
Roberto I si avvalse più volte dell'aiuto di Ugo de Mamouzet per le sue conquiste, che inizialmente si limitavano in sconclusionati saccheggi, e in un secondo momento in conquiste più mirate, edificando con presidi militari. Ancor prima di Jacopo Caldora, Pietro Lalle Camponeschi e Braccio da Montone, Ugo de Mamouzet fu un vero conquistatore delle terre abruzzesi, ma, alla stessa maniera di Fortebraccio, si macchiò di delitti e atrocità, abusando del suo potere.
Nel 1070-71, annettendo i feudi vestini di Penne e Città Sant'Angelo, arrivò fino a Carpineto, dove si trovava la fiorente abbazia di San Bartolomeo, ed ebbe numerosi contrasti col vescovo di Valva Trasmondo. Dopo la sua morte nel 1087, il conte Ugo continuò a portare a termine la sua campagna di conquista dell'Abruzzo, tanto da decidere l'elezione di due abati di Casauria.
La presenza normanna in loco fu favorita dal conte Roberto I di Loritello, signore di Campobasso e di Chieti, e dunque anche di Ortona, Lanciano e Vasto, che aveva sotto il comando il luogotenente Malmozzetto, che da Lanciano si diresse a Popoli, imprigionando il vescovo Trasmondo nel 1078. Malmozzetto stabilì la sede del potere a Manoppello (si pensa nell'area del castello che si trova presso il piazzale Garibaldi, accanto alla chiesa di San Pancrazio), fece eleggere il vescovo di Valva Giovanni, abate di Carpineto della Nora a San Bartolomeo, fece promuovere il suo cappellano Gilberto ad abate di San Clemente nel 1090, e alla sua morte il successore Grimoaldo II. Per far questo, Malmozzetto dovette espugnare la fortezza dell'abbazia, saccheggiandola gravemente, e facendola successivamente ricostruire dai suoi accoliti. La sua politica spietata riguardò anche la valle dell'Aterno e di Navelli, perché occupò anche le rocche di Penne, e San Pio. Alla ribellione di Prezza, Malmozzetto partì con 7 figli, nel tentativo di congiungersi con la schiera di Roberto di Loritello presso il fiume Liri. Prezza fu cinta d'assedio, ma Malmozzetto non riuscì ad espugnarla, fu fatto prigioniero, e vi morì nel 1097.

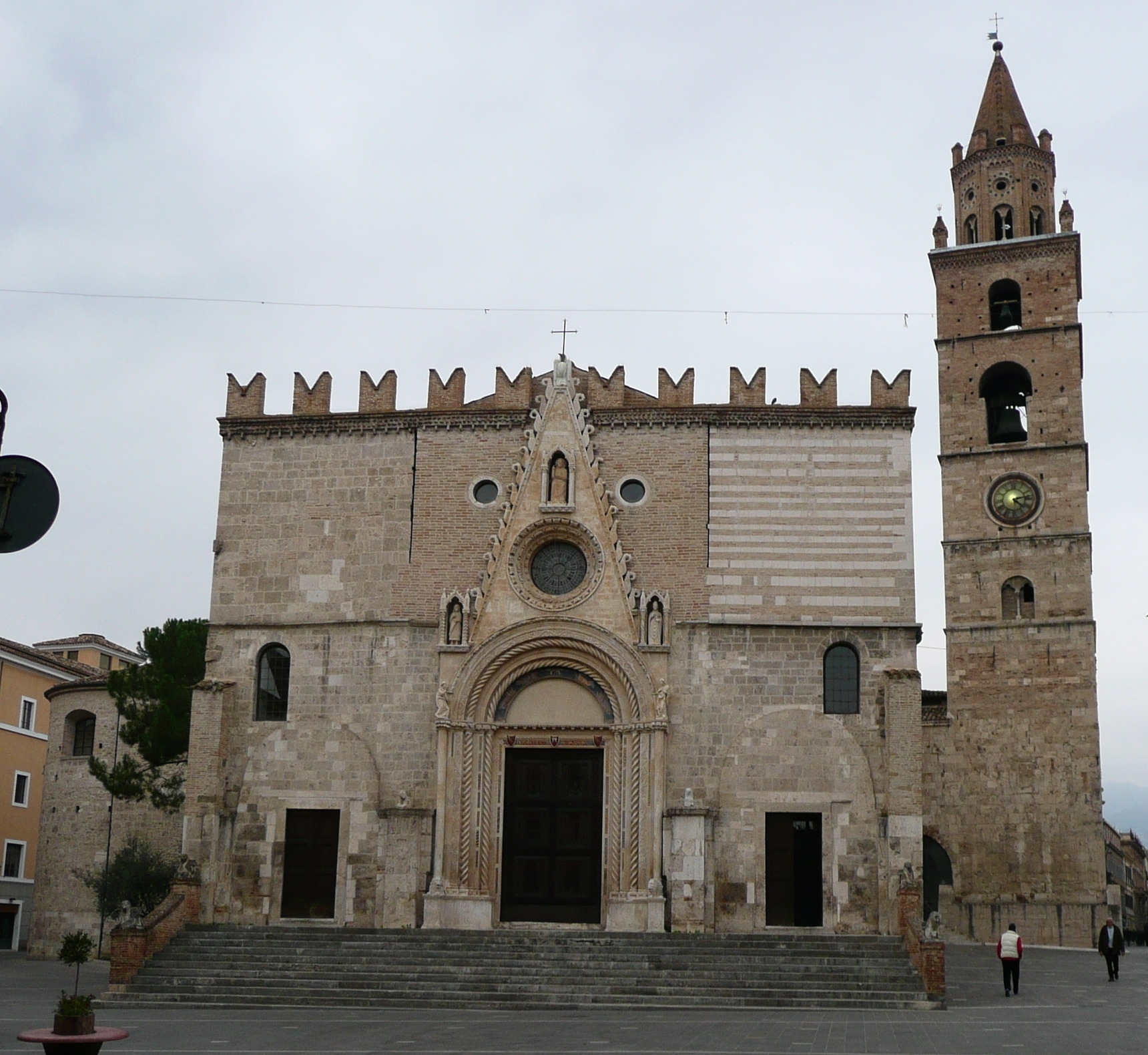
La Cattedrale di Santa Maria Assunta di Teramo, ricostruita tra il 1058 e il 1076 dal vescovo Guido II, dopo la distruzione della vecchia sede vescovile da parte di Roberto di Bassavilla

### Dalla morte di Malmozzetto alla Contea di Loritello
La leggenda vuole che Malmozzetto nel 1098 fu tratto in inganno nel castello dalla contessa Sansonesca di cui era innamorato, venendo catturato e ucciso, mentre nell'assedio morivano 5 figli. Tale leggenda è riportata anche dal Priori, quando Malmozzetto fu imprigionato dalla principessa nel suo mantello per via degli speroni, e che a un sui cenno, il fratello intervenne catturandolo e portando nel castello. Il vescovo di Valva Giovanni in seguito ai fatti, delegò Guglielmo Drogone detto "Tassone" come governatore di Popoli, il quale era dipendente da Roberto di Loritello. Successivamente si accese una controversia sui confini di Popoli delimitati da Malmozzetto, ma non resi ufficiali a causa della sua morte, e Drogone chiese in cambio le torri di Vittorito, San Pelino e San Clemente per il passaggio delle sue truppe contro i Marsi. Avendole in concessione temporanea, dopo la spedizione, Tassone o Drogone checché si dica, si rifiutò di riconsegnarle a Valva, e accrebbe così il suo potere su Manoppello a discapito del vescovo. Nel 1103 Tassone lasciò a Riccardo conte di Manoppello le proprie terre per andare in Terra santa.
Nel 1112 Pasquale II inviò al vescovo Gualtiero una bolla che riguardava i confini della diocesi; a Riccardo successe il figlio Roberto, nel 1140 a causa dei crimini di cui si era macchiato, i monaci di San Clemente lo denunciarono a re Ruggero II di Sicilia, il quale inviò il figlio Alfonso per conquistare l'area dell'insula Piscariae di San Clemente e le gole di Popoli. Roberto fuggì e Popoli fu assegnata a Boemondo di Tarsia, indicato da Ruggero II. Ruggero II morì nel 1154 e il figlio Guglielmo II assegnò il feudo di Loritello, che aveva la sede amministrativa nel comune molisano di Rotello, da cui dipendeva appunto Popoli e le torri di Vittorito, San Pelino ecc., al cugino Roberto Zamparone, che nel 1155 tradirà papa Adriano IV e così anche Guglielmo II, dato che lo Zamparone si schiera col nuovo conquistatore svevo Federico I Barbarossa.
Boemondo da Frisa fu il primo ad esercitare l'ufficio di Giustiziere Teatino, allorché gli venne affidata la contea di Manoppello, che aveva, si ricordi, anche Chieti tra i suoi possedimenti, istituendo la sua residenza nella fiorente città di Lanciano, che faceva parte del dominio. Lanciano nel 1154 passò sotto il dominio di Guglielmo il "Malo", il quale lasciò il contado della Marca Teatina e di Lanciano al cugino Roberto di Bassavilla, ossia Roberto III di Loritello, che si comportò come un vero despota, tradendo Guglielmo II. A Lanciano, Roberto è ricordato per aver cacciato gli ebrei coloni del quartiere Sacca, riducendo inoltre la città alla miseria. Nel 1156 il Conte Gualtieri figlio di Boemondo condusse un acerrimo combattimento a Lanciano contro Roberto, limitandolo nei suoi poteri. Costui intanto continuava recare danno e scorrerie nella zona frentana, per cui re Guglielmo dichiarò il conte "nemico della patria", scacciandolo definitivamente dal regno. Morto Guglielmo II d'Altavilla nel 1189, il Regno di Sicilia passò sotto la dominazione sveva, ed ebbe come imperatore dapprima Enrico VI di Svevia, a cui nel 1197 succedette Federico II di Svevia.

#### Pescara durante i Normanni

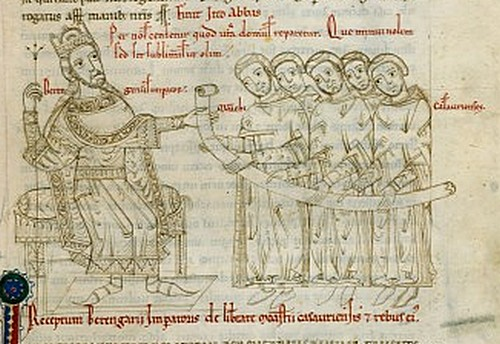
Berengario I con i monaci di Casauria in un disegno del Chronicon Casauriense

Quanto alle vicende di Pescara, durante i normanni, il conte di Chieti Trasmondo III, quale feudatario del porto di Aterno, era proprietario del territorio per il quale riscuoteva i canoni degli enfiteuti e aveva diritto di vita e di morte della popolazione a lui soggetta. Nel diploma di Enrico III del 1047 si evidenzia la presenza patrimoniale degli uomini di Aterno nelle pertinenze della chiesa di Santa Maria di Gerusalemme e San Salvatore (due chiese di Pescara oggi scomparse), nonché dei diritti comunitari sui pascoli e sui castelli verso la selva di Sambuceto di Forcabobolina, vale a dire il comune di San Giovanni Teatino. Con la conquista di Roberto I di Loritello, pronipote bastardo di Roberto il Guiscardo, e fondatore della contea di Loritello, nel Molise, si attuò il mutamento del ceto signorile, in quanto i Normanni occupavano tutti i punti strategici del territorio abruzzese.
Con la donazione del 1095 del Conte Roberto alla diocesi Teatina della selva di Sambuceto (allora chiamata Villa Socceti), si nota ancora nel documento come il vescovo teatino avesse diritto di vita e di morte, e di come esigesse il pagamento per la legna da ricavare dal fitto bosco presso il Pescara, mentre il pagamento del pedaggio del porto di Aterno spettava al monastero di San Giovanni in Venere. Il controllo di Sambuceto, da tempo del vescovo di Chieti, passò ad Aterno, che in quest'epoca inizia ad assumere il toponimo di Piscaria, e i diplomi inizieranno a denominare l'area di demarcazione del fiume Aterno con i termini "Citra et Ultra flumen Piscariae", dunque i due Abruzzi Ulteriore e Citeriore.

#### La distruzione di Teramo da Roberto II di Loritello (1156)
La presenza normanna in Abruzzo non fu sempre pacifica, innanzitutto per le guerre che si succedettero per spodestare vescovi-signori come Tramsondo III di Chieti, e poi per ribellioni cittadine o atti di fellonia dei signori e conti stessi contro il sovrano di Sicilia, come nel caso della distruzione totale di Teramo nel 1156 da parte di Roberto III di Loritello. La città Aprutina nel 1153 con bolla papale di Alessandro IV aveva il controllo dell'antico territorio dei Pretuzi, che si estendeva dal fiume Tronto al Vomano. Il vescovo era il sommo signore della città. Quando la città appoggiò Guglielmo d'Altavilla contro suo cugino Roberto III di Loritello e di Bassavilla, scoppiò nel 1156 una guerra che iniziò dapprima a Bari e coinvolse anche Teramo, che fu severamente punita con la distruzione e l'incendio della città. Rimasero soltanto poche strutture in piedi, come la torre Bruciata dell'antica Cattedrale di Santa Maria Aprutiensis, distrutta, dove oggi sorge la chiesa di Sant'Anna dei Pompetti, la Casa Franchi e il teatro romano. Tuttavia il vescovo Guido II non si dette per vinto e provvide immediatamente alla ricostruzione della città, iniziando nel 1158 con la costruzione della nuova Cattedrale di Santa Maria Assunta, terminata nel 1176, e successivamente dell'intera città.

## L'Abruzzo sotto Svevi e Angioini

### Federico II di Svevia in Abruzzo

#### Caduta della contea di Celano

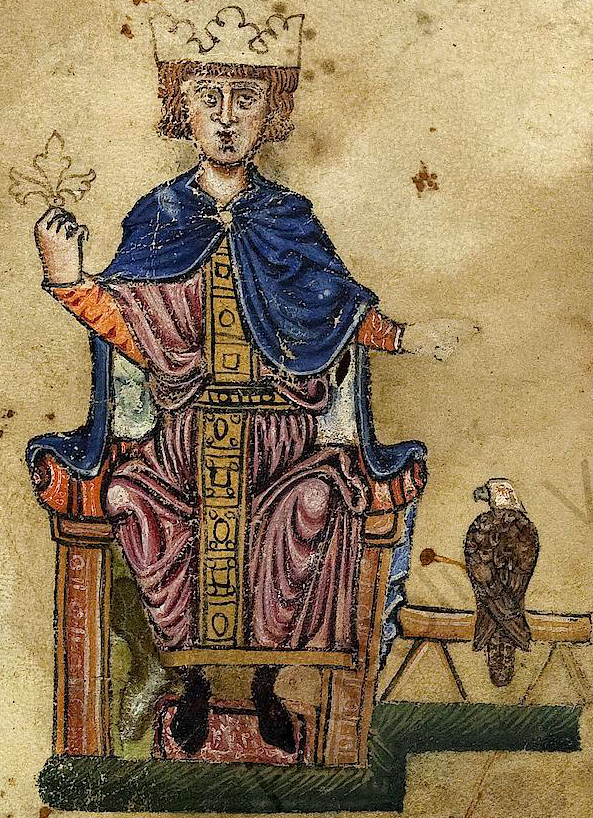
Ritratto di Federico II con il falco

I Normanni, con il potenziamento delle autonomie nell'ambito di un sostanziale accentramento, crearono una fitta rete di subgiurisdizioni molto attive. A questa realtà, che attingeva alla tradizione dei "comitati" e "gastaldati" franco-longobardi, pose fine Federico II di Svevia, che tentò di eliminare ogni forma di autonomia locale, cercando di burocratizzare la giurisdizione in un unico sistema centralizzato dell'impero, con a capo del Meridione la Sicilia. I punti nevralgici della resistenza abruzzese furono costituiti dai conti di Celano e dai signori di Poppleto (oggi Coppito, frazione aquilana). I conti di Celano nel frattempo erano cresciuti a dismisura quanto a territori conquistati, estendendosi lungo la via Tiburtina Valeria, il Molise e anche la fascia costiera vastese come testimonia il castello di Monteodorisio, il cui toponimo deriva esattamente dal conte Odorisio I dei Marsi. Benché Federico all'inizio del Duecento avesse mantenuto buoni rapporti con il conte Pietro, con il figlio Tommaso, tali rapporti crollarono drasticamente nel 1223.
A causa dei forti rischi politici, per una probabile vendetta di Federico II, Pietro venne destituito e gli succedette Tommaso conte di Albe e del Molise, che sposò Giuditta, ultima erede della casa dei De Molisio. Tommaso si limitò a tentare di concretizzare il progetto statale del padre Pietro, facendo sviluppare molto l'agricoltura nel territorio paludoso fucense, e quando Federico II partì per la Germania, ne approfittò per rivendicare i titoli concessi al padre, scacciando inoltre le truppe sveve dalla contea. Federico II si vendicò nel 1223 assediando Celano, ed espugnano la fortezza del castello.

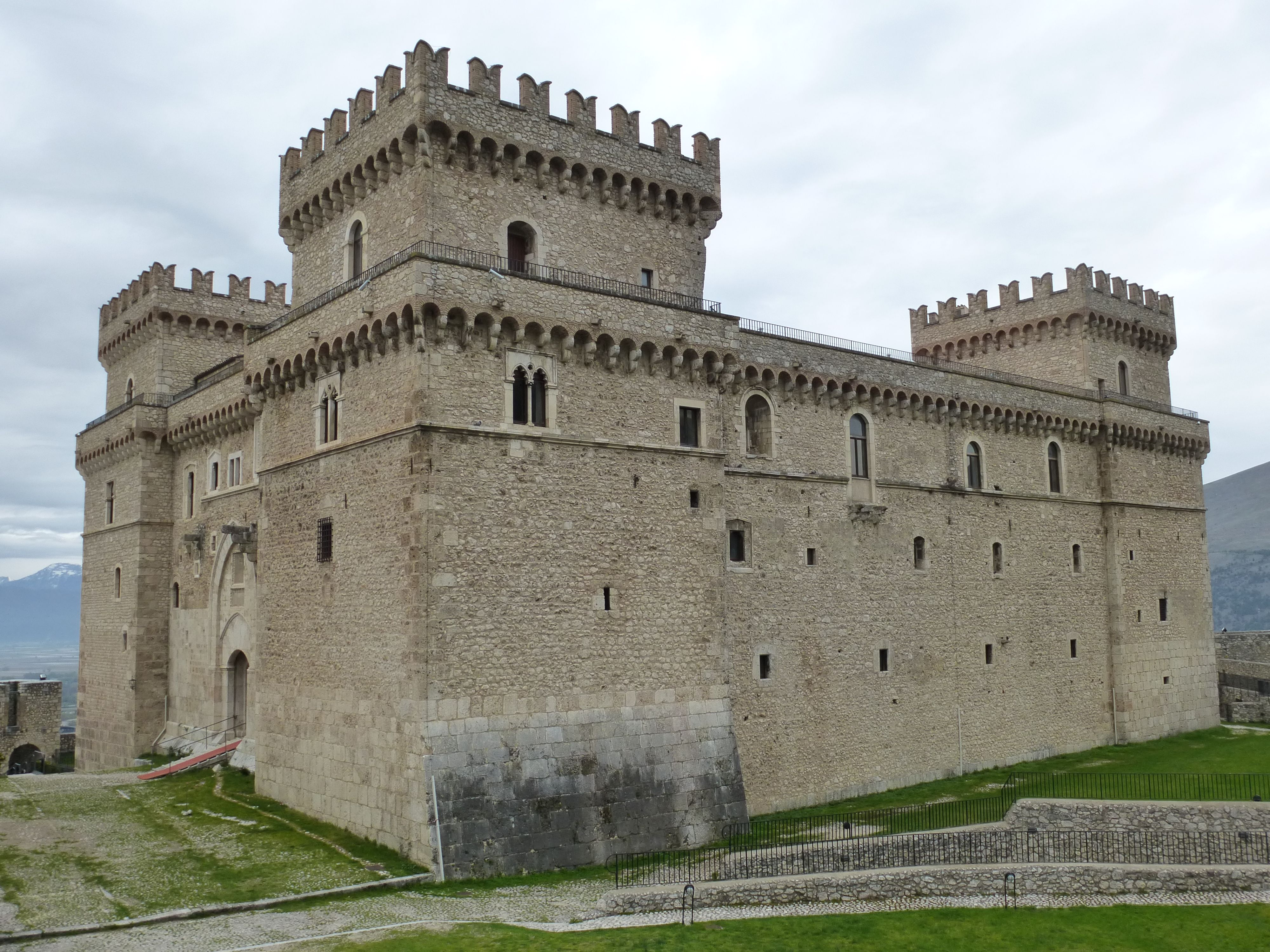
Il Castello Piccolomini di Celano, antica sede del potere dei Berardi

#### Sconfitta di Tommaso di Celano e incendio della contea
Il conte Tommaso scappò a Roccamandolfi in Molise, seguendo il tratturo Macerone e poi di Pescasseroli, e tentò un contraccolpo tornando ad Ovindoli. Tuttavia dovette nuovamente fuggire, a Roma, mentre gli abitanti di Celano si disperdevano nelle campagne, e la città veniva bruciata. Restò indenne solo la chiesa di San Giovanni. Il gesto di Federico II fu un monito severo contro la dinastia dei baroni e dei conti che governava gran parte dell'Italia meridionale, sin sai tempi dei Longobardi, dato che il suo progetto era quello di unificare in un unico stato, con sede amministrativa in Sicilia, le varie contee e baronie, togliendo dunque il potere ai legittimi rappresentanti, arricchitisi con i feudi. Il conte Tommaso si riappacificò successivamente con Federico II, avendo come sede del potere Celano, ma rinunciando ad Ovindoli, San Potito e al controllo diretto del castello di Celano, e a quelle di Serra e Torre di Santa Jona. Inoltre i celanesi furono successivamente esiliati in Sicilia, Calabria e Malta, e lì restarono sino al 1227, quando Federico per volere di Onorio III concesse agli abitanti di tornare in patria. Celano subì l'umiliazione del cambio del nome in "Cesarea", che rimase sino al 1250, anno della morte di Federico, e ascesa al trono del conte Ruggerone dei Berardi. Benché in quel tempo il governo ripassasse ai Marsi, il felice periodo di semi-autonomia della provincia Valeria terminò per sempre, e l'equilibrio non fu più ristabilito. Anche perché di lì a poco nel 1254 verrà fondata dalle rovine di Amiternum e Forcona la nuova città di Aquila, che sancì di fatto la perdita dell'altopiano delle Rocche, della valle dell'Aterno e del Cicolano.
La clausola finale del documento prevedeva che, a garanzia del patto, il conte di Celano e del Molise consegnasse in ostaggio il figlio nelle mani del Maestro dei Cavalieri Teutonici; in seguito Federico concesse al conte dei Marsi il giustizierato del comitato, ma gli toglieva quei poteri che in virtù delle vecchie leggi franco-longobarde gli consentiva lo strapotere della provincia Marsicana, dichiarando fedele obbedienza all'imperatore, e che qualsiasi avvenimento politico o che avrebbe avuto a che fare con procedimenti giudiziari avrebbe dovuto essere compilato e mandato all'imperatore, che ne avrebbe deciso il verdetto della sentenza. Sebbene da una parte la contea di Celano si salvasse, nonostante la distruzione della città, della rocca, ad eccezione della chiesa di San Giovanni, la collera di Federico II contro Poppleto fu più dura.

#### Repressione dei fuoriusciti e assedio di Città Sant'Angelo
Nel 1223 nella donazione al figlio Corrado IV di Svevia, oltre a Gaeta, i signori di Poppleto Rainone di Prata da Rainaldo di Spoleto e Ruggero di Galluzzo, Todino di Amiterno e il traditore Corrado di Lucinardo venivano venduti come vassalli insieme al feudo della valle d'Aterno. Costoro si macchiarono del tradimento, difendendo la causa della Chiesa di Roma contro lo strapotere di Federico, dato che Amiterno e il vicino castello di Poppleto si trovavano in territorio di proprietà del Vaticano, i signori di Poppleto osarono dunque ribellarsi con più veemenza, nel 1228 e la repressione di Federico fu violenta. Nel giugno l'esercito assediò il castello, Federico tolse ai signori di Poppleto il dominio dei feudi della vallata dell'Aterno, e furono scacciati verso Capitignano, perdendo quasi completamente il loro potere sulla conca aquilana.

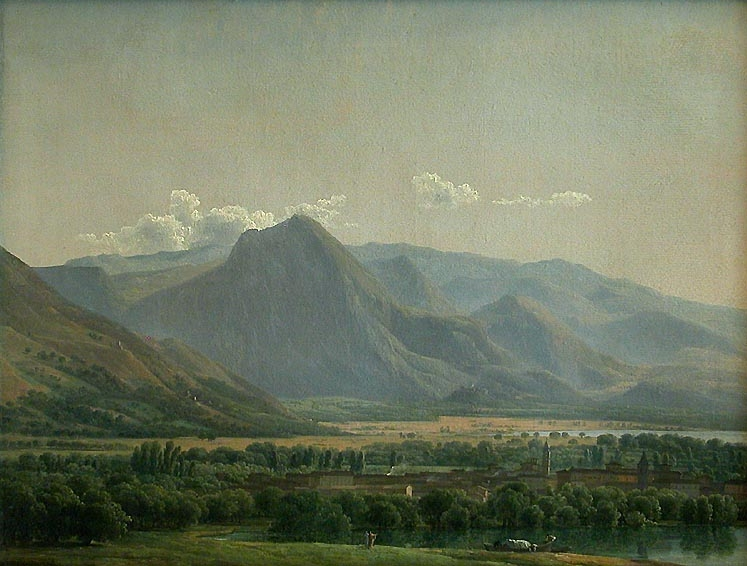
Veduta di Avezzano, del Monte Tino e del Fucino in un dipinto di Jean-Joseph-Xavier Bidauld

L'ultimo grande assedio di Federico in Abruzzo, fu quello di Città Sant'Angelo, ribellatasi nel 1239, quando il colle fortificato dove si trova la chiesa di Sant'Agostino, fu cinto d'assedio e distrutto. La politica di Federico II tuttavia non fu sempre repressiva, ma riorganizzò l'attività pastorale della transumanza ammodernando i tratturi, favorendo l'installazione dei Monaci Cistercensi, confermando all'abbazia di Santa Maria di Casanova di Villa Celiera molte "grance" (luoghi di approvvigionamento delle abbazie) e tra queste quella di Santa Maria del Monte di Campo Imperatore, provvide a regimare il lago Fucino, privo di emissario, che rendeva le terre della Marsica paludose e a rischio inondazioni. Nel 1240 mandò un tal Pissone giustiziere d'Abruzzo affinché sorvegliasse i lavori, cui aveva sovrinteso Ettore Montefuscolo, già giustiziere, onde ripulire i canali. Nel 1223 nacque dunque, con la caduta della contea dei Marsi, l'unificazione di tutti i possedimenti normanni dal Sangro all'Aprutium teramano, dalla fortezza di Pescara a Popoli, da Penne a Sulmona, da Lanciano a Vasto. Nel 1233 soltanto fu formalizzata la costituzione del Giustizierato d'Abruzzo con città capitale Sulmona.

#### Il primo progetto di fondazione di Aquila nel 1229
Federico esercitò un sicuro controllo sull'Abruzzo, dove specialmente nella zona marsicana e amiternina venivano esercitate forti azioni di disturbo da parte della Chiesa, essendo noti gli aspri contrasti tra papato e dinastia sveva. Da una parte perché i monasteri di Farfa e Cassino non intendevano perdere le loro rendite negli storici territori marsicani, dall'altra per il ridisegno dei confini tra il Lazio e il comitato di Amiterno. Gli abitanti dei castelli antichi di Amiterno e Forcona, ma anche di Colle Branconio, Arischia, Poppleto, Bagno, Civitatomassa, Tornimparte, Paganica, Roio e Bazzano guardavano alla figura del pontefice come un potenziale alleato contro Federico II. Papa Gregorio IX rispose alle attese degli abitanti di Amiterno, che richiedevano protezione e il permesso di gettare le basi per una nuova città, L'Aquila, con una lettera, in cui si dice: «Vi lamentate esponendoci le innumerevoli tribolazioni e le infinite amarezze alle quali fino a questo momento vi ha sottoposti l'imperatore Federico, nemico di Dio e della Chiesa, attraverso i suoi ministri, i quali oltre a rapinare i vostri beni dei quali fanno vergognoso uso, arrivano al punto di lasciarvi appena di che vivere e non hanno remore nel chiedervi prestazioni di angherie per angherie, come se non foste servi e non liberi [...] Per queste ragioni voi ci chiedete di procurare la vostra liberazione, togliendo voi e le vostre terre alla soggezione feudale di Federico, per l'indegnità del feudatario e ciò, voi dite è possibile in quanto è cosa notoria che le vostre terre e voi stessi sono costituite un feudo di Romana Chiesa»
Anche se durante il papato di Gregorio queste promesse non vennero mantenute, era nata comunque l'idea della fondazione dell'attuale L'Aquila.

#### La prima fondazione di Aquila (1254)

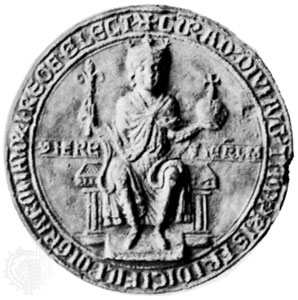
Moneta ritraente Corrado IV, colui che avrebbe redatto il privilegio di fondazione della città aquilana

Nel 1229 gli abitanti dei castelli attorno all'Aquila decisero di ribellarsi a Federico II e ai baroni che avevano stretto alleanza con lui, come i Berardi di Celano. Dopo essersi rivolti a papa Gregorio X, che concesse il permesso di edificare una nuova città in terre demaniali del Vaticano, l'iniziativa non si concretizzò. Gli aquilani ottengono nuovamente il permesso della costruzione di una nuova grande città in funzione antifeudale, di cui è rimasta testimonianza nel Diploma di Federico II, conservato negli archivi cittadini, dove si esortano i castelli di Amiternum e Forcona a unirsi per formare un unico centro.

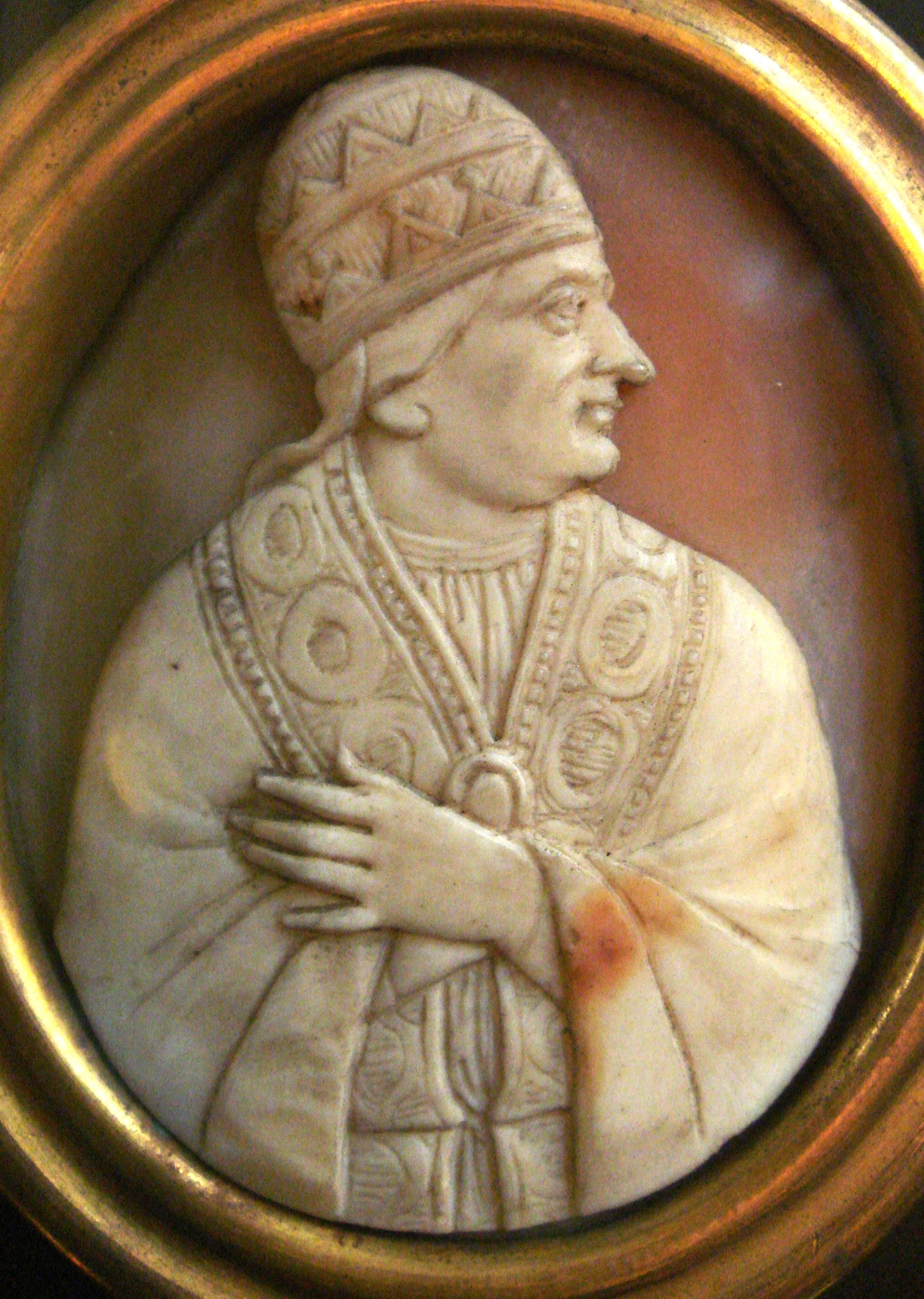
Papa Gregorio X, che autorizzò la costruzione di una città tra Amiterno e Forcona

La trattativa fu avviata tra il 27 luglio e il 7 settembre 1229, con ambasciatori amiternini inviati al pontefice, i quali riferirono delle vessazioni a cui gli abitanti erano sottoposti dallo strapotere di Federico II, con tasse, imprigionamenti, condanne a morte e mutilazioni varie per chi disobbediva alla legge. Nelle lettere gli abitanti chiedevano a Gregorio, trovandosi nel demanio della Chiesa Romana, di riconoscere tale realtà di fatto, e anche di fondare una città nuova nella località di Acculi. Benché il progetto si sviluppasse una trentina di anni più tardi, la fondazione della città è stata vista come un atto politico, e controversie sono sorte attorno al diploma di Federico II, visto come uno dei patrocinatori di tale nascita, poiché come si è visto, il documento nel 1254 fu firmato dal figlio Corrado, anche se la leggenda e la tradizione continui a riportare il nome del padre, quale patrocinatore.
Le vicende della fondazione dell'Aquila sono raccontate da Buccio di Ranallo da Poppleto (oggi Coppito, frazione dell'Aquila), autore di una Cronica rimata che narra la storia della città dal 1254 fino al 1362 (anno che precede la sua stessa morte). Buccio parla di riunioni segrete presso San Vittorino e Santa Giusta di Bazzano, segno dei malumori dei cittadini per la mancata autorizzazione della fondazione della città. Tali riunioni sarebbero dovute terminare in un eccidio di massa, per scatenare una rivolta. A fatto compiuto, i cittadini mandarono un tal Jacopo de Senizo (o da Sinizzo) dal pontefice per richiedere nuovamente il permesso di fondazione della città, che fu accordato grazie anche alla mediazione di Corrado IV di Svevia. Dunque il diploma federiciano sarebbe quello firmato da Corrado (poiché Federico morì nel 1250), dove si sancisce la nascita della città nella località "Acculi" (o Aquila) al fine di impedire il passaggio dei predoni e dei saccheggiatori nella vasta area della conca controllata da alcuni castelli già esistenti, come Forcona e Amiterno. Vennero stabiliti i confini della città, confiscate le terre e i boschi, si dette la licenza di universitas, e dunque aboliti gli obblighi feudali, oltre all'abbattimento delle varie rocche feudali che si trovavano dentro il territorio, come ad esempio un certo castrum Cassari.
Il racconto epico di Buccio di Ranallo è stato giudicato non completamente attendibile, poiché lo storico visse un centinaio di anni dopo la fondazione, e poiché la stessa materia della Cronaca è piena di patetismi e di commenti personali; non attendibile è stata giudicata la vicenda della congiura dei baroni e il successivo intervento di Jacopo da Sinizzo presso il papa per far concedere a Corrado il diploma di fondazione. L'operazione di Corrado di Svevia di pacificare le lotte intestine dei baroni nel regno, ossia quella di creare una città simbolica per tale pacificazione, affinché fosse anche un punto di riferimento militare al confine tra Regno di Napoli e Stato Pontificio, sembra essere quella più plausibile. Non si hanno molte notizie sulla prima città, poiché quella attuale è il frutto della ricostruzione angioina del 1265 dopo il 1259, quando venne distrutta da Manfredi di Svevia. Lo storico Anton Ludovico Antinori cita un documento che parla del 1255, quando la città era ancora in fase di popolamento.

#### Transumanza: la via degli Abruzzi

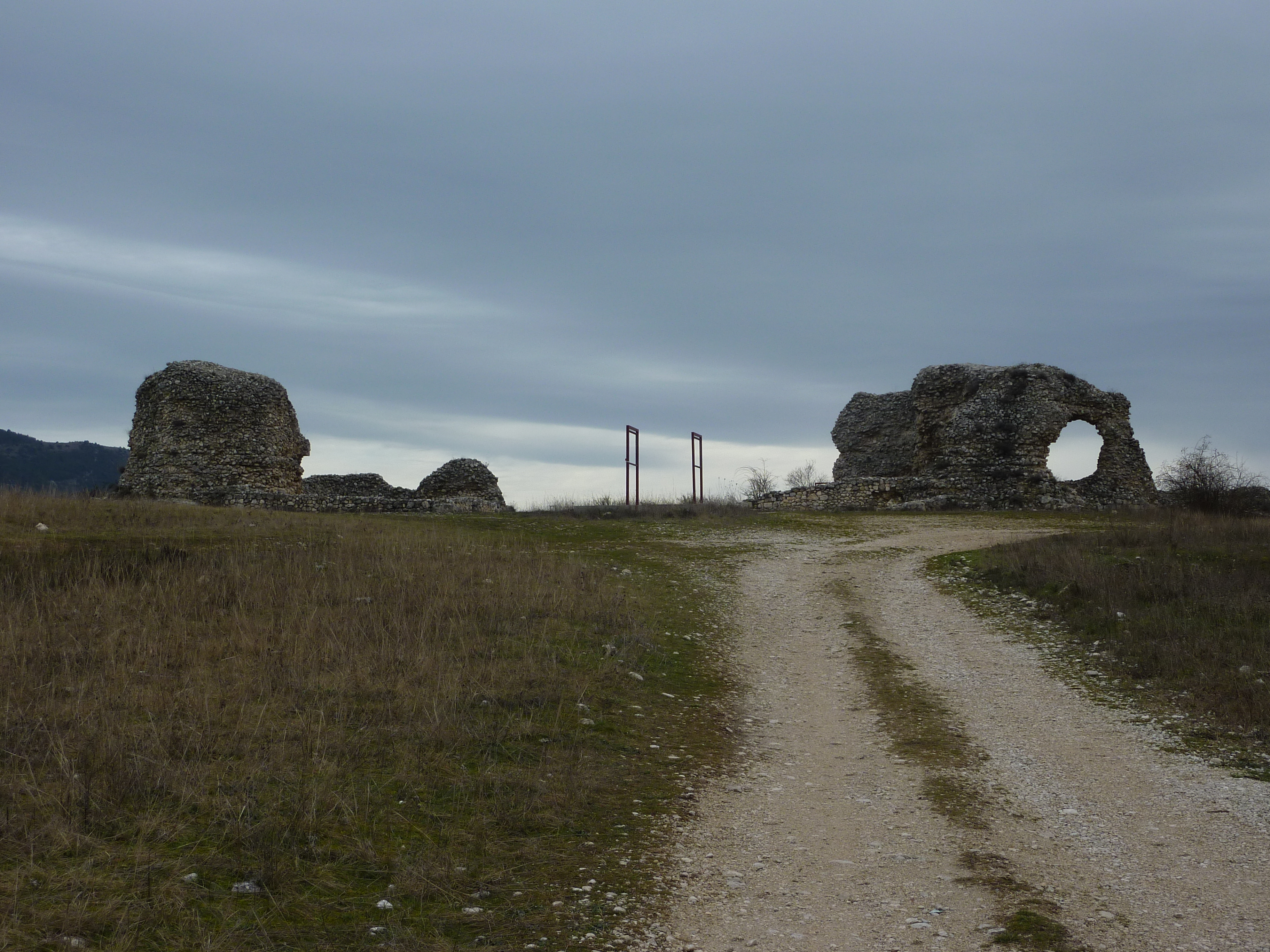
Mura di Peltuinum presso il tratturo magno

Sin dall'epoca italico-romana l'Abruzzo era stato attraversato da varie strade naturali, usate da viandanti, mercanti e pastori per i traffici di collegamento tra la Puglia e Roma, di cui l'Abruzzo era un importante veicolo, ancora oggi si parla di "via degli Abruzzi", attraversabile mediante la via Salaria, la via Claudia Nova, la via Tiburtina Valeria, la via Traiano Frentana. Con l'apertura di queste importanti strade da parte di Roma, in cui si inserivano i tratturi, tra i quali quello magno che da Amiternum portava a Foggia, usato sino al XVIII secolo, l'economia abruzzese del ceto medio-basso continuò per secoli a basarsi sulla pastorizia e la transumanza, veicolata nel tardo medioevo dalle leggi reali, come quella di Alfonso I d'Aragona per la regolamentazione dei traffici, e dalle pretese dei vari nobili e feudatari diversi dei territori abruzzesi, con cui ricavavano grossi proventi.

#### La strada durante gli Angioini e Aragonesi
La cosiddetta "via degli Abruzzi" che partiva dai confini occidentali d'Amiterno (oggi L'Aquila) e Avezzano andava a finire verso Vasto sulla costa abruzzese, per scendere nella Puglia foggiana: i percorsi erano interrotti da piccole dogane per il pedaggio, da cappelle per i pastori, cippi miliari per calcolare il percorso, e da torri di avvistamento, edificate dai conti dei Marsi, e castelli veri e propri come la Rocca Calascio della baronia di Carapelle, la Rocca Orsini di Tagliacozzo, la torre di Sperone dei Marsi, o il castello di Bominaco. Dal XIII secolo partì una colonizzazione dei tratturi delle principali famiglie locali, come i Di Capua, i Sangro, i Piccolomini, gli Orsini, i De Lanzo, poi nel XVI secolo i Farnese, i Colonna, mentre nel XIV secolo operavano i Caldora e i Cantelmo. Con l'ammodernamento delle vie nel tardo Medioevo, da Sulmona e L'Aquila, le vie principali si diramavano in diverse strade, che percorrevano i valichi della Maiella, una direttrice, il tracciato della vecchia via Valeria, portava lungo il Pescara ad Aterno, e a Chieti, mentre più a sud mediante il valico della Forchetta si passava da Palena, costeggiando la montagna fino a raggiungere l'importante città di Lanciano, per poter raggiungere il mare di Ortona e Vasto.

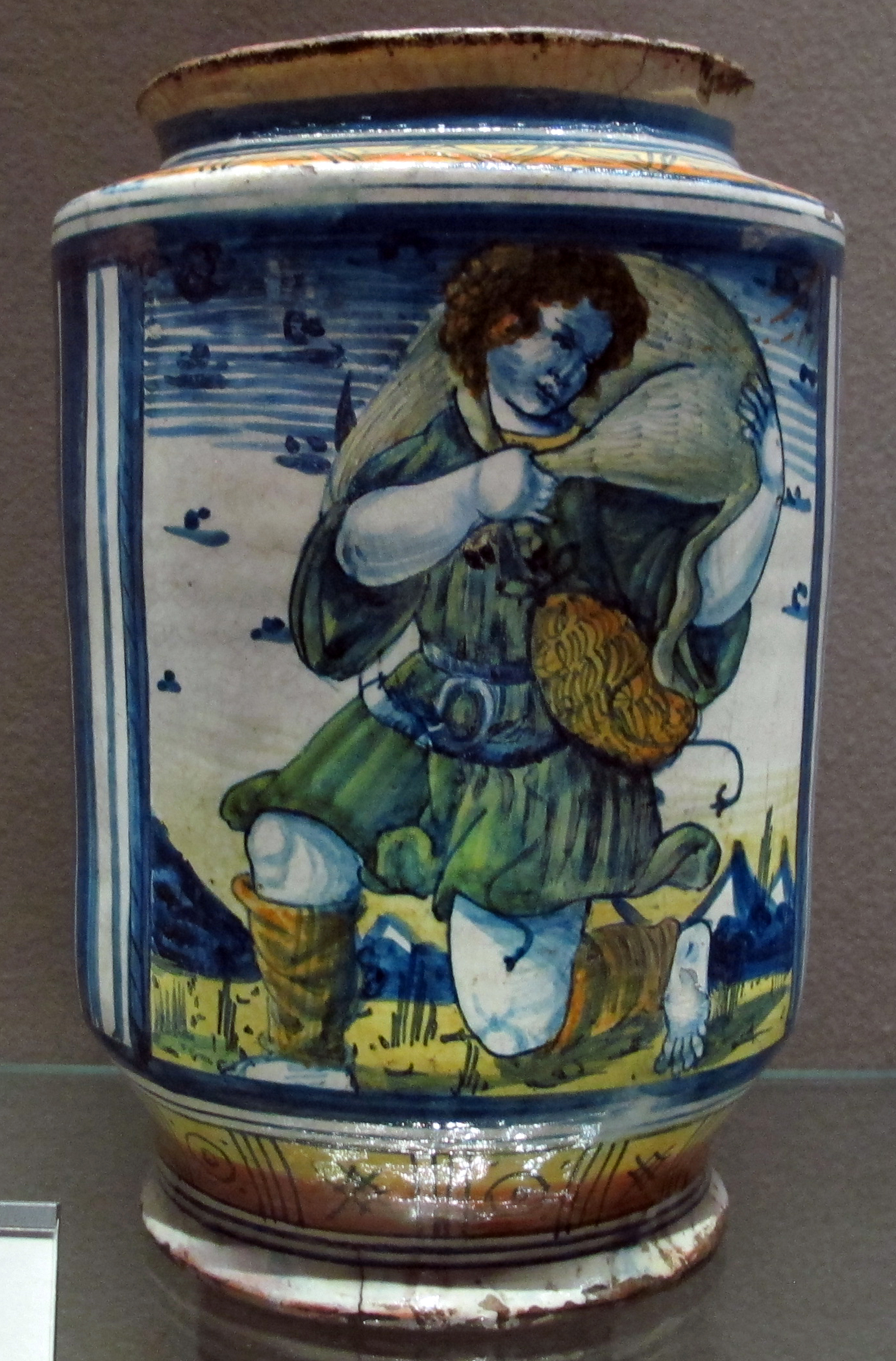
Maiolica di Castelli ritraente un pastore dell'Abruzzo (1520 ca.), conservato nel Museo del Louvre

Nel XIV secolo si segnala, grazie soprattutto a queste moderne vie di comunicazione, la presenza di ricchi commercianti come gli Acciaiuoli di Ortona e i Bardi di Sulmona, il passaggio di intellettuali come Giovanni Boccaccio. Sulmona era un centro commerciale a cielo aperto per la ricchezza dei mercati, anche se venne fiaccata dalla peste del 1348 e dal terremoto dell'anno seguente.

#### La strada durante il Vicereame spagnolo
Il commercio tuttavia continuò a proliferare, sia nella città di Ovidio, sia nella seconda città dell'area della Maiella, quale Guardiagrele, poiché Ladislao di Durazzo le concesse il diritto di battere moneta, e nel Quattrocento videro lo sviluppo crescente dell'oreficeria, il cui massimo esponente fu Nicola da Guardiagrele. Dopo l'istituzione della dogana regia a Foggia nel 1447, la Maiella e la Val Pescara contavano 58 tratturelli circa, nel XV secolo fu introdotto, durante il governo della famiglia Cantelmo di Popoli una tassa sul valore del foraggio. Nel XVI-VII secolo molte città allora libere vennero infeudate dai nuovi proprietari provenienti da Napoli, come i Caracciolo, che si stabilirono a Tocco da Casauria. Le città di Sulmona e Pescocostanzo pagarono ingenti somme per conservare un minimo d'autonomia. Il Settecento fu l'ultimo grande periodo felice dell'attività commerciale abruzzese e ne beneficiarono soprattutto Lanciano, Vasto e Ortona. A partire dalle occupazioni francesi del 1799, con le leggi napoleoniche del 1806, e dei successivi moti per l'unificazione italiana, con le leggi piemontesi e la successiva emigrazione al Nord Italia, la transumanza abruzzese subì gravi colpi, andando in lenta decadenza fino al rischio di scomparire.

#### Da Manfredi di Svevia alla battaglia dei Piani Palentini
(Dante Alighieri, Inferno, Canto XXVIII)

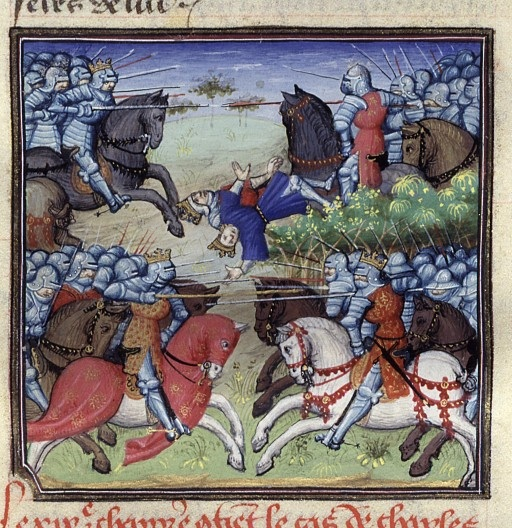
Scena della battaglia di Tagliacozzo (1268)

Alla morte di Federico II nel 1250, gli succedette il figlio Corrado IV di Svevia, ma ne tenne la reggenza Manfredi di Sicilia a causa dell'età troppo giovane. Proprio in un diploma di Corrado nel 1252 si sa che fu eletto Conte di Albe Federico d'Antiochia, un figlio bastardo di Federico II. Tal Federico morì nel 1256, suo padre Corrado era morto nel 1254, e in suo luogo Manfredi scelse il figlio Corrado, nominato Conte di Celano. Federico d'Antiochia si era dimostrato molto irriconoscente con il pontefice di Roma, dopo esser stato catturato e rinchiuso nel castello di Montecchio, fuggì in Abruzzo per difendere i suoi territori, nel momento in cui Manfredi si scontrava con Carlo I d'Angiò per i possedimenti in Sicilia. Nel 1267 entrava in Italia Corradino di Svevia, figlio di Corrado IV, per tentare la riconquista del regno svevo, fu sostenuto da Corrado di Antiochia, ottenendo le terre di Albe e Celano, ma sui Piani Palentini di Tagliacozzo il 23 agosto 1268 al fianco di Corradino nella battaglia di Tagliacozzo, cantata anche da Dante Alighieri nella Divina Commedia. Le cose però andarono male, Corradino riuscì a fuggire, ma fu preso più tardi e ucciso, Corrado venne fatto prigioniero sul campo ma risparmiato per intercessione del Cardinale Giovanni Gaetano Orsini, futuro papa Niccolò III. Il castello di Albe e gli altri presidi ghibellini della Valle Roveto subirono rappresaglie da Carlo d'Angiò..
Corradino intendeva riconquistare il dominio della Sicilia, dopo il fallimento di Manfredi a Benevento nel 1266. In febbraio 1268 la guarnigione di Lucera composta da saraceni si era ribellata a Carlo, opponendo resistenza all'assedio dentro la fortezza. Corradino colse l'occasione per bloccare l'avversario e non farlo arrivare a Roma. In primavera attraversò la Toscana, poi entrò nel Lazio papale, sfilando sotto Viterbo, e il 24 luglio entrò a Roma, accolto dalla popolazione, ma non dalla nobiltà, più fedele a Carlo. La rivolta di Lucera suggerì la strategia di puntare sulla città pugliese costringendo Carlo alla battaglia, seguendo la via Latina, che passava per la Campania, ma questa era bloccata dagli angioini. Rimaneva allora la via Tiburtina Valeria che passava per la Marsica, e Corradino lasciò Roma il 18 agosto. Carlo nel frattempo era rimasto a guardare, poiché disponeva di una rete di spie a Roma che lo informarono in anticipo dei piani di Corradino, e lo precedette in Abruzzo con un esercito di 4.5000 cavalieri. Con l'aiuto del fidato Alardo de Valery Carlo progettò la battaglia per distruggere il casato svevo, che si combatté il 23 agosto. I Piani Palentini si trovano tra Magliano de' Marsi e Avezzano, lungo la strada per Tagliacozzo, da cui il nome della battaglia, i due eserciti si scontrarono presso il torrente Rafia, alla confluenza con l'Imele presso Scurcola Marsicana. Nell'esercito angioino, indossava le insegne Henry de Cosances per ingannare Corradino, mentre Carlo guidava personalmente 800 tra i suoi migliori cavalieri nascosti tra le colline. Corradino mosse all'attacco, uccidendo Henry, scambiandolo per Carlo, cosicché il vero angioino poté mettere in atto il suo attacco a sorpresa. Corradino fuggì con l'amico Federico di Baden, ma prezzo Anzio fu tradito e consegnato a Carlo che lo decapitò a Napoli. A testimonianza dell'importanza politica della battaglia, c'è la costruzione un monastero, la purtroppo diruta abbazia di Santa Maria della Vittoria, alle porte di Scurcola, della quale restano il portale rimontato presso la nuova chiesa santuario di Santa Maria della Vittoria al fianco della rocca di Scurcola, con la preziosa statua votiva della Vergine della Vittoria col Bambino, di chiara ispirazione gotico-francese, voluta dal re Carlo d'Angiò per celebrare la sconfitta degli svevi.
Nel 2019 in occasione dell'anniversario della battaglia, è stata inaugurata, alla presenza del Presidente della Repubblica Sergio Mattarella, una statua in bronzo ritraente il poeta Dante Alighieri, nell'atto di declamare il famoso verso della Divina Commedia, riguardante l'evento. La statua si trova presso la stazione di Tagliacozzo.
Carlo I dunque fu il signore indiscusso dell'Abruzzo, con suo figlio Carlo II sino alla fine del Duecento. Il figlio si concentrò specialmente sul favorire lo sviluppo della risorta città dell'Aquila, dopo la distruzione di Manfredi del 1259, e la ricostruzione nel 1265. Nella Marsica la Valle Roveto passò dopo secoli di sottomissione alla Chiesa al Regno di Napoli, e nel 1293 dai registri si apprende che contessa d'Albe fu una tal Filippa di Celano, discendente di Tommaso Berardi, colui che si era scontrato con Federico II nel 1223.

### Eremitaggio abruzzese e Celestino V
La storia dell'eremitaggio in Abruzzo è millenaria, perché questa pratica fu introdotta dai monaci basiliani già nell'VIII secolo d.C., quando durante le persecuzioni bizantine di Costantinopoli emigrarono in Italia, giungendo anche in Abruzzo, portando la nuova tradizione dell'ascetismo religioso. Molte tracce della loro presenza si hanno nelle grotte della Maiella, dove i monaci si appartavano, vivendo una vita grama e piena di stenti e privazioni, in piena comunione spiritica con Dio. La tradizione, prima dell'arrivo di Celestino V, vuole che in Abruzzo peregrinassero certo Sant'Onofrio, per cui in suo onore sono stati realizzati degli affreschi nell'oratorio di San Pellegrino a Bominaco, San Pellegrino eremita, altro semi-leggendario personaggio, e poi l'eremo di Sant'Onofrio al Morrone di Sulmona, costruito da Pietro Angelerio, che volle intitolarlo proprio a questo santo; ma anche altri santi quali San Nicola Pellegrino o Greco, venerato nella chiesa dei Francescani a Guardiagrele, ma anche a Rosello, poi San Falco, venerato a Palena, Sant'Orante, venerato a Ortucchio.

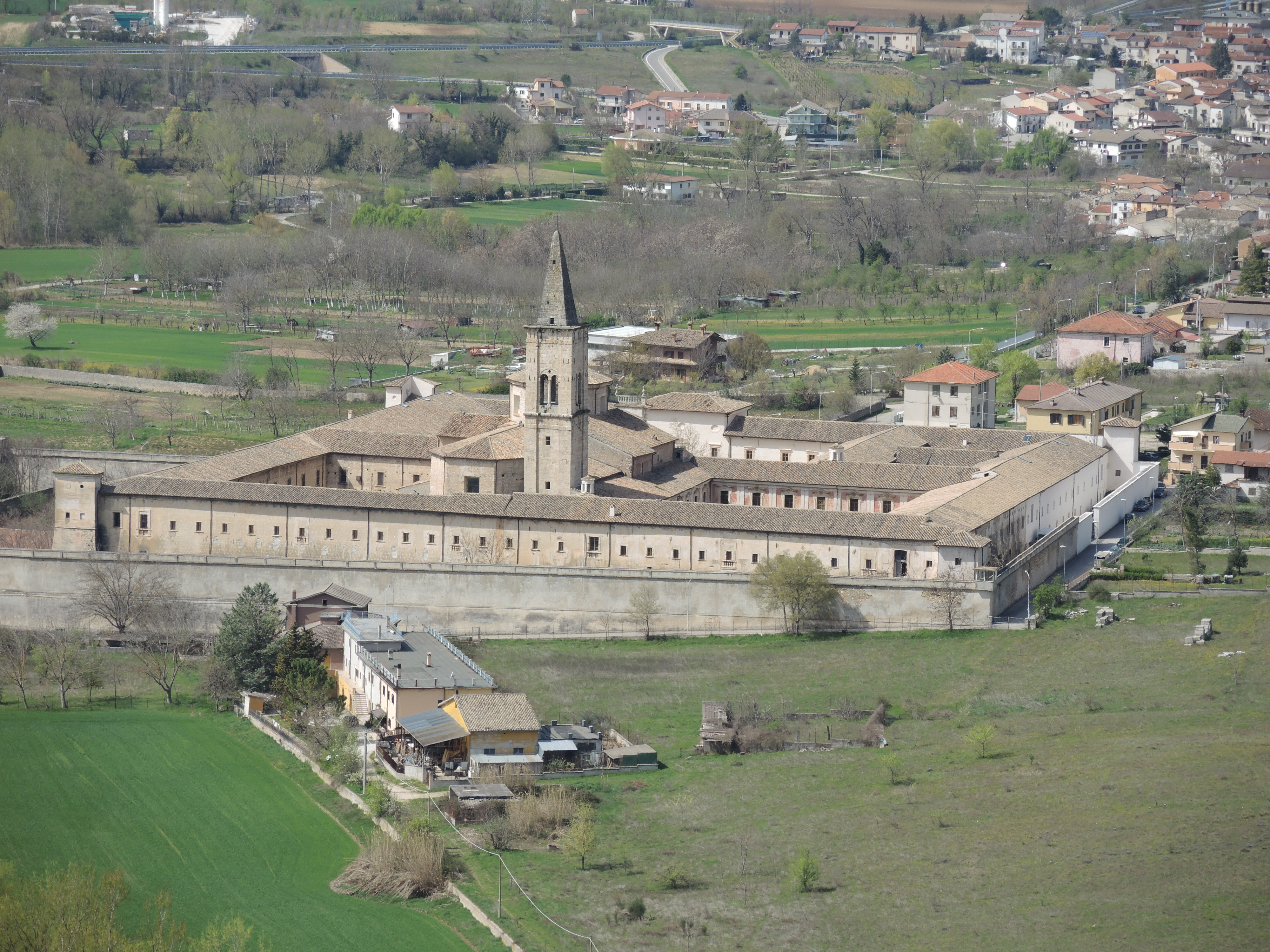
La Badia Morronese di Sulmona

Pietro Angelerio, futuro papa Celestino V, nacque tra il 1209 e il 1215 presso Isernia o Sant'Angelo Limosano, nel Molise). In età giovanile trascorse un breve periodo nella chiesa abbazia di Santa Maria di Faifoli a Montagano, manifestando notevole predisposizione alla solitudine e all'ascetismo, e nel 1239 si ritirò in una caverna isolata sopra il Monte Morrone, venendo successivamente soprannominato "Pietro da Morrone". Tale grotta costituisce oggi l'eremo della Madonna dell'Altare di Palena, posto al confine tra le due province di Chieti e dell'Aquila, sul valico della Forchetta che porto all'altopiano delle Cinquemiglia. Tornato agli inizi degli anni '40 del Duecento sul Morrone dopo un periodo a Roma, vi rimase sino al 1246 presso la chiesa di Santa Maria di Segezzano nei dintorni di Castel di Sangro (vi verrà eretto l'ex monastero di Santa Maria Maddalena), passando successivamente alla Maiella via Campo di Giove.

### La compagnia di Santo Spirito al Morrone e l'incoronazione a Collemaggio
Dopo aver costituito una congregazione ecclesiastica nominata "Compagnia dei frati di Pietro da Morrone", riconosciuta poi da papa Gregorio X come ramo dell'ordine Benedettino, Pietro si spostò nell'eremo sul Monte Morrone, che dedicherà a Sant'Onofrio eremita. Di qui successivamente deciderà di dare una sede più grande e stabile ai monaci dell'ordine, che nel frattempo si accresceva, costruendo la grande Abbazia di Santo Spirito al Morrone sulla piana vicino al tempio di Ercole Curino, detta anche "Badia Morronese". Nel 1273 Pietro si recò a piedi in pieno inverno a Lione, dove stavano cominciando i lavori del Concilio voluto da Gregorio X, onde impedire che il suo ordine venisse soppresso, raggiungendo l'obiettivo. La risolutezza di Pietro e il suo ascetismo presto gli fecero guadagnare la fama di santo e taumaturgo, e molti pellegrini venivano all'eremo di Sant'Onofrio per chiedergli udienza.
Negli anni successivi la vocazione ascetica di Pietro divenne sempre più radicale, così come il suo distacco dal mondo terreno, dato che ormai i Celestini operavano per conto proprio, diffondendo la parola dell'Angelerio attraverso la grande badia. Negli anni '90 del Duecento ci fu un periodo di crisi per la Chiesa cattolica, alla morte di papa Niccolò IV il 4 aprile 1292 si riunì il conclave per l'elezione del pontefice. A causa del numero ridotto dei porporati, nessun candidato riuscì ad ottenere la maggioranza, e nel 1294 la Chiesa era ancora senza un capo, dacché Pietro spedì a Roma una lettera, predicendo gravi sciagure per questo fatto. Il Cardinale Decano prese a cuore l'interesse di Pietro per i fatti romani, e propose di farlo eleggere pontefice, data la grande fama inoltre di cui godeva l'Angelerio in Abruzzo.

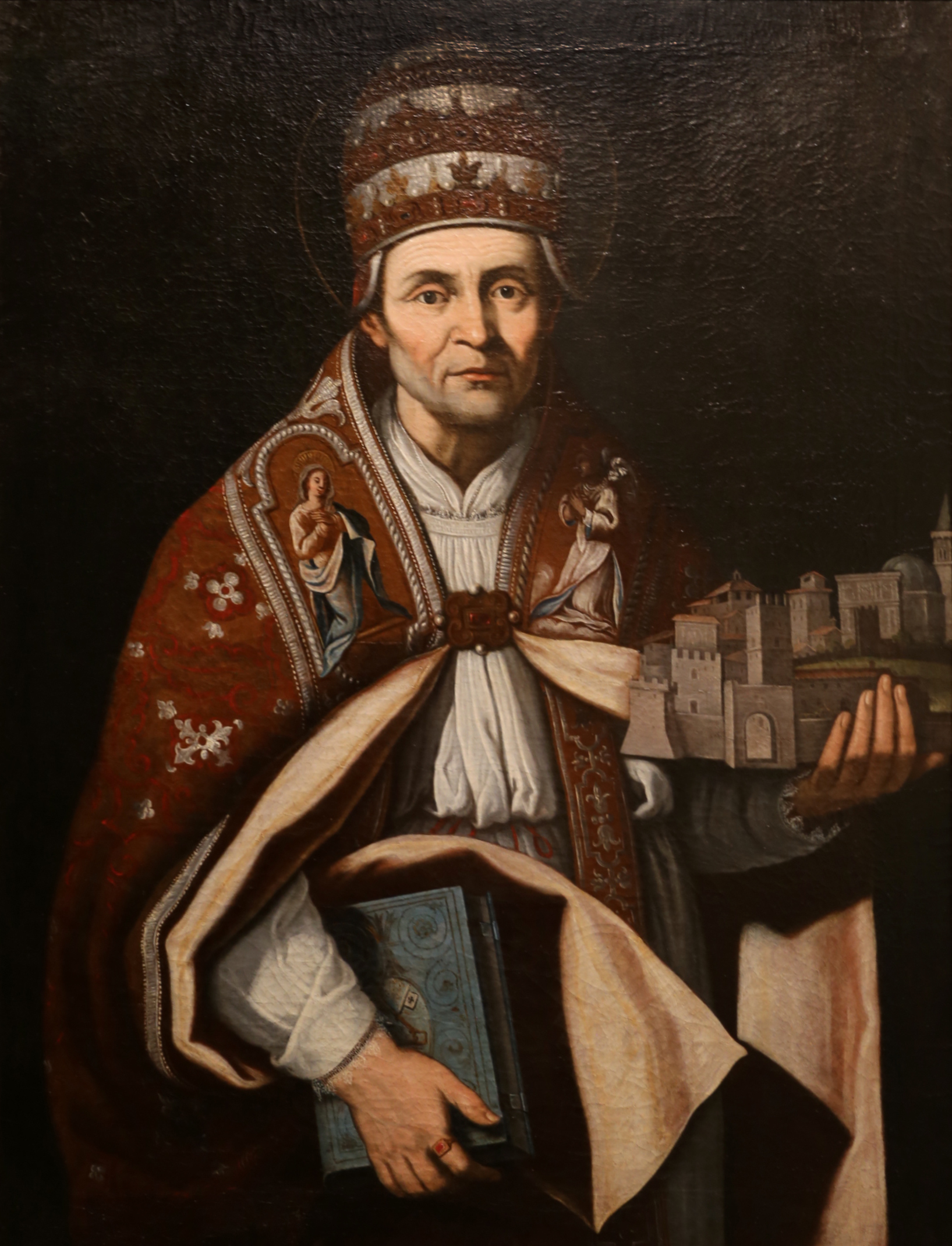
Ritratto di Celestino V ad opera di Giulio Cesare Bedeschini

Tale fama in Abruzzo di Pietro, prima del 1294, era stata confermata dal fatto che al ritorno dal viaggio a Lione, all'Aquila egli volle che fosse edificata la basilica di Santa Maria di Collemaggio, capolavoro d'arte romanica abruzzese. Prima della costruzione, l'area di Collemaggio era occupata dalla piccola edicola di Santa Maria dell'Assunzione sul Colle di Majo, dove Pietro trovò rifugio nel 1275, sognano la Vergine Maria, che gli chiese la costruzione della nuova basilica, completata nel biennio 1287-88. Dentro la basilica l'eremita venne incoronato il 29 agosto 1294, dopo essere stato prelevato dal sovrano Carlo II d'Angiò a Sulmona presso l'eremo di Sant'Onofrio, e per questo Celestino V emanò per il perdono dei peccati la "Bolla del Perdono", in qualità di nuovo pontefice.

## L'Abruzzo sotto gli Angioini

### Lanciano dai Normanni agli Svevi

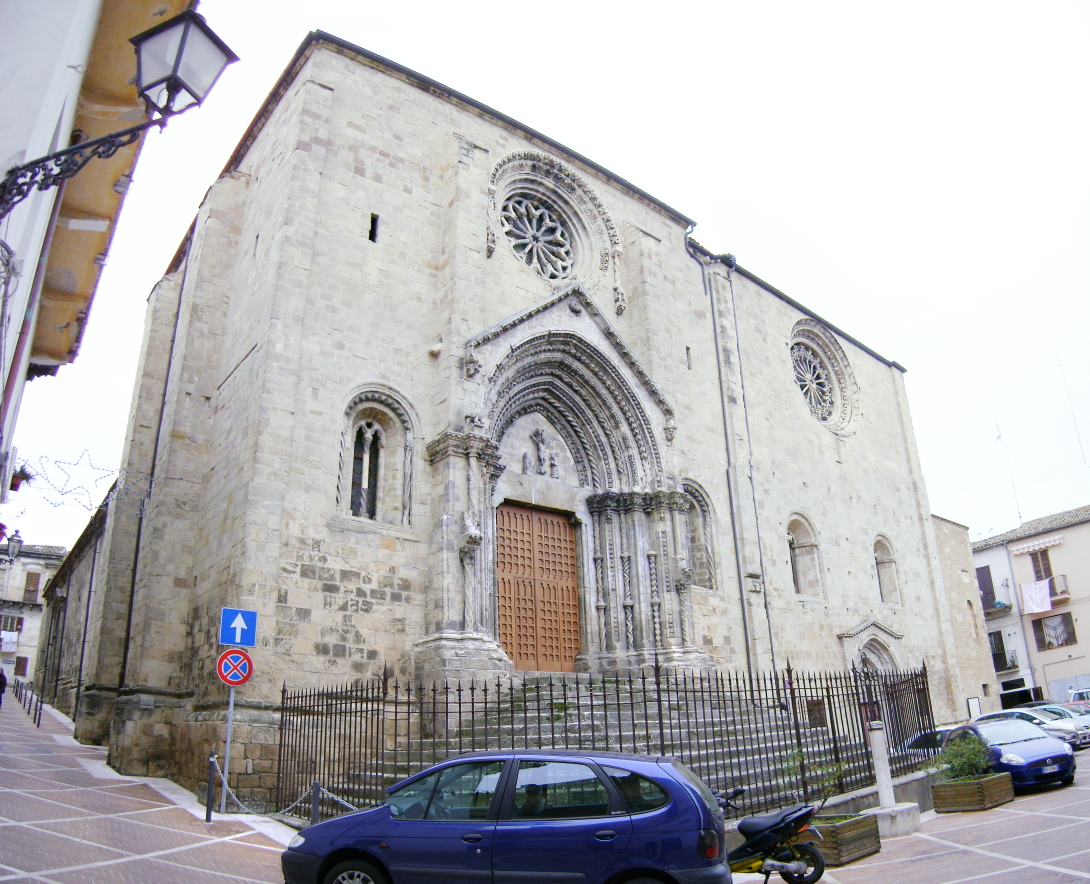
Facciata della chiesa di Santa Maria Maggiore a Lanciano, chiesa ex sede dell'arcipretura sotto controllo della diocesi di Chieti fino al 1570

Nel 1156 il conte Gualtieri, figlio di Boemondo di Frisa, condusse un acerrimo combattimento contro Roberto III di Loritello conte di Manoppello, che teneva sotto il suo controllo la città. Roberto fu scacciato, alla morte di Guglielmo II d'Altavilla Lanciano nel 1189 passò nel regio demanio, e successivamente sotto la dominazione sveva, ed ebbe come imperatore Enrico VI di Svevia, a cui nel 1197 succedette Federico II. Con l'introduzione di Lanciano nel nuovo giustizierato del Regno avvenne la divisione in province, e così la città nel 1273 per volere di Carlo I d'Angiò passò nella provincia d'Abruzzo Citeriore, con capoluogo Chieti e città principali di Lanciano, Ortona e Vasto, mentre il giustizierato veniva diviso in altri due Abruzzi, quello Ultra I, con capoluogo Teramo e città di Penne, Atri e Città Sant'Angelo, e Ultra II con capoluogo L'Aquila e città di Sulmona e Avezzano. Il confine dei due Abruzzi era delimitato dalla foce del Pescara presso il porto di Aterno.
Ben presto Lanciano divenne la seconda città dell'Abruzzo Citeriore per importanza politica e commerciale, divenendo "città demaniale". Infatti essa ricevette i benefici del sovrano di Sicilia Federico II e attrasse in occasione delle fiere annuali numerosi forestieri e mercanti. Il prestigio di Lanciano iniziò anche a minare l'equilibrio diplomatico con la vicina Ortona, anch'essa con una lunga storia di tradizione commerciale, e l'acutizzarsi delle dispute qualche secolo più avanti sfoceranno in una vera e propria guerra. Manfredi di Svevia confermò i privilegi di Federico, compresa la demanialità, e durante l'intera dominazione sveva Lanciano rimase libera, non asservita a un signore, e direttamente soggetta alla corona. Durante la dominazione sveva, Lanciano fu florida anche dal punto di vista dell'urbanistica, perché già dalla fine del governo di Malmozzetto, si erano andati costituendo i nuclei di Civitanova presso un'area boschiva del Colle Selva, attorno alla chiesa di Santa Maria Maggiore, mentre l'abitato franco-longobardo del Borgo sul Colle Pietroso, si estese sempre di più, fino ad occupare una vasta area collinare dove si trovavano soltanto la chiesa di San Legonziano, dal XIII secolo monastero di San Francesco, e il vecchio tempio di Giunone, dove nel 1259 venne eretta la chiesa di Santa Lucia.

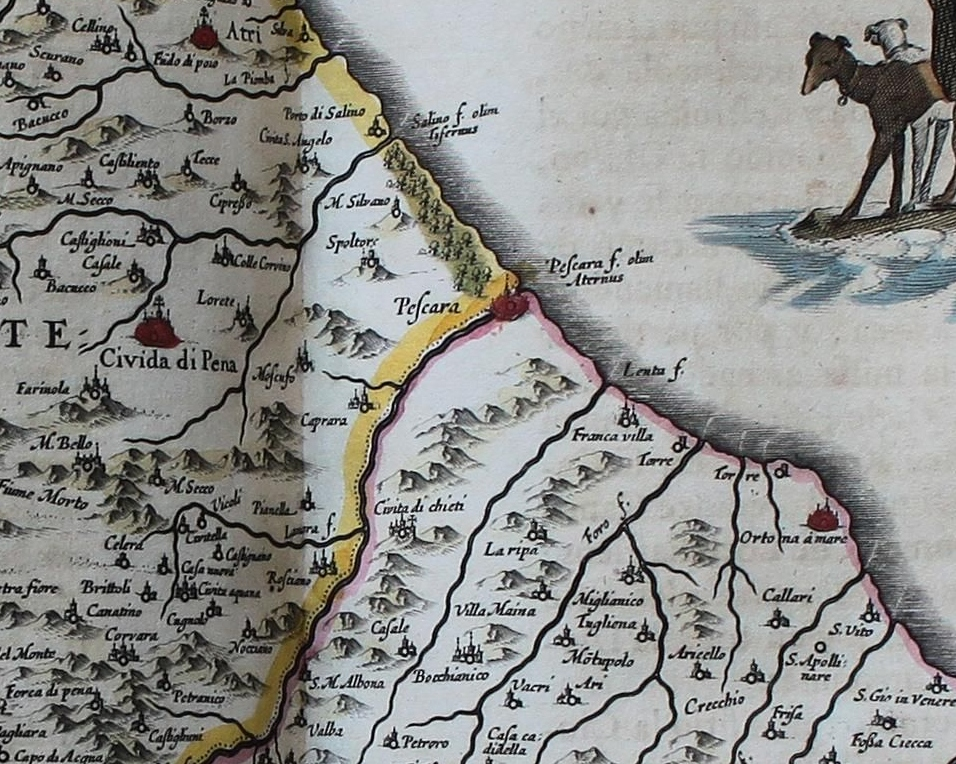
Abruzzo Citra e Ultra I, con in vista lo sbocco del fiume Aterno sul porto di Pescara

Lanciano non fu coinvolta nelle vicende di potere di Manfredi e Corradino, sconfitto nel 1268 a Tagliacozzo. Nel 1273 l'Abruzzo fu governato da un solo giustiziere per vent'anni, secondo il volere di Carlo I d'Angiò, e scorporato in due tronconi: Citra e Ultra, con confine il fiume Pescara. Nel nuovo governo dell'Abruzzo Citeriore, il magistrato incaricato di governare, prese dimora anche a Lanciano. Nel centro storico presero dimora anche gli ebrei provenienti da Napoli nel XII secolo, cacciati da Roberto di Loritello nel 1156 dalla Sacca, e successivamente riammessi.

### Pescara tra Svevi e Angioini
Pescara non rientrò nelle mire espansioniste di Federico II, il quale non provvide nemmeno a riedificarne l'antico castello normanno con le mura di cinta Fatto complice del luogo putrido dell'antica Aterno, quasi completamente spopolata e dotata solo di guardie e marinai, è anche la frequente incursione piratesca sulla costa adriatica, problema che Pescara ebbe sino al XVI secolo.

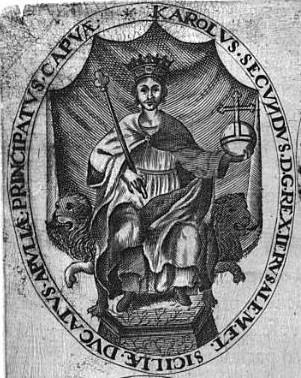
Carlo II d'Angiò nel 1304 concesse la demanialità a Lanciano, e istituì la figura del mastrogiurato per le feste

Il primo signore di Pescara, sotto il potere degli Angiò fu Sordello da Goito di Mantova, poeta del sirventese citato anche da Dante Alighieri nel Purgatorio, dove si era rifugiato, e seguì Carlo I d'Angiò nella sua lotta contro Manfredi, e Sordello fu ricompensato con alcuni feudi in Abruzzo, tra cui Civitaquana, Palena e Monteodorisio. Sordello morì nel 1269 senza potersi godere il feudo pescarese, che tornò al regio demanio. Con i pagamenti dei tributi, il governo comprò due galee e un galeone per pattugliare l'Adriatico e impedire gli assalti dei pirati, a cui Pescara era spesso soggetta. Come praticato già al tempo dei Romani, il commercio del sale attraverso il fiume Aterno era molto redditizio, e gli Angioini sfruttarono questa risorsa, per continuare a rifornire l'Abruzzo e anche Roma del sale marino pescarese. Uno strumento notarile infatti cita la riparazione del palazzo del fondaco nel 1270, mentre da mappe medievali, e poi sei-settecentesche, si sa che esisteva addirittura una "Porta Salaria" per il passaggio delle barche, porta ricostruita poi con la fortezza spagnola, dunque si testimonia che il porto, benché ancora piccolo, fosse un dinamico scalo commerciale.
In quel tempo di aperse anche una controversia contro Chieti per il passaggio delle merci via terra, e due volte dovette intervenire Roberto d'Angiò. Nel 1314 Pescara fu concessa in feudo a Tommaso Stendardo, e questo non fece che aumentare i prelievi delle tasse, poiché il porto già doveva versare le tasse alla proprietaria abbazia di San Giovanni in Venere, che reclamava il pedaggio per il traffico delle merci.

## L'Aquila: dalla rifondazione al gran commercio

### La distruzione di Manfredi nel 1259
Con la morte di Corrado nel 1254, Manfredi assunse la reggenza del regno, il quale si scontrò con papa Innocenzo IV per il dominio temporale del Regno di Sicilia. A Innocenzo succedette papa Alessandro IV, che aveva rapporti con la diocesi di Forcona, e si impegnò a fondare un partito guelfo in Aquila, promuovendo una campagna bellica contro Manfredi, in una lettera al popolo del 1256, e in un'altra dell'anno successivo, quando venne trasferita da Forcona la cattedra episcopale nella nuova cattedrale della città. Interessante notare come in queste lettere la città veniva chiamata "Communi Aquilano". Manfredi nel 1258 si fece eleggere a Palermo re di Sicilia, e rafforzò la sua campagna di compressione delle autonomie concesse dai suoi predecessori. Buccio commenta:
(Buccio di Ranallo, Cronaca rimata, XXIV-XXV)

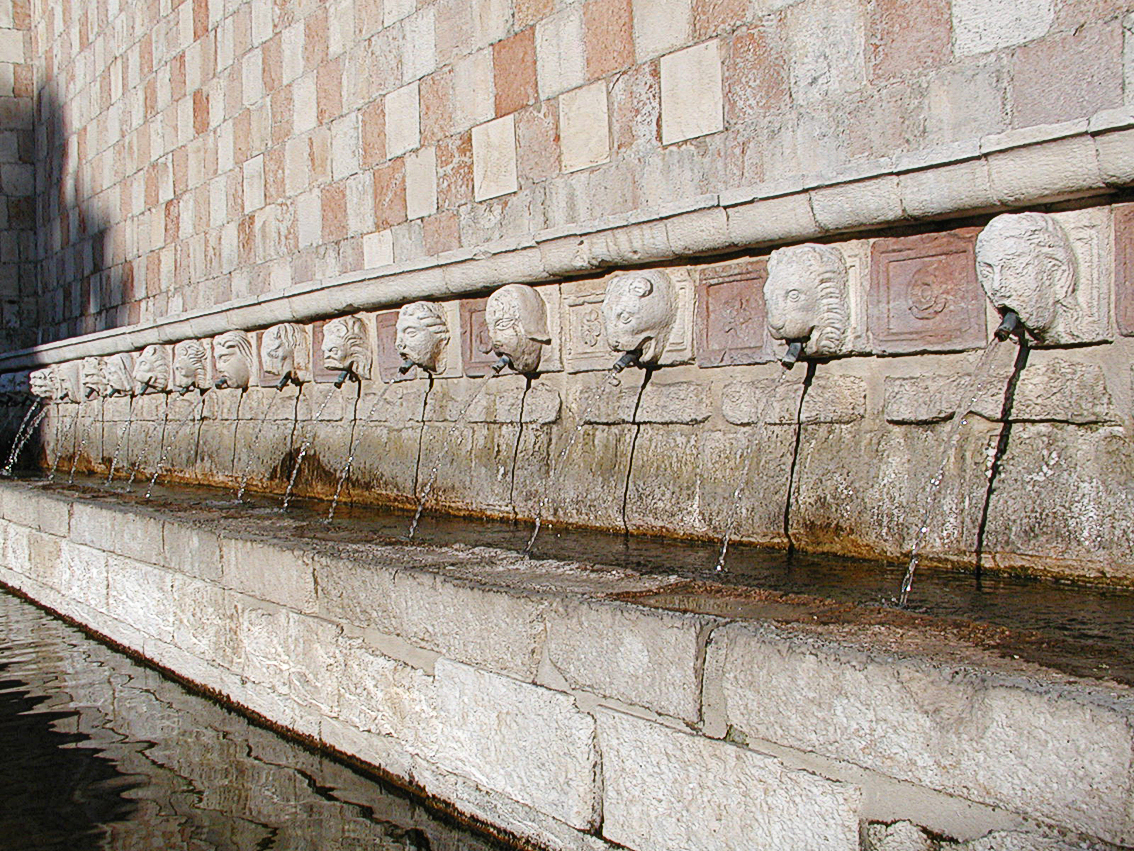
La fontana delle 99 cannelle, che simboleggia il mito della nuova fondazione del 1265

L'Aquila appoggiò il partito opposto a quello di Manfredi, prediligendo l'interesse della Chiesa di offrire la corona del Regno di Sicilia a Enrico III d'Inghilterra. Per questo fu presto raggiunta dalle truppe dello Svevo nel 1259, le mura furono presto abbattute, dato che la città non era stata ancora completata nella costruzione, e i cittadini dispersi tornarono ai loro castelli di origine.

### Partecipazione alla battaglia di Tagliacozzo degli aquilani
In seguito al disastro, Carlo I dopo la sconfitta di Manfredi a Benevento nel 1266, ricevette anche un'ambasciata dei popolani, al che il sovrano rispose, secondo Buccio il re ascoltò sia il partito dei villici che volevano ricostruire la città, che quello dei baroni fermamente opposto a tale scelta, i quali cercarono di corrompere il re anche con dell'oro, ma Carlo rispose secondo Buccio: Refayte l'Aquila ché io vollio in veritate! La moneta promessa per termene portate. La città dunque venne ricostruita, anche se durante l'edificazione si ebbero delle controversie, perché nel frattempo la diocesi forconese era stata assorbita dalla diocesi di Rieti, e sarebbe stato assurdo avere una città con due sedi vescovili. Infatti il papa Clemente IV si pose contro la ricostruzione, appoggiando la causa dei baroni feudatari, poiché il territorio oltretutto si trovava nello Stato della Chiesa, compresa Rieti. Carlo tuttavia non tenne in considerazione le lamentele, e spinse fortemente per la ricostruzione. Nella Cronaca di Buccio si fa riferimento anche alla battaglia di Tagliacozzo nei Piani Palentini, quando il re Carlo chiese aiuto agli aquilani contro Corradino di Svevia.
Gli aquilani intervennero per ingraziarsi il re e per evitare un ritorno svevo, anche perché qualche anno prima si erano verificati disordini con la "liberazione" degli schiavi, rallentata dai baroni e da Rambotto, il loro rappresentante che fu ucciso dagli schiavi stessi, e dall'abbattimento incontrollato delle rocche nel territorio della conca. La vittoria a Tagliacozzo di Carlo giovò molto alla città, con l'afflusso sempre più cospicuo di cittadini dai vari borghi circostanti e l'avvio di un florido mercato con traffici commerciali lungo le principali vie dei tratturi.
Nonostante nei primi anni della ricostruzione fu massiccio l'afflusso dei villici, i baroni dei castelli ricostruirono le rocche, anche alle pendici del Gran Sasso d'Italia presso Assergi, il Vasto e Genca, per contrastare il flusso. In quest'epoca figurò il tribuno della plebe Niccolò dell'Isola, che prese dure posizioni contro le baronie dei castelli.
(Buccio di Ranallo, Cronaca rimata)
L'indignazione di Carlo II crebbe, che mandò il figlio Carlo Martello con l'incaricò di uccidere Niccolò, che infatti morirà avvelenato in circostanze misteriose. Dopo i funerali celebrati con commossa partecipazione popolare, scoppiò una guerra intestina tra i castellani, specialmente tra Paganica e Bazzano per i domini del quartiere di Santa Giusta e del contado orientale alle pendici del Gran Sasso, ritenuto più proficuo, dato che vi si coltivava anche lo zafferano. Paganica fu sconfitta (1293), i castellani anche dentro le mura, nel locale del Quarto Santa Maria, furono cacciati. Ma nel 1294 con l'elezione pontificia di Celestino V, fu accordata una pace generale, e i paganichesi poterono ritornare.

## Il Collegio delle nobili Arti all'Aquila, la morte di Lalle Camponeschi

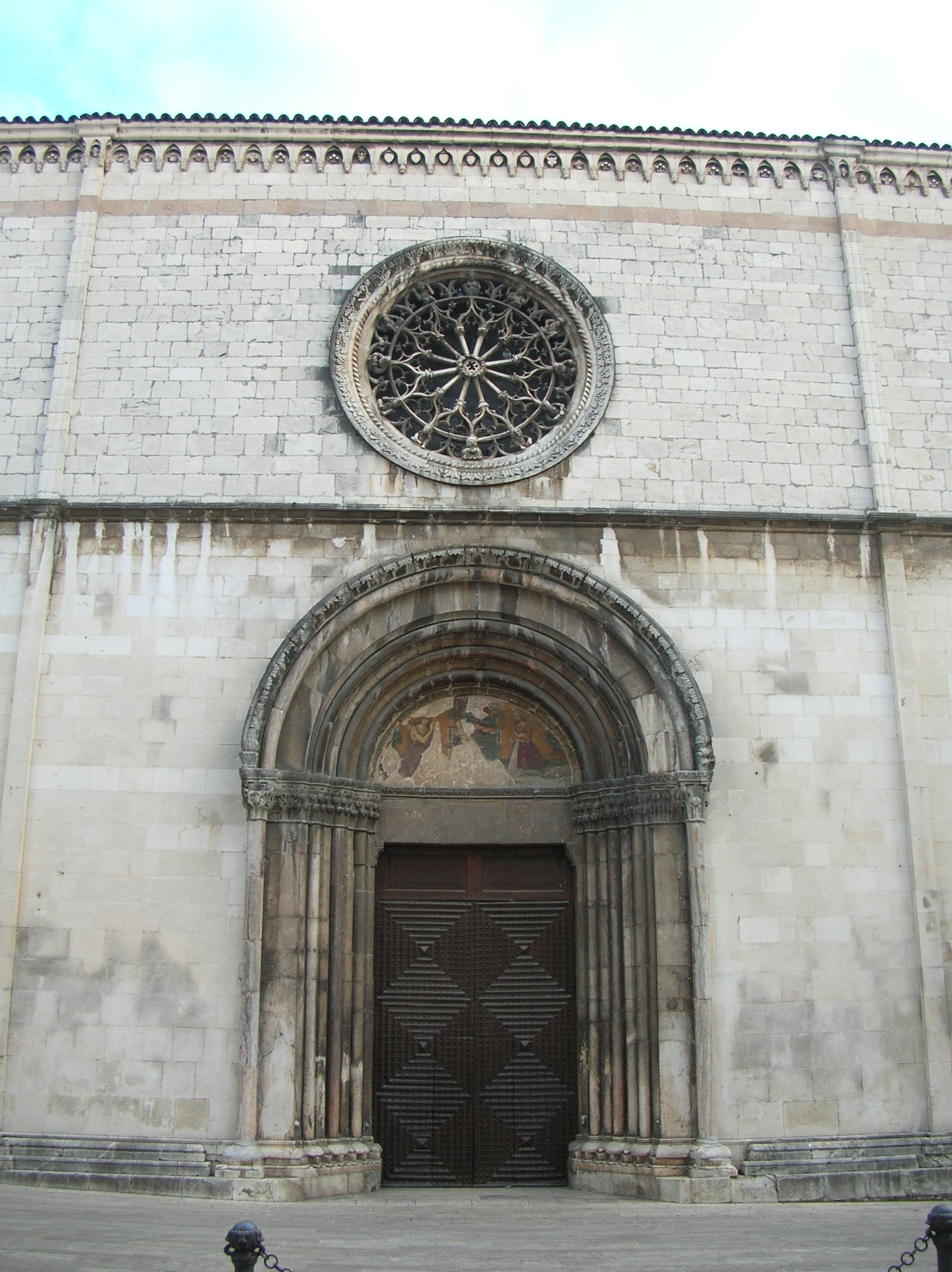
Facciata della chiesa di Santa Giusta, nell'aspetto tardo romanico del dopo-sisma 1349

Per quanto riguarda i commerci i le Arti, queste ultime erano sorte già prima del 1331, come scrive Buccio di Ranallo, poiché le cita nel momento della traslazione del corpo di Celestino V a Collemaggio: Tutte le Arti annarovi, chiascuna con gran gente / Ciascheduna Arte fé ad Santo Pietro presente. Nel 1355 Aquila si dette un reggimento delle Arti simile a quelle degli altri comuni. In quest'epoca in città scoppia anche una lotta commerciale tra i borghesi commercianti e i nobili possidenti, che video coinvolta la famiglia Camponeschi e Filippo da Taranto, dove l'elemento che fece esplodere la guerra fu un tentato ritorno nostalgico al feudalesimo. Le famiglie che si scontrarono furono i Pretatti e i Camponeschi, i primi esponenti del vecchio feudalesimo e molto vicini al governo di Napoli, gli ultimi promotori della nuova politica "comunale", e amati dai ceti meno abbienti. I Camponeschi del Quarto di Santa Maria, rappresentato dal ceto alto borghese e nobiliare, specialmente nella persona di Lalle I, promossero il libro commercio, lo sviluppo delle arti, della cultura, insomma di una politica che mirava a integrare il concetto di città-territorio.
Lalle Maggiore, approfittando di una guerra di successione tra famiglie, scatenò gravi faide tra guelfi e ghibellini anche all'Aquila, scontrandosi contro i Pretatti, ceto medio dell'opposto Quarto San Pietro, che era caro alla corona di Napoli, e che favoriva i populares del contado aquilano, nel momento in cui fu assassinato Andrea di Carloberto d'Ungheria, marito di Giovanna I di Napoli, e nipote di Roberto I d'Angiò. Il matrimonio con Giovanna era stato celebrato nel 1345, ma Andrea venne ucciso dalla moglie, scatenando l'ira del fratello Ludovico, anche perché Giovanna s'era sposata nuovamente con Ludovico di Taranto, figlio di Filippo, Lalle Camponeschi, nelle lotte di Tarantino e dell'Ungaro, parteggiò per quest'ultimo, anche perché sperava di bloccare un ritorno al potere dei Pretatti. Nel 1347 Ludovico d'Ungheria passò in città, e Lalle credette di veder definitivamente consolidata la sua presenza al potere cittadino, poiché venne nominato Conestabile del Regno e comandante delle milizie, e seguì Ludovico a Napoli Con il successivo accomodamento dell'Ungaro con Giovanna di Napoli, venne nominato Filippo di Taranto governatore degli Abruzzi, che permise il rientro in città dei Pretatti. Camponeschi, comportandosi similmente come Cola di Rienzo, sollevò i populares contro la famiglia rappresentante della vecchia tirannia feudale, e nella città si susseguono numerosi scontri, con l'incendio e la distruzione del Palazzo del Capitano. Filippo acquartierò l'esercito alle porte della città, ma poi decise di tornare a Napoli, seguito da Lalle, il quale tentò una pacificazione. Buccio scrisse:
(Buccio di Ranallo)
La cattura e l'uccisione di Pietro Primo suscitò indignazione tra i cittadini tanto che il palazzo venne nuovamente assaltato, il capitano regio costretto alla fuga. Dopo la rivolta però gli aquilani subirono la vendetta della Corona di Napoli, con il ritorno dei Pretatti, e il rischio della perdita della demanialità. Buccio descrive che venne istituito in città un consiglio straordinario di 68 magistrati, che avrebbero amministrato la cosa pubblica, questi Sessantotto inviarono ambascerie di pace a Filippo, fecero rientrare il capitano, e mandarono altri legati ai sovrani di Napoli. Il sovrano angioino, per l'amore del suo avo Carlo che rifondò la città, concesse il perdono e nuovi benefici, come il diploma di Giovanna del 22 ottobre 1371, dove si concedeva la libertà d'elezione dei rappresentanti delle Arti. Tuttavia questa carta non concedeva la piena libertà, poiché ogni due anni occorreva rieleggere i rappresentanti, impedendo così la costituzione di vere e proprie dinastie economiche, come volevano gli aquilani; ad esempio nel 1368 Giovanna rifiutò una proposta dei cittadini di aumentare i membri del consiglio comunale a 100 uomini, ripartiti tra i maggiori esponenti dei quattro quartieri, ristabilendo semplicemente gli antichi privilegi concessi di Carlo I e II, di città demaniale esente dalla tassazione reale, ma soprattutto l'ufficializzazione delle Arti come parte dell'organismo amministrativo della città, ripartite in precise categorie le une dalle altre. Il governo dei Sessantotto fu sciolto e rieletto un nuovo governo dei rappresentanti artigiani e commercianti delle Arti, sotto la giurisdizione del Capitano regio.

## L'Abruzzo nel Trecento

### L'apogeo dei commerci di Lanciano, la guerra con Ortona

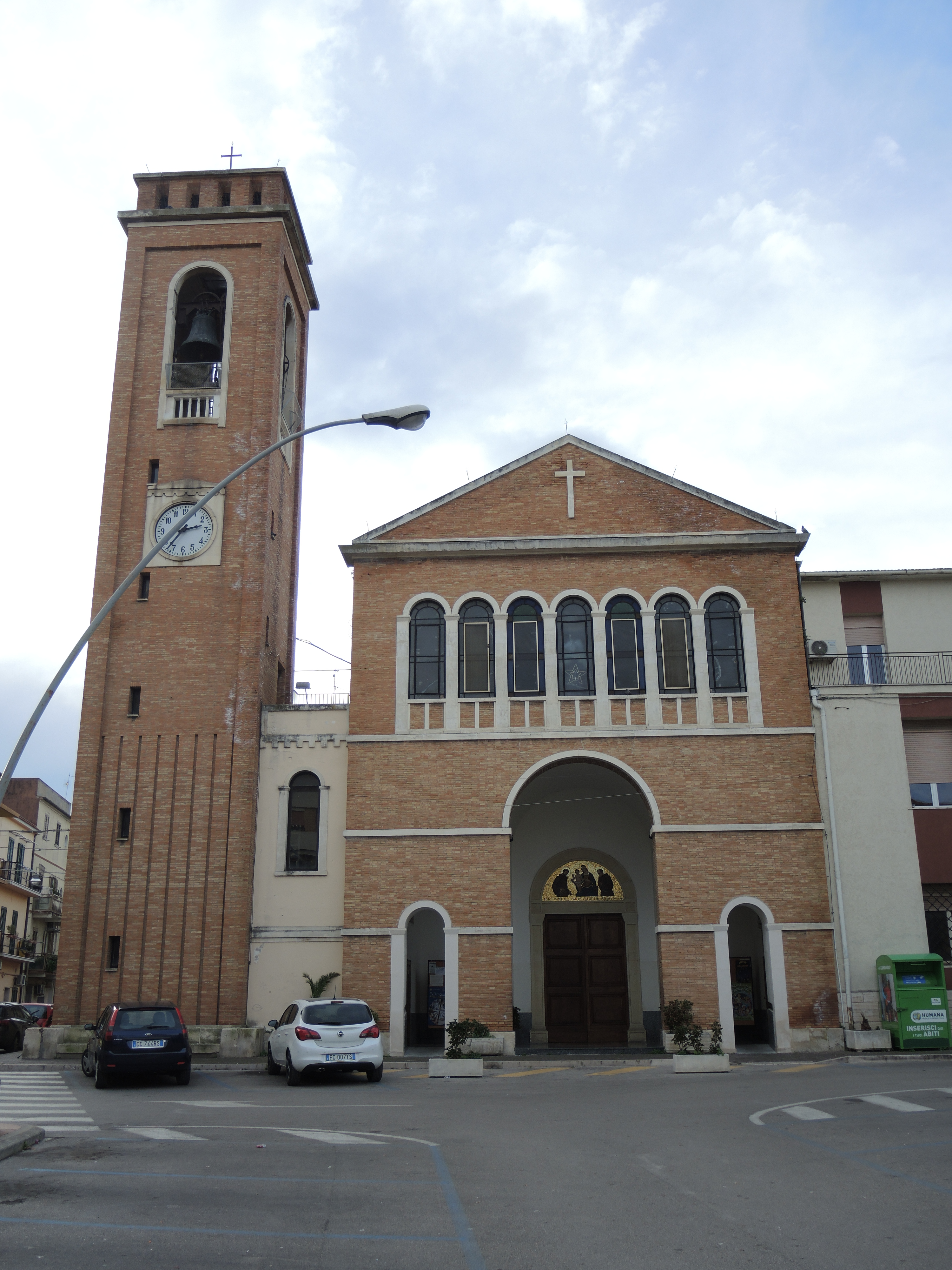
Chiesa della Madonna delle Grazie a Ortona, fondata in merito alle clausole del lodo di pace tra Lanciano e Ortona del 1427. La chiesa oggi si presenta in una veste moderna a causa delle distruzioni della second aguerra mondiale

Lanciano, nel periodo di transizione tra Svevi e Angioini, perse la storica demanialità municipale guadagnata per breve tempo con Carlo I, venendo infeudata a Landolfo di Cautenay nel 1269, e alla sua morte gli succedette Matilde, che nel 1279 delegò il governo a Giovanni Di Montanson e Roberto De Mese. Matilde poi si sposò con Filippo di Fiandra, detto anche Conte di Loritello perché stabilì il potere nel paese attuale di Rotello in Molise.
Lanciano fu direttamente governata da Filippo, ricadendo in una pensosa situazione simile a quella di Malmozzetto, tanto che i lancianesi si ribellarono, chiedendo nel 1302 a Carlo II d'Angiò di cambiare signore. Carlo II concesse l'indulto per i disordini scoppiati nel momento di cacciare Filippo, e nel 1304 venne istituita la carica del "mastrogiurato", che aveva il compito di amministrare la città nei periodi di festa.. Sotto il successore di Carlo, Roberto I d'Angiò, Lanciano trascorse un sereno periodo economico, e venne confermati dei privilegi compreso la demanialità statale, e sorsero le prime idee di allargarsi commercialmente anche presso lo scalo fluviale d San Vito Chietino, perché il feudo non era più dell'abbazia di San Giovanni in Venere. Nel frattempo il governo passò a Giovanna I di Napoli, sposatasi in seconde nozze con Luigi Principe di Taranto, vennero confermati i privilegi, tanto che Lanciano raggiungendo i 6 000 abitanti, divenne una delle città più grandi d'Abruzzo. In questo periodo relativamente felice per la città, iniziarono i primi dissapori con la storica rivale Ortona.
Il momento dello scoppio della guerra tra Lanciano rappresenta un momento particolare della storia d'Abruzzo, nella branca delle speculazioni economiche, che finivano per coinvolgere direttamente anche la politica dei vari signori della zona. Infatti agli albori della lotta commerciale vennero coinvolte anche le famiglie dei Quatrario di Sulmona, esiliati nella città, e i patrizi di Chieti, da anni ostili allo sviluppo economico lancianese. Si narra che la storia rivalità tra Lanciano e Ortona fosse nata il 4 ottobre 1250, quando venne incendiata una nave lancianese nel porto di Ortona. Gli ortonesi, dato che Lanciano allora non aveva ancora un sbocco marino, aumentarono le tasse per far usufruire i lancianesi del porto, fino a rispedire, con l'acuirsi della rabbia, le navi mercantili straniere che dovevano raggiungere Lanciano per le grandi fiere.
Quando Alfonso d'Aragona ebbe intenzione di entrare nelle grazie di Giovanna II di Napoli per prendere il possesso della Corona, avendo fatto nominare dalla regina il capitano Braccio da Montone "gran connestabile degli Abruzzi", i lancianesi si accordarono con Alfonso affinché il 23 gennaio 1421 ottenessero il nuovo permesso di costruire il porto di San Vito. Ortona reagì incendiando ancora le navi lancianesi, costoro catturarono un gruppo di ortonesi per risposta. La battaglia avvenne sul fiume Feltrino, i lancianesi respinsero i soldati e fecero dei prigionieri, su cui si vendicarono barbaramente, mutilandoli dei nasi e delle orecchie, con cui fabbricarono una colonna infame, per la cui calcina usarono anche il sangue dei prigionieri trucidati, posta sul portico della Zecca, alla fine del Corso Roma.
Gli ortonesi risposero, attaccando direttamente il porto di San Vito come una banda di pirati, facendo dei prigionieri, e la situazione di guerra era diventata talmente insostenibile, che Alfonso convocò nel 1423 a Napoli i sindaci delle due città per evitare una vera carneficina. Nel frattempo la guerra continuava lungo l'Adriatico, e dovette intervenire il frate San Giovanni da Capestrano, che giunse a Lanciano il 6 dicembre 1426, e mandò un suo confratello a Ortona, per stipulare il trattato di pace. Nel 1427 ci fu il famoso "lodo" di Giovanni di Capestrano, ratificato il 17 febbraio nella Cattedrale di San Tommaso Apostolo a Ortona, e si decise che, in base alla concessione del feudo di San Vito dall'abate di San Giovanni in Venere, i lancianesi avrebbero avuto l'autorizzazione di edificare finalmente il porto.

### Il terremoto dell'Aquila del 1349

Facciata tardo romanica della Basilica di Santa Maria di Collemaggio: l'aspetto è quello della ricostruzione dopo il terremoto del 1349

Questo terremoto è il primo sufficientemente documentato, che sconvolse la neonata città d'Abruzzo dell'Aquila, e fu l'ultimo di una serie di scosse che colpirono L'Aquila e il resto dell'Abruzzo peligno-marsicano già dal 1315, che come registra Buccio di Ranallo. La magnitudo di questo terremoto sarebbe stata di 5,5 gradi della scala Richter, ma non ci furono particolari danni. Nel 1348 e nel 1349 una serie di terremoti con epicentro all'Aquila e nell'alto Molise oppure nella catena del Sirente-Velino misero in ginocchio la città, con una magnitudo di 6,5 della scala Richter. La devastazione del terremoto all'Aquila si verificò, seguendo anche la Cronaca di Buccio di Ranallo, tra il 9 e il 10 settembre, venne annotata anche dal poeta Giovanni Quatrario da Sulmona, che parlava della devastazione verificatasi anche nella sua città di Sulmona, e della crisi del commercio, avvenuta già anni prima, aggravata pure dalla peste nera. Il terremoto dovette colpire la città e il territorio aquilano in maniera abbastanza seria, anche se oggi, con i grandi restauri gotici della metà del Trecento, e del dopo sisma 1456 non è possibile comprendere cosa andò distrutto e cosa conservato. La cronaca di Buccio di Ranallo, testimone oculare di quegli eventi, nonostante la tipica enfasi dell'autore, testimonia chiaramente la devastazione della città aquilana. Lo storico Matteo Villani di Firenze testimonia nella Nuova cronica: «La città dell'Aquila ne fu quasi distrutta, che tutte le chiese e grandi dificj della città caddono con grande mortalità d'huomini e di femmine; [...] ed erano sì grandi (le scosse) che in piana terra era fatica all'uomo di potersi tenere in piedi.»

### Pescara dal Trecento al Quattrocento
Nel 1349, 1363 e 1384 vennero emanati dei diplomi che esentavano la città dal pagamento delle tasse, visto il clima senz'altro precario in cui viveva il porto a causa di allagamenti, paludi che scatenavano epidemie di malaria, e attacchi turchi dal mare. Nell'ottobre del 1380 Rinaldo Orsini (figlio primogenito di Orso, signore di Vicovaro e Tagliacozzo, e di Isabella Savelli) acquistò per 40.000 ducati il feudo di Pescara da Giovanna I di Napoli; nel 1384 il feudo venne concesso da Carlo III di Napoli a Corrado di Pagano.. Nel caos politico cagionato delle lotte che vedevano contrapporsi Ladislao I di Napoli e Luigi II d'Angiò Pescara venne prima infeudata (nel 1390) a Luigi di Savoia (per volere di Luigi d'Angiò), per poi passare a Francesco del Borgo, detto Cecco, vicario di Ladislao, rimasto signore di Pescara fino al 1409. Francesco del Borgo fu colui che con il Caldora, prima di Carlo V rinforzò le mura del bastione (via dei Bastioni), con la costruzione di nuove torri di vedetta. Alla sua morte Pescara tornò nel regio demanio, assegnato da Giovanna II nel 1419 a Francesco Riccardi di Ortona, poco dopo si trovò negli scontri tra Alfonso I di Napoli e Renato d'Angiò per la conquista del trono partenopeo. Il capitano Jacopo Caldora nel 1439 s'impadronì del fortino di Pescara, insieme ai feudi di Ortona e Vasto, ricostruendo i castelli. Alla morte del Caldora nel 1443 e alla rovina del figlio Antonio, Alfonso d'Aragona nominò marchese di Pescara Berardo Gaspare d'Aquino, il quale nel 1460 per breve tempo lo concesse ancora ad Antonio Caldora, figlio di Jacopo, salvo poi confiscarglielo definitivamente.

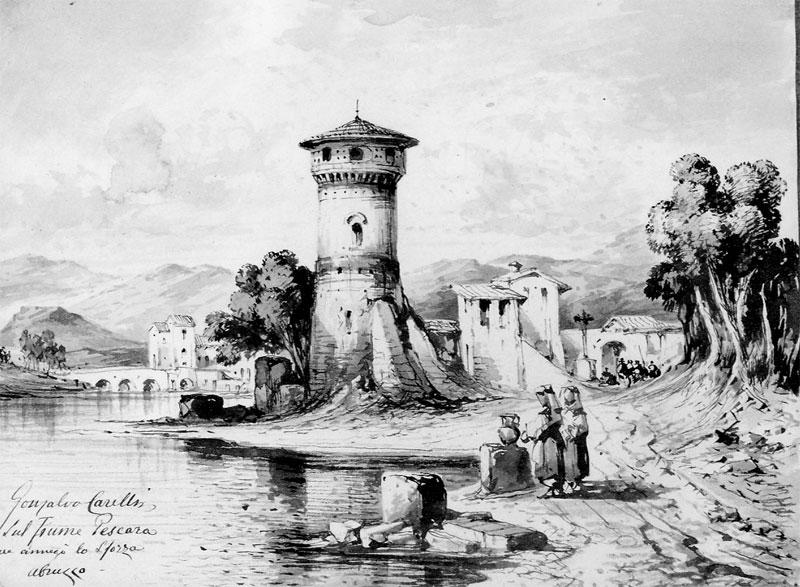
Ricostruzione di Consalvo Carelli di Pescara nel 1424

Quando Giovanni d'Angiò, figlio di Renato, scatenò una guerra contro gli Aragona, l'università di Chieti approfittò della debolezza di Berardo d'Aquino per richiedere Pescara, per mezzo di Matteo di Capua, viceré in Abruzzo di Ferrante d'Aragona. Il viceré acconsentì, dichiarando decaduto il feudo di Berardo, e la signoria di Chieti su Pescara durò sino al 1528, insieme ad altri castelli: Montesilvano Colle, Spoltore e Cepagatti. Fattore di golosità di Chieti per il piccolo paese fortezza era soprattutto il porto, per le sue rendite dei traffici, per le gabelle sul transito del ponte, quelle sulla pesca, sul traffico del sale e degli armenti, e approfittando del fatto che il paese fosse quasi disabitato per la malaria, fu per la città teatina un vero affare. Nel 1482 Pescara fu pesantemente danneggiata dalle milizie veneziane, in un attacco dimostrativo contro le pretese aragonesi al Ducato di Milano, poiché Pescara era ritenuta un posto strategico, al confine tra i due Abruzzi. Anche Ortona infatti subì lo stesso trattamento. Pescara, dal momento dell'estrema decadenza alla rinascita spagnola, venne conquistata da Carlo VIII di Francia per breve tempo nel 1504, quando i francesi discesero in Abruzzo, e la fortezza presa a cannonate. Di qui la necessità, quando la città passerà al dominio spagnolo di Carlo V, di ricostruire la fortezza.

## Il Quattrocento

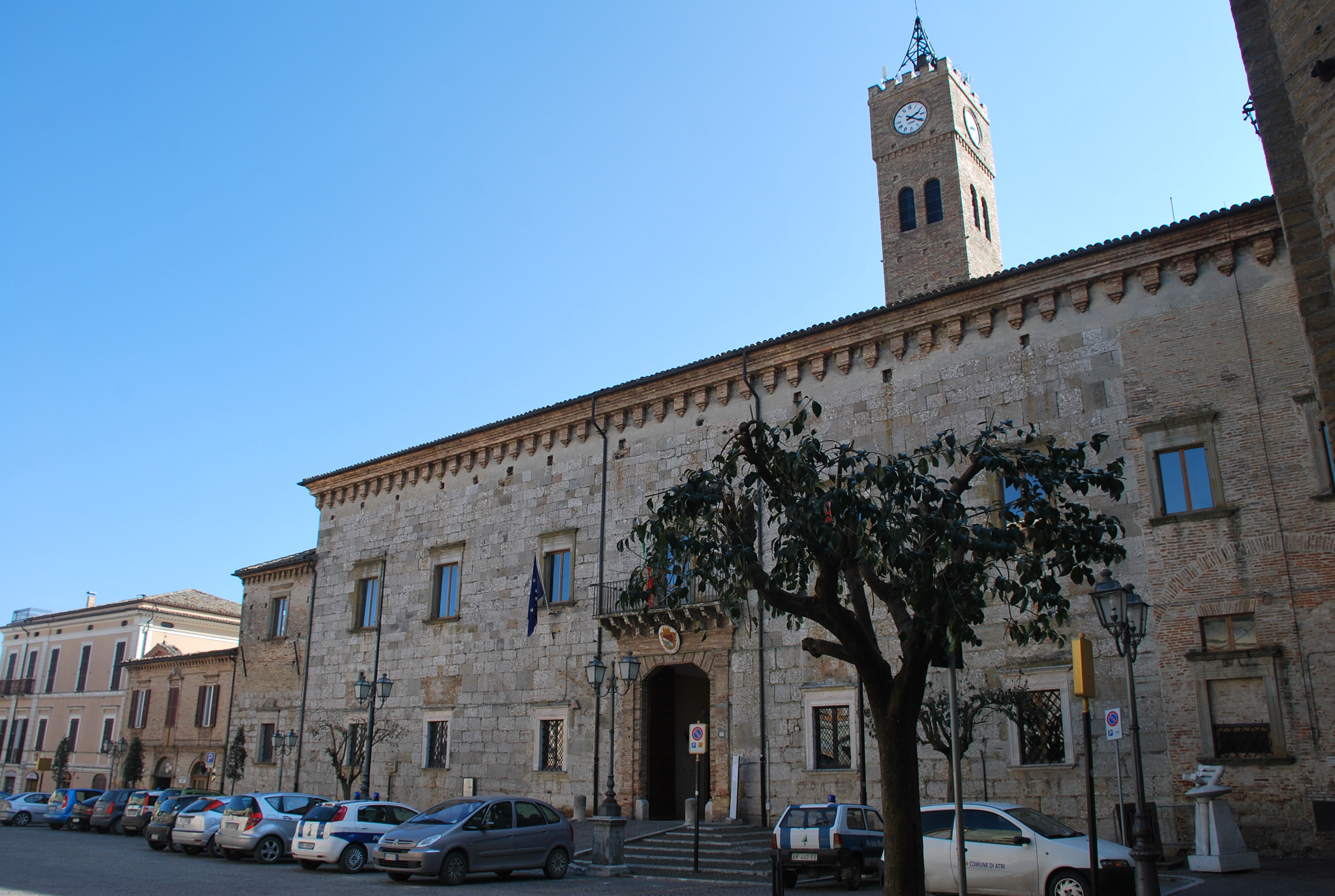
Palazzo Duchi Acquaviva ad Atri, oggi sede del municipio

Nel XV secolo l'Abruzzo fu interessato dalla guerra di successione al trono napoletano tra angioini e aragonesi, che causò gravi conseguenze in particolare all'Aquila e a Sulmona, e dai terremoti del 1456 e del 1461, che provocarono molti danni nelle due città. Inoltre ci furono conflitti di potere tra alcune famiglie, come quello tra i Melatino e i Della Valle a Teramo.
Nonostante ciò, il Quattrocento rimane un periodo importante per la regione, che vide l'arrivo del Rinascimento nell'arte con il mecenatismo degli Acquaviva d'Aragona (che ebbero un proprio ducato all'interno del regno) ad Atri e a Giulianova, interamente costruita da Giuliantonio Acquaviva d'Aragona, e le nuove costruzioni all'Aquila, come la basilica di San Bernardino, massima espressione del Rinascimento abruzzese.

### La Marsica nel Quattrocento

#### Tramonto della Contea di Manoppello

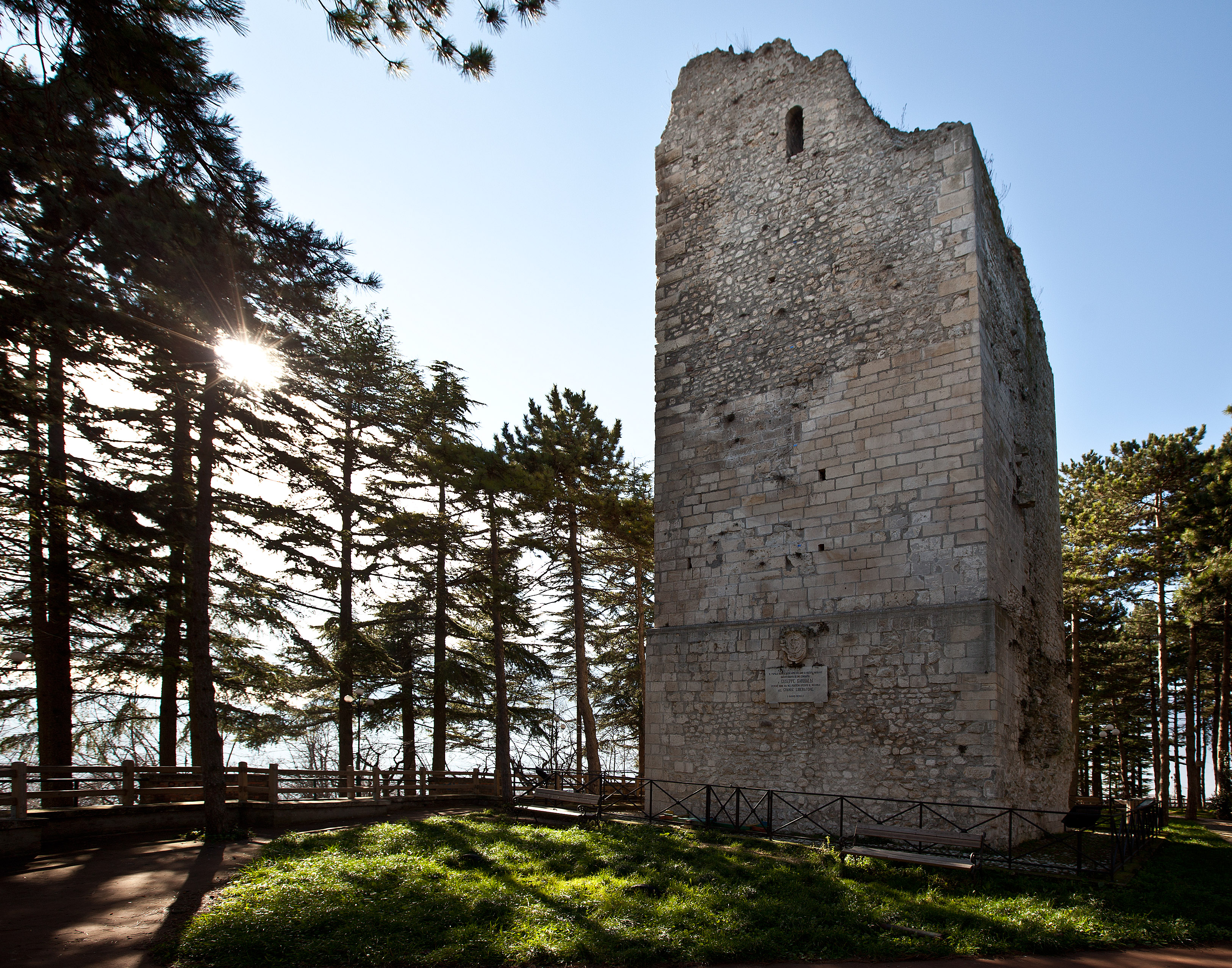
Torre Orsini di Guardiagrele, unico elemento superstite dell'antico castello

La famiglia romana Orsini comparve in Abruzzo con Orso di Bobone nel XII secolo, e penetrarono lentamente nel XIII secolo dalla Piana del Cavaliere di Carsoli, conquistando il Castello di Oricola, stabilendo successivamente la sede amministrativa della contea nel Palazzo ducale di Tagliacozzo, e infine con una serie di guerre e assedi, penetrarono sempre di più nella Marsica, verso il Fucino. La contessa Tommasa, unica figlia di Gualtiero di Pagliara, conte di Manoppello, sposò Simone, conte di Chieti. In seconde nozze sposò Oddone di Hohenburg conte di Chieti. In terze nozze sposò Giordano d'Agliano dal quale ebbe Filippa. Filippa sposò Goffredo di Milly, dal quale ebbe Filippa, sposata con Ugo di Sully. Dal matrimonio nacque Giovanni Gualtieri di Sully che sposò Tommasina di Sangro, che generò Ugolino e Maria. Maria di Sully sposò Napoleone Orsini intorno al 1340 e portò tutti i possedimenti e i titoli al casato degli Orsini. Napoleone acquisì molti territori d'Abruzzo, divenendo Conte di Manoppello, San Valentino in Abruzzo Citeriore e Palearia. Gli Orsini si stabilirono anche nella Marsica, divenendo signori di Avezzano e Tagliacozzo e poi a Pacentro e nel Lazio a Bracciano e Amatrice nel Circondario di Cittaducale. Napoleone morì nel 1369 e gli succedette Giovanni che morì nel 1383, e sua volta lasciò il titolo a Napoleone II. Nel 1405 gli Orsini acquisirono Manoppello Turri (oggi Turrivalignani), Lettomanoppello, Casale in Contrada (Casalincontrada), Roccamorice e Manerio. Questi feudi vennero venduti all'universitas di Chieti, negli anni seguenti, che accrebbero il potere della famiglia Valignani. Nel 1348 Niccolò Orsini di Pierpaolo, figlio di Napoleone III, era signore di Manoppello
Nel 1450 Orso Orsini, ultimo fratello di Giovanpaolo, divenne signore di Manoppello, e ricevette da re Alfonso d'Aragona la Valle Siciliana di Castelli e San Valentino d'Abruzzo Citra. La grande contea di Manoppello includeva anche i paesi di Roccamontepiano, Fara Filiorum Petri e Rapino. Nella seconda metà del Quattrocento gli Orsini, ritenuti ribelli, furono privati di questi feudi che passarono, come detto, ai Valignani. Pardo Orsini riconquistò i feudi che infine perse definitivamente con la discesa di Carlo VIII nel 1495. Gli rimase solo la Valle Siciliana e altre signorie del tutto irrilevanti per un saldo controllo territoriale. Nel 1523 rinunciò definitivamente anche alla Valle Siciliana e si mise al servizio di Francesco I di Francia, nella lotta tra il re e Carlo V di Spagna. Nel 1527 Manoppello, dopo essere stato ancora per poco sede degli Orsini, tornò nelle mani dei Colonna. Gli Orsini restarono Guardiagrele e poche altre signorie del contado. Camillo Pardo Orsini si ritirò a vita privata a Roma, dove infine morì nel 1553, e con lui si estinse il ramo di Manoppello..

#### Gli Orsini e i Colonna nella Marsica

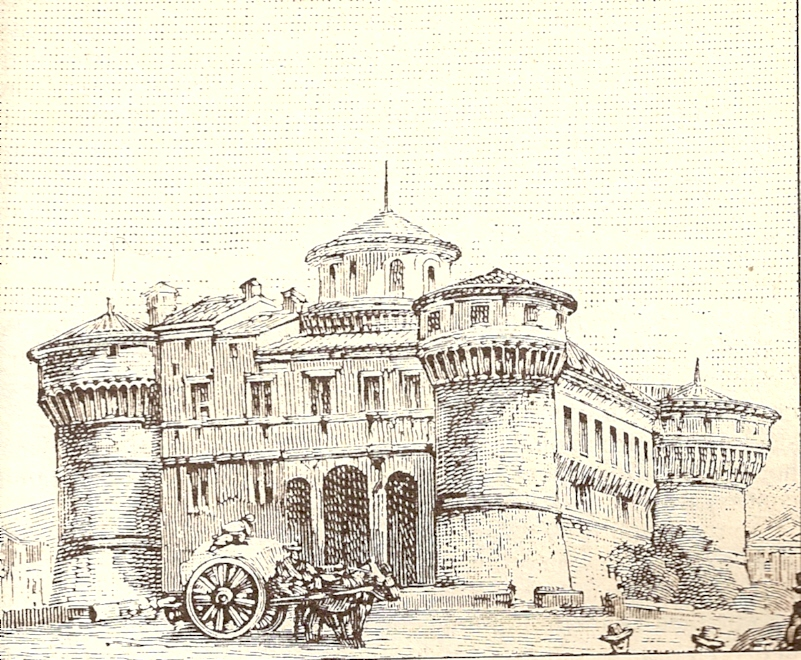
Disegno ottocentesco del Castello Orsini-Colonna di Avezzano

Nel XV secolo le contee marsicane sono teatro di lotta tra gli Orsini e i Colonna. Nella prima metà del '400 Giovanni Antonio Orsini Del Balzo divenne signore di Avezzano e delle contee di Albe e Tagliacozzo con tutte le aree fino ai confini storici con il Lazio segnati dalla Valle Roveto a sud e dalla Piana del Cavaliere a ovest. Con la conquista di Trasacco ebbero inizio gli scontri con i Colonna. Nel 1443 il re Alfonso V d'Aragona riconobbe il feudo proprietà degli Orsini, alla morte di Giovanni Antonio, non essendoci eredi, le due contee passarono al demanio regio per 5 anni. Salito al trono Ferdinando I di Napoli, dopo la metà del Quattrocento, confiscò i beni delle contee e vi pose un capitano con incarichi militari, politici e penali. Durante la congiura dei baroni, gli Orsini si schierarono dalla parte del re, mentre i Colonna rimasero neutrali, nella speranza di poter tornare al controllo della Marsica. La discesa di Giovanni II di Lorena nel 1459 fece in modo che la Marsica fosse teatro di continue rivolte, che ebbero fine grazie agli alleati di Napoli, tra cui Federico da Montefeltro, i quali cacciarono gli angioini e conquistarono Avezzano. Qualche anno più tardi, allontanato definitivamente il capitano Jacopo Piccinino, gli Orsini tornarono a regnare su Avezzano e Albe.
Quest'ultima contea però fu venduta a Fabrizio I Colonna, che necessitava di denaro per riconquistare Otranto dai turchi nel 1480. Re Ferdinando I alla luce dell'appoggio degli Orsini a Papa Sisto IV, nella guerra con Venezia contro Ferrara, espulse la famiglia dal regno, e donò Tagliacozzo ai Colonna. Solo dopo la costituzione della lega che comprese le due avversarie Napoli e Venezia, fu concesso agli Orsini di riprendere i loro territori nella Marsica. Giovanni Colonna non volle però cedere la rocca di Albe, cosicché gli Orsini devastarono i possedimenti campagna romana. Eletto Papa Innocenzo VIII, che appoggiò al contrario di Sisto IV i Colonna, la Marsica divenne nuovamente luogo di guerre, soprattutto per accaparrarsi la città di Avezzano, da sempre favorevole ai Colonna. Virginio Orsini invase la Marsica, Fabrizio Colonna fu accolto con entusiasmo invece da Albe, che dopo la pace del 1486 tornò agli Orsini. La politica cosiddetta "guerrafondaia" degli Orsini non fu accettata dalla contea di Albe, nel 1490 Gentile Virginio Orsini trasformò il castello di Avezzano, inglobando la torre medievale del XII secolo. La configurazione in rocca rinascimentale del maniero si deve a Marcantonio Colonna, che nella seconda metà del Cinquecento prese pieno possesso della città e delle terre marsicane.

#### I Piccolomini di Celano

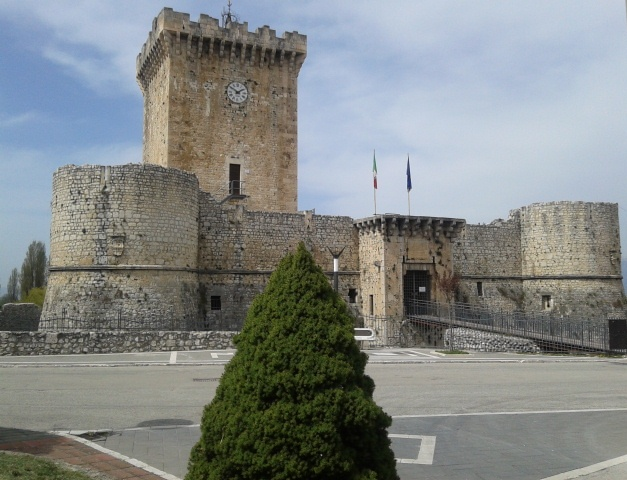
Il castello Piccolomini di Ortucchio

Per quanto riguarda l'altra famiglia avversaria degli Orsini e degli storici Berardi di Celano, i Piccolomini di Napoli, l'ingresso al potere nella Marsica conquistando l'ex contea di Celano avvenne nella metà del XV secolo. Il conte Antonio Piccolomini, duca di Amalfi dal 1461 avendo sposato Maria d'Aragona, figlia del re Ferdinando I, fu capostipite del casato Piccolomini-D'Aragona nel Regno di Napoli, che tenne il ducato amalfitano fino al secondo decennio del XVII secolo. Seguì per questo una serie di cariche e privilegi per Antonio, che già aveva fatto carriera di castellano a Roma per conto di Papa Pio II. Il 27 maggio 1463 Ferdinando lo nominò maestro giustiziere del Regno e generale delle armi. Il 12 febbraio 1463 fu investito come Conte di Celano e Gagliano, barone di Balsorano, Pescina e Carapelle Calvisio, marchese di Capestrano. Tuttavia i membri della vecchia casata si opposero. Ruggero Accrocciamuro, a causa di rivolte, andò in Francia preventivamente, e tornò nel momento dello scoppio della congiura dei baroni, offrendo nel 1485 il suo aiuto a Papa Innocenzo VIII che si schierò con i baroni. Unitosi anche a Fabrizio Colonna, rimase per breve tempo a Celano, fino a quando gli Orsini espulsero i Colonna grazie al sovrano. Antonio Piccolomini era morto nel 1493, gli era succeduto il figlio Alfonso: Ruggerotto si recò all'Aquila e fece testamento a favore di questa città.
Nei pressi di Pratola Peligna si incontrò con Alfonso con cui scoppiò una lite, e dove trovò la morte. Suo figlio fu Lionello, e con lui si estinse la dinastia storica dei Berardi di Celano. Antonio Maria Piccolomini dunque fu signore di Celano, Agello (Aielli), Sant'Eugenia (Santa Jona), Paterno, San Pelino, Ovindoli, Robori, Cerchio, Colle Armenio, Pescina, Città Marsicana (San Benedetto dei Marsi), Venere, Castel Vivo (oggi distrutto), Ortucchio, San Rufino, Luco che ebbe il diritto di pesca nel lago, poi Bisegna, Aschi Alto, Speron d'Asino (Sperone di Gioia dei Marsi), Cocullo, Lido, Baronia Sublaco, Castel Gagliardo, Castel d'Ilerio (Castel di Ieri), Castelvecchio Subequo, Secinaro, Goriano Sicoli e Gagliano Aterno.
Per Celano ci fu una predilezione speciale: Antonio Piccolomini fortificò nuovamente il castello, nell'aspetto contemporaneo, lo ornò con opere di fortificazione all'avanguardia, cingendolo di un nuovo grande fossato circondato da mura con torrette di guardia. Al castello di Ortucchio sostituì una nuova struttura, mantenendo la torre puntone centrale, e migliorò considerevolmente l'impianto murario per facilitare il traffico della pesca. Tuttavia la politica di Antonio fu prettamente fiscalista, e non mancarono dissidi con la popolazione. Alla sua morte, gli succedette Alfonso Piccolomini, che difese la Marsica contro i Francesi, restando fedele agli Aragona. Sposò Giovanna, marchesa di Gerace, che gli generò Alfonso II, il quale fu fedele allo spagnolo Carlo V. L'ultimo conte uomo di Celano fu Innico Piccolomini, poiché la famiglia incominciò a intrecciare rapporti con i D'Avalos del Vasto e con i Caracciolo. Per la morte di suo fratello primogenito Antonio, ereditò la contea e altri feudi, costruì il convento del Carmine, l'ospedale di San Rocco per i poveri, e morì a 43 anni. Costanza Piccolomini, sua figlia, vendette a Camilla Peretti la contea di Celano per 200.000 ducati, e si ritirò nel convento delle Domenicane a Napoli. Tal Camilla Peretti divenne contessa, sposata con Giovan Battista Mignucci di Montalto, che nel 1566 assunse il cognome di Perretti.

## I miracoli del Cinquecento

### Il Miracolo dell'apparizione Mariana a Giulianova

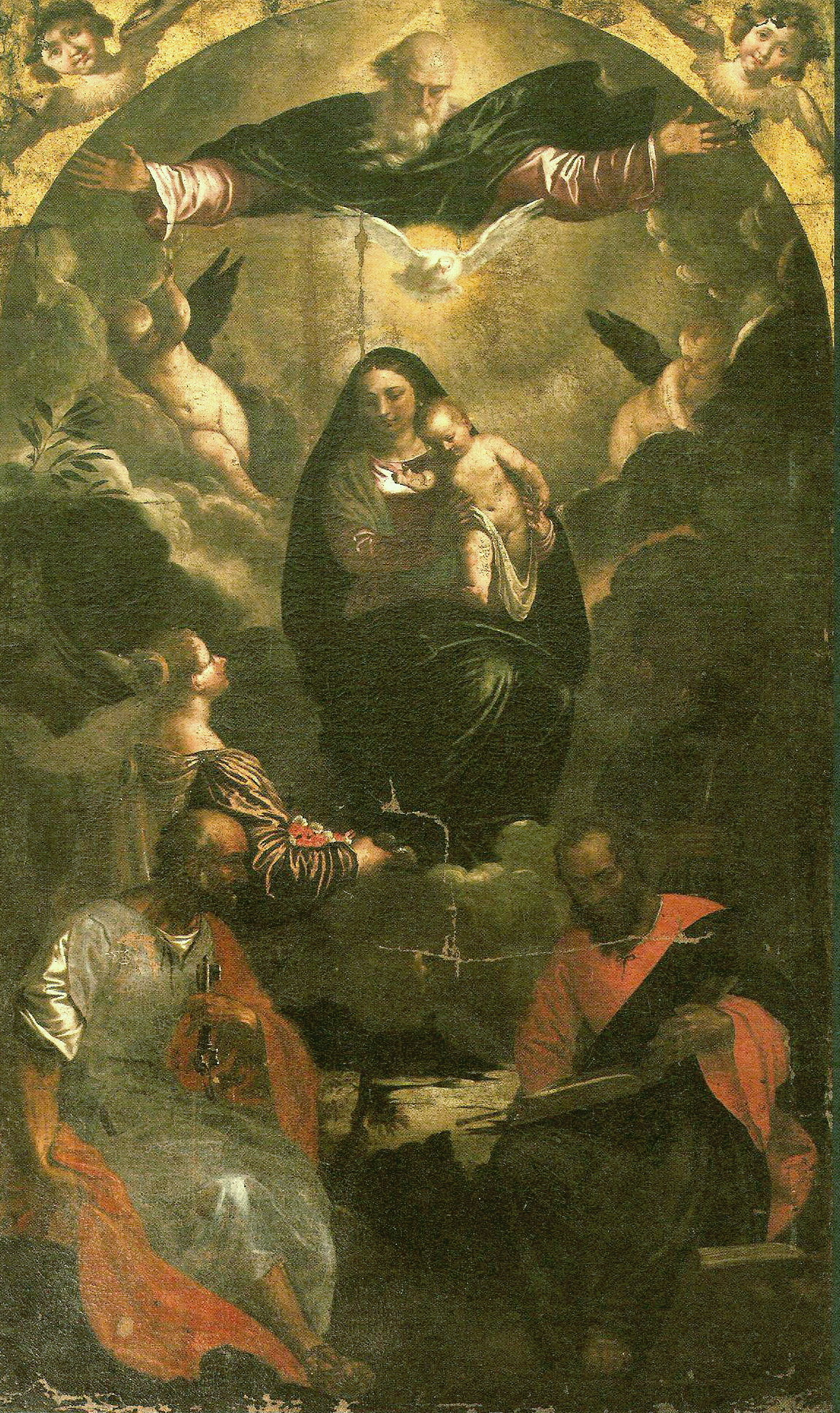
La Madonna del Veronese nel santuario dello Splendore a Giulianova

Durante il governo di Atri, a Giulianova si verificò un fatto miracoloso: il 22 aprile 1557 apparve la Madonna "dello Splendore", come dice la cronaca del priore don Pietro Capullo. Presso un colle fuori dall'abitato, nell'ora di mezzogiorno la Vergine apparve al contadino Bertolino, e gli chiese di andare in città a testimoniare il prodigio, avendo scelto il colle come luogo per far erigere una dimora di Dio. Il contadino andò in città al palazzo del governatore, il duca d'Acquaviva, che lo cacciò tra gli scherni. Il giorno dopo il contadino si recò sul luogo dell'apparizione, presso l'ulivo, e gli apparve nuovamente la Vergine per rincuorarlo. Bertolino tornò in città per annunciare il miracolo, ma fu preso a bastonate, e la Madonna intervenne paralizzando il fustigatore. Il governatore Acquaviva allora si convinse del miracolo, e organizzò una processione col parroco fino al colle dell'ulivo, dove la vergine fece sgorgare sotto l'albero una sorgente d'acqua curativa per i mali del corpo, e che avrebbe posto fine alla pestilenza e alla malaria che affliggeva Giulianova, a causa delle numerose paludi. Di qui venne successivamente fondato il complesso monastico con relativa compagnia, e la chiesa santuario della Madonna dello Splendore.

### Il miracolo del Volto Santo di Manoppello

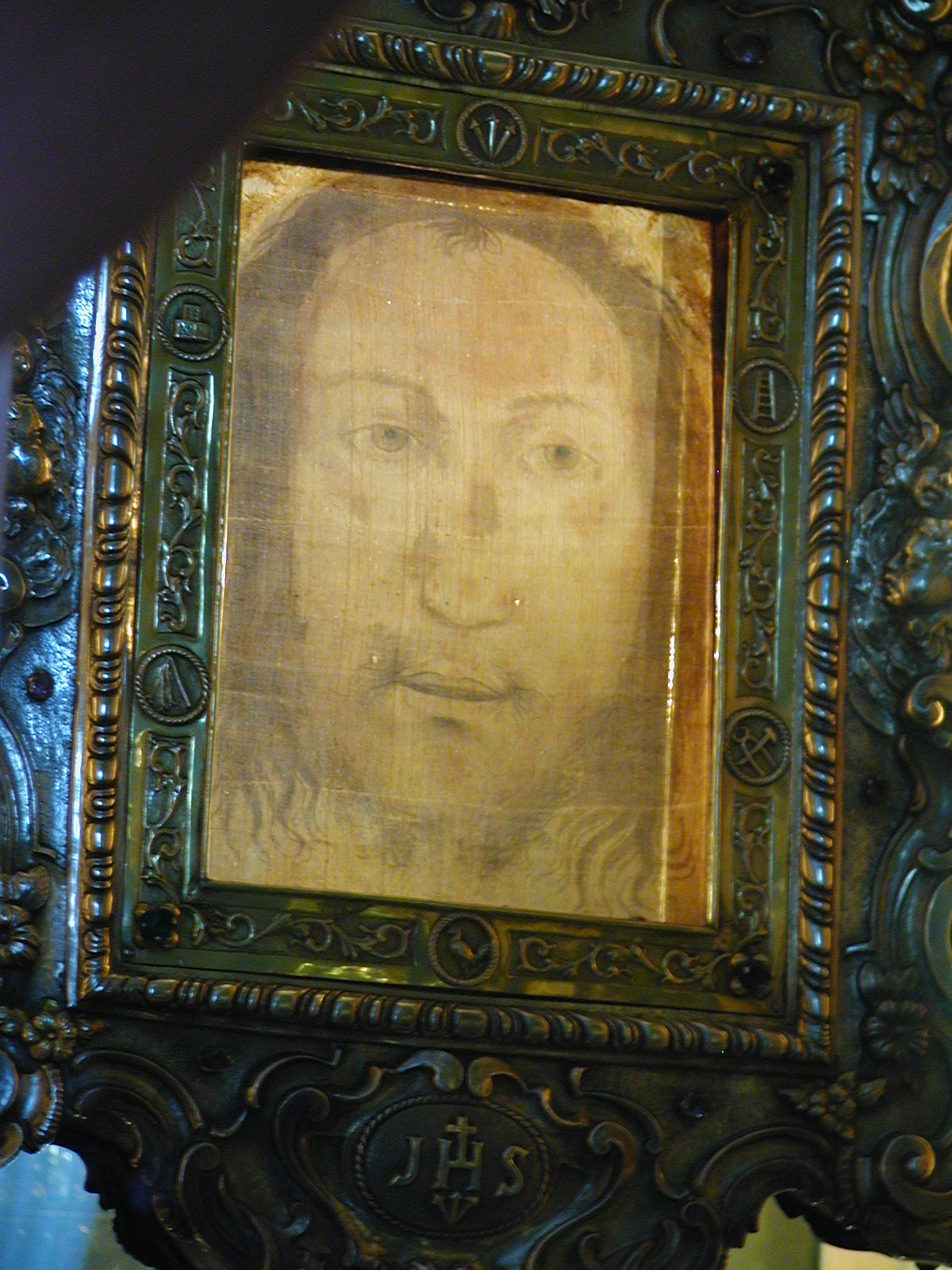
Volto Santo di Manoppello

Una reliquia molto venerata in Abruzzo insieme al luogo sacro dello Splendore di Giulianova, è il volto Santo di Manoppello, conservato nell'omonimo santuario, nel XVI secolo convento dei Padri Cappuccini, fuori dall'abitato di Manoppello. Nel 1506 in una lettera al pontefice papa Giulio II, si racconta che sotto il governo di Massimiliano signore di Manoppello per conto degli Asburgo, il dottore e studioso Giacomo Antonio Leonelli ricevette da un misterioso pellegrino, presso la parrocchiale di San Nicola in paese, un fardello, e poi scomparve.
Il dottore svolse il rotolo e scoperse l'immagine sacra di Cristo. Non riuscendo a trovare l'uomo misterioso, il Leonelli convenne che doveva trattarsi di un angelo mandato da Dio. Per proteggere la reliquia, il Leonelli la tenne chiusa nell'armadio, e rimase lì per un centinaio d'anni, finché il pronipote Pancrazio Petrucci volle tenerla per sé, causando la disgrazia della famiglia, tanto che dovette venderla per pagare i debiti, al dottore Donato Antonio De Fabritiis (1618). Il telo dell'icona sacra era molto malridotto, e solo la parte con il disegno dell'immagine, era ben conservato, tanto che il De Fabritiis dovette considerare la cosa prodigiosa, e si rivolse ai Cappuccini di Manoppello, che riconobbero l'Immagine miracolosa, e vollero tenerla in esposizione nel monastero. Con gli anni il prestigio dei miracoli dell'immagine valicò i confini d'Abruzzo, tanto che la chiesa, benché restaurata in maniera grossolana e raffazzonata negli anni '60 per essere trasformata in santuario, è uno dei luoghi sacri più frequentati della regione, visitato nel 2006 anche da papa Benedetto XVI.

## Gli spagnoli in Abruzzo

### Ludovico Franchi, i primi segnali di destabilizzazione
(Bernardino Cirillo, Annali della città dell'Aquila)
Ludovico Franchi nei primi del '500 grazie all'appoggio con Luigi XII di Francia (di cui esiste una statua monumentale retta davanti al palazzetto dei Nobili in piazza Santa Margherita), divenne magistrato supremo della città dell'Aquila, e rappresentò il primo segnale di allarme, all'alba dell'era moderna, per il sistema di semi-autonomia e di libertà amministrativa ed economica dell'Aquila. Infatti il Franchi, che oltretutto era originario del locale "Sassa" del Quarto di San Pietro, nemico storico del Quarto di Santa Maria, roccaforte dei nobili Camponeschi, confiscò beni alle potenti famiglie Camponeschi-Gaglioffi, e il clima di pace durò qualche decennio, quando alla sua morte Gaspare de Simoni, favorito di Lorenzo de' Medici nelle armi si propose come contraltare della dinastia Franchi. Alcuni esili vengono emanati, e a Napoli si decide di intervenire contro una città che aveva dato rifugio ai figli di Giampaolo Baglioni, un funzionario bandito da Leone X, e che intendeva darlo anche ad Alfonso I d'Este, nemico di papa Giulio II.
Ludovico Franchi venne arrestato e rinchiuso nel fortino di Castelnuovo di San Pio, mentre un sovrintendente, tal Ludovico Montalto, venne mandato da Napoli all'Aquila nel 1521. Il commissario regio andò a ispezionare i metodi con cui si eleggevano i membri della Camera del Consiglio, e soppresse momentaneamente il plebiscito, eleggendo lui personalmente per due anni i membri del Consiglio, un aspetto di "normalizzazione" secondo la Corona ispanico-napoletana, della vita cittadina, intendendo togliere definitivamente il privilegio di semi-autonomia. Un fatto singolare e sospetto accadde dopo la confisca dei beni dei Franchi, quando il bandito Giovanni Aquilano venne assoldato per attaccare il palazzo di Annibale Pica, uccidendo il fratello Lorenzo. Il sicario Giovanni però alla fine fu catturato, processato pubblicamente davanti al Palazzo del Capitano, impiccato e squartato. La città visse circa tre anni di semi-indigenza a causa delle leggi del Montalto, una delle quali prevedeva il foraggiamento delle truppe militari di passaggio per gli Appennini, come quelle del viceré Carlo di Lanois (o di Lannoy) in marcia per la Lombardia. Successivamente ci fu la peste, che decimò la popolazione, e fece spostare la sede del governo a Paganica.

### La guerra franco-spagnola e la caduta dell'Aquila

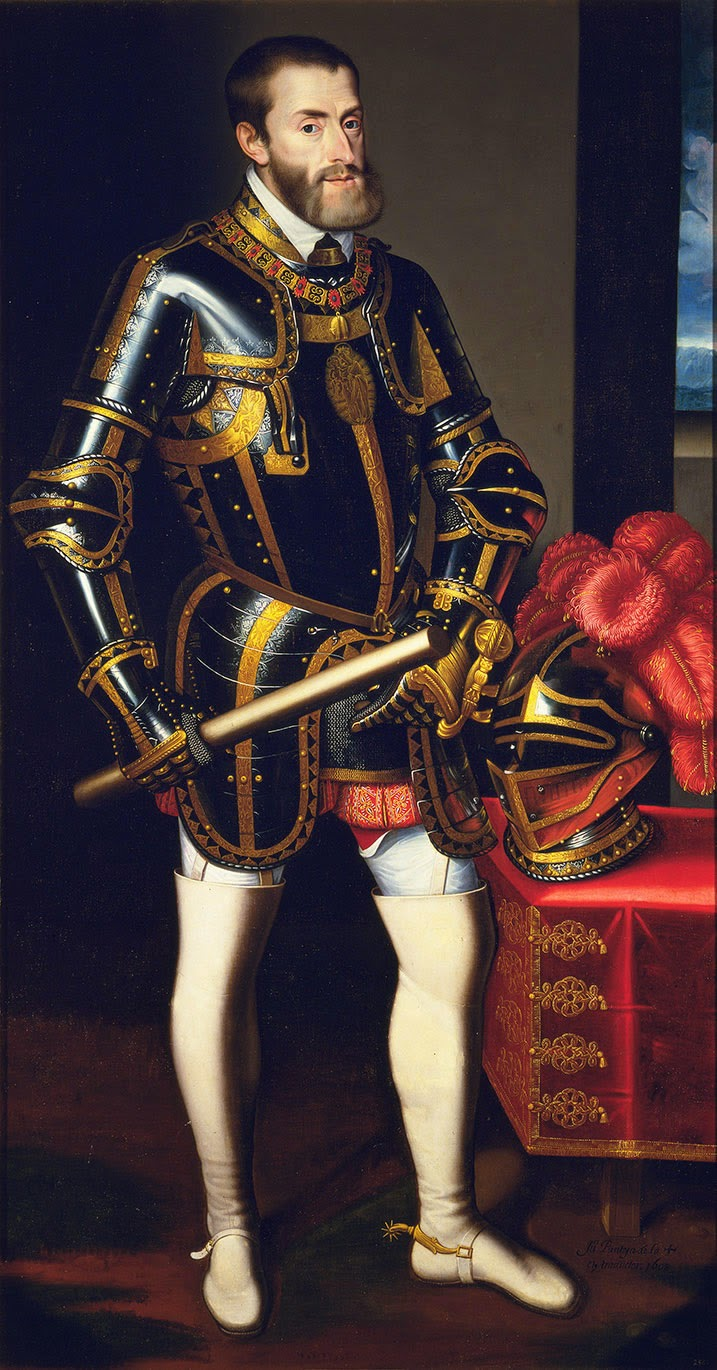
Carlo V

Gli aquilani approfittarono dello scontro tra Carlo V e Francesco I di Francia, nelle persone dei figli di Ludovico Franchi, che scelsero il partito francese seguendo gli Orsini. Nella speranza di riconquistare libertà e privilegi perduti, gli aquilani si unirono alla lega antispagnola capeggiata dai francesi, cui vennero nel 1527 aperte le porte della città, che tuttavia venne sconfitta nel 1529. L'Aquila venne occupata militarmente da Filiberto d'Orange, viceré e luogotenente del Regno di Napoli, saccheggiata e costretta a versare nelle casse spagnole un'esosa tassa. Inoltre la città venne distaccata dal suo contado, che venne spartito in feudi e dato in possesso a capitani dell'esercito imperiale, infliggendo un colpo durissimo alla sua economia.
(Francesco Guicciardini, Storia d'Italia)

### Rivolta aquilana e costruzione del Forte Spagnolo
La rivolta del 1527 a favore dei francesi, si dimostrò un abile pretesto colto dagli spagnoli per condannare la città a sostenere totalmente le spese della costruzione di un nuovo castello, versando 100.000 ducati annui. La costruzione del Forte spagnolo, che necessitava di enorme spazio, comportò la distruzione di un intero quartiere, ossia una porzione occidentale di Santa Maria, e vennero fuse anche le campane della città, tra cui la "campana della Giustizia" sulla torre civica del Palazzo, in segno di spregio e di umiliazione verso la città ribelle. Addirittura vennero troncati i campanili di Santa Maria del Carmine e Santa Maria Paganica onde evitare possibili rappresaglie degli aquilani contro il castello.

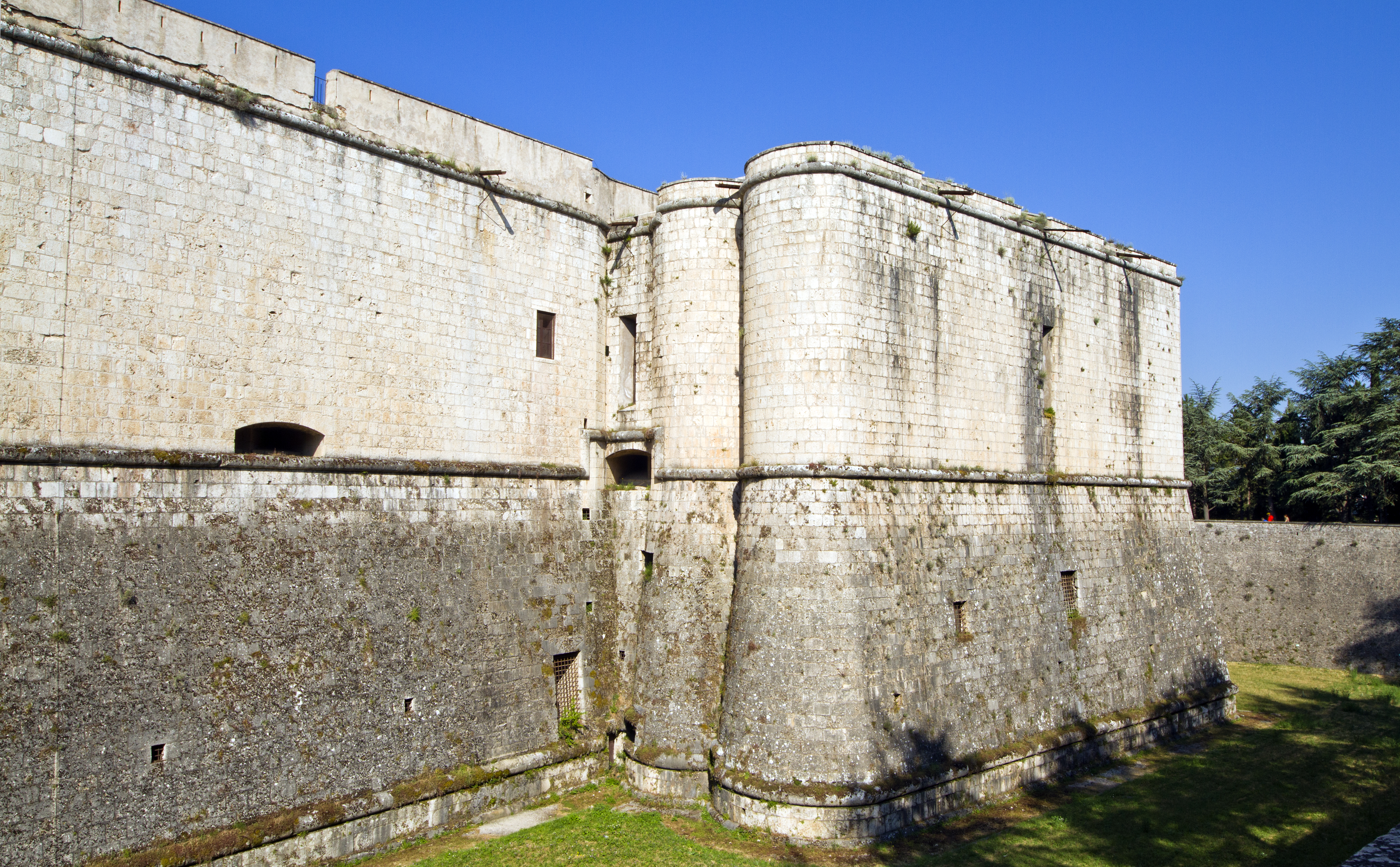
Bastione del castello spagnolo

Nelle intenzioni del viceré, il Forte doveva assolvere una duplice funzione: quella di baluardo difensivo nell'estremo confine settentrionale del regno di Carlo V, e quella di punto di controllo per il traffico della lana lungo l'asse che collegava Napoli a Firenze. Ma ciò che prostrò definitivamente il desiderio di autonomia della città fu l'annullamento di tutti i privilegi storici risalenti alla casa D'Angiò, e ovviamente il successivo infeudamento con tutti i territori dei castelli circostanti. Gli aquilani però cercarono di riparare alla sventura inviando da Carlo V il sindaco Mariangelo Accursio, con la proposta di pagare 90.000 ducati per una reintegra dei privilegi storici, ma il sovrano rimise la vicenda al viceré Pietro de Toledo, che il 15 marzo 1542, dopo una lunga controversia stabilì "teoricamente" la reintegrazione dei beni, ossia dei castelli circostanti. Ma i baroni e signori si opposero rivendicando sempre il motivo dei privilegi dei feudi ora divenuti autonomi, rifiutando la proposta di un nuovo giogo dei mercanti della città. Addirittura queste varie universitates pretesero che i beni dei vari castelli dentro le mura dell'Aquila non fossero più registrati nel catasto civico, ma in quello del rispettivo castello.

## Le principali signorie del Viceregno in Abruzzo

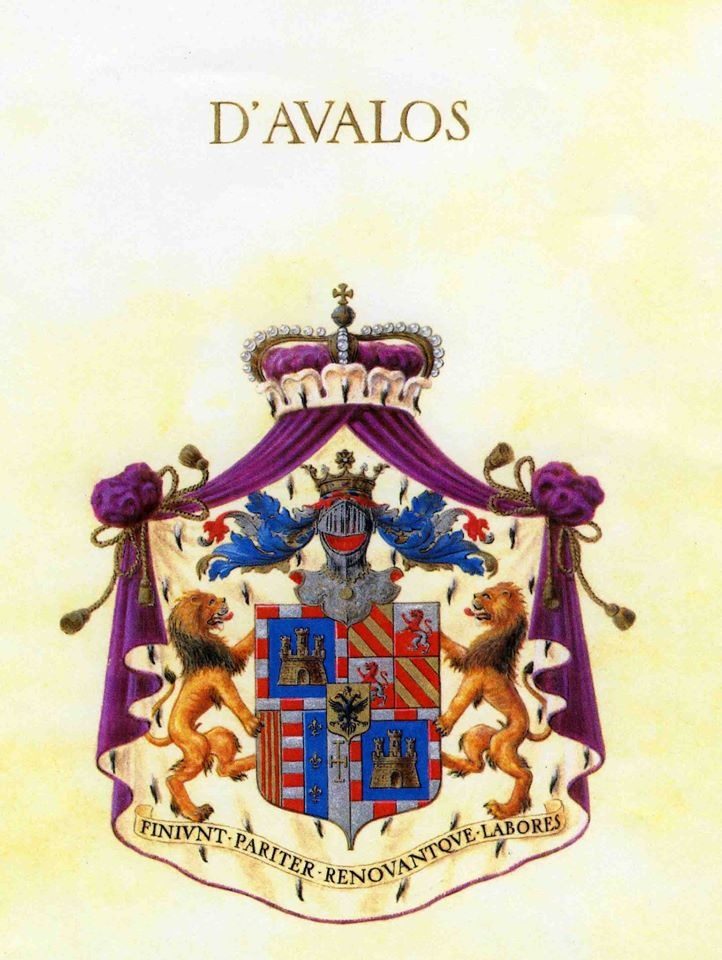
Stemma della famiglia D'Avalos, signori del Vasto e di Pescara

Si citano solo le famiglie più importanti durante il viceregno spagnolo.
- Marchesato dell'Aquila: famiglia Farnese- Asburgo, poi Dragonetti-De Torres
- Contea di Montorio al Vomano, dai Camponeschi ai Carafa
- Contea di Chieti (dagli Attoni ai Trasmondi), poi Marchesato dei Valignani sino al XVIII secolo; duchi di Vacri, marchesi di Cepagatti
- Repubblica di Lanciano, dal XIII secolo sino al XVIII secolo, poi feudo D'Avalos
- Marchesato del Vasto e di Pescara: dal XV secolo con la famiglia D'Avalos, sino al XVIII secolo
- Ducato di Atri: famiglia Acquaviva, dal XIII sino al XVIII secolo
- Farnese: Stati farnesiani Abruzzi: L'Aquila, San Valentino, Ortona, Penne, Loreto, Campli, Montereale
- Caracciolo e Carafa: con i Barra i primi furono signori di Castelfrentano e Basciano, da soli signori di Gessopalena, Celenza sul Trigno, Loreto Aprutino, Montorio al Vomano; i Carafa signori di Casoli, Città Sant'Angelo, Roccascalegna
- Mazzara e Lannoy: signori di Sulmona, Torre de' Passeri, Raiano, Guardiagrele
- Mendoza: signoria di Tossicia

### Stati Farnesiani Abruzzesi: Margherita d'Austria all'Aquila
Con la conquista spagnola, gran parte dell'Abruzzo fu infeudato, e le antiche demanialità delle città non ancora sotto il signore feudatario, concesse dalla Casa d'Aragona, furono annullate. Dunque di colpo città come L'Aquila, Penne, Sulmona e Lanciano si trovarono sotto un signore incaricato dal sovrano di Napoli, a dover pagare sia le tasse al suddetto governatore, sia alla Corona. Una porzione della Marsica andò in feudo a Fabrizio Colonna, e così anche Sulmona, Atessa e Lanciano, mentre con un intreccio matrimoniale, la contessa Margherita d'Austria d'Asburgo, duchessa di Parma, installava con Ottavio Farnese una sorta di "stato farnesiano" in Abruzzo tra L'Aquila e Penne, Campli, San Valentino in Abruzzo Citeriore, e poi anche Ortona, dove Madama Margherita vi morì.
(Anton Ludovico Antinori, Annali degli Abruzzi)
Fu Margherita d'Austria, figlia di Carlo V, a donare all'Aquila e all'Abruzzo vestino pennese un momento particolare splendente alla fine del XVI secolo. La sovrana, già governatrice dei Paesi Bassi, fece ritorno in Italia e nel 1568 per dedicarsi all'amministrazione dei feudi abruzzesi ottenuti dal matrimonio con Ottavio Farnese, dimostrò notevoli capacità, dando impulso all'economia locale, e alla cultura, risolvendo delicate questioni territoriali. Alloggiando a Cittaducale, allora nell'Abruzzo, Margherita da Montereale arrivò all'Aquila nel maggio 1569, accolta trionfalmente

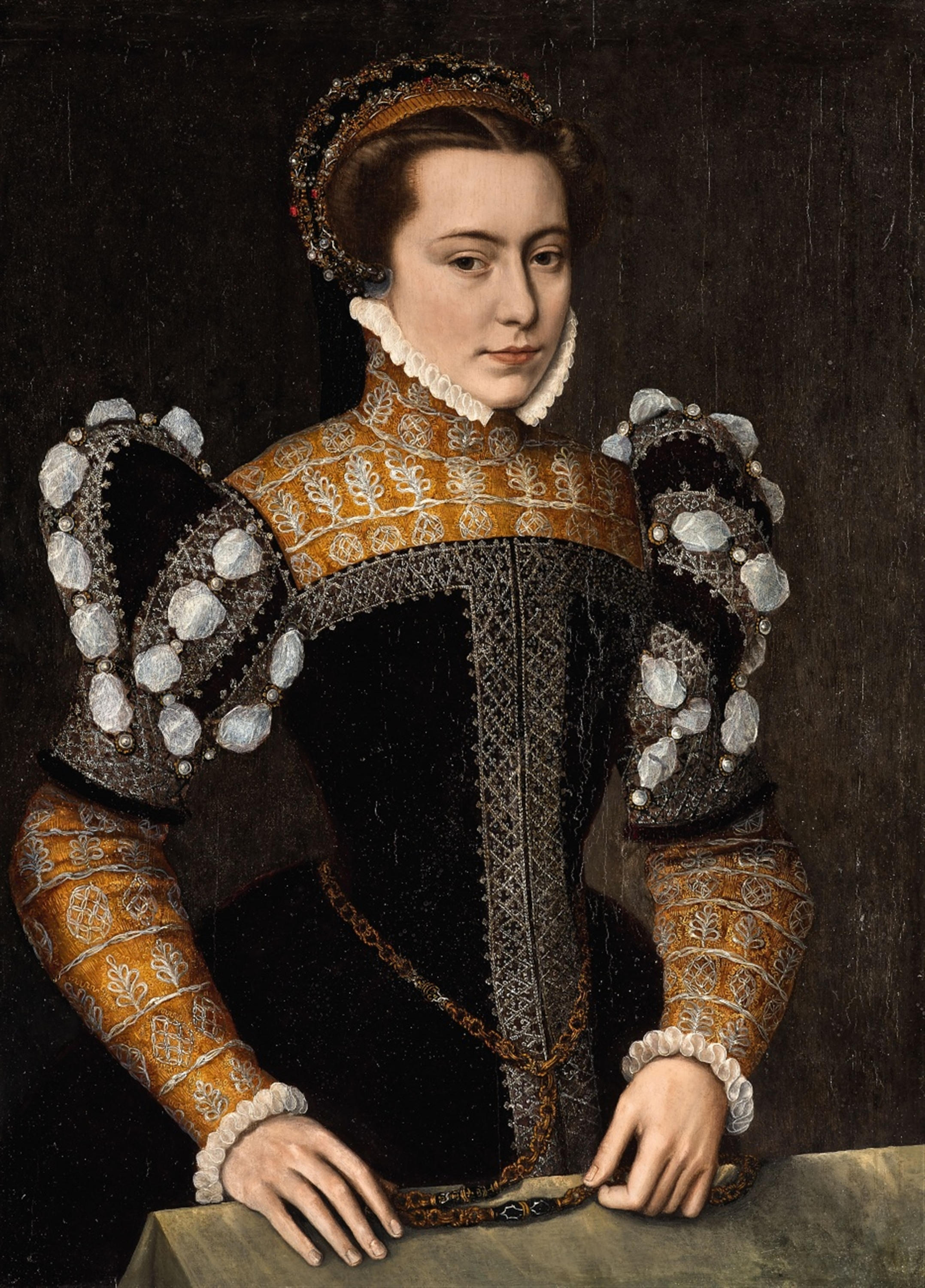
Margherita d'Austria

La Madama però si stabilì nel capoluogo abruzzese solo nel 1572, una volta ottenuto dal fratello Filippo II di Spagna il governo della città. La Madama trovò dimora nel Palazzo del Capitano (oggi Palazzo Margherita), restaurandolo notevolmente, usato come sede di ricevimenti principeschi e cenacolo culturale. La città aquilana dunque fece parte dello Stato Farnesiano degli Abruzzi insieme a Penne, Farindola, Montorio al Vomano, San Valentino in Abruzzo Citeriore, ma non fu "infeudata", benché gestita come una magistratura atipica, che ovviamente non concedeva spazi di progetti di ritorno all'autonomia. I feudi della conca amiternina vennero venduti mediante compravendita, segnando la frammentazione di quell'unico contado aquilano che dette ricchezze alla città. Per questo la politica di Margherita fu ben accetta dagli aquilani dopo anni di carestie, depauperamenti e sconvolgimenti politici da parte degli Spagnoli.

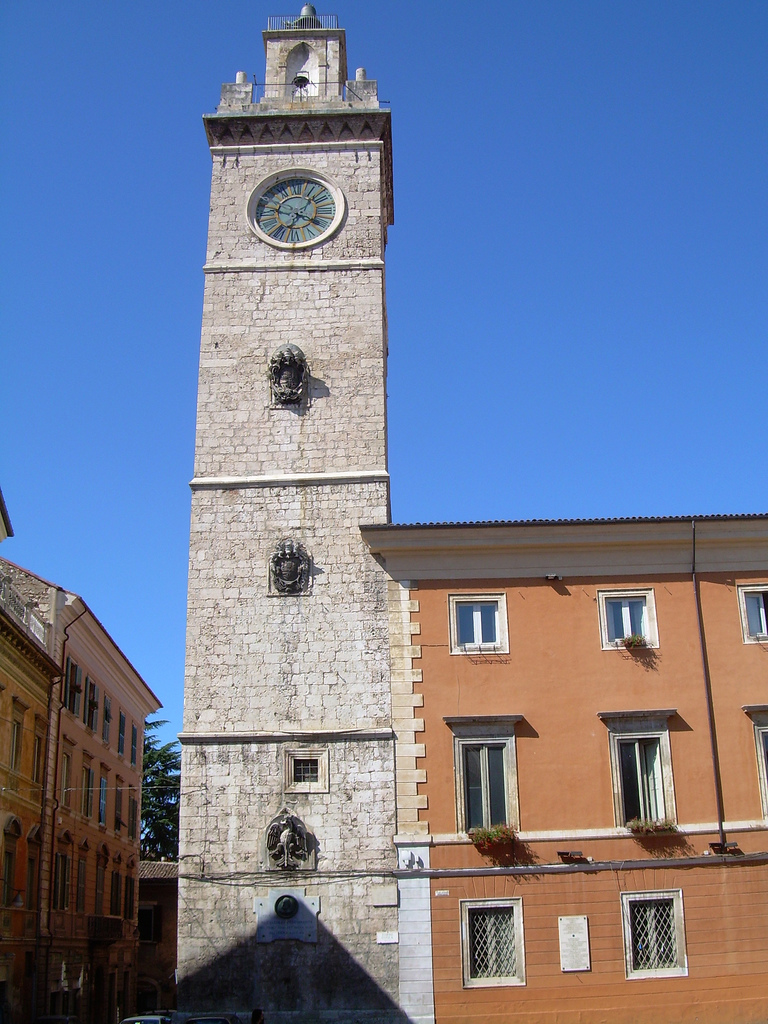
Il Palazzo del Capitano, sede della corte di Madama Margherita

La "corte aquilana" si riuniva presso il Palazzo del Capitano, dove Margherita chiamò vari ufficiali come il notaio Bernardino Porzio, i nobili Sebastiano Romano, Pietro Yvagnes, Ferdinando da Pile, l'arcidiacono don Vincenzo Colantoni, l'arciprete Ascanio Vetusti di San Biagio d'Amiterno, don Giovanni Agnifili di Lucoli, il protonotaio Carlo Alifero, insieme con altri notai ed eminenti personalità provenienti dai vari castelli della conca, per garantire un legame diplomatico di pace e riunificazione simbolica. Tra di essi figurò anche il bolognese Francesco De Marchi, il primo scalatore ufficiale del Gran Sasso d'Italia nel 1573, passando per Campo Imperatore di Assergi. Benché Margherita non avesse i pieni poteri delle corti attigue di Napoli, di Ferrara e di Firenze, fece di tutto per ritagliarsi un piccolo spazio che somigliasse in tutto e per tutto a una corte nobiliare, e andò avanti con la sua politica di modifiche e ammodernamenti della città, come la creazione di una moderna fattoria "la Cascina" a Campo di Pile, sul modello delle fattorie di Fiandra, che negli anni si arricchì grazie ai pascoli e alle acque del Vetoio.

### Margherita a Penne

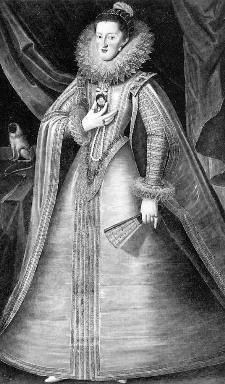
Margherita d'Austria

La presenza di madama Margherita del consorte Ottavio Farnese a Penne, e soprattutto il loro operato, è stato ben studiato da Giovanni de Caesaris nel suo Gli Ordini di Margarita d'Austria per i Suoi Stati d'Abruzzo nel 1571.
Penne entrò nei possessi di Margherita e Ottavio nel 1539. Margherita d'Austria e il marito Ottavio fecero visita penne, capitale dei domini farnesiani degli Abruzzi, nel 1540, prendendo sede in un palazzo, ancora oggi detto "palazzo Margarita", ospitati dalla famiglia Scorpione. La presenza di Margherita a Penne dette un notevole contributo alla trasformazione tardo-rinascimentale della città, come oggi la si vede, con i palazzi gentilizi e le chiese barocche, completamente realizzati in mattone. Questa famiglia entrò in stretti rapporti con gli Asburgo nel 1542, quando Margherita dette in moglie Violante di Roscio da Capri a Girolamo degli Scorpioni, con una dote di 2000 scudi. Il palazzo Margherita di Penne oggi ospita le Suore della Santa Famiglia, e conserva ancora il tipico stile farnesiano rinascimentale. Oltre a Penne, i Farnese ebbero i feudi di Campli, San Valentino in Abruzzo Citeriore, Farindola, Ortona e L'Aquila. Benché il dominio dei Farnese a Penne sia durato per almeno due secoli, fu relativamente tormentato da carestie e da incursioni dei Francesi, contro cui gli Spagnoli si fronteggiavano per il territorio. Il potere del vescovo si ridusse sempre di più, già minato all'epoca aragonese, e gli antichi privilegi si ridussero a poche concessioni amministrative su scarsi campi politici della città.

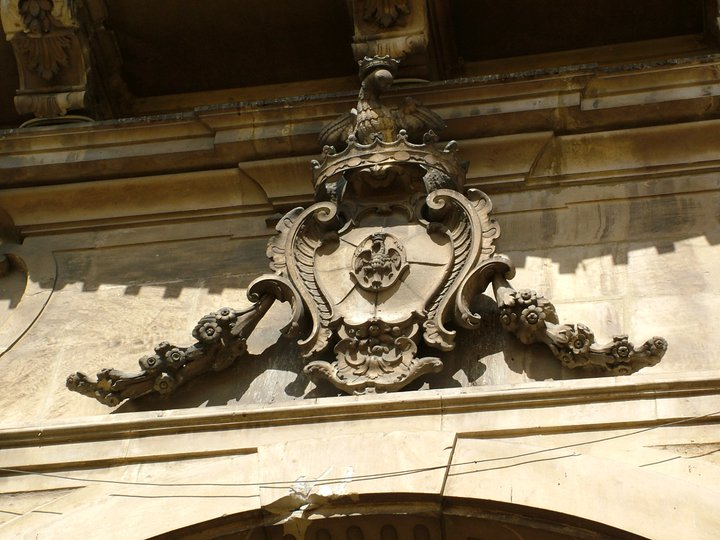
Stemma degli Aliprandi sul palazzo omonimo di Penne

Dal punto di vista delle famiglie influenti nella città, oltre alla figura del governatore Farnese, che rispondeva al signore del ducato di Parma, nel Cinquecento si distinsero in città gli Aliprandi.

### Stato farnesiano di Ortona

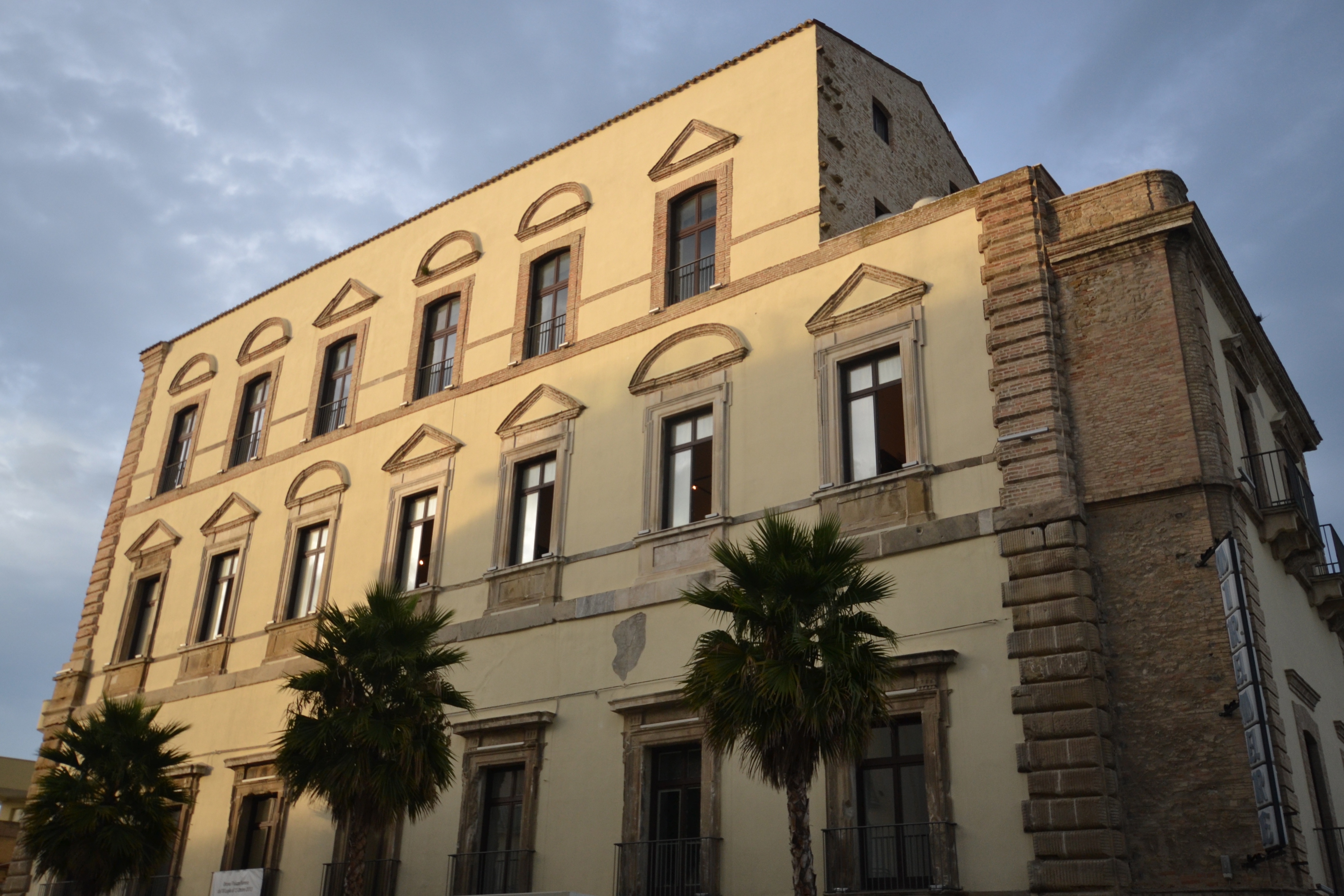
Il Palazzo Farnese di Ortona, voluto da Margherita e mai completato

la sovrana dal 1579 al 1581 stette nelle Fiandre, affiancando il figlio Alessandro come governatore di quel paese, ma a causa della sua ostilità con Filippo II di Spagna, ne revocò la nomina il 13 dicembre. Tornata in Abruzzo, soggiornò dapprima all'Aquila e poi andò a Ortona, dove provvide a edificare un nuovo palazzo signorile che non vide mai completato, perché morì nel 1586, nel Palazzo dei Riccardi, presso la Cattedrale di San Tommaso. Tuttavia Madama Margherita riuscì a lasciare alla città il progetto di porre la sua nuova residenza signorile abruzzese. Nell'inverno 1583 la madama scelse il sito dove costruire la residenza, in un'area che era di proprietà dell'ex convento di San Francesco d'Assisi, e all'architetto Giacomo Della Porta fu dato l'incarico di disegnare il progetto. La progettazione avvenne in quegli anni, e durante l'abbattimento delle case della zona via Orientale vennero trovate tre medaglie, poi montate sulla facciata. Il processo di costruzione del palazzo ebbe varie battute d'arresto, e fu terminato almeno un secolo dopo la morte di Margherita, ma ancora oggi costituisce un mirabile esempio del rinascimento nordico trapiantato in Abruzzo.

### Il Marchesato d'Avalos a Vasto

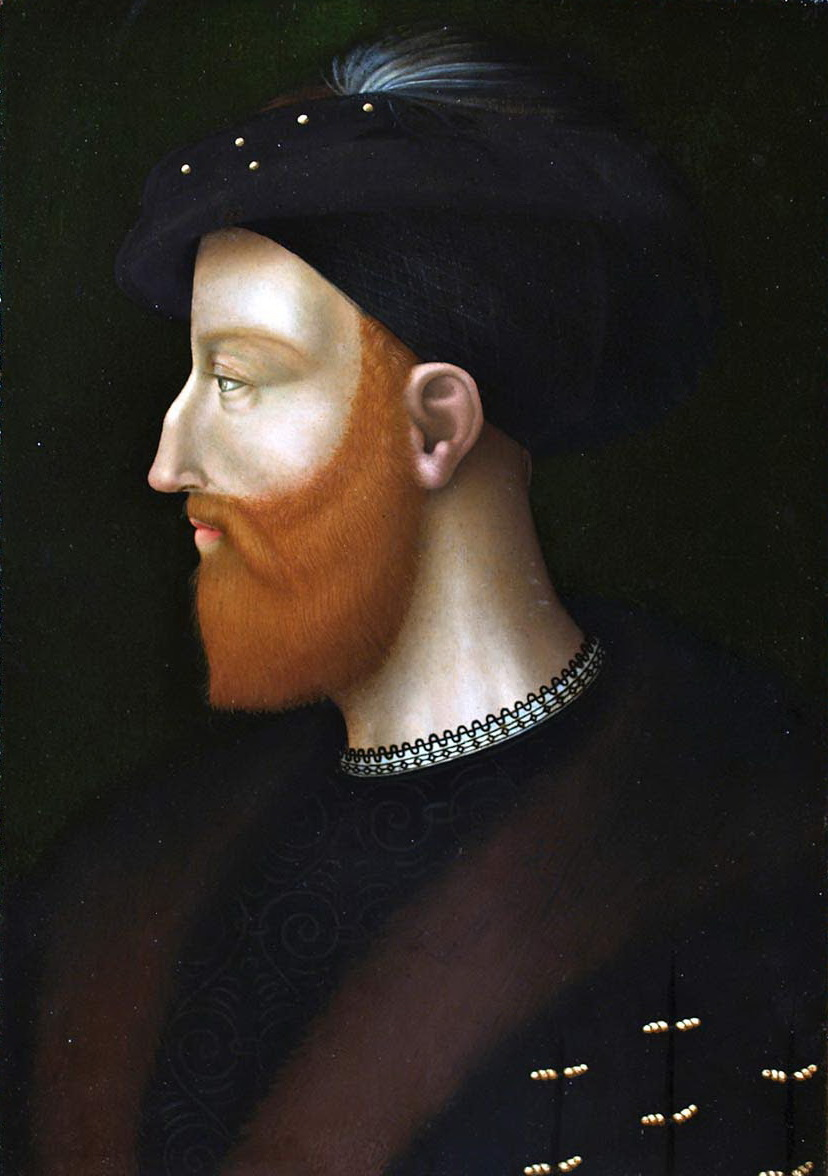
Ferrante Francesco d'Avalos

Dopo essere appartenuta a Jacopo Caldora, Vasto visse un periodo stagnante, divenendo presidio degli Aragona. La sua economia e la sua vitalità sociale si riebbero soltanto quando la città fu infeudata alla famiglia napoletana D'Avalos, il cui capostipite Innico I, morto nel 1484, ebbe da Alfonso I d'Aragona il feudo istoniese, con i figli Alfonso, Rodrigo e Innico il Giovane. I d'Avalos godettero di grande prestigio nel Regno e vennero iscritti nell'albo d'oro di Napoli. Innico I si distinse nella battaglia di Ponza del 1435, nel 1450 sposò Antonella d'Aquino, e ottenne i feudi di Pescara, Loreto Aprutino e Monteodorisio, divenendone il marchese. Più importante fu Ferdinando Francesco, morto nel 1525, che fu marchese di Pescara e conte di Loreto, ottenendo il governo dell'isola di Ischia, sposandosi con Vittoria Colonna. Fu valente militare, prese parte nel 1512 alla battaglia di Ravenna contro i francesi, nel 1513 partecipò alla campagna di Lombardia conquistando Voghera, e poi si distinse a Vicenza ricacciando i veneziani.

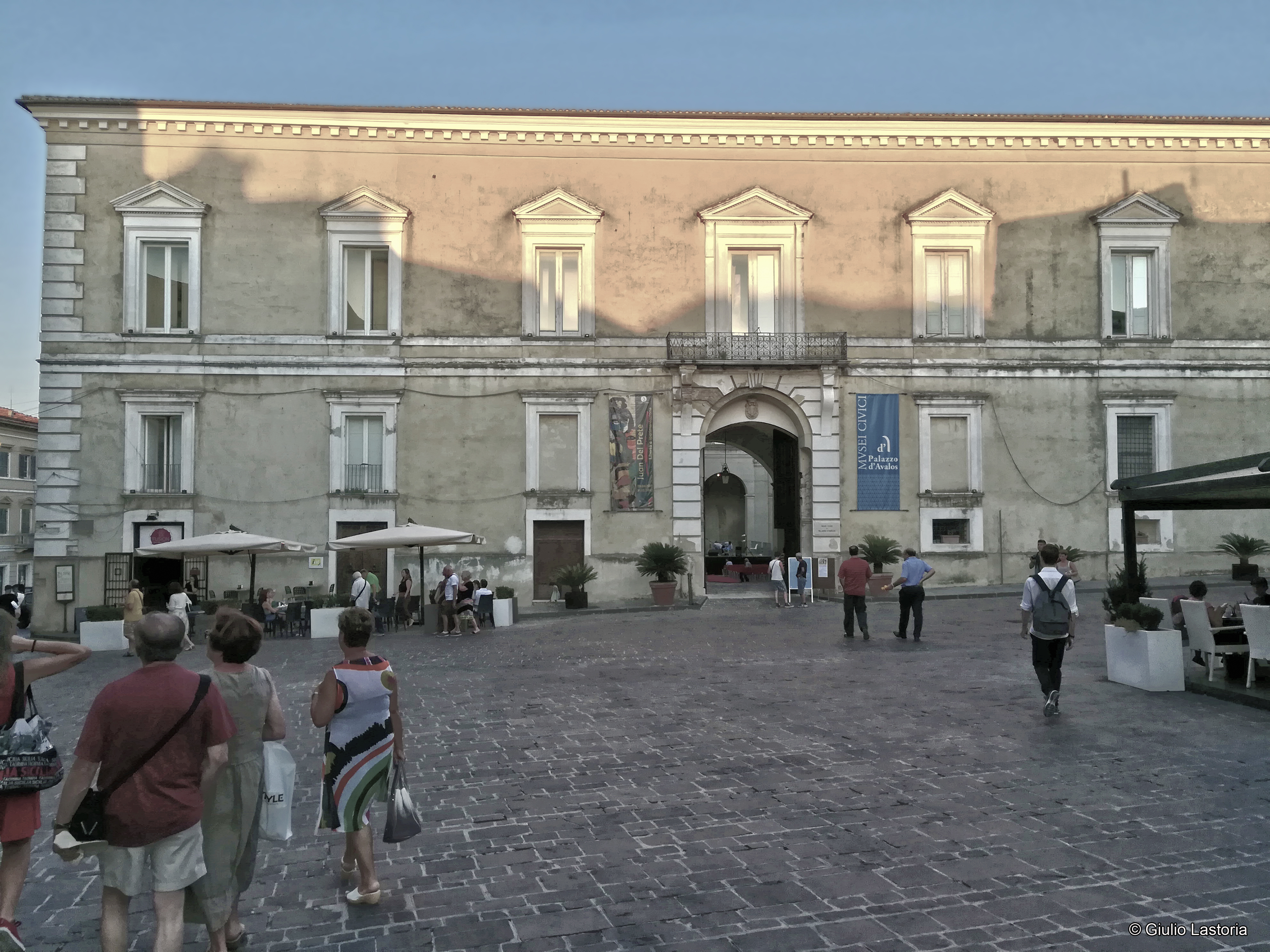
Il Palazzo d'Avalos a Vasto, sede del potere

I D'Avalos, alla stessa maniera degli Acquaviva di Atri, promossero un vasto programma culturale, economico, politico e sociale che lanciò definitivamente Vasto verso la prosperità commerciale, divenendo presto una delle maggiori città dell'Adriatico dopo Pescara e Ortona. Nel XVI secolo al livello culturale Vasto promosse il canto, e si manifestò il movimento dei madrigalisti, dei quali il più celebre autore divenne Bernardino Carnefresca, detto "Lupacchino del Vasto", attivo a Milano; famoso fu anche Giovanni Battista Petrilli. Nel corso del XVII secolo il più celebre esponente della famiglia napoletana fu don Diego d'Avalos, che si sposò con donna Francesca Carafa, e che promosse la costruzione della prima scuola ecclesiastica d'educazione giovanile, gestita dai Padri Lucchesi, ossia l'attuale complesso della chiesa del Carmine, consacrata il 6 novembre 1690. Don Diego, uomo molto ambizioso, fece costruire per sé stesso anche una sfarzosa villa presso Punta Penna, con un originale progetto a bastioni a mandorla, seguendo lo stile del castello Caldora, e tal edificio è il Palazzo della Penna.

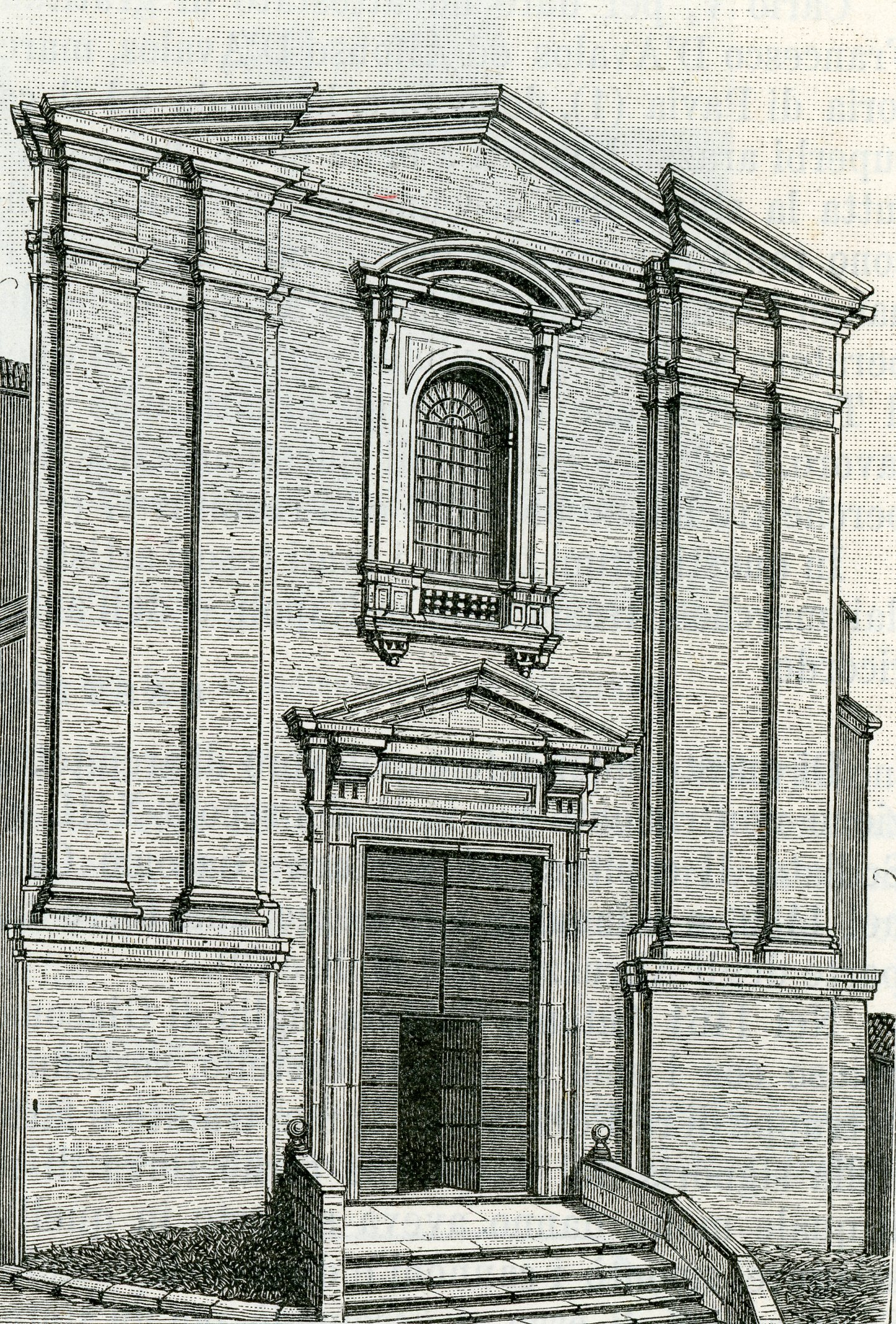
La chiesa del Carmine a Vasto, voluta da don Diego d'Avalos per i Padri Lucchesi

Nel corso del '700 il potere dei d'Avalos raggiunse probabilmente il suo apogeo con il marchese don Cesare Michelangelo d'Avalos. Personaggio potente e prepotente, strenuo oppositore del governo centrale e geloso dei suoi privilegi feudali, egli si pose al centro di un vasto complotto volto a rovesciare il potere spagnolo nel regno e sostituirlo con quello austriaco. Costretto all'esilio a Vienna, poté alfine ritornare a Vasto nel 1707. Il suo ritorno coincise con significative iniziative volte a trasformare e abbellire la città che egli aveva eletto a capitale dei suoi possedimenti. Il marchese ordinò tra le altre cose il restauro del palazzo familiare, elargendo inoltre fondi per il restauro delle due chiese di San Pietro e Santa Maria Maggiore. Il 24 ottobre 1723 consegnò l'omaggio del "Toson d'Oro" al principe romano Fabrizio Colonna in segno di riconoscenza con una festa sfarzosa a cui parteciparono molti nobili d'Abruzzo, di Roma e di Napoli. Morto nel 1729, fu sepolto nella chiesa di San Francesco di Paola in città. Nel 1751 le reliquie del corpo di San Teodoro, conservate nella chiesa omonima, anche se una leggenda vuole che siano proprio le spoglie di don Cesare. Altra importante famiglia vastese nel corso del '700 fu quella dei Mayo, di origini molisane. Giovanni Battista Mayo fu il capostipite, e la famiglia fece fortuna nella prosperosa città. Nel 1770 fu molto famoso Venceslao Mayo, poeta e scrittore, che si trovò suo malgrado coinvolto nelle giornate della "repubblica Vastese" del 1799.
In questo secolo Vasto visse sì un periodo di grande crescita e sviluppo, ma non riuscì mai a risolvere, almeno sino al '900, i gravi problemi della peste, della malaria, e delle condotte idriche degli acquedotti romani, che spesso causavano stagnazioni sotterranee, con improvvise frane nel centro cittadino. Nel 1656 l'Abruzzo fu colpito dalla peste, insieme alla Calabria e la Puglia. La popolazione supplicò San Michele, che non era ancora il patrono della città, ma San Teodoro, e con solenne processione l'arcivescovo Giovanni Alfonso Lucchese si recò sino alla collinetta dove si trovava l'antica cona del santo. La processione avvenne il 4 novembre, e il flagello non colpì gravemente la città, ma solo i villaggi di campagna.

## Le scorrerie turche del 1566

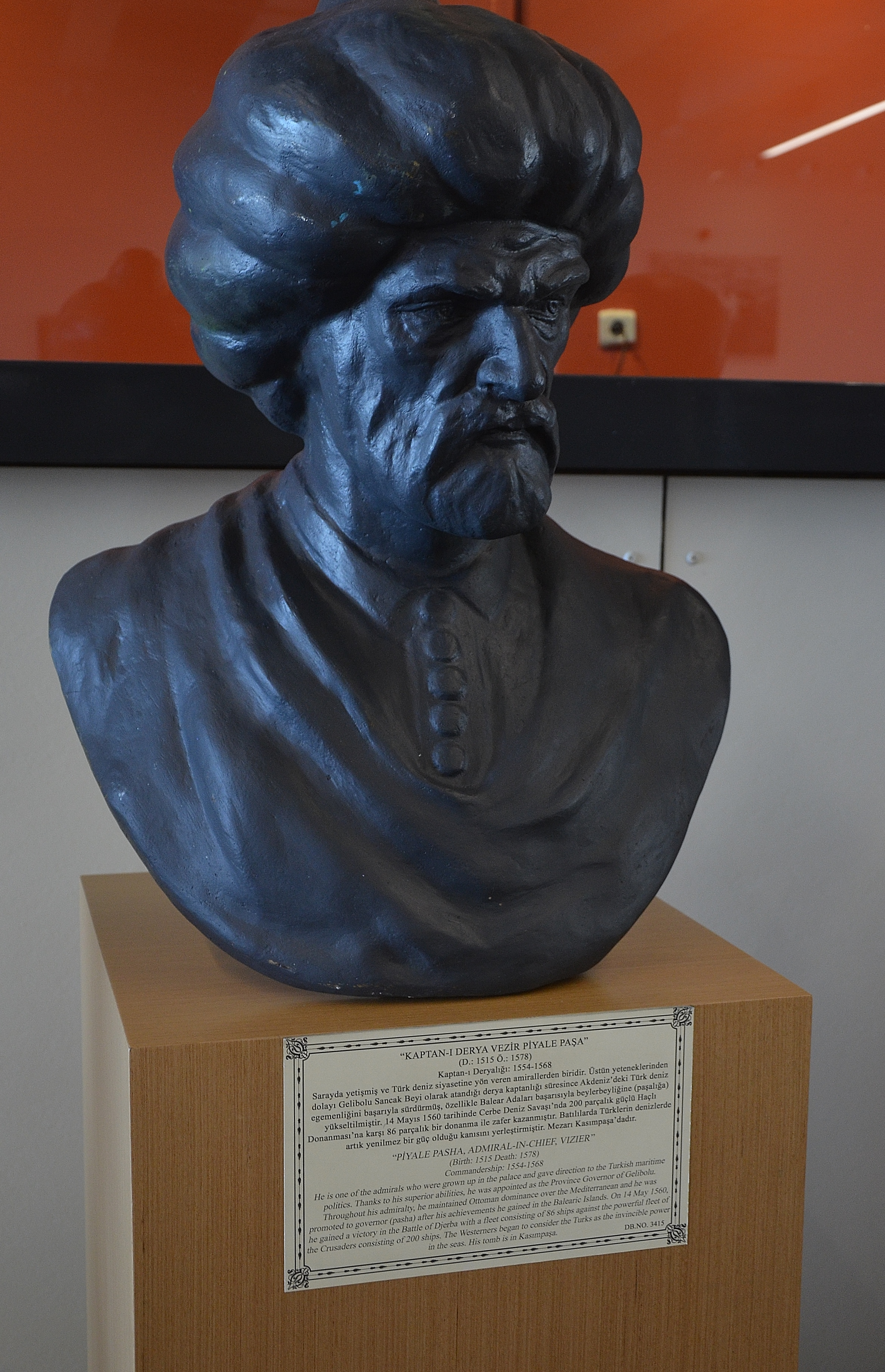
Pyali Pasha, il comandante dei pirati turchi che saccheggiarono l'Abruzzo

Nel 1566, tra luglio e il settembre, l'Abruzzo e il Molise furono presi d'assalto, nelle loro coste, dai turchi ottomani, capitanati dall'ammiraglio Piyale Paşa (o Pashà). L'attacco iniziò da Giulianova e continuò a sud alla fortezza di Pescara, in quel momento coinvolta nel grande progetto di
rifacimento della fortezza regia, progetto in corso per volere di Carlo V. Ma la fortezza, per la sua imponenza, daro che i pirati non erano ben equipaggiati per lunghi assedi, non venne presa, data la possanza e l'efficacia dei nuovi bastioni della pianta pentagonale del maschio.

### Saccheggio di Francavilla
Fu decisivo anche il contributo militare del duca Girolamo I d'Acquaviva di Atri, il quale organizzò la resistenza del bastioni, respingendo i colpi d'artiglieria, e ricacciando i pirati. A quel punto Piali Pascià ordinò l'invasione del litorale a sud, molto meno difeso: la mattina del 31 luglio 7.000 turchi sbarcarono presso il fiume Foro con l'obiettivo di fare rifornimento e saccheggiarono i paesi attorno. Furono messi a ferro e fuoco i paesi di Francavilla al Mare, dove vennero incendiate le chiese e i palazzi, catturati 500 prigionieri, e i turchi trafugarono l'arca d'argento dove era custodito il corpo di San Franco patrono, nella chiesa madre. Rimase per fortuna in salvo solo l'ostensorio prezioso di Nicola da Guardiagrele, oggi unico elemento storico della chiesa madre di Francavilla, che nei secoli a seguire fu distrutta completamente nel 1943, insieme a tutto l'abitato storico.
Della devastazione a Francavilla parla il padre Serafino Razzi nei suoi "Viaggi negli Abruzzi", il quale visitò Francavilla, stabilendosi nel convento dei Domenicani, e appurato ancora gli effetti della grande devastazione a 10 anni di distanza.
Il 1º agosto gli ottomani si diressero ancora più a sud, per raggiungere Ortona, penetrando, risalendo il fiume Foro e l'Alento, raggiungendo i centri dell'entroterra di Tollo, Miglianico e Ripa Teatina. Nonostante la superiorità numerica dei nemici, ci furono esempi di eroismo civile della popolazione, come nell'assedio della torre di Tollo, dove i cittadini con la pece bollente ricacciarono gli invasori. Tollo era allora feudo dei Ramignani di Chieti, e poi dei Nolli, munito di solide mura e di tre torri di controllo.
La popolazione nel frattempo, dall'Alento era scappata a Villamagna, che si trovava sopra un colle difficile da raggiungere, e infatti non venne assediato, su ciò c'è la leggenda della patrona Santa Margherita, che sarebbe apparsa circondata dal fuoco, scacciando i nemici.

### Saccheggio di Ortona
Lo stesso giorno però i turchi entrarono a Ortona, devastando il castello, saccheggiando i palazzi e le chiese, e bruciarono la Cattedrale di San Tommaso Apostolo, per fortuna non riuscendo a trafugare le preziose reliquie del santo apostolo, portate dall'isola di Chios nel 1258 in città dal capitano Leone Acciaiuoli; però furono distrutti il monastero di Santa Maria di Costantinopoli (attuale sede dei Salesiani), da cui gli ottomani, sbarcati a "Cala dei Saraceni", avendo risalito il fiume Moro, saccheggiarono la basilica abbazia di San Marco (loc. San Donato), attraverso il monastero dei Celestini di Santa Maria riuscirono a entrare attraverso le mura a Porta Caldari e bruciarono le case.

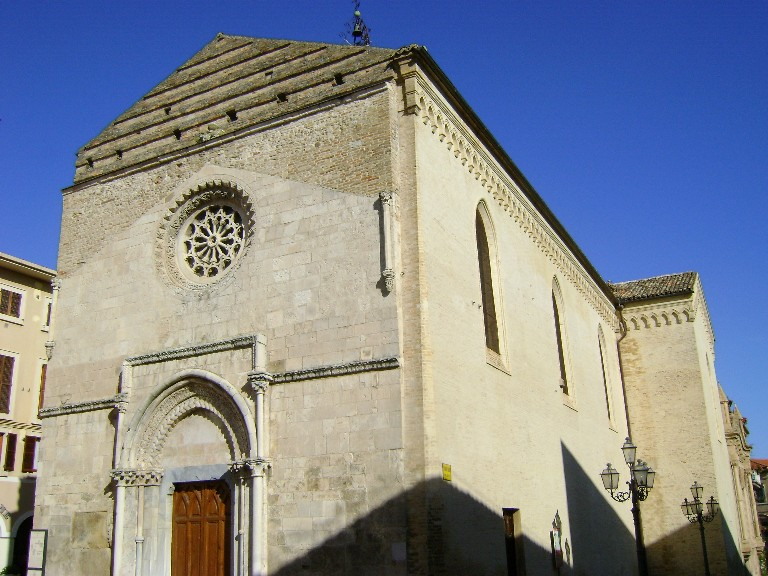
Facciata della Cattedrale di San Giuseppe, all'epoca di Santa Margherita, poi riconvertita in Sant'Agostino, prima dell'intitolazione del XIX secolo. La chiesa fu completamente distrutta dai turchi meno la facciata gotica che rimase in piedi. Il rosone tuttavia andò perso, e quello di oggi è una ricostruzione del 1927

Qualche giorno prima dell'arrivo dei turchi il 1 agosto, nella chiesa di Santa Caterina di Ortona (inclusa nel monastero delle Benedettine dedicato a sant'Anna,
in via Garibaldi), nell'oratorio del Crocifisso, si sarebbe verificato il miracolo del sanguinamento del costato di Cristo crocifisso tra la Vergine addolorata e San Giovanni apostolo.
L'affresco risalente al 1327 circa, facente parte dell'ex monastero di Sant'Anna delle Benedettine, avrebbe sanguinato 48 giorni prima della presa di Ortona, quando le monache già sapevano dei saccheggi di Francavilla e Pescara, supplicando l'immagine sacra. Sgorgato il sangue, le monache lo conservarono in un'ampolla e compresero che avrebbero dovuto abbandonare la città perché indifendibile. Si racconta che durante la distruzione della città, il monastero di Santa Caterina non venne toccato, e nemmeno l'oratorio del Crocifisso, mentre le monache vi pregavano all'interno.

### Saccheggio di Vasto
Dopo aver cercato di prendere anche Vasto, i turchi proseguirono verso Termoli e Montenero di Bisaccia, dove rubarono il bestiame delle campagne, schiavizzando i pastori.
Vennero fatti schiavi anche i cittadini d'etnia slava, perché la fascia costiera con la missione di Giorgio Skandenberg cent'anni prima era stata colonizzata, e grazie a un militare disertore ottomano, questo gruppo di prigionieri ebbe salva la vita. Il 2 agosto gli ottomani sbarcarono a Termoli, riuscendo facilmente a espugnare il castello svevo, anche perché la popolazione preferì scappare nelle colline circostanti. Gli ottomani, vedendo che la popolazione aveva preventivamente abbandonato la città con i propri averi, si sfogarono depredando la cattedrale di San Basso. Qui secondo la leggenda, la Madonna implorata dal popolo scacciò gli ottomani, facendo trovare protezione alla gente sopra un colle, dove edificarono una chiesa dedicata alla Vittoria, mentre gli ottomani proseguivano imperterriti verso Guglionesi e Campomarino, finché l'intervento della Corona non ricacciò indietro i turchi.
Un testimone di questi fatti, anche se dopo che avvennero, fu il padre Serafino Razzi, che ne descrisse gli effetti ancora evidenti nei suoi Viaggi negli Abruzzi (1578), avendo soggiornato nei conventi domenicani di Francavilla, Vasto e Ortona, città maggiormente colpite da queste scorrerie.

## Gli spagnoli a Pescara: la nuova fortezza o "Real Piazza"
Quando Carlo V di Spagna entrò in possesso definitivo del Regno di Napoli, per fortificare il nuovo dominio, progettò un vasto sistema di fortificazioni, specialmente lungo le coste, proseguito dai successivi viceré di Napoli, tra cui Pedro Álvarez de Toledo e dal duca di Guisa. Fu così che nel 1510 iniziò la progettazione di rifacimento di una nuova fortezza militare che racchiudesse l'abitato antico di Aterno. La fortezza, smantellata alla fine dell'Ottocento, era costituita da sette bastioni che occupavano anche la porzione a nord del fiume. Della fortezza restano gli edifici delle caserme, dal 1982 sedi del Museo delle genti d'Abruzzo.

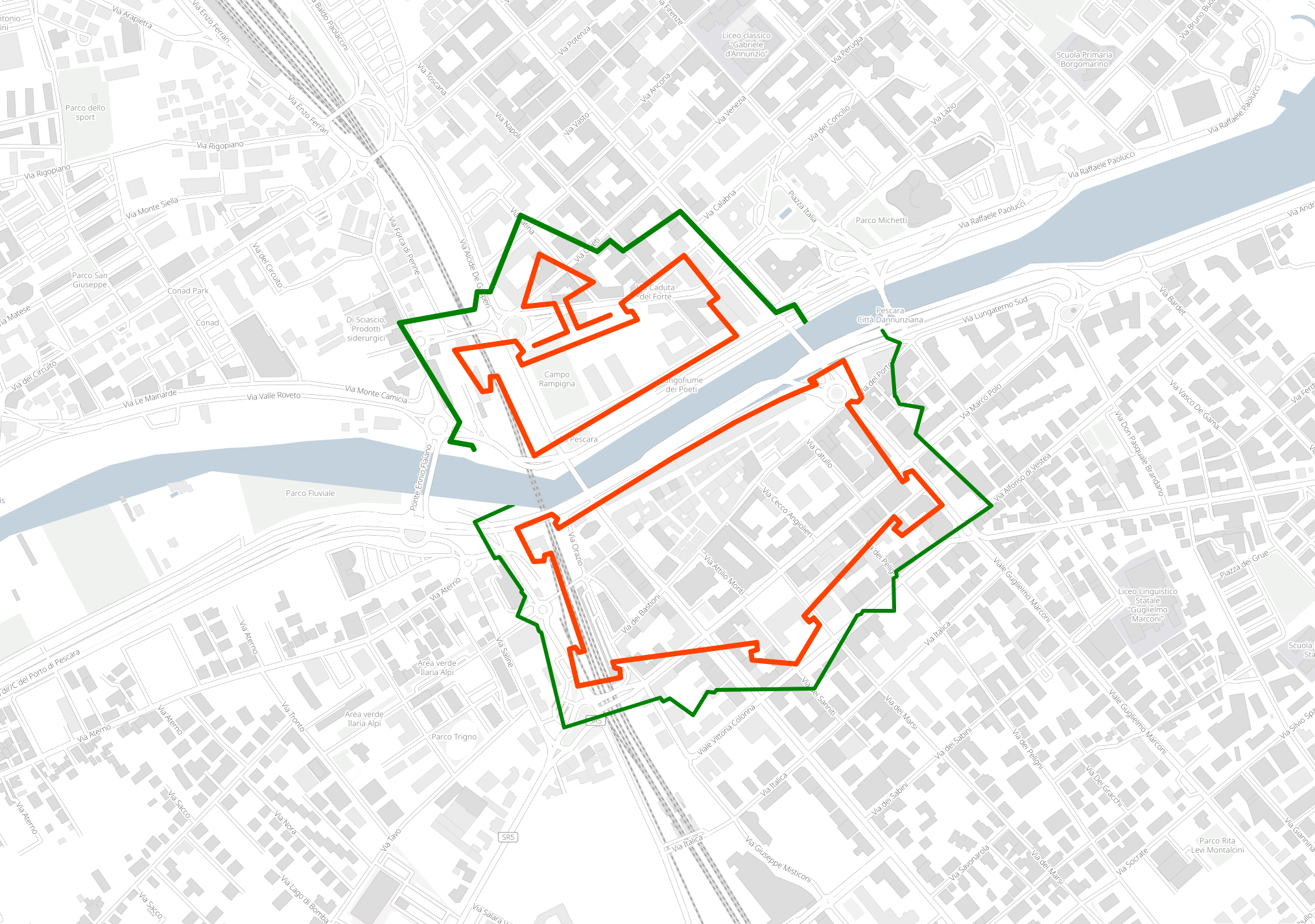
Mappa moderna con la ricostruzione dell'area della fortezza di Pescara

## Il Seicento in Abruzzo

### Chieti nel Seicento

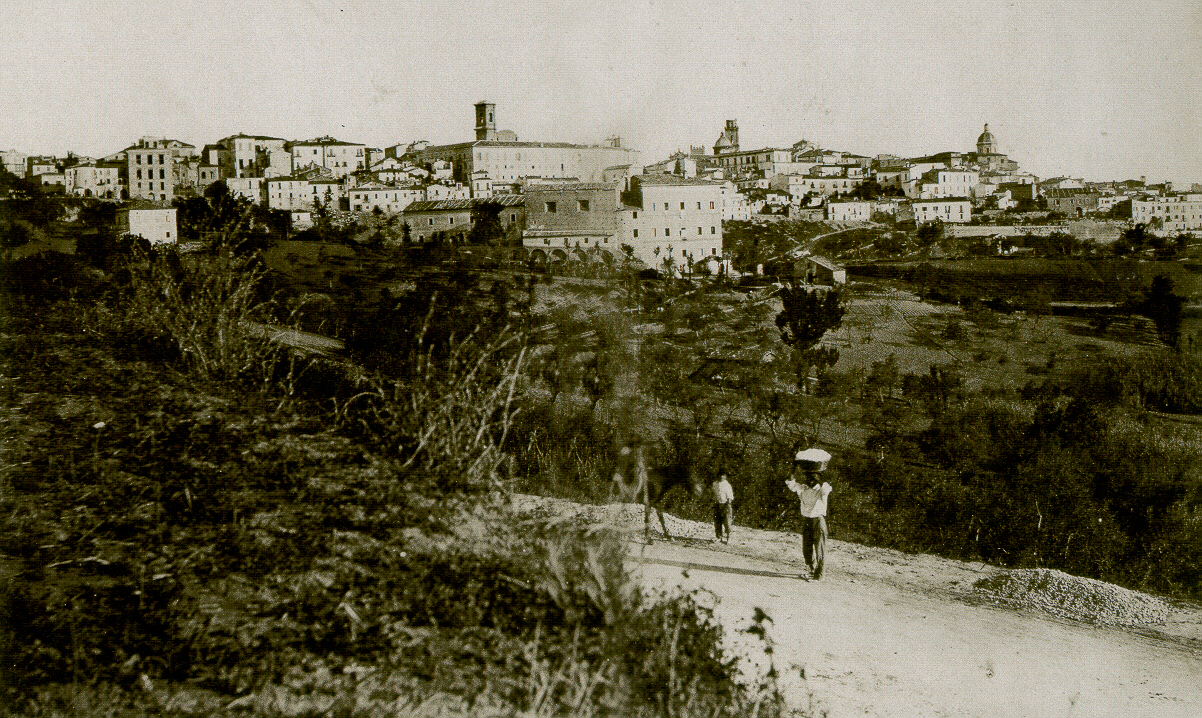
Veduta storica di Chieti dalla piana di Santa Barbara

Dalla fine del XVI secolo al XVIII secolo la città di Chieti acquistò notevole pregio per via della famiglia napoletana dei Valignani, molto legata alla casata d'Angiò, e successivamente agli Aragona. Nel 1443 Alfonso I d'Aragona la nominò "Regia Metropolis Utriusque Aprutinae Provinciae Princeps", ossia città regia capitale di ambedue le province abruzzesi di Teramo e del contado teatino. Tale frase è incisa anche nello stemma civico, che prese l'attuale aspetto nel XVI secolo, con l'immagine dell'eroe Achille a cavallo, che sarebbe stato il mitico fondatore della città. Si narra infatti che nel XVII secolo in Piazza San Giustino esistesse una colonna slanciata con la statua a cavallo dell'eroe, successivamente trafugata dagli spagnoli, e di conseguenza ricostruita nel cortile del Palazzo Municipale.

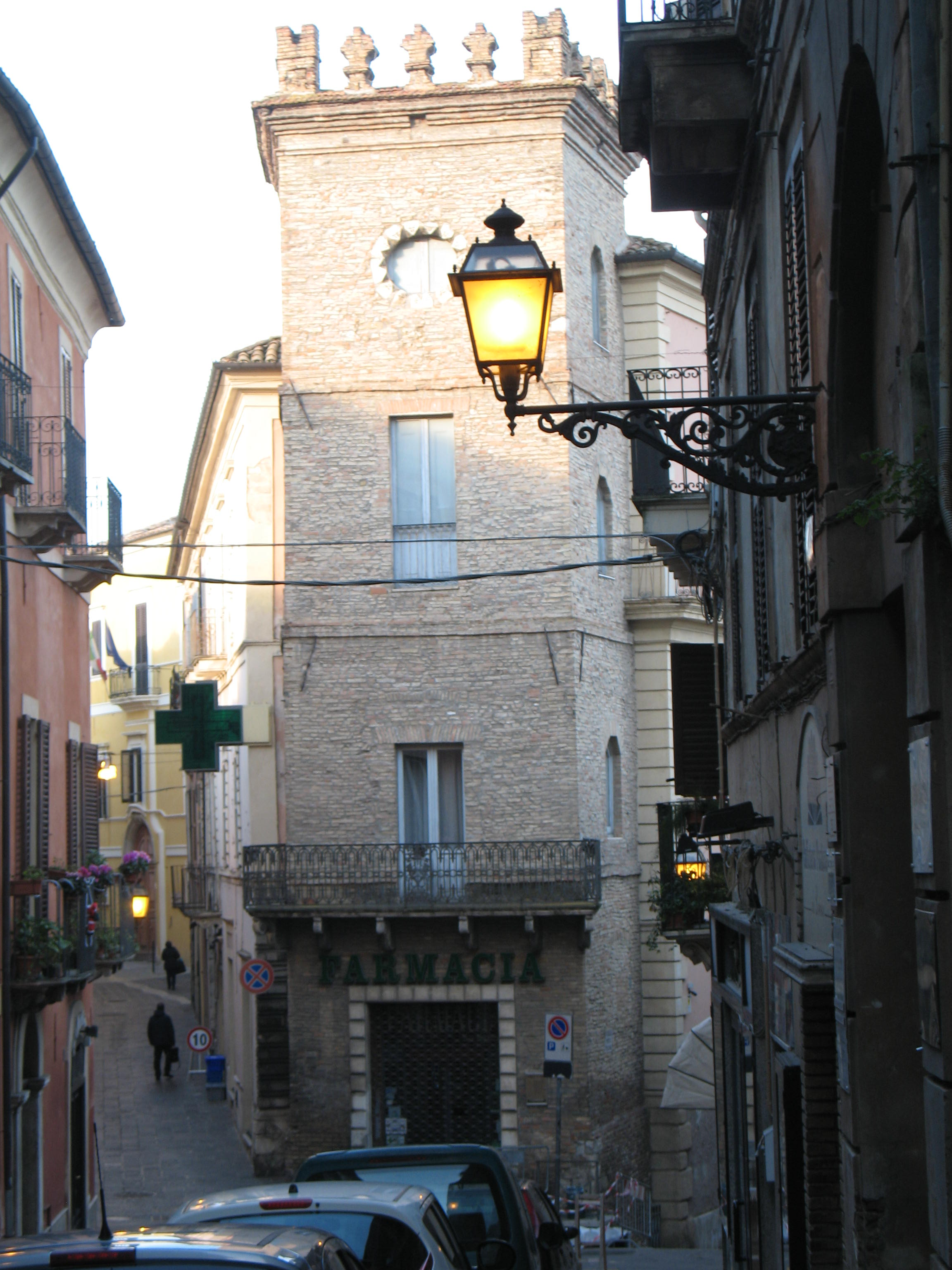
Palazzo-torre di Nicolò Toppi

Per quanto riguarda i Valignani, si insediarono a Chieti nel XV secolo, e la prima persona di spicco è il vescovo Colantonio Valignani, che fece erigere la torre del palazzo arcivescovile nel 1470. Il potere in città si consolidò con Ferdinando il Cattolico, quando Chieti aveva i feudi della Val Pescara di Spoltore, San Valentino in Abruzzo Citeriore, Torrevecchia, Forcabobolina, e poi sulla Maiella Pacentro, Canzano, Campo di Giove. In quest'epoca Giulio Valignano fu cavallerizzo maggiore di Giovanna d'Aragona, moglie di Ferdinando, ed ebbe i feudi di Cepagatti, Miglianico, Turrivalignani, Lettomanoppello. Giulio sposò Porfida Comneo, figlio di Musacchio d'Epiro. Giovanni Antonio Valignani, conte palatino, servì Carlo V d'Asburgo in Spagna, ed ebbe la concessione di inserire l'aquila imperiale nello stemma, e di usare il motto "Decoravit integritatem et servavit odorem"
La città di Chieti beneficiò molto al livello urbano e culturale della presenza di questa famiglia, anche se non mancarono dissidi e lotte intestine, come l'episodio contro Niccolò Toppi.
Nel 1646, a causa di debiti di Filippo IV di Spagna nei confronti di Ladislao IV Vasa, Chieti, legata indissolubilmente al casato di Spagna per i vincoli con i Valignani, fu venduta a Ferdinando Caracciolo, duca di Castel di Sangro; l'oligarchia patrizia teatina si oppose e nel 1647 la città fu riacquistata e reintegrata nel demanio regio dell'Abruzzo Citeriore. Esplode un conflitto tra i vari baroni della città, temendo il crollo dell'antica nobiltà terriera, sanato provvisoriamente il 22 aprile 1647 per l'ingresso del duca di Castel di Sangro. Tuttavia il governo spagnolo insediatosi non si dimostrò crudele come accadde nelle città dell'Aquila o di Lanciano, ma annetté semplicemente una realtà politico-economica già sviluppatasi e prospera nel regno di Spagna, mantenendo intatti i rapporti politici. Nel 1647 un'ambasciata di 600 cittadini teatini si recò a Napoli per chiedere la restituzione dei diritti demaniali contro i baroni. Avendo richiesto un'offerta di denaro, il viceré duca d'Argos si rimise al preside Pignatelli, ma il 1 agosto, con le rivolte di Masaniello a Napoli, anche a Chieti i popolari insorsero contro i nobili, fagocitata dal vescovo Valignani, contrario alla speculazione dei baroni sulla città. Nel gennaio 1648 l'equilibrio si risolse, dato che era anche morto Francesco Caracciolo, tornando in città il protagonismo dei Valignani e delle grandi Confraternite religiose della Trinità, dei Celestini e del Monte dei Morti a San Giustino, istituita nel 1603 da Innocenzo X.
Il giudice Toppi del rione Santa Maria nel 1647 fu costretto a lasciare la città per trasferirsi definitivamente a Napoli, dopo che la sua casa era stata saccheggiata. A causa della lotta infatti ci fu la controversia tra il Toppi e don Ferdinando Caracciolo, duca di Castel di Sangro e marchese di Tocco, per l'acquisto della città di Chieti durante il governo del viceré di Napoli. Per il parlamento di Chieti così ben consolidato nel sistema di rapporti feudali, socio economici con a capo i Valignani e dietro le altre famiglie nobili come i Tabassi, gli Henrici, i Piccolomini, la vendita della città e la perduta della demanialità regia significava la perdita stessa della libertà e il blocco dei propri interessi e traffici perché sarebbero stati maggiormente controllati dalla Corona e dal nuovo feudatario.

#### Lanciano e la guerra degli Antoniani e Petroniani

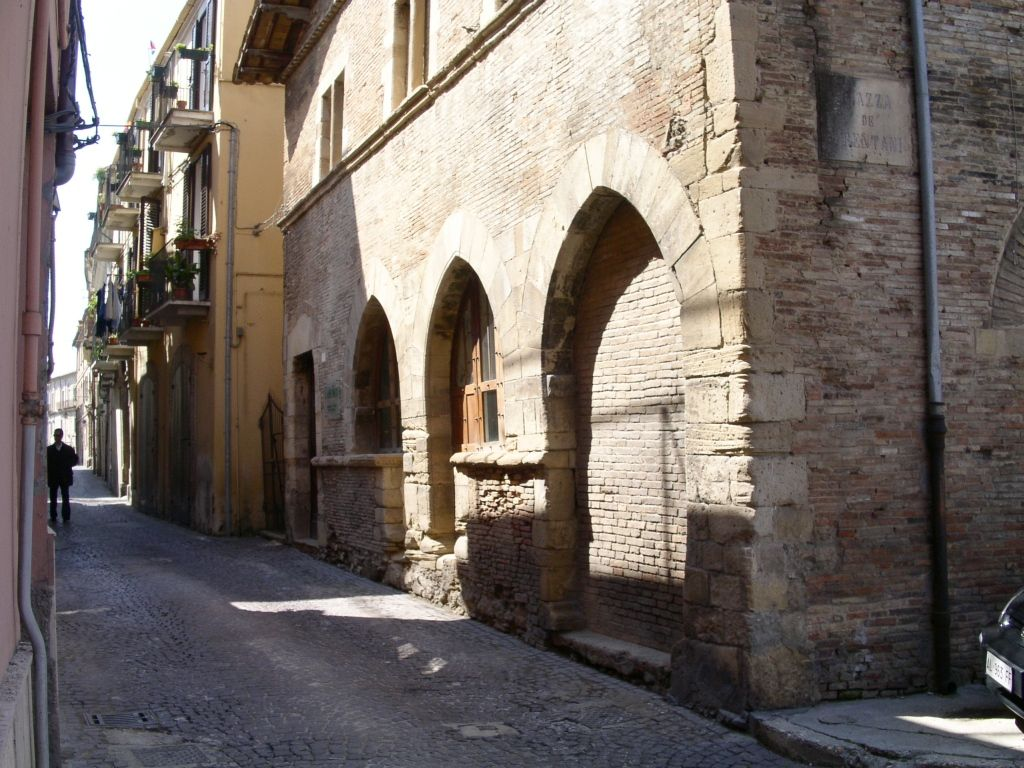
Botteghe medievali di Nicola de Rubeis (Lanciano), via dei Frentani

La città di Lanciano era la seconda in Abruzzo dopo Chieti per popolazione e stabilità economica, dopo le conquiste spagnole. I mercati, i traffici e le annuali fiere, insieme ai proventi delle vaste terre della valle Frentana alla foce del Sangro, e il controllo del porto di San Vito Chietino, avevano scalzato la minaccia di Ortona, tanto che nemmeno i turchi nel 1566 si spinsero nell'entroterra per provare a saccheggiare la città. La città venne amministrata per un cinquantennio dalla famiglia Ricci. Nel 1421 per interessamento del doge di Venezia e di Giovanna II di Napoli, Pippo Ricci ebbe il consenso di gestire all'unanimità il controllo del traffici mercantili di San Vito, che facevano di Lanciano una delle città più fiorenti. Alfonso V d'Aragona (Alfonso I di Napoli) confermò la gestione del porto per la fedeltà della città. Durante il governo di Ferdinando il Cattolico nella città si avviò anche la fabbricazione degli aghi, i cui fabbri erano volgarmente detti "agorai", da cui anche il nome di una via del rione Lancianovecchio. Nel 1515, come già detto, Lanciano riuscì a ottenere l'istituzione di una diocesi a sé, accorpando anche i territori di Ortona, Frisa, Castel Frentano, Crecchio, Orsogna, Canosa Sannita, volendosi rendere sempre più indipendente dalla storica rivale Chieti. Tuttavia si trattò di una mezza-conquista, poiché Chieti fece in modo che la diocesi avesse un ristretto territorio pastorale, rispetto a quello teatino.
L'inizio della crisi di Lanciano avvenne per mano di sé stessa, e il resto fu insieme di conseguenze storico-naturali, come invasioni e carestie, per cui la città s'indebitò fino al collo. Alla fine del Quattrocento nella Casa d'Aragona iniziarono delle dispute di potere tra partito francese e quello spagnolo per ottenere la corona d'Asburgo. Più o meno in tutto l'Abruzzo, e anche nel resto del regno, si crearono i tipici partiti alla maniera dei guelfi e ghibellini, ma la vicenda di Lanciano venne ricordata per le stragi dei Petroniani e Antoniani. Costoro appoggiavano rispettivamente le due cause francese e spagnola, rappresentati dalle potenti famiglie dei Ricci e dei Florio. L'avvio delle confraternite partitocratiche ci fu nel 1493, in un crescendo di lotte e ostilità che culminò con un tentativo d'assalto degli Antoniani dei Florio a Lanciano, sventato da Denno Ricci nel 1501. Nel 1505 Pietro Ricci, mastrogiurato della città, offrì protezione alla vedova di Bernardino da Pelliccioni, ucciso dai fratelli perché accusato di tradimento.
Nel 1534 all'indomani dell'ultima guerriglia tra i due partiti politici, che avevano fiaccato pesantemente la città e i traffici, venendo penalizzai anche dalla Corona di Napoli per alto tradimento, avendo parteggiato per i francesi di Francesco I, l'università di Lanciano decise di porre termine ai delitti e agli scontri armati, e la pace fu sancita dal capitano Sciarra Colonna. Negli anni seguenti la città si trovò ingarbugliata in questioni burocratiche che vedevano la cittadinanza contro il governo spagnolo in lotta per riavere gli antichi privilegi della demanialità. Dopo l'intervento di Alessandro Pallavicino, che intendeva battere credito proprio a Lanciano, Lanciano rischiò il tracollo finanziario e venne infeudata a Fernando Francesco d'Avalos marchese del Vasto, subendo una grave umiliazione, per 56.4000 ducati. Fernando pose il palazzo di rappresentanza dove oggi sorge il Palazzo De Crecchio, e amministrò la città senza adottare la politica fiscalista e repressiva degli spagnoli. La città balzò alle cronache ancora per le rivolte che si susseguirono sulla scia del Masaniello di Napoli; a Lanciano ci fu Carlo Mozzagrugno, che nel 1648 si ribellò al marchese del Vasto, venendo poi ucciso.
A causa di carestie e della politica spagnolo-vastese, le fiere furono ridimensionate, complici anche la peste, il brigantaggio che coinvolse anche Vasto. Lo stesso aspetto urbanistico non cambiò affatto, e la vita sociale subì una stagnazione fino alla metà del Settecento. La città si riprenderà solo nel 1734, quando Carlo III di Borbone soppiantò la dinastia austriaca.

### La Marsica nel vice-reame spagnolo
Quando i Colonna nel 1504, dopo varie guerre di potere contro gli Orsini divennero i signori assoluti di Avezzano e dei territori marsicani, l'ex territorio del contado di Celano venne ripartito in due tronconi, ossia il Contado di Tagliacozzo a ovest e l'ex contado di Celano con la baronia di Pescina. Nonostante ad Avezzano fosse stata stanziata la sede del potere, il territorio degli ex Piccolomini di Pescina, Ortucchio e Trasacco divenne oggetto di contesa di vari baroni, cosicché il potere della conca fucense divenne molto frammentario, con piccole lotte interne. Il clima non facile della Marsica favorì scorrerie di banditi, e soprusi da parte dell'Aquila, che esigeva vettovaglie e uomini per le sue azioni belliche contro la Spagna Più volte la Marsica si trovò senza una sede amministrativa vera e propria, perché veniva spostata in continuazione tra Celano, Pescina, Tagliacozzo. Avezzano era ancora troppo piccola per emergere, e così durante il periodo del governo di Carlo V d'Asburgo, la Marsica divenne terra di stazionamento delle truppe del vice regno, a cui la popolazione doveva fornire alloggio e cibo.

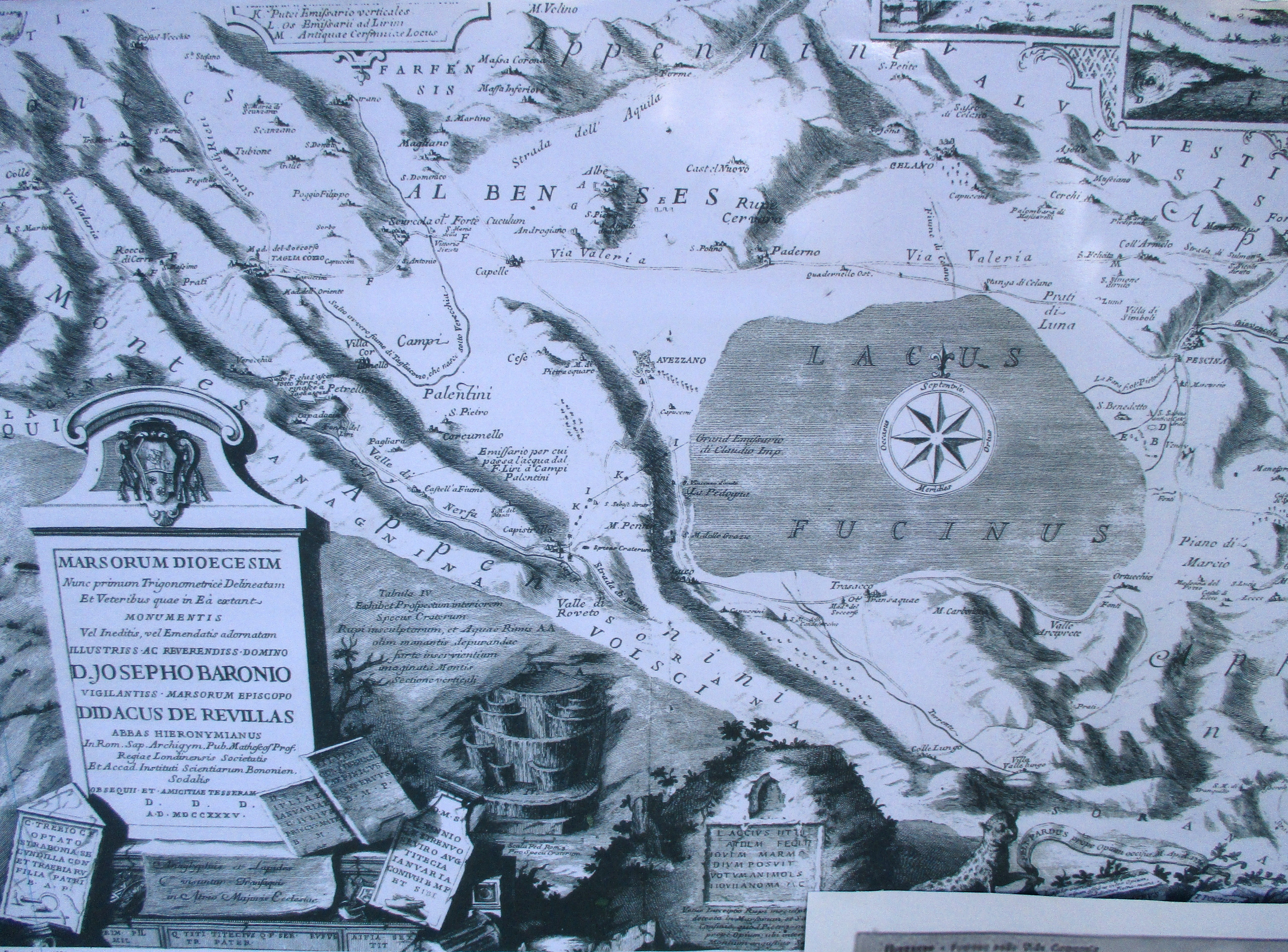
Carta territoriale della diocesi Marsicana di Diego de Revillas (1735)

Come detto specialmente pericoloso fu il banditismo, secondo alcuni fagocitato dalle stesse nobili famiglie che si spartivano il territorio: i Colonna, Peretti, Savelli, Bovadilla, gli Sforza, i Cesarini, che intendevano praticare un "fuoriuscitismo politico-nobiliare" molto pericoloso per il Regno di Napoli, dato che essi rispondevano all'autorità romana, con evidente repressione spagnola. Gli scontri si risolsero con una battaglia del 1647 da parte di Antonio Quinzi, nobile aquilano, appoggiato dai francesi insieme alle truppe dei banditi di Giulio Pezzola, che si protrasse tra i castelli di Celano, Avezzano e Scurcola Marsicana. I vari vescovi della diocesi dei Marsi, con seconda sede a Pescina, dove erano state traslate le sacre reliquie di San Berardo dei Marsi nella Collegiata di Santa Maria delle Grazie, cercarono con minacce e scomuniche di allentare la morsa tirannica dei vari baroni, ma senza successo. Così la Marsica fino alla metà del XVIII secolo, con la restaurazione di Carlo III di Borbone, divenne ricettacolo di sbandati, condannati e ladri, mentre i baroni conducevano una vita nell'ozio e nell'agio delle fortezze.
La Prammatica V del 1558 fu emanata da Napoli per rimettere in ordine le province del regno, anche per migliorare il sistema giuridico per il controllo delle situazioni turbolente. Così anche i baroni marsicani dovettero sottostare ai nuovi regolamenti, e rispondere al Sacro Regio Consiglio. Nel 1707 il Regno di Napoli fu governato dagli austriaci, e la sede amministrativa della Marsica fu spostata ad Avezzano, dove venne istituito nel 1861 il tribunale. La situazione però non migliorò, perché ai benestanti della città quali Filippo Jatosti, Ladislao Mattei, Giovanni Filippo Minucci, furono imposte tasse esose per il sostentamento delle truppe di guardia in tutta la provincia storica. In quest'epoca nella Marsica nacque e visse lo storico Muzio Febonio, il quale nella Historia Marsorum descrisse le origini del popolo, e le vicende nel Medioevo, divenendo una fonte affidabile per le vicende storiche del territorio dalle origini al XVII secolo.

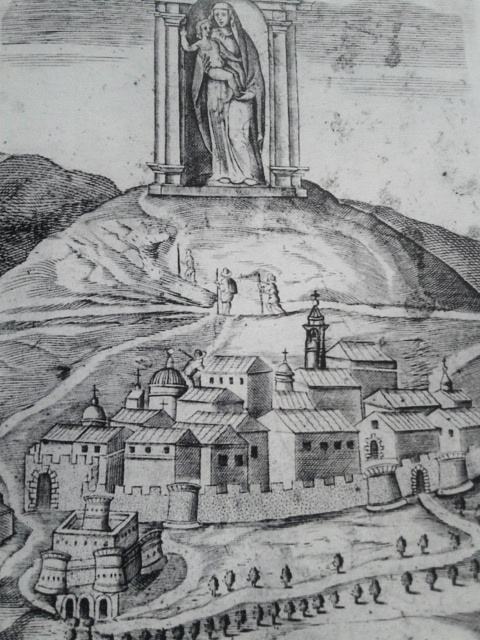
Santuario di Pietraquaria di Avezzano in una stampa del 1791 di Fedele De Bernardinis

In quest'epoca la città di Avezzano prese il definitivo assetto urbano che era integro sino al terremoto della Marsica del 1915, quando la città e molti altri centri della Marsica furono quasi completamente distrutti dalle forti scosse sismiche. Attraverso le mappe storiche del XVIII secolo e soprattutto del 1830, si può comprendere l'aspetto antico della città, oramai quasi completamente scomparso, tranne alcuni esempi come il Castello Orsini-Colonna. La città era a pianta ellittica irregolare, protetta da cinta muraria alternata da torri di guardia, opera degli Orsini e dei Colonna, dove si aprivano tre porte: porta San Rocco a nord, con la chiesa omonima dentro le mura; porta San Bartolomeo a est, che si apriva presso la chiesa scomparsa di Sant'Andrea, ossia l'antichissima chiesa di San Salvatore del X secolo; a sud, presso il castello, c'era porta San Francesco, collegata con la chiesa omonima, la cui via portava fino al Convento dei Cappuccini, ricostruito ex novo nel quartiere Frati dopo il 1915.

## Il Settecento

### Il "Grande terremoto" dell'Aquila del 1703

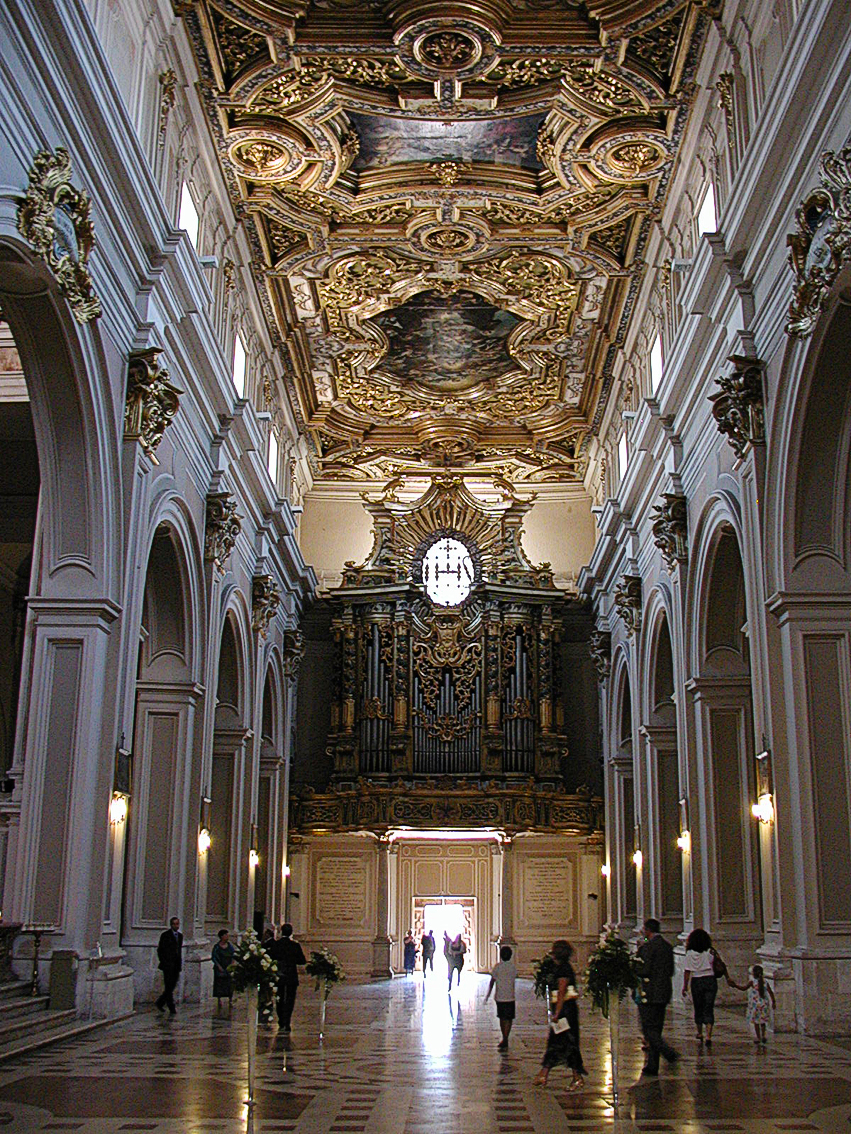
Interno della basilica di San Bernardino, ricostruito dopo il 1703, con il bel soffitto di Ferdinando Mosca

La città dell'Aquila, che malgrado le privazioni spagnole, aveva continuato a prosperare grazie ai traffici commerciali, al passaggio dei pastori transumanti sui tratturi, e ai mercati cittadini, alle soglie del '700 fu colpita gravemente da un nuovo terribile terremoto. Il 2 febbraio 1703 un forte terremoto sconvolse la città e l'Appennino centrale abruzzese, con una magnitudo di 6,7 gradi della scala Richter: le vittime in totale furono circa 6.000. Si sarebbe verificato nella faglia a nord-ovest tra Barete e Montereale, e si trattò del più forte terremoto che sconquassò l'Abruzzo nella storia, anche perché la città fu fiaccata già da un precedente terremoto, la cui magnitudo superò i 6 gradi, il 12 gennaio dello stesso anno. La città rischiò quasi di scomparire per la grave entità dei danni agli edifici, alle persone, con distruzioni, crolli e migliaia di morti. Si ricorda infatti che quel giorno "della Candelora" i fedeli si trovavano nella già danneggiata chiesa di San Domenico a pregare, e furono sorpresi dalla scossa, che fece crollare il tetto, uccidendo 600 persone. Questo terremoto fu l'ultimo di una serie di scosse che interessarono l'Appennino centrale tra L'Aquila e Norcia, poiché nel 1702 un terremoto colpì la città, insieme ad Amatrice. Lo storico Antinori negli Annali, essendo stato quasi contemporaneo degli avvenimenti, descrisse la situazione catastrofica, parlando di una città ridotta totalmente in macerie, nella cui valle per almeno un giorno la terra tremò in continuazione con più scosse, e dove in alcuni punti la terra s'aperse in voragini.
Le cittadine coinvolte insieme all'Aquila nell'Abruzzo furono Assergi, Coppito, Aragno, Paganica, Ocre, Cittaducale, Cagnano Amiterno, Camarda, Civitatomassa e Barete, ma i danni furono così ingenti che tutto il circondario della valle Aternina ne risentì, come testimonia l'architettura oggi quasi prevalentemente barocco negli interni delle chiese, mentre gli esterni conservano un aspetto medievale. La ricostruzione fu celere, anche se fu avviata circa 10 anni dopo la distruzione, e la città cambiò volto per sempre, prendendo l'equilibrato aspetto dell'architettura medievale-rinascimentale. Si salvarono solo pochi esempi di facciate romanico-gotiche, come San Silvestro, Collemaggio, Santa Giusta, Santa Maria Paganica, San Pietro di Sassa, mentre il resto veniva celermente ricostruito secondo il nuovo canone artistico. Esemplari sono gli interni di San Bernardino eseguito da Ferdinando Mosca e fino al 1968 della basilica di Collemaggio, eseguito da Panfilo Ranalli. Alcuni esempi di chiese ricostruite ex novo, insieme a molti attuali palazzi, sono la chiesa delle Anime Sante in Piazza Duomo e la chiesa di Sant'Agostino, ricostruita completamente insieme al nuovo Duomo di San Massimo, perché entrambe furono rase al suolo. Del duomo vecchio resta solo una parete con finestre gotiche in via Roio.

### Il terremoto di Sulmona del 1706
(Commento del viceré di Napoli Juan Manuel Fernández Pacheco)

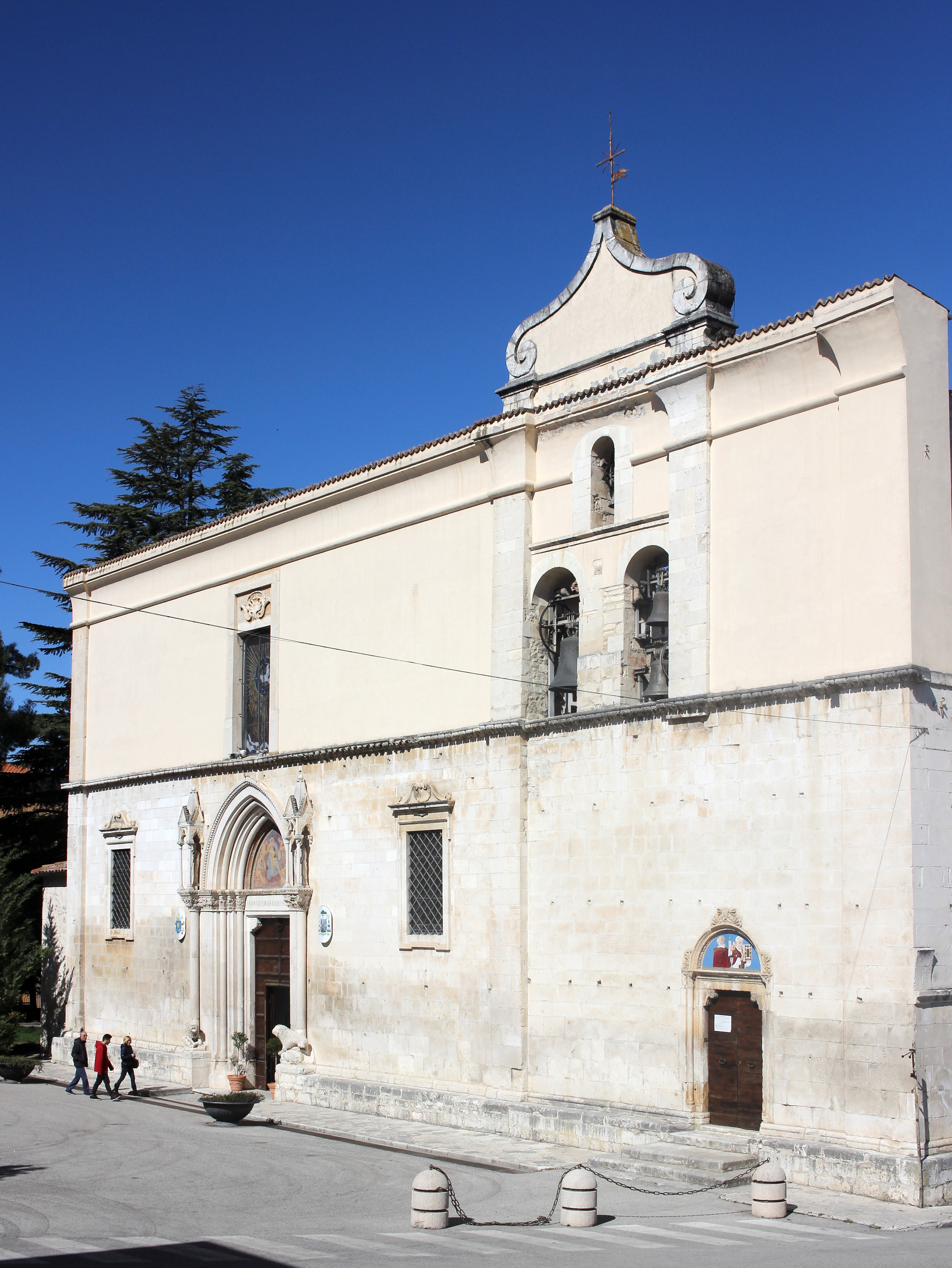
Il Duomo di San Panfilo: la parte bassa della facciata è chiaramente medievale, mentre la zona superiore col campanile è settecentesca

Nella notte tra il 3 e il 4 novembre 1706 due fortissime scosse di terremoto (magnitudo calcolata intorno a 6,8 gradi Richter) sconquassarono la parte sud dell'Abruzzo a confine col Molise, nelle province dell'Abruzzo Ultra II aquilano, dell'Abruzzo Citeriore teatino e del contado di Isernia. La faglia fu riconosciuta sul Monte Morrone-Coccia, presso Campo di Giove: la città di Sulmona fu completamente distrutta, e danni gravissimi si ebbero nei comuni limitrofi di Campo di Giove, Lama dei Peligni, Pacentro, Cansano, Corfinio, Palena, Gamberale, Manoppello, Caramanico Terme, Popoli e Bussi sul Tirino. L'Aquila, già pesantemente danneggiata nel 1703, subì ulteriori danni, la scossa fu avvertita anche nel Lazio, nella Campania e nella Puglia foggiana. Nella valle Peligna le vittime furono 2.400, e più di mille soltanto a Sulmona. Testimonianze storiche sono oggi giunte a noi, in una relazione del viceré Marchese di Vigliena. Nella sua relazione, oltre alla descrizione dei danni nei vari centri limitrofi della Maiella, si parla soprattutto della desolazione di Sulmona, un tempo definita la "Siena degli Abruzzi". Solo il convento dei Cappuccini, il campanile della chiesa dell'Annunziata e il Palazzo del questore Galparo Monti erano rimasti in piedi, e nel resto tutti gli edifici erano abbattuti con gravissimi danni. Lo storico Di Pietro, benché sia vissuto dopo il terremoto, parlò di calamità divina, descrivendo la condizione degli edifici distrutti, ma dell'immediato desiderio di ricostruzione, che iniziò nel 1715 proprio con la Cattedrale. Tra la popolazione, fuggita nelle campagne, si diffuse il panico, temendo il castigo divino per il terremoto, nella Maiella si aperse una frana, da cui uscì zolfo.

## L'Abruzzo durante l'occupazione francese del 1799
L'occupazione francese della regione fu spesso accompagnata da rivolte e guerriglie: all'Aquila, saccheggiata dalle truppe francesi, il generale Salomone organizzò numerose attività di guerriglia nelle campagne circostanti, che accompagneranno tutta l'occupazione napoleonica, mentre nella Valle Peligna e in altre zone dell'interno regionale si arrivò a veri e propri scontro armati: i rivoltosi filoborbonici, organizzati in bande guidate dai cosiddetti capimassa come Giuseppe Pronio, combatterono in diverse battaglie contro gli occupanti..

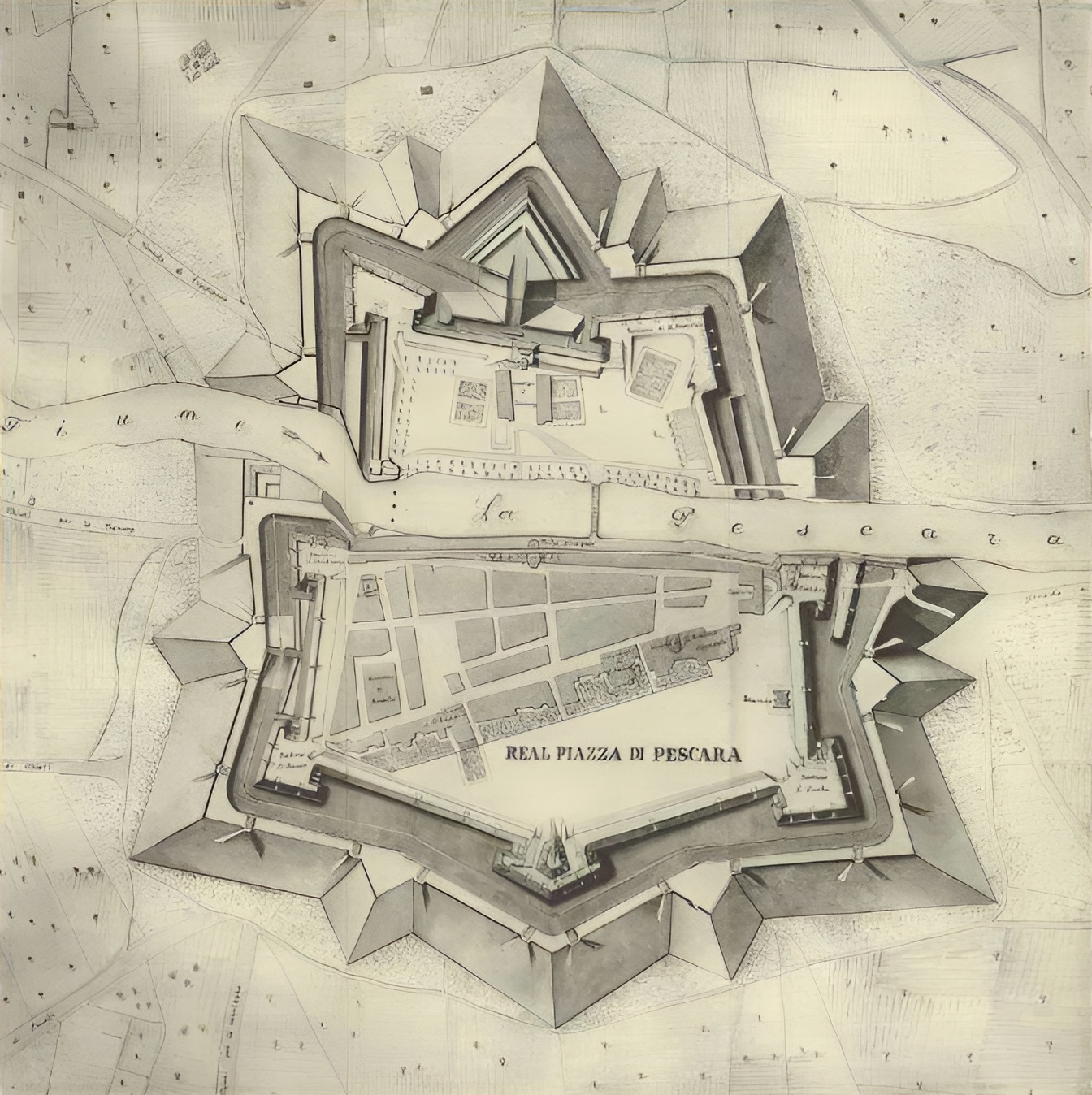
La fortezza di Pescara

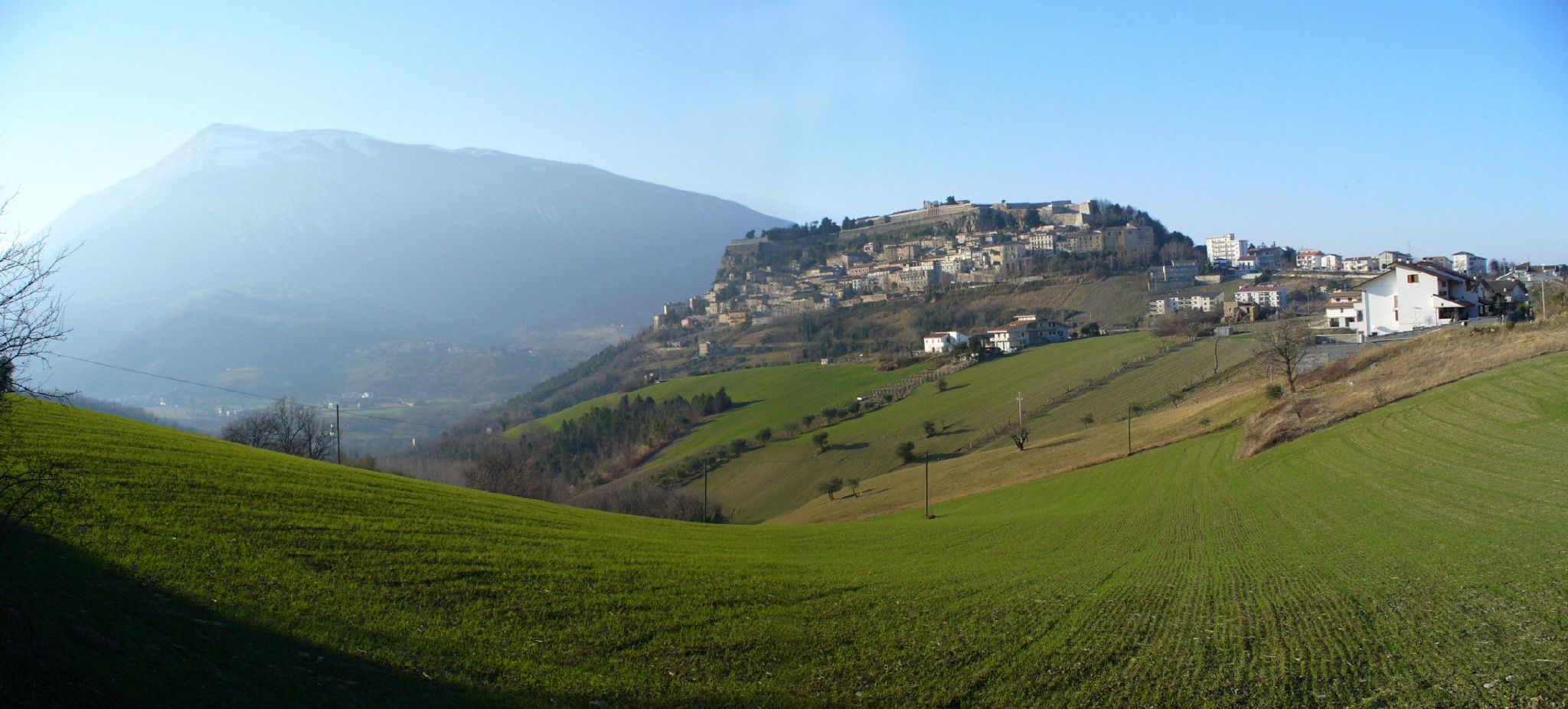
La fortezza di Civitella del Tronto

Seguendo le varie dominazioni straniere del Regno di Napoli, la fortezza di Pescara passò dal dominio spagnolo a quello austriaco nel 1707 durante la Guerra di successione spagnola, per poi finire sotto il controllo borbonico nel 1734 nel contesto della Conquista borbonica delle Due Sicilie. Nel 1798 tuttavia la fortezza passò nuovamente di mano, venendo conquistata senza spargimento di sangue dai francesi napoleonici che posero a capo della città Ettore Carafa e il pescarese Gabriele Manthoné, che farà anche parte del governo provvisorio della Repubblica Napoletana. La rivoluzione repubblicana venne però presto stroncata dalla reazione borbonica, e la fortezza difesa da Carafa dovette cedere il 30 giugno 1799 all'assedio delle truppe di Giuseppe Pronio, capomassa abruzzese al servizio dell'armata reazionaria dell'esercito della Santa Fede guidata dal cardinale Fabrizio Ruffo, ma già nel 1800 la fortezza sarà nuovamente occupata dai francesi nella Seconda campagna d'Italia.

## L'Ottocento
A livello centrale, il governo di Giuseppe Bonaparte operò una serie di riforme che andarono a stravolgere l'assetto amministrativo del regno, con l'emanazione delle leggi eversive della feudalità che imposero una nuova organizzazione del territorio, ripartito in divisioni amministrative basate sul modello francese. Nacquero così i comuni, i distretti e i circondari; in Abruzzo la provincia di Abruzzo Ulteriore venne divisa nelle due province di Abruzzo Ulteriore Primo e Abruzzo Ulteriore Secondo, nelle quali vennero quindi creati i distretti di Aquila, Cittaducale, Sulmona e Avezzano nella provincia dell'Abruzzo Ulteriore Secondo e i distretti di Teramo e di Penne nell'Abruzzo Ulteriore Primo; nella provincia di Abruzzo Citeriore vennero invece creati di distretti di Chieti, Lanciano e Vasto.
Durante l'occupazione francese del regno la regione fu luogo di diverse azioni di rivolta carbonara, che coinvolsero tutti i centri principali dell'Abruzzo. Successivamente, nel 1815, fu ristabilito l'ordine monarchico borbonico sancito dal Congresso di Vienna, e la fortezza pescarese convertita in carcere per dissidenti politici. Sino all'unità d'Italia, a parte le sporadiche azioni di gruppi e singoli intellettuali come Clemente de Caesaris, la regione non conobbe i grandi sconvolgimenti del periodo risorgimentale, e con la notevole eccezione dell'Assedio di Civitella del Tronto, in cui le truppe borboniche arroccate nella fortezza si difesero fin dopo la proclamazione del regno italiano, la transizione nel nuovo Regno d'Italia fu complessivamente, in un primo momento, pacifica.

### Sviluppo dell'Abruzzo costiero
Con l'apertura della ferrovia Adriatica nel 1863, i territori costieri, sino ad allora in massima parte disabitati, assunsero un ruolo centrale nell'economia regionale. I collegamenti ferroviari infatti aprirono l'Abruzzo ai commerci e al turismo nazionali, determinando un notevole sviluppo in una regione tradizionalmente isolata dalla sua orografia. Molti dei centri che nel secolo successivo diventeranno i principali della regione avvieranno in quegli anni le azioni di colonizzazione delle aree costiere circostanti la ferrovia, e così ai piedi delle colline che ospitano i centri storici di Tortoreto, Giulianova, Montepagano, Mutignano, Silvi, Montesilvano, Castellammare Adriatico, Francavilla al Mare, Vasto e San Salvo si andarono a formare le prime masserie e colonie balneari. Il nuovo sviluppo investì in particolare la zona di Pescara e Castellammare, terminali adriatici della via Tiburtina Valeria e dal 1873 della ferrovia Roma-Sulmona-Pescara, che ebbero modo di accrescere notevolmente la popolazione residente e le attività economiche. Tuttavia il rapido accrescimento urbano portò alla sistematica demolizione della fortezza cinquecentesca, gradualmente smantellata per consentire l'espansione cittadina.

### L'interno regionale tra sviluppo industriale e brigantaggio
Diversamente a quanto stava accadendo nelle zone costiere, l'unità italiana non portò nuovo sviluppo nell'entroterra regionale, e in diverse zone montane si svilupparono bande di briganti come la "banda della Maiella", i cui membri scolpirono la cosiddetta Tavola dei Briganti su una roccia nella Maiella, che recita Leggete la mia memoria per i cari lettori. Nel 1820 nacque Vittorio Emanuele Re d'Italia. Prima era il regno dei fiori, ora è il regno della miseria. Le attività delle diverse bande furono nel corso degli anni sedate, a volte anche con violenza, dalle forze militari del nuovo stato unitario.
In seguito al completamento del prosciugamento del lago Fucino, tutta la zona della Marsica conobbe un sostanziale sviluppo agricolo e industriale. Anche l'apertura di nuove infrastrutture ferroviarie, come la ferrovia Terni-Sulmona del 1873 e della ferrovia Sulmona-Isernia del 1897 contribuì a rimediare allo storico isolamento di molti territori.
In quegli anni furono molti gli esponenti artistici abruzzesi che diedero il loro contributo all'accrescimento delle attività culturali nazionali, come Edoardo Scarfoglio, Costantino Barbella, Benedetto Croce, Francesco Paolo Michetti, Francesco Paolo Tosti e Gabriele D'Annunzio.

## L'inizio del XX secolo
Il 13 gennaio 1915 il violento terremoto della Marsica, con epicentro tra la piana del Fucino e Gioia dei Marsi, provocò la morte di oltre 30 000 persone. Il sisma, fra i più violenti terremoti italiani mai registrati, rase completamente al suolo diversi paesi della zona, come Sperone, Frattura, Balsorano e Cappelle dei Marsi e provocò distruzioni pressoché totali anche nel centro maggiore dell'area, Avezzano. La lentezza dei soccorsi e delle opere di ricostruzione, rallentati dall'entrata nella prima guerra mondiale dell'Italia, determinerà un arresto dello sviluppo di tutta la zona nei decenni seguenti. In quegli anni infatti inizierà a manifestarsi il dualismo che caratterizzerà la regione sempre più marcatamente, con le aree costiere ormai in pieno sviluppo e servite da infrastrutture stradali e ferroviarie sempre più capillari, come la ferrovia Pescara-Penne, la ferrovia Chieti città-Chieti stazione e la ferrovia Sangritana.

### Il ventennio fascista

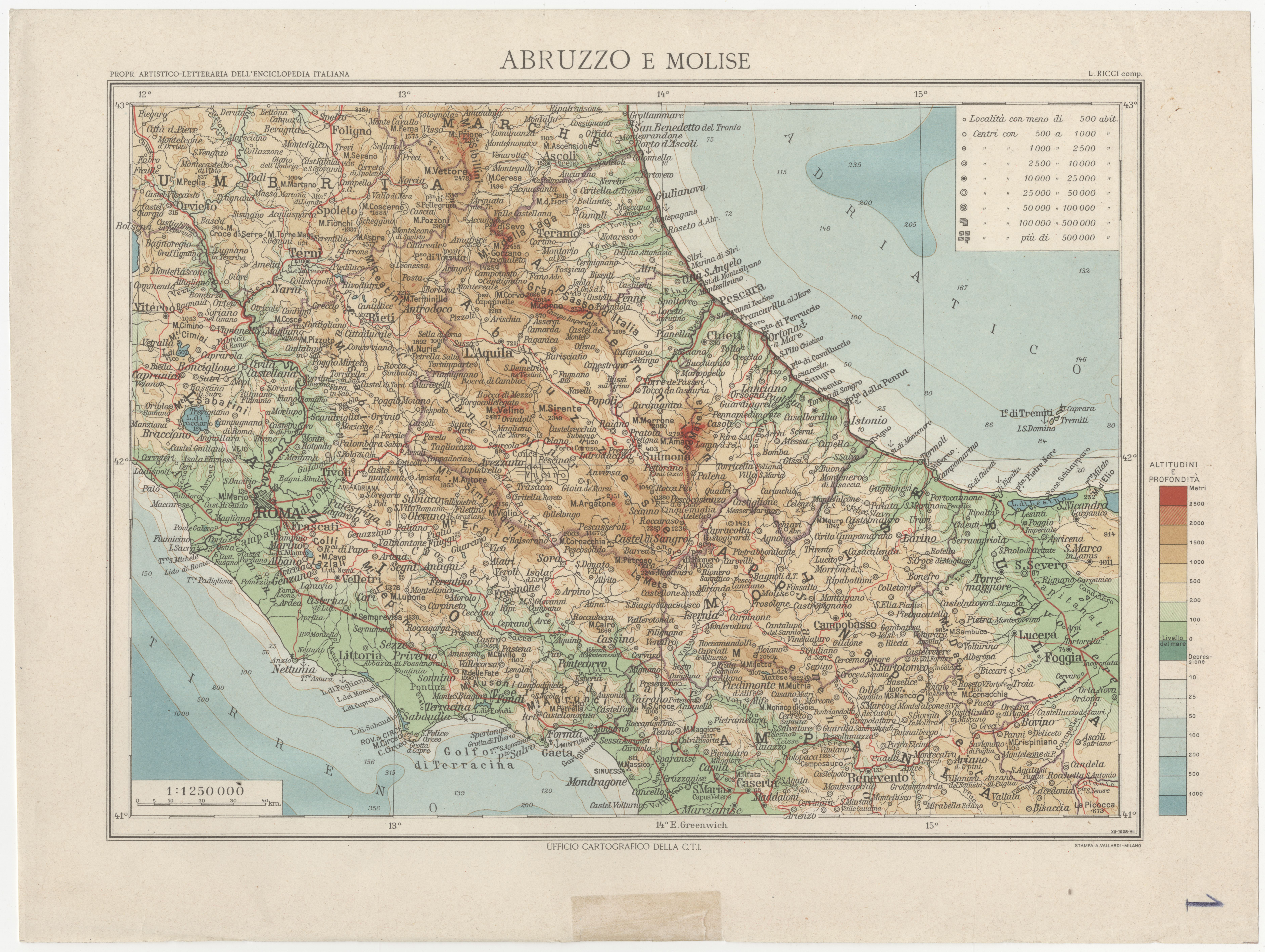
Abruzzo e Molise nel 1928. La carta è una delle tavole eseguite dall'ufficio cartografico del Touring Club Italiano per l'Enciclopedia Italiana dell'Istituto Giovani Treccani.

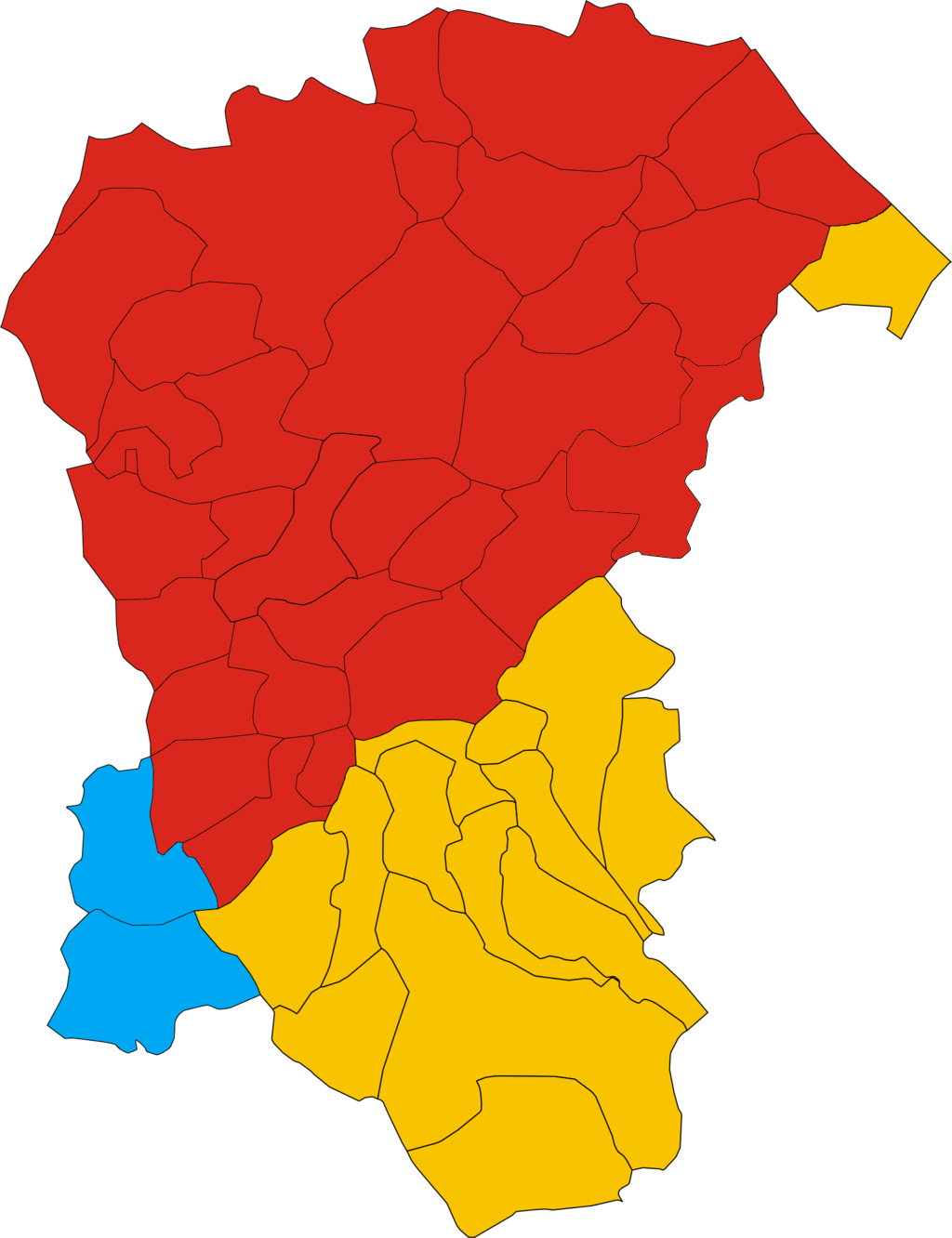
La nuova Provincia di Pescara: in rosso i comuni provenienti dalla Provincia di Teramo, in giallo quelli della Provincia di Chieti e in azzurro quelli della Provincia dell'Aquila

L'ascesa al potere del regime fascista fu preannunciata anche in Abruzzo da diversi atti di violenza squadrista, in particolare nel teramano, nella Marsica e nel chietino. Nel 1927, in seguito al riassetto degli enti locali voluto dal regime, il territorio regionale subì sostanziali variazioni: l'intero circondario di Cittaducale sarà trasferito dalla provincia dell'Aquila al Lazio per consentire la creazione della provincia di Rieti, e con una sorta di "compensazione" per l'amputazione di una considerevole parte della provincia dell'Aquila, venne decretata l'annessione al comune dell'Aquila di otto piccoli comuni limitrofi, con un decreto soprannominato "grande Aquila"; nella costa abruzzese invece, nello stesso anno, trovò compimento il lungo percorso dell'unificazione cittadina di Pescara, che comportò anche l'istituzione dell'omonima provincia ricavandola da territori in precedenza appartenenti alle province di Teramo e Chieti e, in minor misura, dell'Aquila.
La crescita costante del turismo estivo continuava a veicolare lo sviluppo delle aree costiere regionali, con la creazione di nuove colonie, in particolare sulla costa teramana, in territori da secoli pressoché disabitati. In tutta la regione, e in particolare a Pescara, vennero edificati numerosi edifici pubblici e infrastrutture. Un nuovo evento sismico, il terremoto della Maiella del 1933, colpì la regione il 26 settembre nella zona del versante orientale della montagna, causando distruzioni nei paesi di Palena, Gessopalena, Lama dei Peligni, Pescosansonesco e Salle, molti dei quali già interessati dal terremoto della Marsica diciotto anni prima.
Nel censimento del 1936, l'ultima rilevazione precedente il secondo conflitto mondiale, il comune di Pescara (i cui abitanti avevano già superato di numero quelli del suo storico capoluogo di provincia, Chieti, nelle precedenti rilevazioni del 1931) registrava 45 445 abitanti, confermandosi la seconda città abruzzese dopo i 51 160 dell'Aquila, seguita da Teramo con 33 796 abitanti e Chieti con 30 266 abitanti.

#### Seconda guerra mondiale

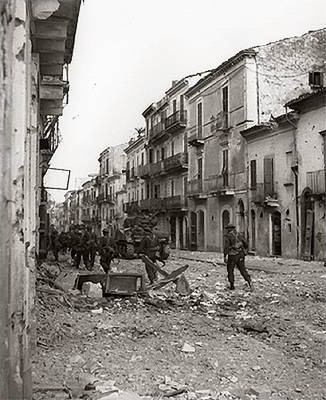
Soldati canadesi a Ortona

Fino al 1943 la regione fu estranea a contatti diretti con la guerra, e a parte i cambiamenti imposti dal coprifuoco e da altre limitazioni imposte il conflitto era vissuto come un evento lontano. L'inizio dei distruttivi bombardamenti di Pescara nell'agosto di quell'anno però cambio rapidamente questo stato di cose. In seguito all'annuncio della firma dell'Armistizio di Cassibile l'8 settembre, e in seguito alla fuga di Vittorio Emanuele III e Pietro Badoglio (che si imbarcarono in direzione di Brindisi da Ortona e Pescara), la regione venne subito occupata, senza offrire resistenza, dalle truppe tedesche che organizzarono una linea difensiva, la linea Gustav, che attraversava la regione attestandosi sulle rive del fiume Sangro. Mentre gli alleati intensificarono i bombardamenti aerei su Pescara, Avezzano, L'Aquila, Sulmona, Lanciano, Penne e altri centri strategici, gli occupanti tedeschi compirono rastrellamenti fra la popolazione civile, impiegata nelle opere di fortificazione. Le opere difensive dei tedeschi consistevano per lo più nella distruzione delle principali vie di comunicazione, sia stradali che ferroviarie, e nel posizionamento di mine antiuomo e anticarro in tutto il territorio. Le prime battaglie in Abruzzo, con gli alleati intenzionati a occupare la regione da sud, si svolsero dal 22 al 27 ottobre nei pressi del fiume Trigno, al confine con il Molise, e già il 28 novembre i tedeschi abbandonarono Vasto ripiegando verso il fiume Sangro. Con l'intensificarsi delle azioni belliche crebbe anche il numero di sfollati dalle regioni costiere più colpite dai combattimenti; molti troveranno inizialmente rifugio a Chieti (dichiarata unilateralmente dal locale comando tedesco città aperta, senza che gli alleati ne prendessero mai realmente atto), dove si andò accumulando una grande massa di profughi in particolare provenienti dalla ripetutamente bombardata Pescara. A causa dell'eccessiva presenza degli sfollati, che raddoppiò di fatto la popolazione della città teatina, e della carestia di beni di prima necessità, la popolazione iniziò a cacciare dalle proprie case gli sfollati quando nel 1944, giunte le truppe alleate, erano terminati i pericoli della guerra. Gli episodi di insofferenza verso gli sfollati si moltiplicarono, e si trasformarono in espressioni di razzismo e disprezzo, come raccontato da Corrado Alvaro
L'avanzata alleata verso nord fu arrestata dalle fortificazioni tedesche lungo la linea Gustav, e dal dicembre 1943 vi furono i duri scontri della Battaglia del Sangro e della Battaglia di Ortona, con quest'ultima che si tramutò presto in una cruenta battaglia urbana, che distrusse quasi completamente lo storico centro costiero.
Nel frattempo nel novembre del 1943 si andava formando a Casoli la formazione partigiana Brigata Maiella, capeggiata da Ettore Troilo, che collaborando con gli alleati partecipò a molte azioni di guerra nel fronte del Sangro e sul versante orientale della Maiella, e continuando le ostilità al di fuori dei confini regionali, fu fra le prime formazioni combattenti a partecipare alla liberazione di Bologna. Gli episodi di stragi e rappresaglie sui civili da parte degli occupanti tedeschi di cui si tenne traccia furono circa 359, fra i quali l'eccidio di Pietransieri del 21 novembre 1943, dove vennero uccisi centoventotto civili su una popolazione di cinquecento abitanti. Con l'avanzata verso nord degli alleati, nella primavera del 1944, gradualmente vennero liberati tutti i centri della regione.

## Il Secondo dopoguerra

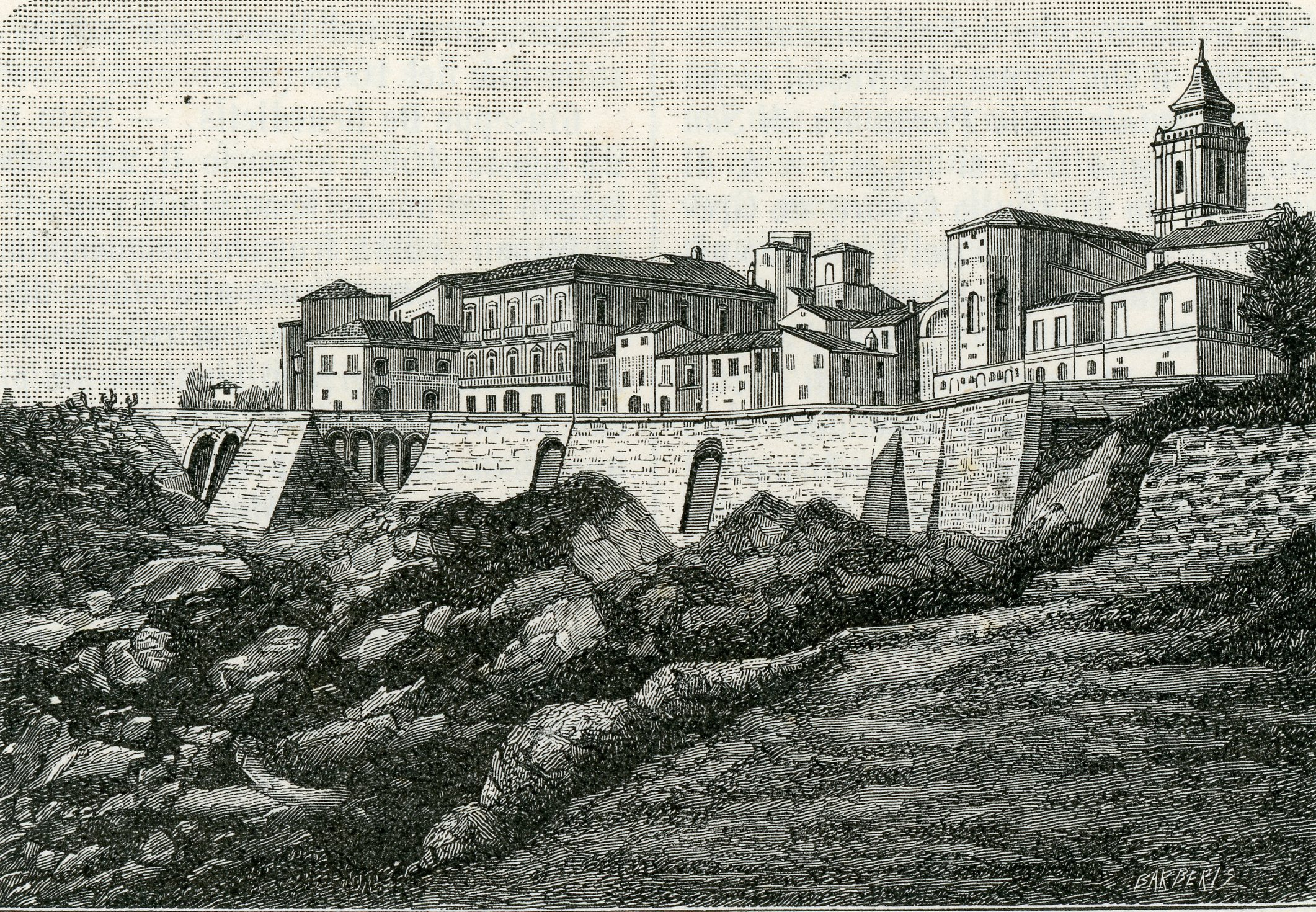
Panoramica di Vasto prima della frana

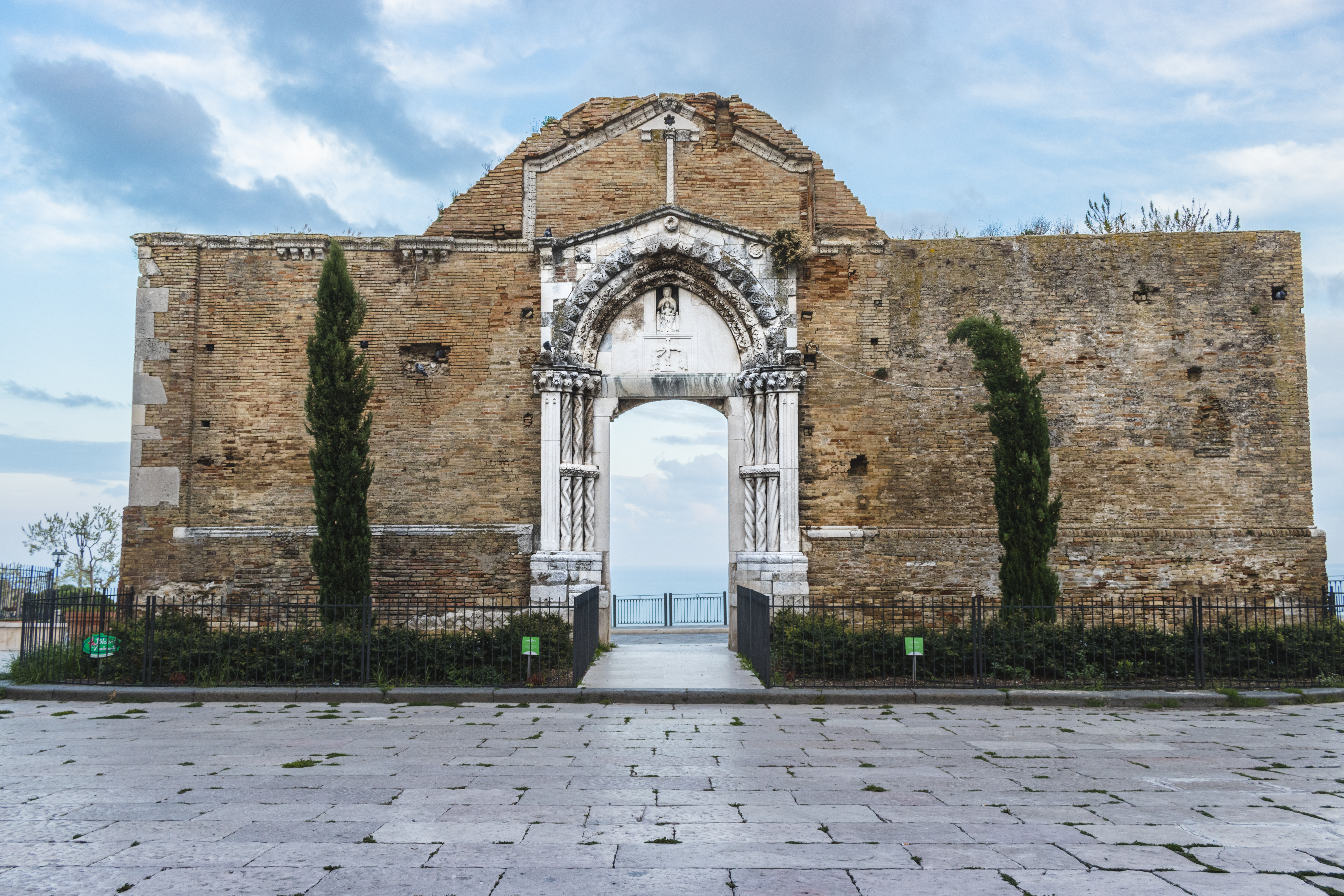
La facciata della chiesa di San Pietro, unico elemento superstite dell'edificio

Il conflitto aveva lasciato una scia di distruzione in tutta la regione, e in particolare nei centri costieri di Pescara, Francavilla al Mare e Ortona e nei centri della Maiella orientale di Lama dei Peligni, Palena, Torricella Peligna, Lettopalena e Gessopalena, che subirono ampie distruzioni dei propri centri urbani. La crisi economica colpì più duramente le aree interne della regione rispetto a quelle costiere, con un nuovo e poderoso flusso migratorio che, ancora ininterrotto, segnò lo spopolamento delle aree più isolate e la crescita esponenziale dell'area metropolitana pescarese.
Scioperi e rivolte talvolta anche violenti segnarono quegli anni nell'interno abruzzese, come gli eventi eccidio di Celano del 1950, dove furono uccisi due braccianti durante una manifestazione, e le rivolte a Sulmona dette Jamm' mò nel 1957, contro lo spostamento di alcuni uffici pubblici da Sulmona al capoluogo aquilano.
Il terremoto del Gran Sasso del 1950-1952, che colpì prevalentemente piccoli centri rurali al confine fra le province di Teramo, Rieti e L'Aquila, causò danni ai centri di Pizzoli, Campotosto e Campli.
Nel 1956 una frana colpì il territorio di Vasto, comportando la distruzione di un intero settore del centro storico. La mattina del 22 febbraio, con la popolazione già evacuata dalla zona, si verificò il primo evento franoso, con molte abitazioni trascinate a valle dal cedimento della collina, mentre il 29 agosto dello stesso anno una seconda frana provocò ulteriori distruzioni, con la rovina di Palazzo Marchesani e l'abside della chiesa di San Pietro; l'ormai compromessa stabilità dell'edificio costrinse successivamente alla demolizione dei resti dell'antica chiesa, di cui resta solo il portale. Successivi interventi di consolidamento arrestarono il cedimento del terreno.

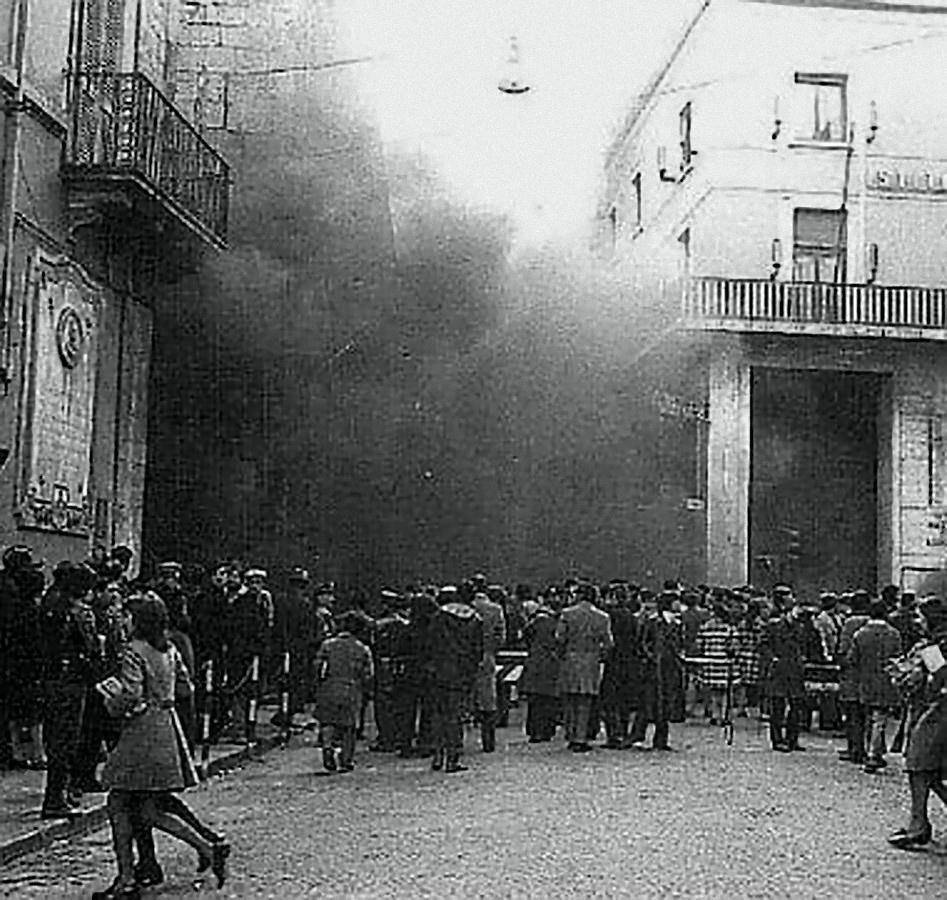
Fiamme ai Quattro Cantoni durante i moti dell'Aquila

Nei decenni seguenti il veloce accrescimento urbano, sociale ed economico di Pescara e la rapida saturazione edilizia del capoluogo adriatico, che comporterà l'esplosione demografica dei centri limitrofi di Francavilla al Mare, Montesilvano e San Giovanni Teatino, porteranno alla formazione con la vicina Chieti di un'area metropolitana; a differenza del resto della regione, la conurbazione vede una crescita continua del numero di abitanti, circa 350.000 nel 2016, ammontando a oltre un quarto dell'intera popolazione abruzzese, rendendo quest'area il propulsore economico della regione. La necessità nel 1971 di definire la sede delle istituzioni della costituenda regione Abruzzo causerà malcontento e rivolte all'Aquila: il compromesso raggiunto in sede politica, che sarà da causa per i moti dell'Aquila, pur assegnando alla città appenninica il titolo di capoluogo regionale, prevede una doppia sede per il consiglio e la giunta regionali, che si riuniscono all'Aquila e a Pescara, e un maggior numero di assessorati regionali aventi sede nella città adriatica.
In questi anni, grazie anche a un deciso intervento pubblico, si ebbe una diffusa industrializzazione della regione, con la creazione di poli industriali in tutti i centri maggiori abruzzesi, favorendo lo sviluppo economico, in particolare nelle zone costiere della regione, e facendo salire il PIL pro capite regionale al primo posto fra quelli dell'Italia meridionale.

## Il nuovo millennio

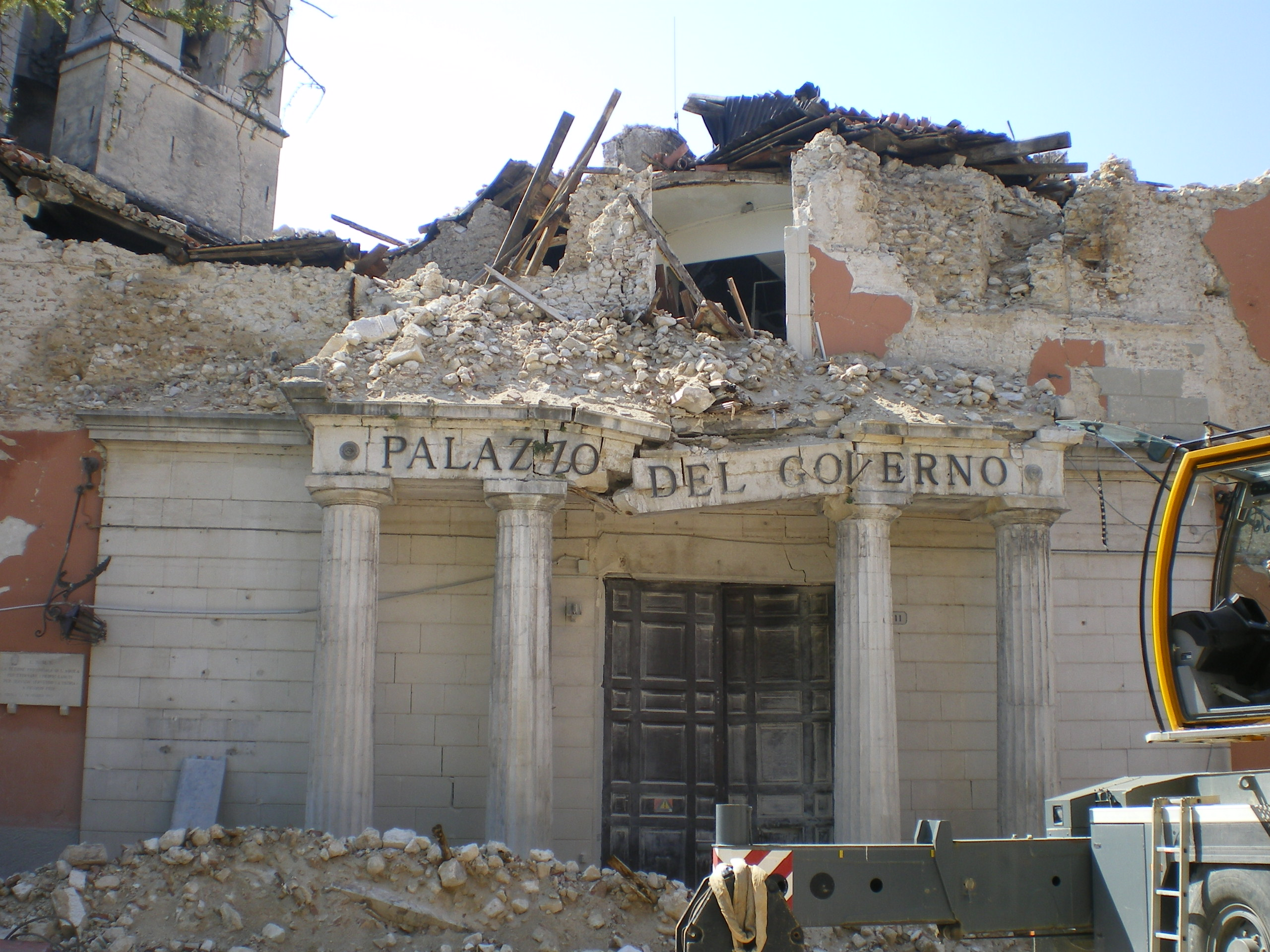
Resti della prefettura dell'Aquila

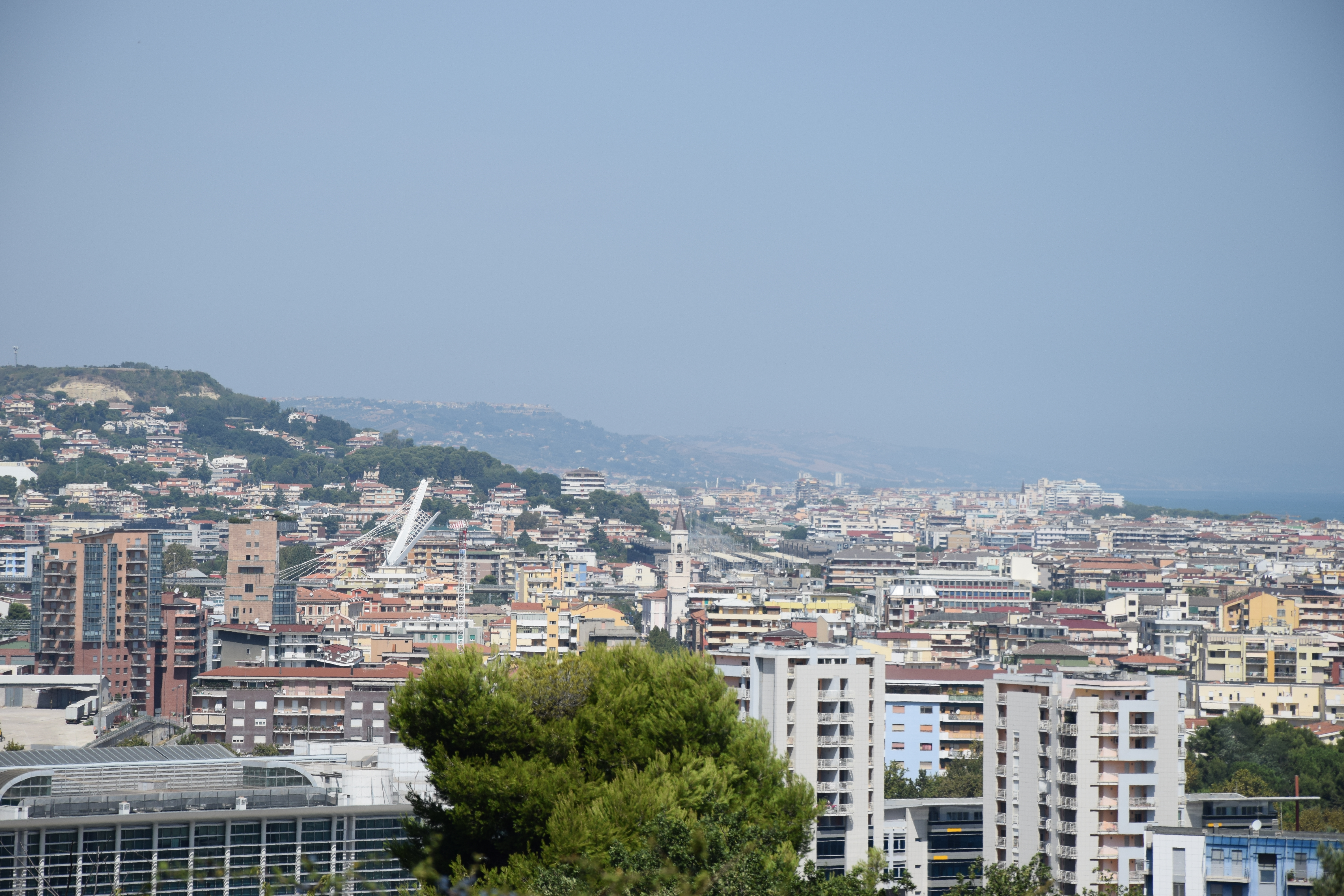
Pescara vista dalle colline circostanti

Il terremoto del 6 aprile del 2009, noto come terremoto dell'Aquila e scossa principale degli eventi sismici che colpirono tutta la conca aquilana dal 2008 al 2012, causò enormi danni alla città dell'Aquila e a diversi paesi del circondario, con un bilancio definitivo di 309 vittime, 1.600 feriti, 80.000 sfollati e oltre 10 miliardi di euro di danni stimati. Il sisma, con epicentro nella zona compresa tra le frazioni di Roio Colle, Genzano di Sassa e Collefracido (località Colle Miruci a Roio), causò danni gravissimi al patrimonio artistico aquilano, con il danneggiamento di tutti i monumenti storici e identitari cittadini, come la basilica di Collemaggio e la fortezza spagnola. Con l'intento di attirare l'attenzione internazionale sull'evento disastroso, il governo Berlusconi IV scelse di spostare il programmato incontro del G8 del 2009 dall'isola de La Maddalena alla città abruzzese, e molti Paesi si impegnarono a finanziare progetti di ricostruzione di monumenti, chiese e infrastrutture. La ricostruzione dell'Aquila ebbe concreto avvio solo nel febbraio 2012, con l'approvazione del piano di ricostruzione del comune.
Diversi scandali emergeranno nella politica di quegli anni: nel 2007 venne rinvenuta a Bussi sul Tirino, a breve distanza dal fiume Pescara, una delle più grandi discariche abusive di rifiuti tossici in Italia. La discarica di materiale tossico, strettamente correlata all'attività dell'adiacente distretto industriale, per anni ha anche inquinato le falde acquifere da cui attingevano gli acquedotti per la fornitura di gran parte della vasta area della Val Pescara, coinvolgendo circa 700 000 persone. In seguito a una serie di prescrizioni e assoluzioni, nessuno degli imputati venne condannato per la vicenda, mentre nel novembre 2021 la Corte di Cassazione ha condannato Edison, titolare del vicino distretto chimico, a sostenere i costi dei lavori di bonifica, avviati lo stesso mese.. Nel 2008 vennero arrestati il presidente della regione Ottaviano Del Turco e diversi assessori regionali nell'ambito di un'inchiesta sulla corruzione della sanità locale. Seppur assolto dal reato di associazione per delinquere, l'ex governatore fu condannato per induzione indebita a 3 anni e 11 mesi di reclusione.
Anche la successiva giunta regionale presieduta da Gianni Chiodi sarà interessata nel 2014 da vicende giudiziarie: lo stesso presidente e diversi assessori e consiglieri regionali vennero indagati per presunti abusi e gestioni illecite dei rimborsi spese, ma saranno assolti per non sussistenza del fatto nel 2018.
I terremoti del centro Italia del 2016 e del 2017 arrecarono ulteriori danni alle zone interne della regione, colpendo i settori settentrionali delle province dell'Aquila e di Teramo. In particolare, la scossa 18 gennaio 2017 è ritenuta una concausa della valanga di Rigopiano, una slavina che travolgendo una struttura alberghiera, costò la vita a 29 dei suoi occupanti. Questo evento sismico provocò ulteriori distruzioni in particolare a Campotosto, con gravi danneggiamenti alla maggior parte del patrimonio edilizio, e attivò inoltre numerose frane in diverse zone della provincia teramana, costringendo allo sfollamento di diversi paesi e contrade.
Il 9 agosto 2018 il presidente della regione Luciano D'Alfonso, eletto senatore pochi mesi prima la fine del mandato della giunta, si dimise dall'incarico di governatore lasciando le deleghe al vice Giovanni Lolli, che in seguito allo scioglimento del consiglio il successivo 16 agosto presiederà l'ente fino alle elezioni amministrative del febbraio 2019, che decretarono l'elezione di Marco Marsilio.